# Кам'янець-Подільський
Ка́м'яне́ць-Поді́льський (колишні назви — Кам'янець, у 1795—1944 роках — Кам'янець-Подільськ) — місто на південному-заході України, на Поділлі, одне з двох найбільших міст Хмельницької області, адміністративний, політичний, релігійний центр Кам'янець-Подільського району та Кам'янець-Подільської міської громади. Місто розташоване на берегах річки Смотрич.
Місто магдебурзького права, один з головних центрів історичного регіону Поділля. Королівське місто в складі Речі Посполитої, історично головна адміністративно-територіальна одиниця Західного Поділля, з 22 березня 1919 по листопад 1920 року — столиця УНР, колишній обласний центр Кам'янець-Подільської області (1937—1954), з перервами місто було центром: князівства, воєводства, намісництва, губернії, землі, округу, області, району. Центр римо-католицької церкви Кам'янець-Подільської дієцезії (1378), Кам'янець-Подільської єпархії греко-католицької церкви (2015) та Кам'янець-Подільської єпархії Православної церкви України (2024).  Входить до всеукраїнської Асоціації міст. Має свій герб та прапор.
Розвинута машинобудівна (приладобудівний, кабельний, автоагрегатний та інші заводи), харчова, легка промисловість, промисловість будівельних матеріалів, туризм. Діють 10 вишів, у тому числі 2 університети — національний ім. Огієнка та державний аграрно-технічний. З 2022 року в місто релоковані факультети ХНУВС.
У Кам'янці-Подільському знаходяться численні історико-архітектурні пам'ятки — Національний історико-архітектурний заповідник, Історичний музей-заповідник, фортеця (XIV—XVI століття, перебудована у XVII—XVIII столітті), Петропавлівський кафедральний костел (XVI століття), костел Св. Миколая (XV—XVIII століття), дерев'яна Хрестовоздвиженська церква (XVIII століття), унікальні кам'яниці епохи Ренесансу (XVI—XVIII століття), дзвіниця Св. Степаноса (XV—XVI століття), башта Стефана Баторія (XVI століття) тощо. Місто занесене до попереднього списку Всесвітньої спадщини ЮНЕСКО.

## Назва

### Етимологія

Історичний герб Кам'янця

Назва міста походить від слова «камінь» або «кам'яний», що пов'язано зі кам'яним характером ґрунту місцевості. З XI століття місто відоме як Кам'янець, у пізніших джерелах та літописах з'являється нова, подвійна назва, вона містить другу частину, яка показує історичну місцевість розташування міста — Поділля. Таке явище поширене на цій території, наприклад, є такі міста з позначенням історико-географічної місцевості, як Могилів-Подільський, Скала-Подільська, Мельниця-Подільська, Подільськ.
До слова, у давнину є багато згадок про поселення, наприклад, у Київському та Галицько-Волинському літописах Кам'янець згадується 13 разів. Проте у Волинській землі і Галицькій землі та згодом у Галицько-Волинському князівстві тоді було декілька міст зі назвами Кам'янець — Кам'янець-Волинський (зараз у складі селища Миропіль), Кам'янець-Литовський (нині — місто Кам'янець, Берестейської області Білорусі), Кам'янець-Каширський (нині — місто Камінь-Каширський).
За іншою гіпотезою назва походить від дако-римського міста Клепідава чи Петрідава, що виводиться від грецького слова «petra» або латинського «lapis», які обидва означають - камінь і дакійського слова «dava» - місто.

### Переклад назви
Назва міста іншими мовами:
| Мова       | Переклад                      | Мова       | Переклад                     |
| ---------- | ----------------------------- | ---------- | ---------------------------- |
| Англійська | Kamianets-Podilskyi           | Литовська  | Kamenecas-Podolės            |
| Італійська | Kamjanec-Podilskyj            | Іспанська  | Kamianets-Podilski           |
| Польська   | Kamieniec Podolski            | Білоруська | Камянец-Падольскі            |
| Німецька   | Kamjanez-Podilskyj            | Французька | Kamianets-Podilskyï          |
| Турецька   | Kamaniçe / Kamyanets-Podilski | Румунська  | Camenița / Camenița Podoliei |
| Їдиш       | קאַמענעץ־פּאָדאָלסק / קאַמעניץ     | Вірменська | Կամիանեց-Պոդոլսկի            |

## Розташування та клімат
Кам'янець-Подільський розташований в південно-західній частині України у мальовничій місцевості на Подільській височині за 63 кілометра напряму північніше від Чернівців, за 88 кілометрів напряму на південний захід від Хмельницького та за 343 кілометра напряму на південний захід від Києва, по залізничній лінії Ярмолинці — Ларга зі станцією «Кам'янець-Подільський». Територією міста протікає річка Смотрич, що на відстані 20 кілометрів до її впадини у річку Дністер. Це південна частина Хмельницької області, яка характеризується горбистою місцевістю з численними ярами та нерівностями. Найвища місцевість навколо міста має висоту 317 метрів і знаходиться в 5,6 км на захід від Кам’янця-Подільського.
З міста відносно легко можна здійснити подорож автошляхами до українських Карпат, за допомогою Р24 Татарів - Кам'янець-Подільський та Н03 від Чернівців. Через місто проходить один з найшвидших автошляхів зі півночі, півдня, центру та сходу країни до українських гір.
Місто розташоване поряд зі кордоном: Молдови, Румунії та має вихід автошляхами до країн Європейського Союзу та країн Південно-Східної Європи, включаючи Туреччину. Найближчі контрольно-пропускні пункти: Мамалига (63 км.), Росошани (82 км.), Сокиряни (120 км.) з Молдовою та Європейським Союзом через кордон з Румунією: Дяківці (85 км.), Порубне (119 км.), Красноїльськ (141 км.).
Відстань від міста до столиці Києва складає 423 кілометра автошляхами, що приблизно буде 5 годин 51 хвилина у дорозі. А до головного центру західного регіону міста Львів — 256 кілометрів.

### Клімат
Кам'янець-Подільський знаходиться в межах вологого континентального клімату із теплим літом, у так званому «теплому Поділлі», тут весна настає на 2 тижні раніше. Крім того, річну погоду можна описати короткою весною, зазвичай помірно теплим літом, а також тривалою осінню та зимою. Але діяльність людини досить часто призводить до екоциду, поганих змін та глобального потепління. Рівень наповнення річок водою по області становить лише 20 % від необхідного стандарту, значна частина земної поверхні стає посушливою. Для покращення ситуації у громаді варто було б проводити ревайлдинг, відновлювати екосистеми та лісові насадження. А в самому місті створювати нові парки та збільшувати упорядковані доглянуті зелені зони.
Переважають широколистяні дубово-грабові ліси, а також сірі та світло-сірі ґрунти.
| Клімат Кам'янця-Подільського                                              | Клімат Кам'янця-Подільського | Клімат Кам'янця-Подільського | Клімат Кам'янця-Подільського | Клімат Кам'янця-Подільського | Клімат Кам'янця-Подільського | Клімат Кам'янця-Подільського | Клімат Кам'янця-Подільського | Клімат Кам'янця-Подільського | Клімат Кам'янця-Подільського | Клімат Кам'янця-Подільського | Клімат Кам'янця-Подільського | Клімат Кам'янця-Подільського | Клімат Кам'янця-Подільського |
| Показник                                                                  | Січ.                         | Лют.                         | Бер.                         | Квіт.                        | Трав.                        | Черв.                        | Лип.                         | Серп.                        | Вер.                         | Жовт.                        | Лист.                        | Груд.                        | Рік                          |
| Середня температура, °C                                                   | −5                           | −3,5                         | 0,6                          | 10,5                         | 15,3                         | 18,4                         | 19,8                         | 19,3                         | 14,5                         | 8,0                          | 2,0                          | −2,4                         | 8,1                          |
| Норма опадів, мм                                                          | 42                           | 34                           | 33                           | 41                           | 52                           | 61                           | 59                           | 42                           | 39                           | 31                           | 41                           | 52                           | 600                          |
| ------------------------------------------------------------------------- | ---------------------------- | ---------------------------- | ---------------------------- | ---------------------------- | ---------------------------- | ---------------------------- | ---------------------------- | ---------------------------- | ---------------------------- | ---------------------------- | ---------------------------- | ---------------------------- | ---------------------------- |
| Джерело: Кліматичні дані Кам'янця-Подільського на сайті«www.meteoprog.ua» |                              |                              |                              |                              |                              |                              |                              |                              |                              |                              |                              |                              |                              |

## Історія
Перша письмова згадка міста - 1062 

 Теребовлянське князівство XI–1141

 Галицьке князівство 1141–1199

 Галицько-Волинське князівство 1199–1240

 Золота Орда 1240–1299

 Галицько-Волинське князівство 1299–1323

 Велике князівство Литовське 1362–1434

 Королівство Польське 1434–1569                                                                                                                                    

 Річ Посполита 1569–1672                                                                                                                              

 Османська імперія 1672–1699                                                                                                                

 Річ Посполита 1699–1793                                                                                                                              

 Російська імперія 1793–1914

 Австро-Угорщина 1914

 УНР/ЗУНР 1917–1919

 Польська Республіка 1919–1920

 СРСР окупація, (Українська РСР) 1920–1941

 Третій Рейх окупація 1941–1944

 СРСР окупація, (Українська РСР) 1944–1991

 Україна 1991
За археологічними джерелами, виникнення Кам'янця датується кінцем XII століття — початком XIII століття . Саме цій версії віддають перевагу сучасні дослідники з-поміж чотирьох гіпотез про заснування Кам'янця-Подільського.

### У давнину
Археологічні знахідки та дослідження засвідчують, що люди здавна селилися на території сучасного Кам'янця-Подільського. Це були стоянки мисливців, селище давніх землеробів.
На території сучасного Старого міста під час земляних робіт натрапили на речі часів трипільської культури (IV — III тисячоліття до н. е.). У перші століття нашої ери територію майбутнього Кам'янця та його околиць заселяли племена черняхівської культури, основним заняттям яких було землеробство.
Римські монети II — III століть, знайдені на території міста та навколишніх сіл, свідчать, що населення Середнього Подністров'я перебувало у торговельних і культурних зв'язках із жителями Північного Причорномор'я та римських провінцій.
Перша згадка про місто у вірменських джерелах датується 1062 роком і говорить про Кам'янець як про вірменську торгову станцію.

### Галицько-Волинське князівство — королівство Русь

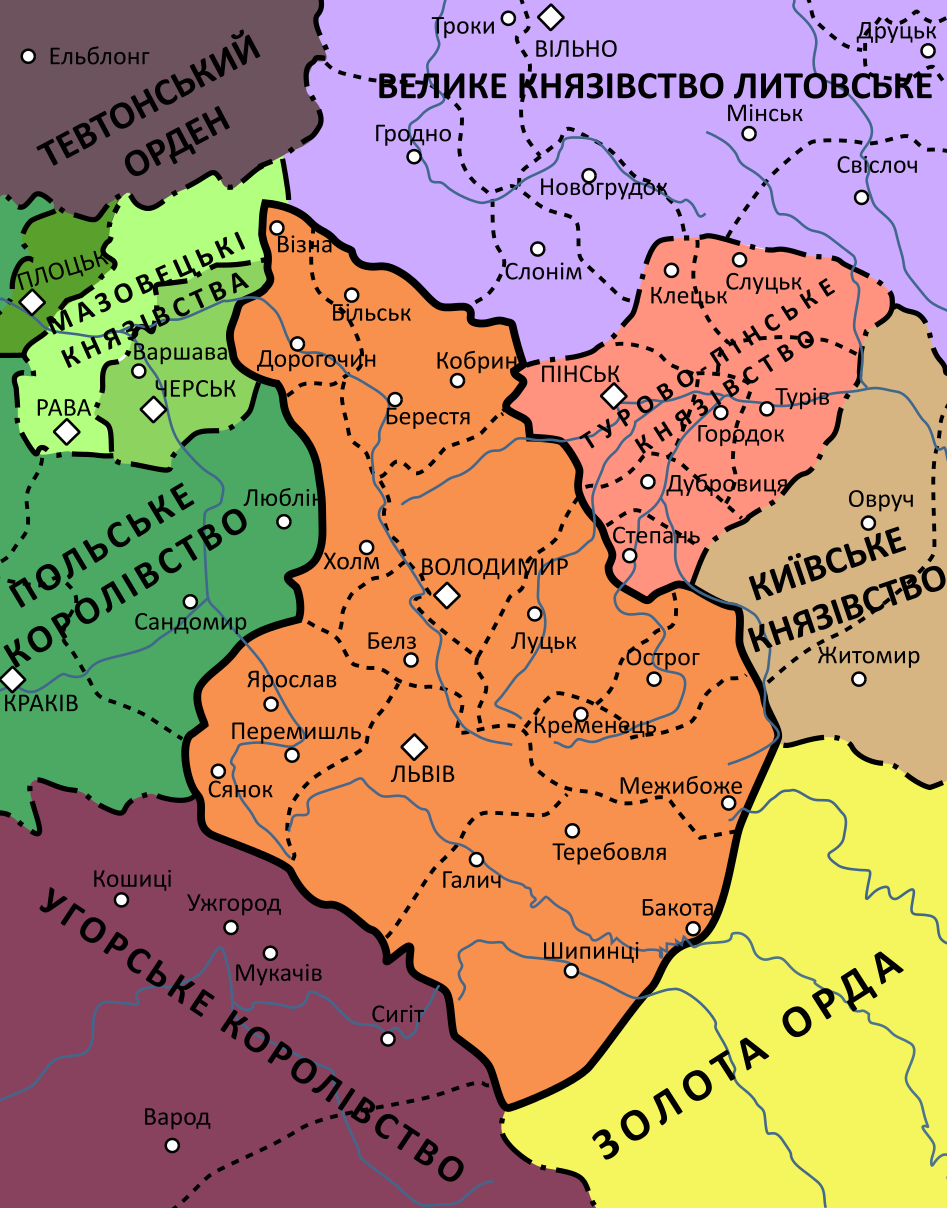
Галицько-Волинське князівство (1323—1340)

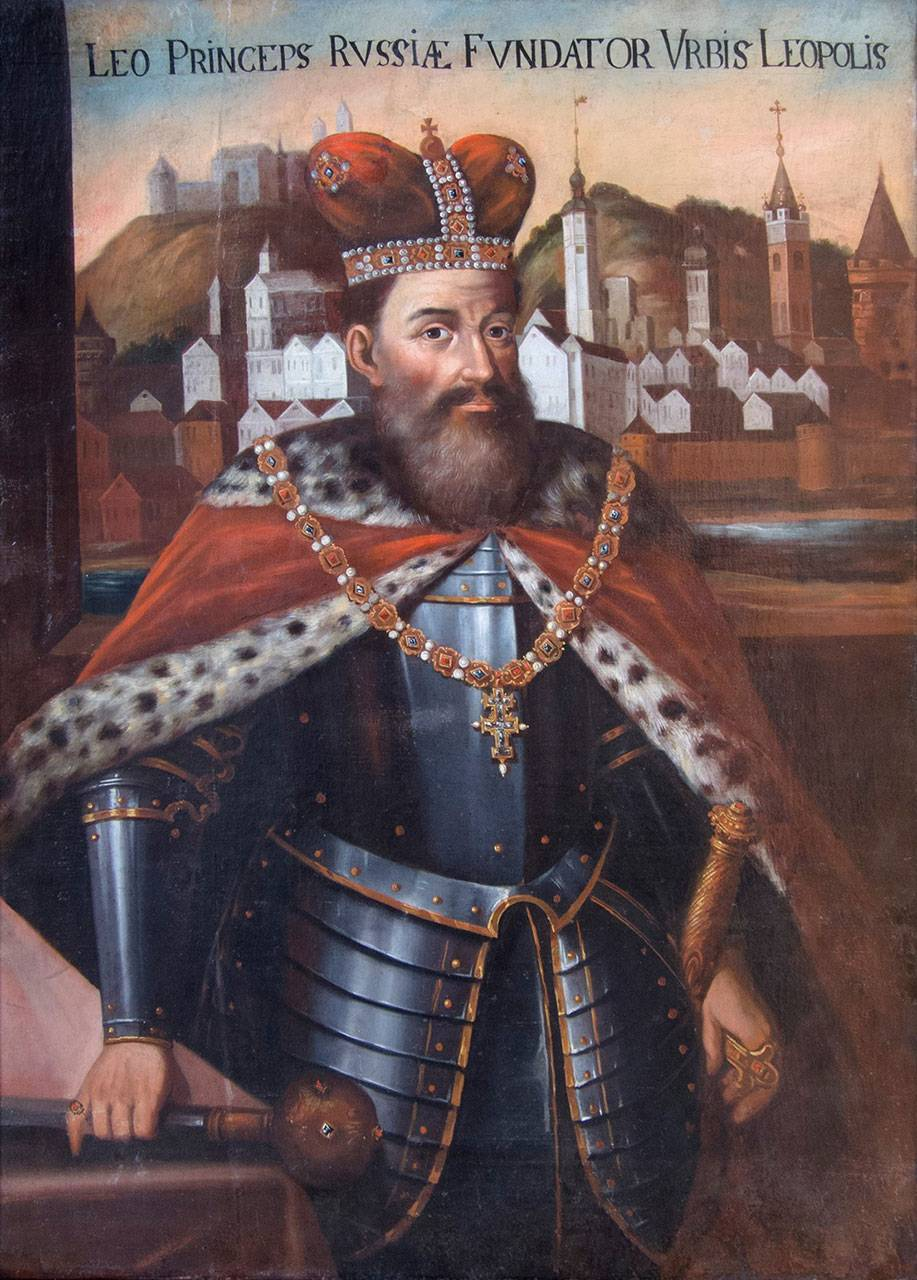
Портрет князя галицького Лева Даниловича

Герб Галицько-Волинського князівства (1119-1349)

Місто було у складі Київської Русі, територія сучасного міста у XII—XIII столітті входила до складу Пониззя, або ще інша назва Галицьке Пониззя, історична частина Карпато-Дністровських земель.
В кінці ХІ — на початку XII століття територія міста відносилась до Теребовлянського князівства, яке під князюванням Василька Ростиславича освоїло Пониззя та посилило його захисти від кочовиків, пізніше, в середині XII століття, стає складовою Галицького князівства об'єднане під владою князя Володимира Володаровича, яке в свою чергу стало частиною великої Галицько-Волинської держави — Руського королівства під керуванням Данила Галицького та його нащадків.
1153–1187 роках за правління Ярослава Осмомисла укріплено межі Галицького Пониззя та розширено територію Галицького князівства до дельти річки Дунай, включивши у залежність Берладські землі, що сприяло розвитку торгівлі по волоському шляху та безпеці територій на яких знаходиться сучасне місто.
У XIII—XIV століття відносилось до Галицько-Волинського князівства. Згідно з археологічними джерелами, саме за часів Галицько-Волинського князівства Кам'янець формується як ранньофеодальне місто з чітким розмежуванням ремесла та землеробства, з розвинутою торгівлею, що датується кінцем XII — початком XIII століття. Писемні джерела про історію Кам'янця цього періоду не збереглися.
Близько 1230 року галицький князь Лев Данилович запросив вірмен у військо для оборони східного кордону своєї держави. В подяку за справну військову службу князь нагороджував їх маєтками та землею біля Кам’янця. У той час вірмени-переселенці заснували поблизу Кам’янця сільськогосподарську колонію, відому під назвою Малі та Великі Вірмени.
У 1240 році його захопили та розорили монголо-татари. У другій половині XIII століття Золота Орда почала правити життям Поділля за допомогою баскаків і виборних місцевих отаманів. Кам'янець був адміністративним центром Кам'янецького тумена.
У 1299 році Поділля ненадовго повернулося під контроль галицько-волинських князів, але після смерті Лева II  та Андрія Юрійовича десь 1323 року та початку княжіння в Галичі польського ставленика Юрія-Болеслава Тройденовича влада Орди була відновлена. Номінально все ще залежний від Золотої Орди, Кам'янець стає об'єктом політичних інтересів одразу двох держав — Королівства Польського та Великого князівства Литовського, починається війна за галицько-волинську спадщину.

### Литовсько-Руська держава, Королівство Польське та Річ Посполита

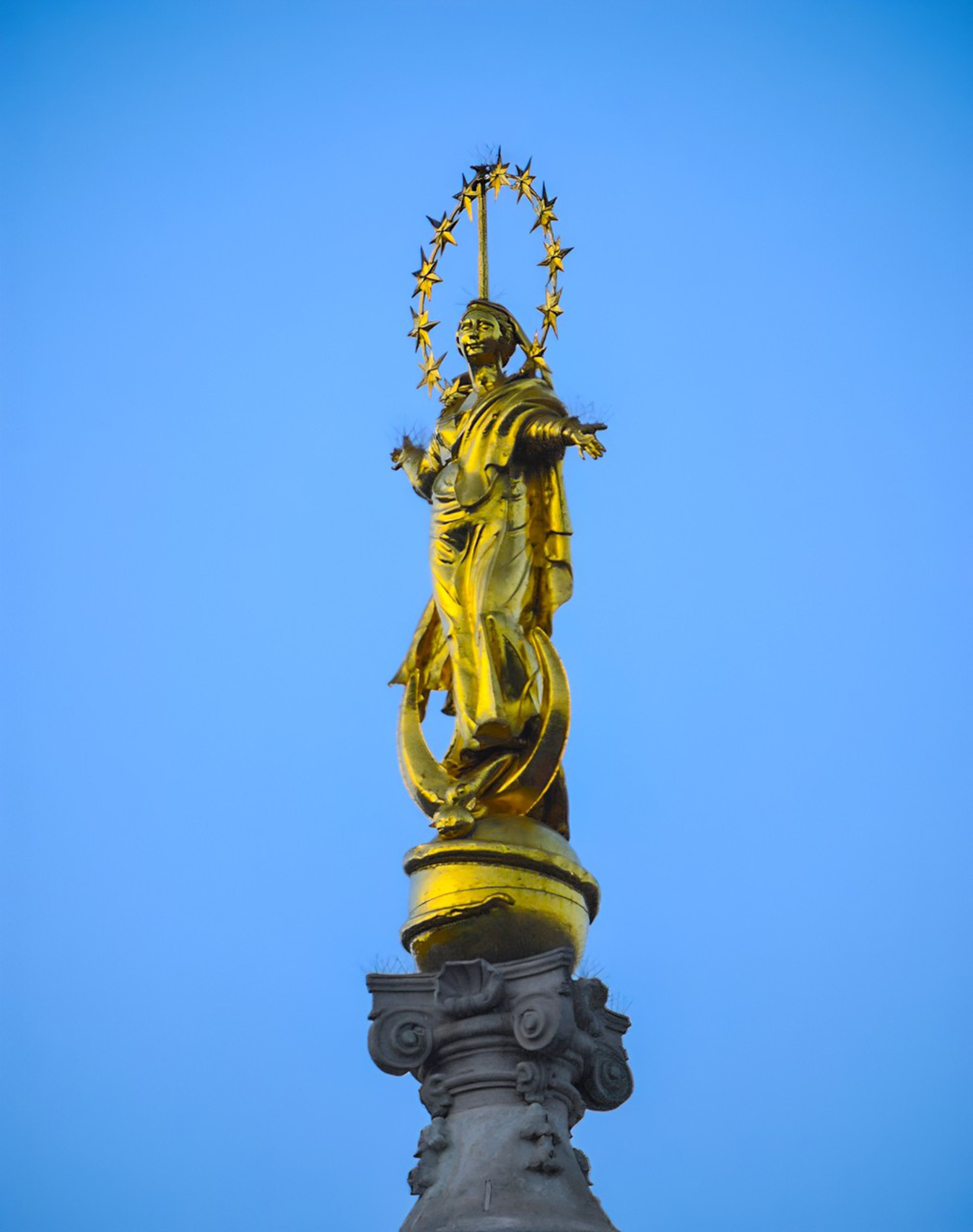
Фігура Діви Марії

У першій половині XIV століття Кам'янець став центром Подільського князівства на чолі з князями Коріятовичами, які отримали ці землі за службу війську великого князя Ольгерда.
Від 1362 року — у складі Литовсько-Руської держави, зміцнюючись як адміністративний осередок Поділля.
У 1374 році Юрій Коріятович переніс столицю Подільського князівства зі Смотрича до Кам'янця. Цього ж року місто отримало самоврядування з наданого йому Магдебурзького права. Відповідно до виданої місту грамоти, Кам'янець на 20 років звільнявся від податків, а також отримував у підпорядкування та використання великі ліси та пасовища аж до берегів Дністра.
За часів князювання Коріятовичів в Поділлі, сюди почав проникати католицизм. Так, 1370 у Кам'янці почав функціонувати домініканський чернечий орден, був заснований монастир, а незабаром і францисканці заснували в місті свій монастир. Римський Папа 1378 року видав князю Олександру Коріятовичу буллу на заснування в місті католицької єпископії. Згодом переселилися монахи інших орденів: єзуїти (1608), капуцини (1615), кармеліти босі (1623), боніфратри (1667), тринітарії (1699).
У 1430 році Кам'янець захопили польські війська, а 1434 року перемогою королівства Польщі закінчилася війна між польськими і литовськими феодалами за подільські землі, з 1463 року — центр Подільського воєводства. Відтоді Кам'янець отримав статус королівського міста, був перетворений у досконалу і тривалий час неприступну для ворогів фортецю. 5 травня 1440 року польський шляхтич Пйотр Поляк видав у Кам'янці-Подільському 2 документи, які підписав як подільський староста.

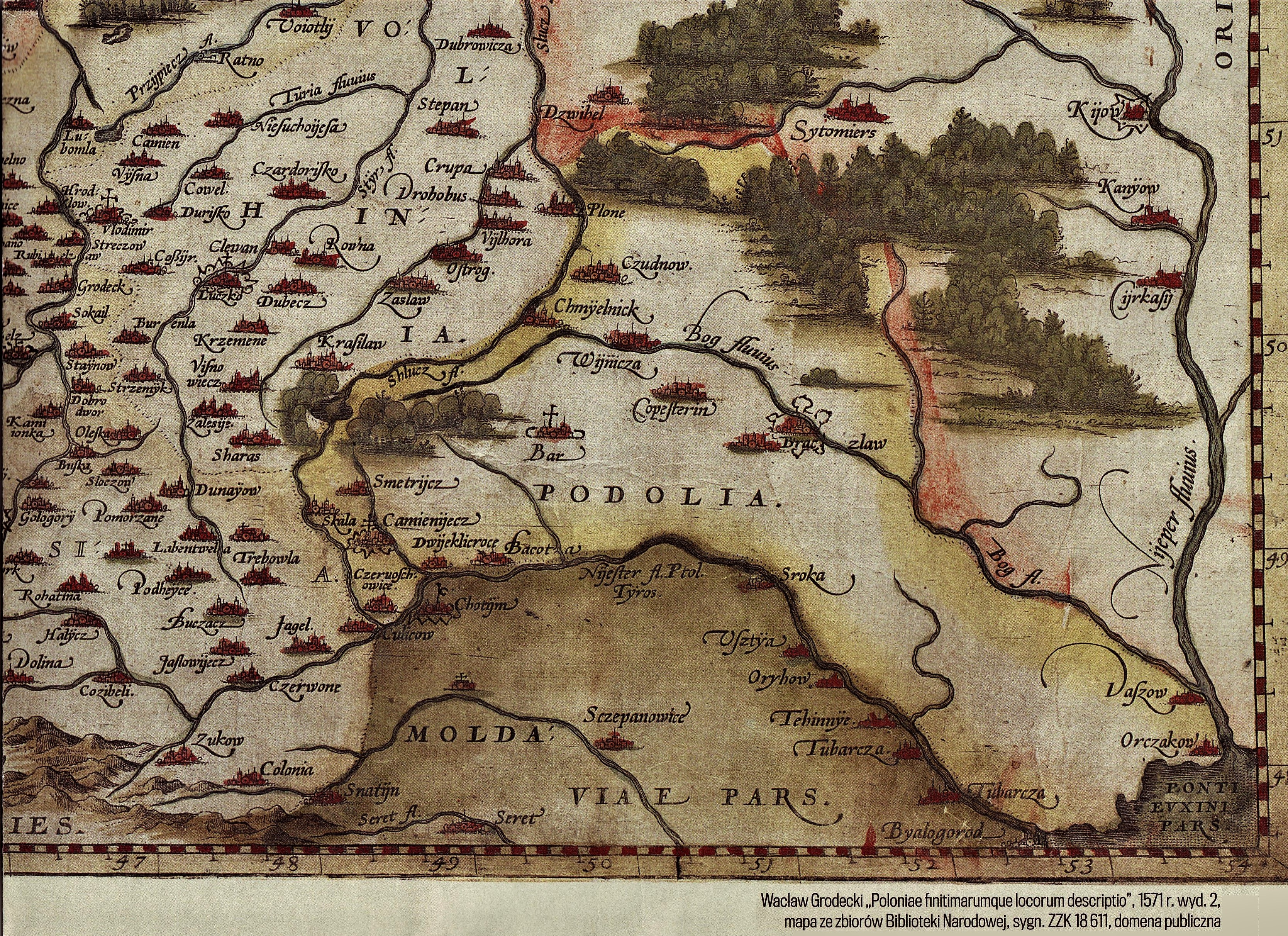
Місто на карті Вацлава Ґродецького (1571)
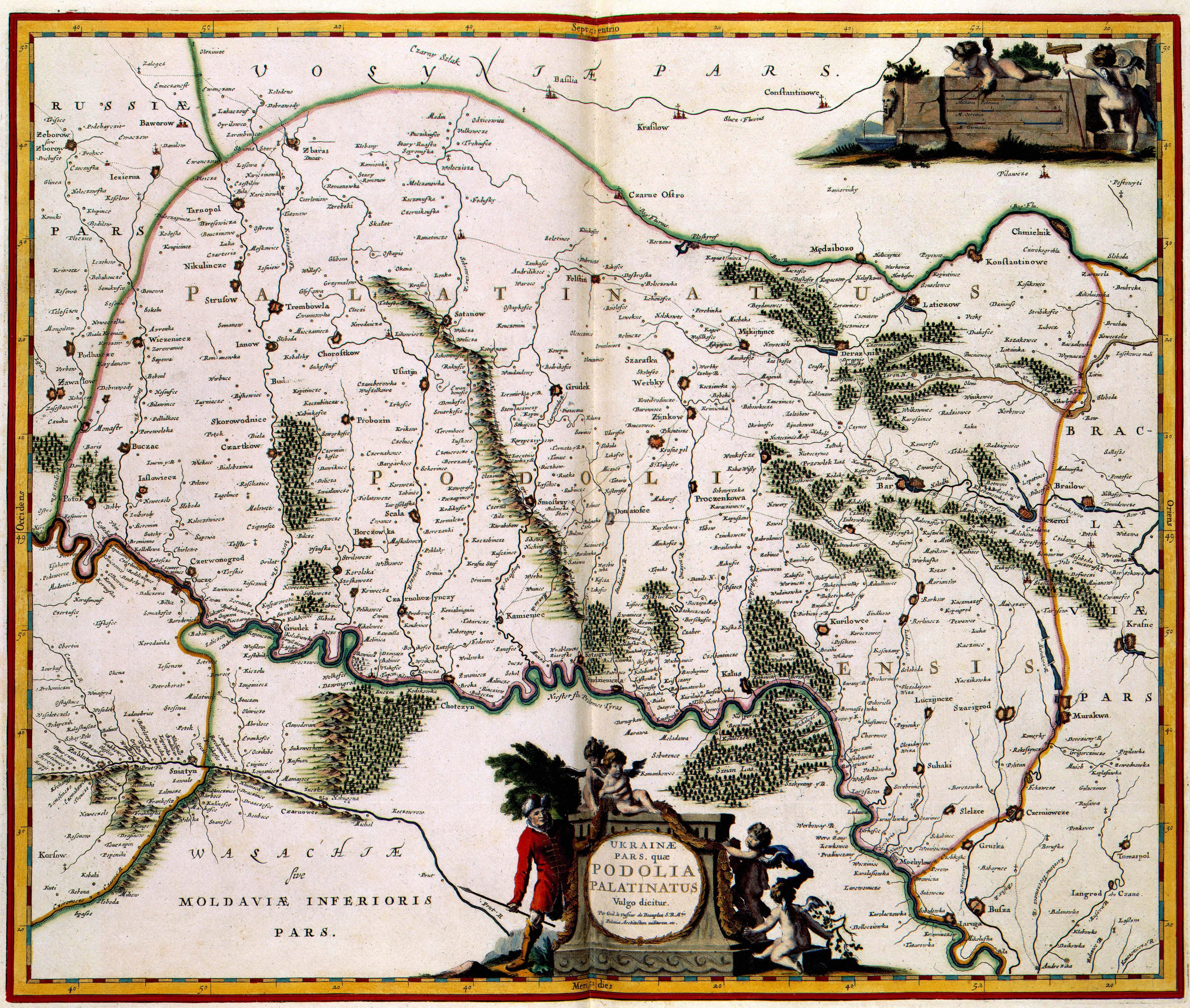
Мапа Поділля (1648)
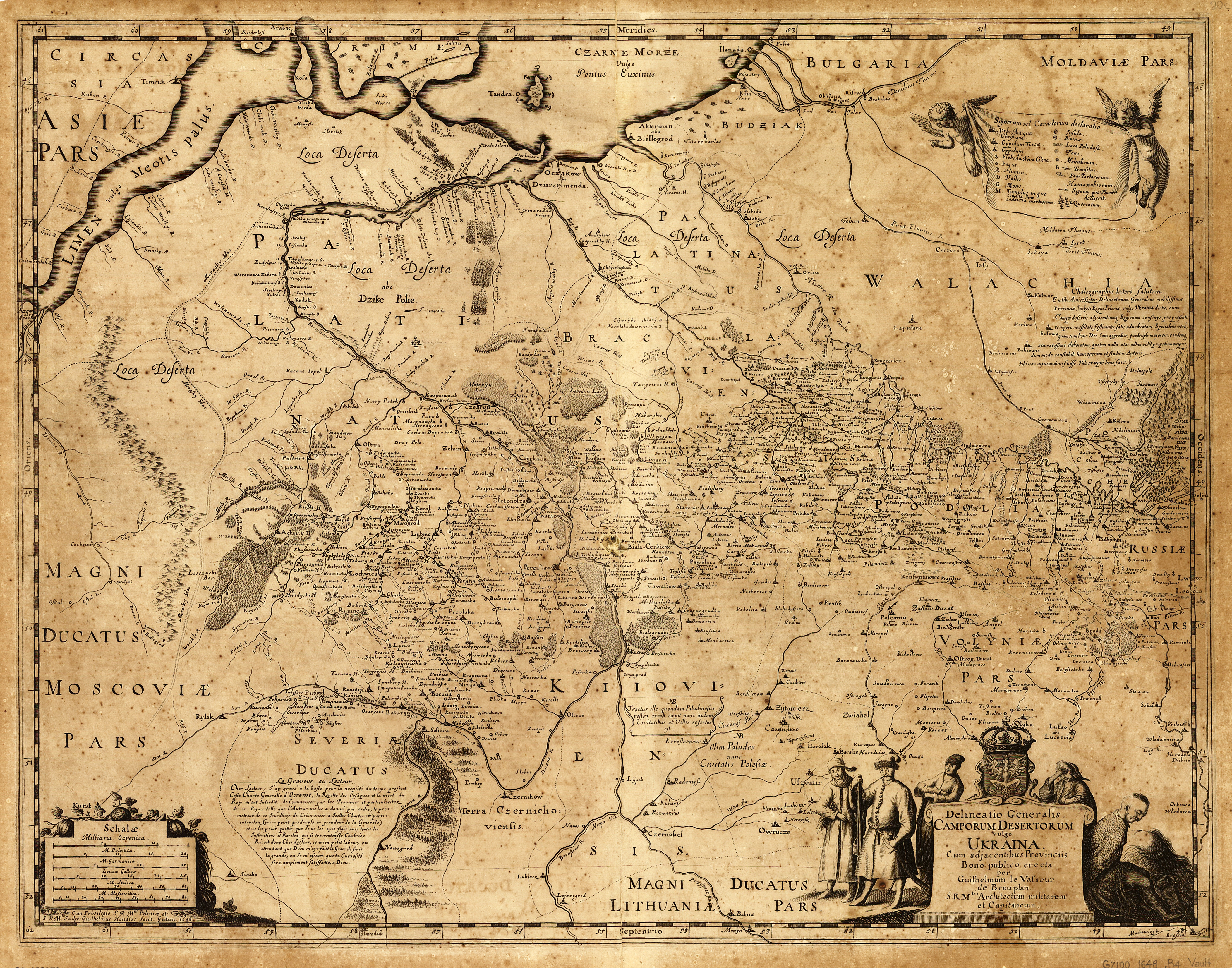
Карта Гійома Левассера де Боплана, яка охоплює Подільське воєводство (1648)
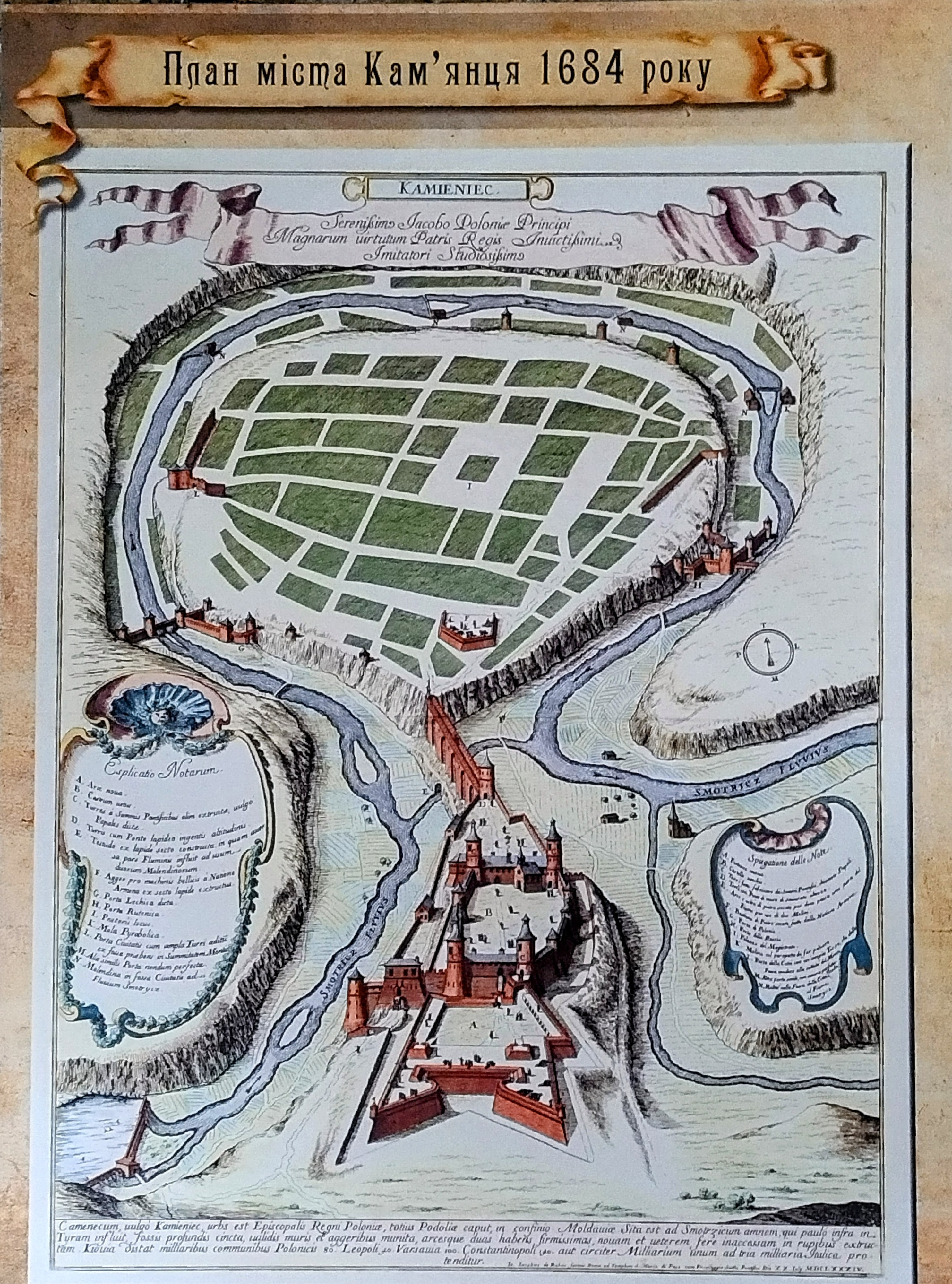
План міста Кам'янця (1684)

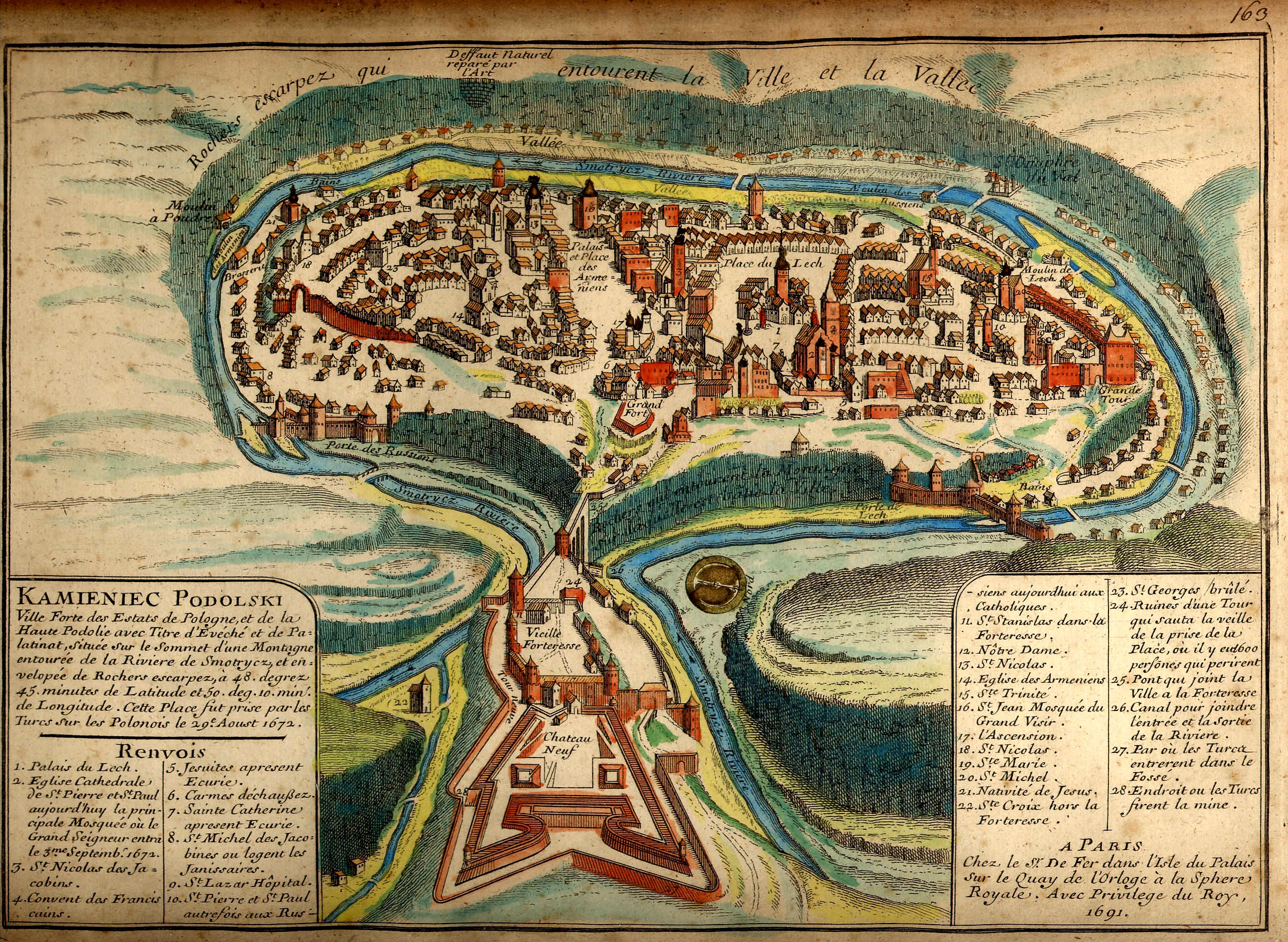
Французька карта Старого міста та фортеці 1691 року

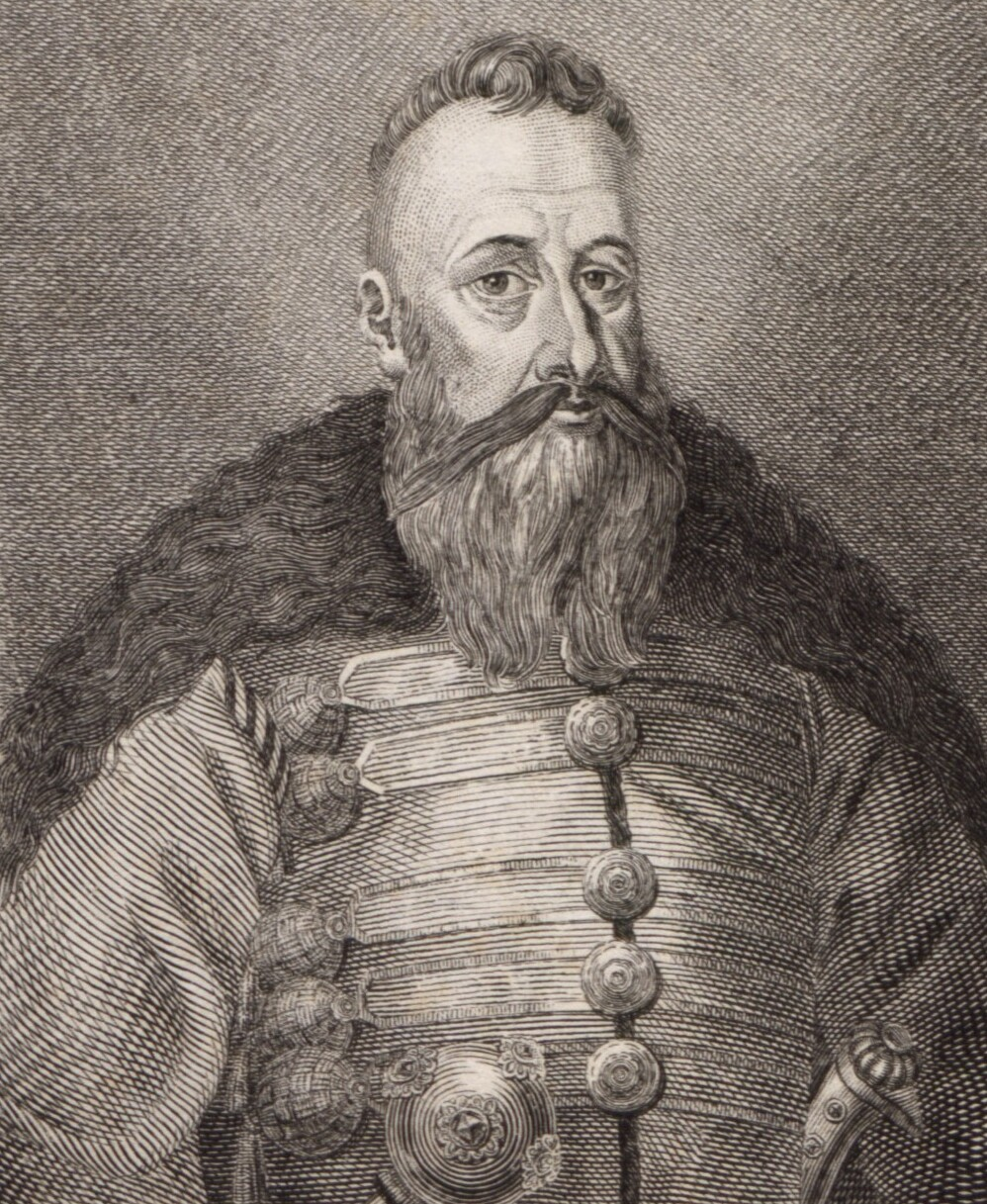
Станіслав Конецпольський

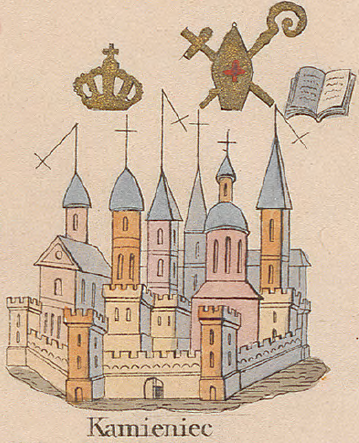
Кам'янець на мапі Зигмунда Герстмана

Король Владислав III Варненьчик надав Теодору Бучацькому-Язловецькому посади старости генерального подільського, каштеляна кам'янецького. До 1442 року за грошову позику королю, Теодорик Бучацький-Язловецький взяв у заставу Кам'янець. Після звільнення міста від татар на Руських фільварках за старости Теодора Бучацького-Язловецького 1452 році було закладено Вознесенську церкву.
Польський ринок почав діяти в Кам'янці з 1452 року. Навколо нього, а також західному та північно-західному напрямках велася забудова кварталів. Окрім поляків, тут скуповували собі садиби вірмени, хоча більша частина вірменської громади мешкала біля Руського ринку та міського валу.
У середньовіччя Кам'янець був ремеслово-торговельним центром, за своїм розвитком не поступався таким містам, як Львів і Київ. Розвиткові ремесел і торгівлі неабияк сприяло надання місту Магдебурзького права (1374) і вигідне розташування на перехресті торговельних шляхів.
23 січня 1510 року місто стало місцем укладання «Кам'янець-Подільської Мирної угоди» між польським королем Сигізмундом І та молдавським господарем Богданом III через заступництво угорського короля Владислава II.
Князь Дмитро Вишневецький разом з Альбрехтом Лаським 1563 року вербували в місті військо для походу в Молдавію проти господаря Якова Василакі Геракліда (Деспота)..
25 лютого 1609 року король Сигізмунд III підтверджує та повторює грамоту Сигізмунда Августа, видану 15 березня 1553 року в Кракові, згідно з якою мешканці міста Кам'янця та Подільської землі римо-католицького, грецького та вірменського обрядів звільняються від сплати мит: «Wolny od myta skarbowego»..
Через постійну татаро-турецьку загрозу з початку XVII століття місто називали «Bramę do Polski» та «urbs antemurale christianitatis», що переводиться приблизно як: «оплот християнства».
Під час польсько-турецької війни у 1633—1634 роках місто та його околиці стало ареною битви. Мехмед Абаза-паша зробив спробу завоювати Кам'янець, розраховуючи на втягнення польських військ у смоленській війні. Але 20-23 жовтня 1633 року невдало провів бій зі 20 тисячним військом біля Панівців проти Станіслава Конецпольського зі 11 тисячним військом, включаючи 1250 козаків запорожців.
У роки національної революції 1648–1676 років козацьку армію на чолі з Богданом Хмельницьким особливо активно на Поділлі підтримували загони місцевих опришків (левенців). Наприкінці серпня – на початку вересня 1648 року опришки провели перші військові операції з метою захоплення Кам'янця під командуванням Максима Кривоноса, однак ця спроба стала невдалою. Прагнення козацьких військ та опришків опанувати Кам'янцем у 1649, 1651, 1652 та 1655 роках виявилися також безуспішними.
1672 року місто захопила Османська імперія (ця подія за деякими джерелами вплинула на смерть польського короля Яна II Казимира). У цей час воно стало центром Кам'янецького (чи Подільського) еялету (тур. краю), а з 1681 до 1699 — центром новоствореної Кам'янецької митрополії (у складі Константинопольського патріархату). З 1699 року згідно з умовами Карловецької мирної угоди разом із більшою частиною Поділля було знову увійшло до складу Речі Посполитої. Марцін Казімеж Контський був призначений королем головою комісії, яка мала забирати в турків Кам'янець-Подільський.

Герб Потоцьких, Пилява

У 1700 році в місті була відкрита перша аптека, що розташовувалась при єзуїтському колегіумі.
22 травня 1722 року офіційна дата заснування монастиря василіанів при церкві Пресвятої Трійці в Кам’янці-Подільському. Того ж 1722 року, на запрошення львівського єпископа Атанасія Шептицького, з Перемиської єпархії сюди прибули василіянські ченці.
Під час повстання Верлана у 1734-1735 роках повстанці захопили декілька населених пунктів поблизу Кам'янця-Подільського, зокрема Жванець.
1757 році Кам'янець-Подільський став відомим як центр запеклого конфлікту, який тоді вирував між євреями-талмудистами та франкістами. Місто було резиденцією єпископа Миколая Дембовського, який став на бік франкістів. 17 жовтня у місті відбувся єпископський суд, який за результатами диспуту визнав перемогу франкістів. Суд постановив публічно спалити Талмуд, як шкідливу книгу, на міському базарі.
У 1761 році завдяки коштам, які отримали на підставі ухвали воєводства, замість палісадів за сприяння львівського старости Йоахіма Потоцького звели мури.
1767 року до Кам’янця вислали першу комісію доброго порядку «Boni Ordinis», яка мала навести лад в управлінні міста та вберегти від економічного занепаду. Усього їх було три, ще дві у 1773 та 1784 роках.
У 1771 і 1774 роках Кам'янець сильно постраждав від пожеж, в результаті яких було знищено майже половину забудови міста.
20 травня 1784 року з ініціативи подільського землевласника і французького аристократа Шарля-Вільгельма де Нассау і за сприяння коменданта фортеці Яна де Вітте місті відбувся перший політ повітряної кулі над Кам’янцем.
Під час вільних виборів у Речі Посполитій Кам'янець-Подільський, як одне з найвпливовіших міст держави, мав виборчі права поряд із такими містами як: Варшава, Краків, Познань, Гданськ, Львів, Вільнюс, Люблін, Торунь та Ельблонг.

### Кам'янець у Новий час

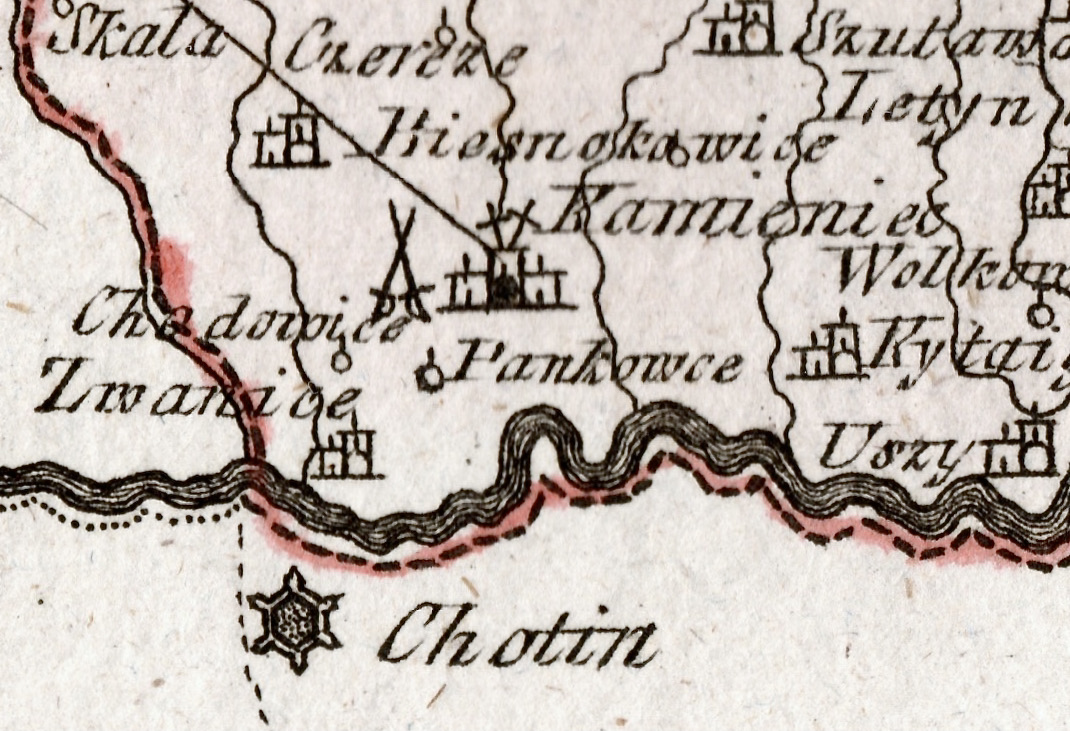
Кам'янець на мапі Йоганна Франца Йозефа фон Райлі (1789)

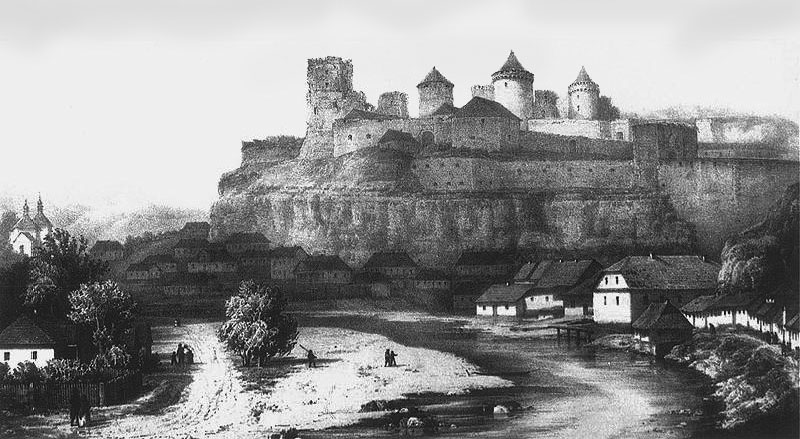
Кам'янець-Подільський. Літографія Наполеона Орди між 1862 та 1876 роками

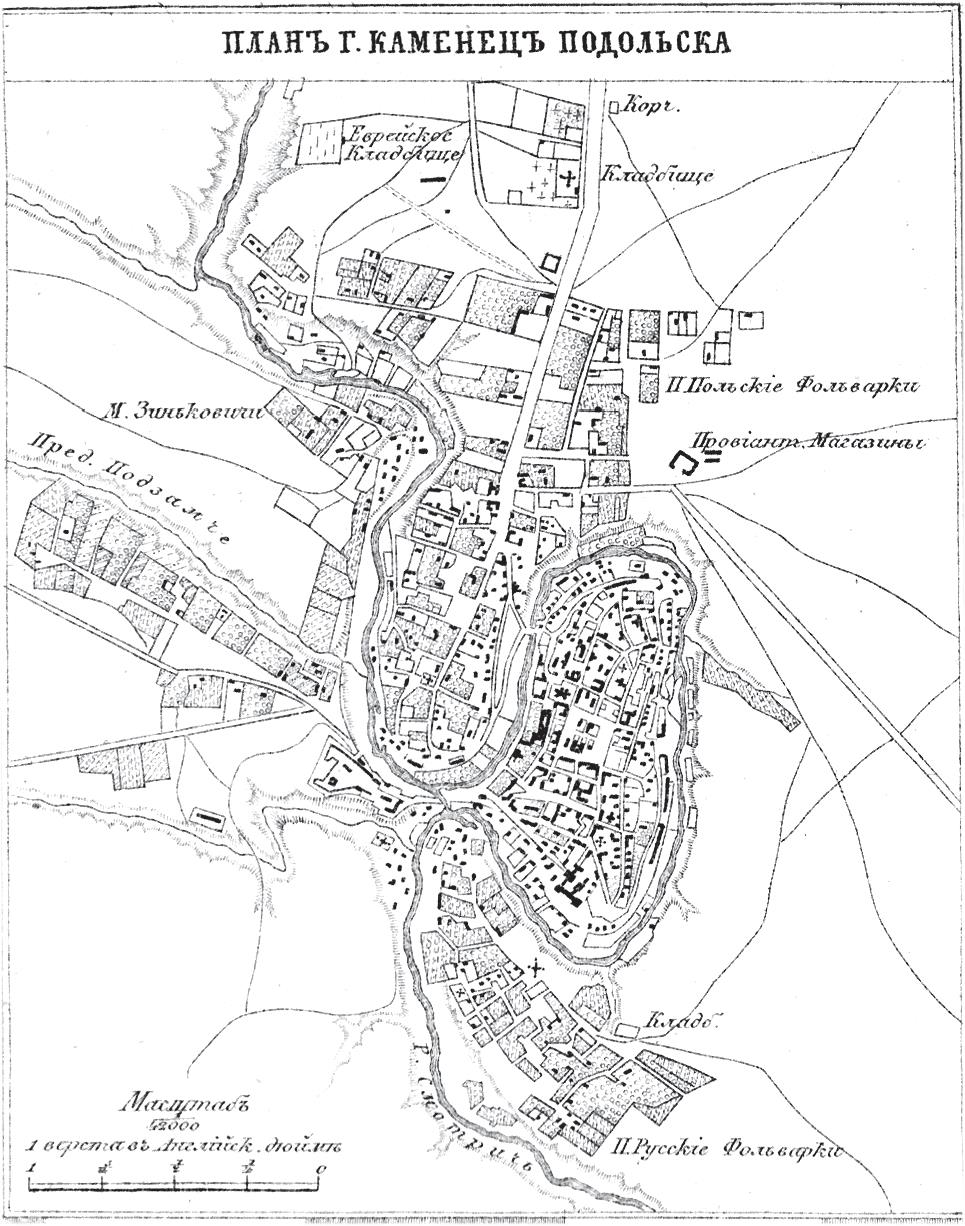
План міста 1876 рік

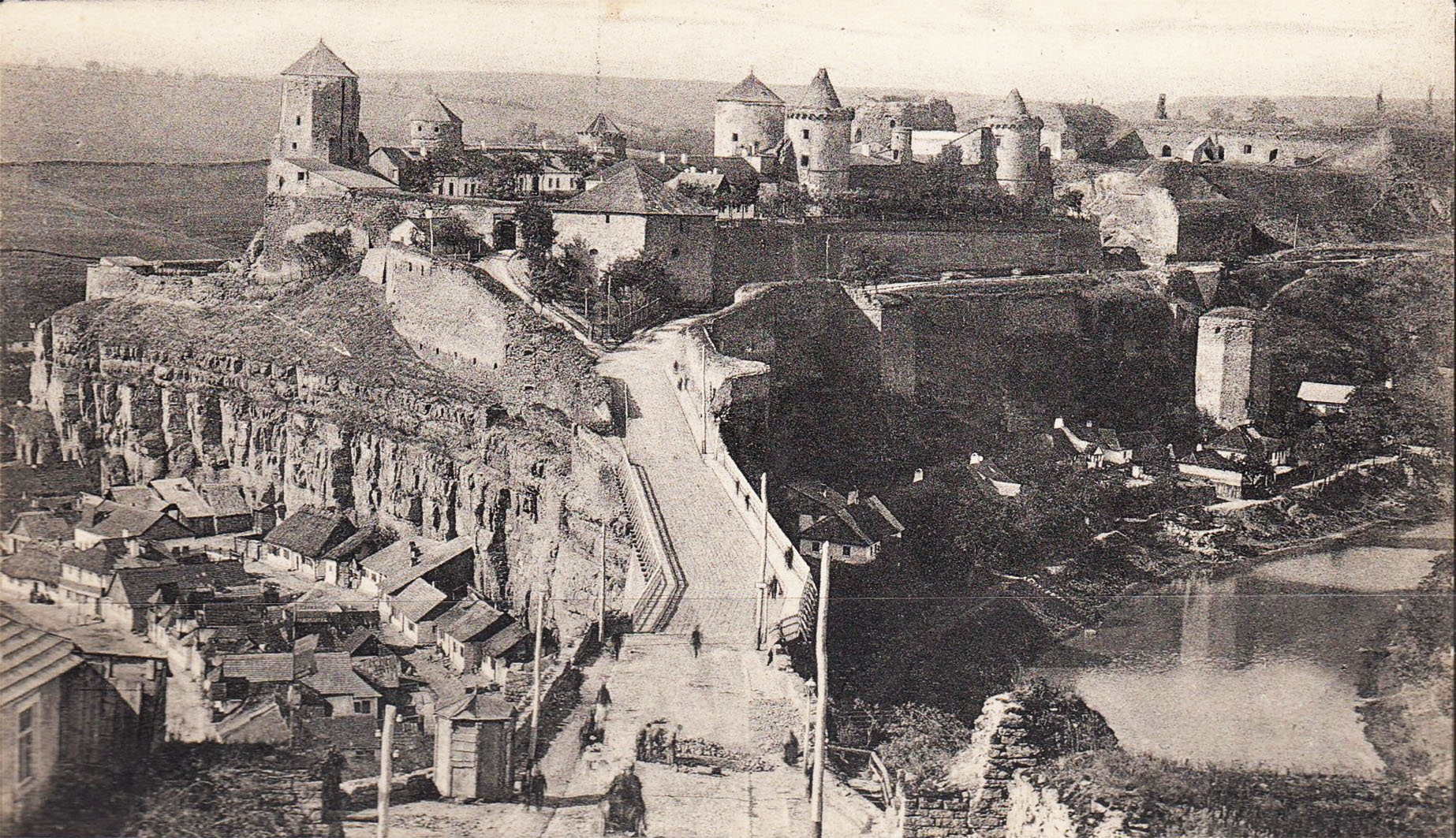
Стара фортеця і міст 1880 рік

1793 року, після другого поділу Речі Посполитої, Кам'янець разом з усією правобережною Україною анексований Російською імперією. Після цього старі магнатські резиденції конфісковуються, дробляться та перепродаються російським поміщикам. Католицизм та греко-католицизм різко обмежується, католицькі монастирі перетворюються в монастирі православні, а місцеві православні церкви переводять у підпорядкування московській церкві, багато де руйнуються унікальні традиційно українські дерев'яні храми.
Впродовж 1793—1797 років — центр Подільського намісництва, від 1797 року (аж до 1917 року) — Подільської губернії.
22 вересня 1798 року шляхтич Антоній Жмійовський заснував у місті театр.
Під час французько-російської війни тут було сформовано 4-й козацький полк чисельністю 1214 осіб. Відданий паном на 25 років до царської армії у такому полку Кам'янці служив відомий ватажок селянського руху на Поділлі у 1813–1835 роках — Устим Кармалюк. А одну з веж фортеці використовували як тюремну камеру для Устима Кармелюка, якому тричі вдалося звідти втекти.
У 1830—1831 роках місто та його околиці охопило листопадове повстання. Саме тоді зявився лозунг звернений до населення і правобережної України: «За нашу і вашу свободу!», незважаючи на поразку, повстання сприяло розвитку суспільно-політичного руху та виникненню нових таємних товариств, зростанню прагнення до самовизначення та до створення власної держави.
1846 року місто відвідав видатний український поет Тарас Шевченко. У 1850-х роках у місцевій духовній семінарії навчались видатні представники української літератури Степан Руданський та Анатолій Свидницький.
Влітку 1862 року в місті сталася велика пожежа, яка знищила близько 40 будинків, у тому числі всю праву сторону вулиці Поштова.
У 1867 році російська влада ліквідувала Кам'янець-Подільську римо-католицьку дієцезію.
Із завершенням у 1874 році будівництва Новопланівського мосту розпочався розвиток Нового міста, де були зосередженні державні та міські установи, навчальні заклади.
За переписом населення 1897 року в Кам'янці проживало 35 934 мешканців, залишаючись найбільшим містом Поділля, бурхливо розвивалась індустрія, вирувало культурне життя. На той час це був великий релігійний центр з 50 храмами та шістьма школами, включаючи 2 школи для дівчаток.
Наприкінці XIX століття Кам'янець-Подільський був резиденцією заможного фінансиста Євзеля Гінцбурга, у місті на сучасній вулиці Троїцькій розташовувались його контори.
У другій половині XIX століття багато євреїв з Кам'янця емігрували до Сполучених Штатів, особливо в місто Нью-Йорк, де вони організували низку товариств.
Протягом XIX століття Кам'янець втрачає колишню роль великого торгового центру зв'язку з будівництвом залізниць та зменшенням значення колишніх торгових шляхів, таких як Волоський.

### Місто на початку XXстоліття

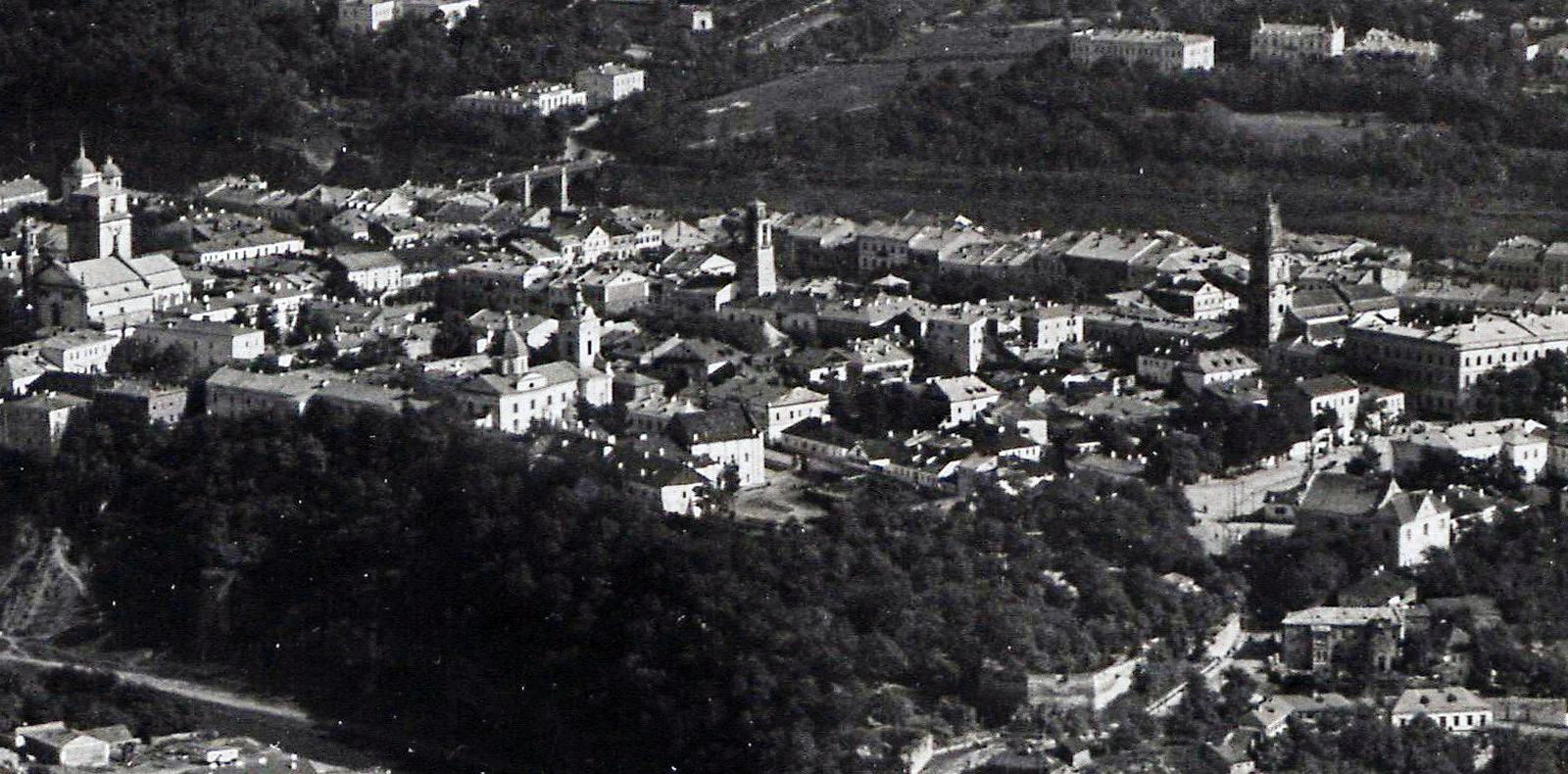
Кам'янець з висоти початок XX століття

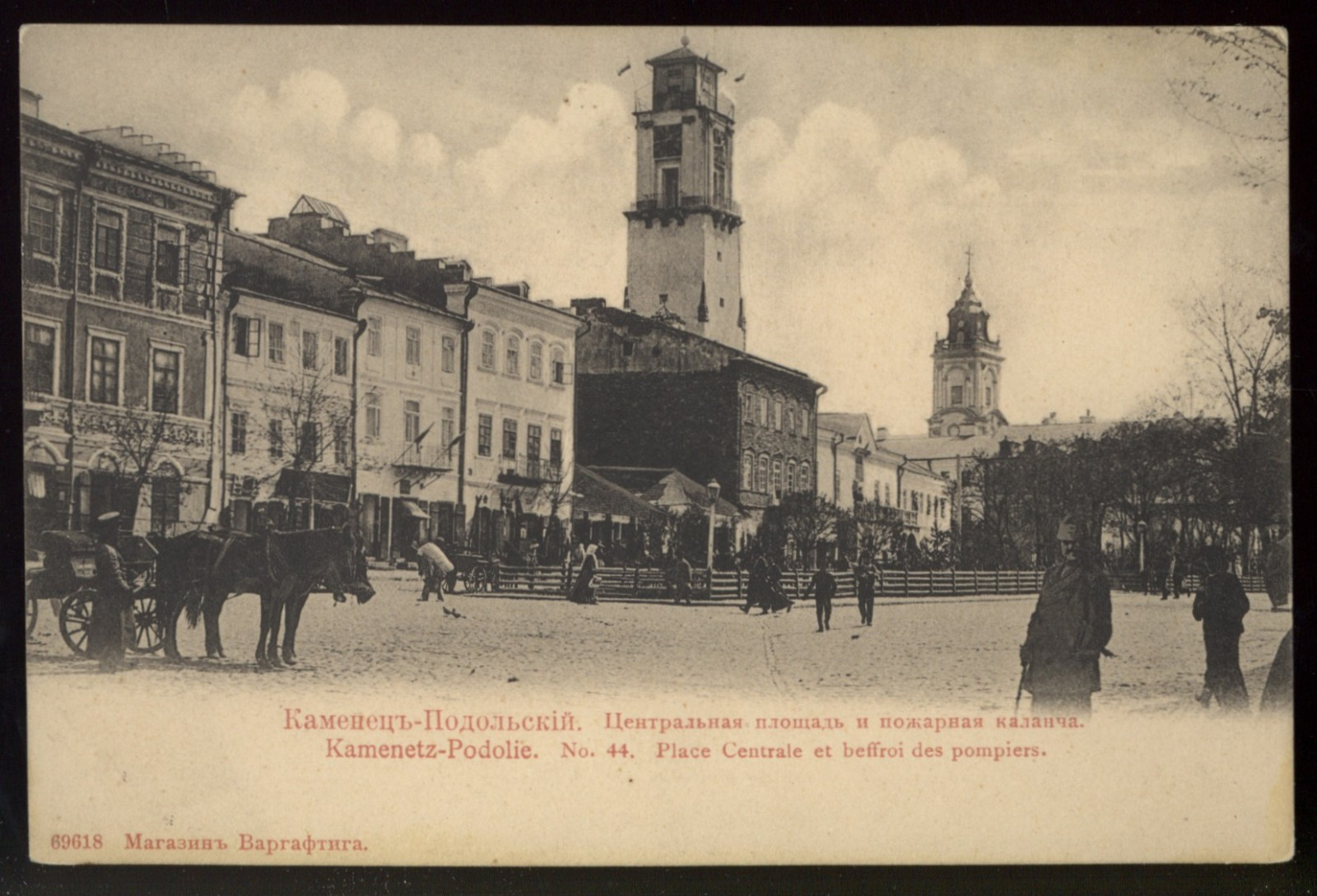
Старе місто, Польський ринок 1906 року

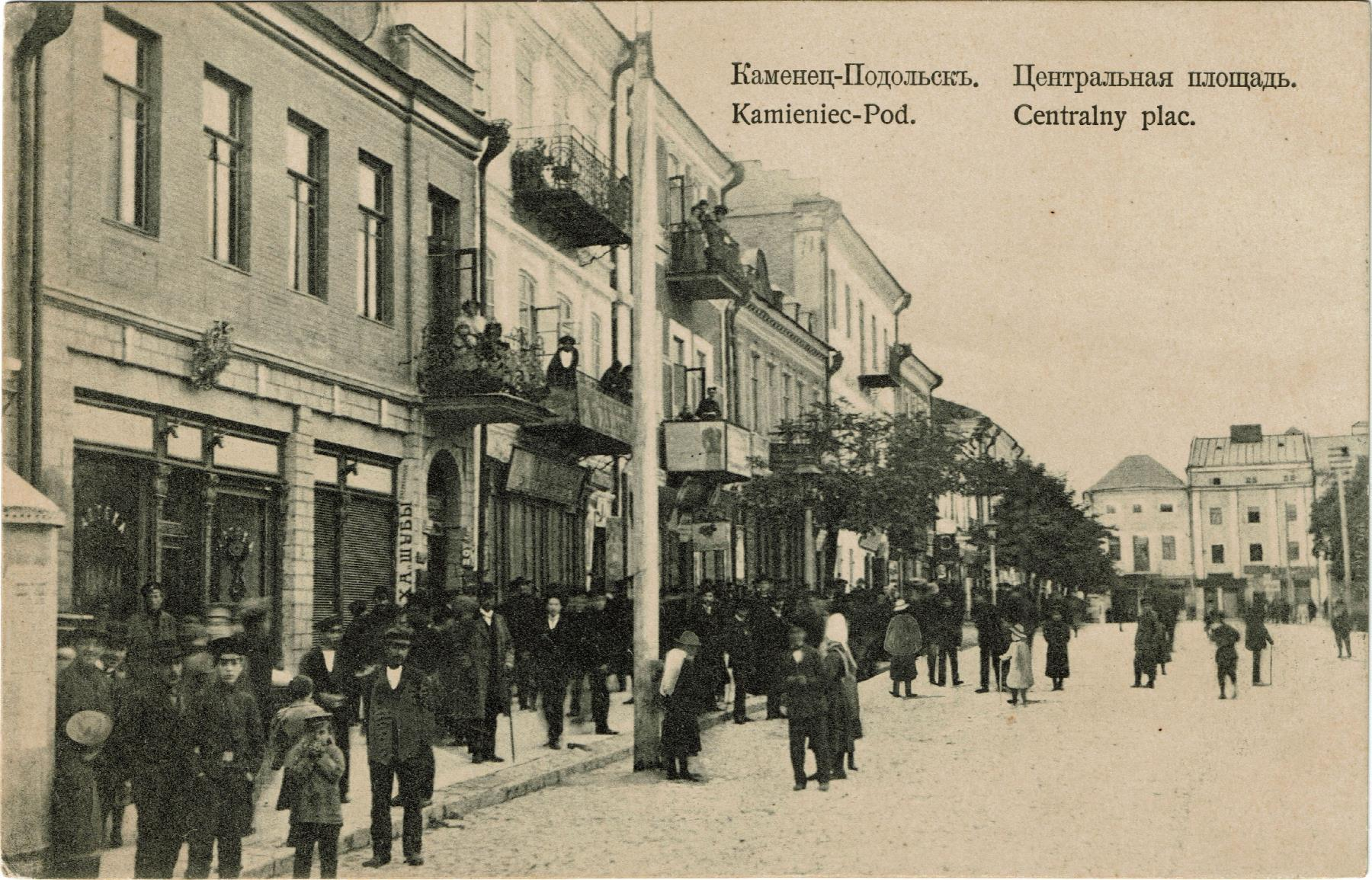
Центральна площа

На початку XX століття Кам'янець був 45-тисячним містом, займаючи 65 місце за населення серед міст імперії, із розвинутою на той час промисловістю.
1906 року в місті було створено місцеве товариство «Просвіта», завдяки його діяльності було введено вивчення української мови в початкових та парафіяльних школах, відкрито філію в Могилеві-Подільському. Організатори та найактивніші члени товариства — О. Білоусов, С. Іваницький, Т. Павловський, К. Солуха, Ю. Сіцінський, В. Стиранкевич, М. Трублаєвич.
На 1 липня 1910 року серед мешканців міста понад 48 відсотків становили євреї. Місто лежало в смузі осілості, яку Російська імперія виділила для євреїв.
У 1912 році міська дума оголосила тендер на будівництво чавунного централізованого водопроводу в Старому місті. У 1912 введена в дію перша свердловина, а до 1914 року половина кварталів міста була оснащена колонками з водою.
14 березня 1914 року на залізничну станцію Кам'янець-Подільський прибув перший потяг.

### Перша світова війна
З початком Першої світової війни, 4 серпня 1914 року австро-угорські війська захопили Кам'янець-Подільськ, але наступ 8-ї російської армії під командуванням генерала від кавалерії О. Брусилова змусив їх уже за 2 дні відступити.
У роки війни в місті розміщувалися штаб Південно-Західного фронту, тилові установи, шпиталі. В цей час з огляду на прифронтове розташування Кам'янця, адміністративним центром Подільської губернії стало місто Вінниця.

### Визвольні змагання, столицяУНР, резиденціяЗУНР

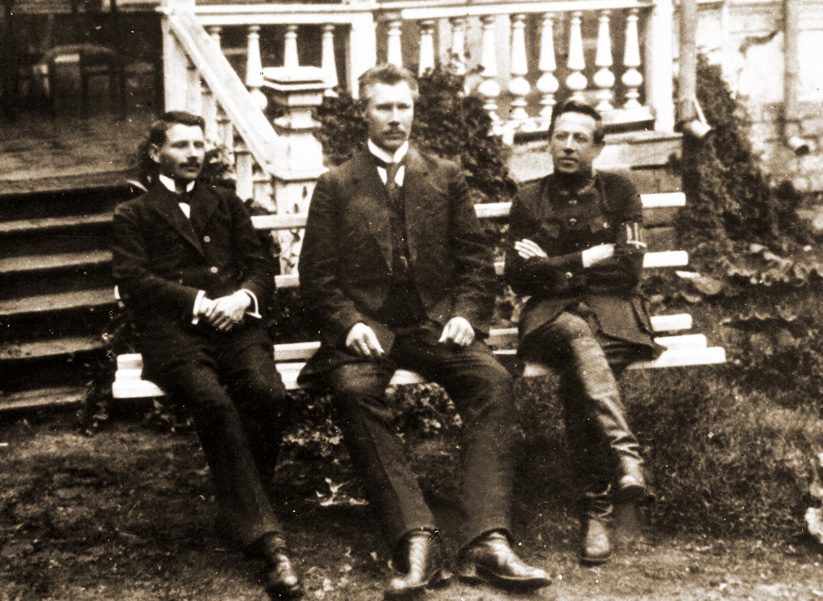
Федір Швець, Андрій Макаренко та Симон Петлюра в Кам'янці

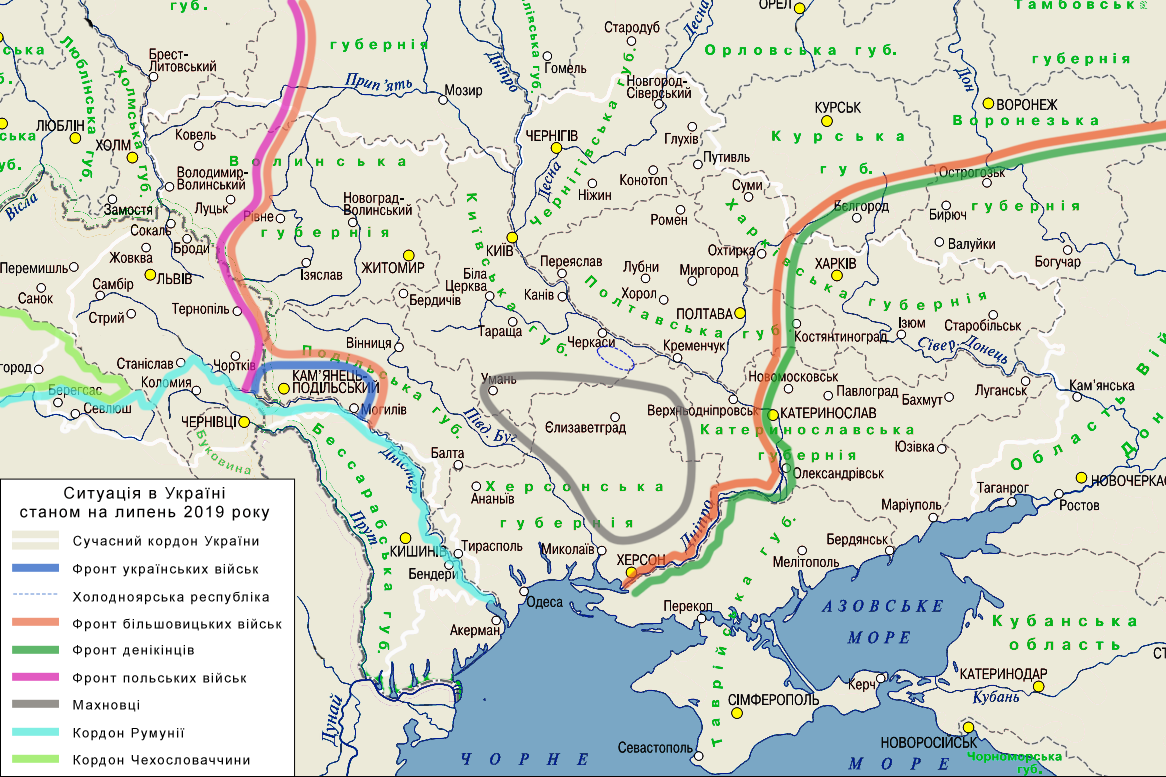
Карта становища УНР липень 1919 року

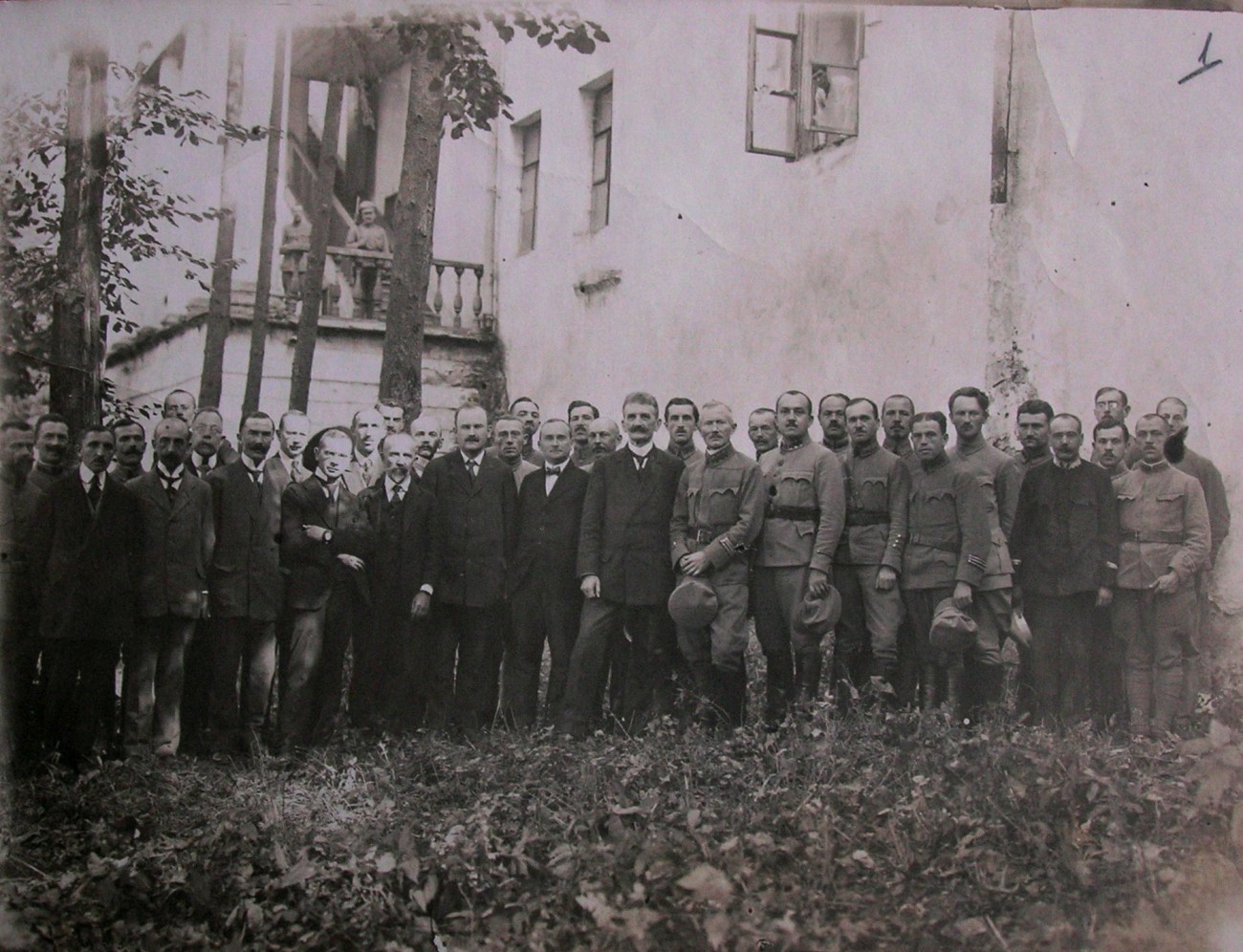
Уряд ЗУНР зі Євгеном Петрушевичем Кам'янці-Подільському 1919 рік

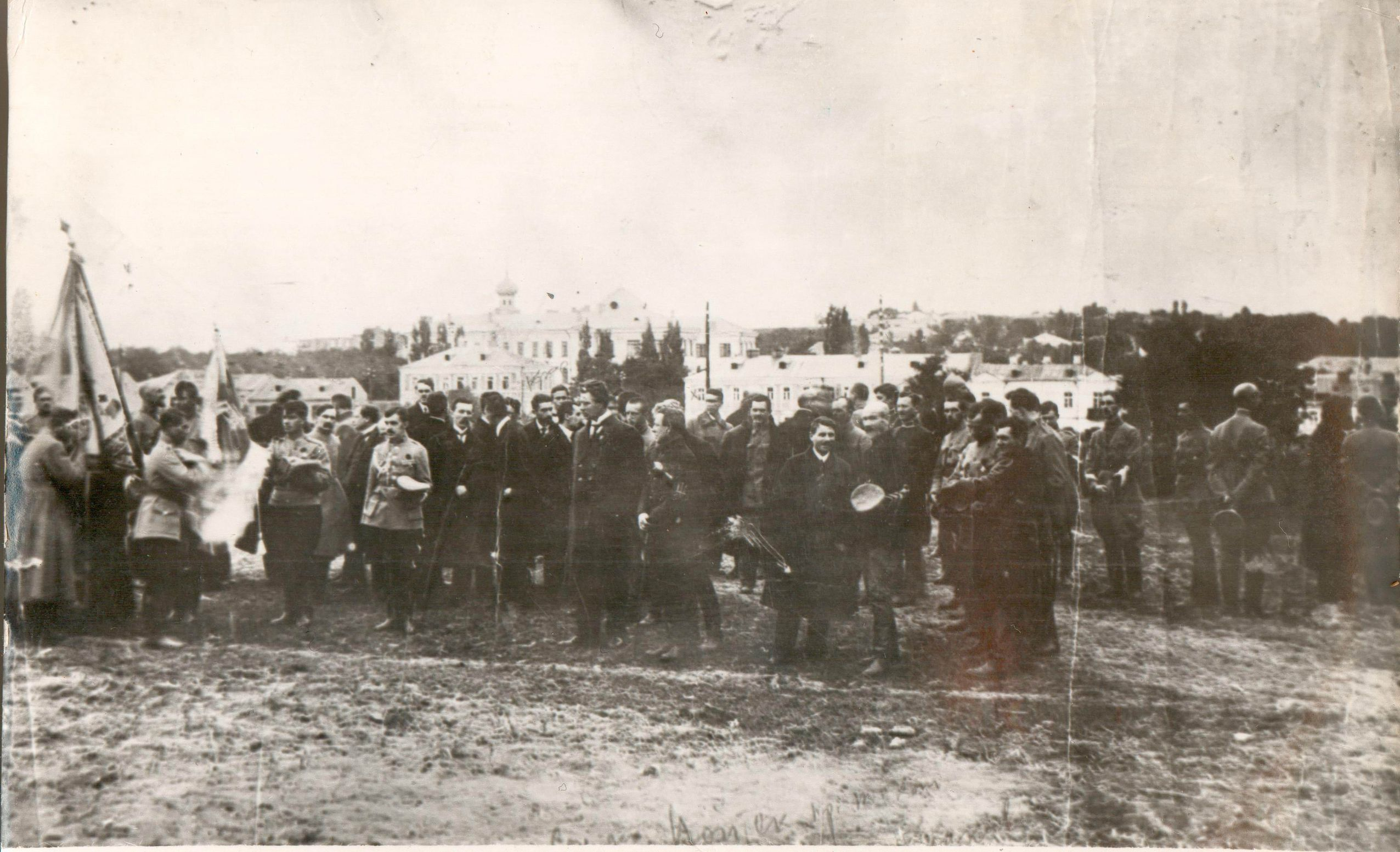
Складання присяги козаками Армії УНР в місті на сучасному майдані Відродження

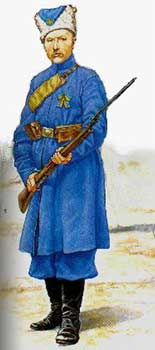
Вояк УНР
(синьожупанник)

На теренах Кам'янця під час визвольних змагань 1917—1921 років можна поділити на три етапи. Перший — це доба Центральної ради від березня 1917 до квітня 1918 року. Другий — це доба гетьмана Скоропадського з квітня по грудень 1918 року. Третій етап — доба Директорії, що починається з грудня 1918 року і продовжувалась до 22 листопада 1919 року.
За часів УНР від березня 1918 року впродовж двох місяців Кам'янець був осередком Подільської землі. Загалом у період українських визвольних змагань (1917—21 роки) — це головний центр формування військ Української Народної Республіки, а 22 березня 1919 — листопад 1920 — столиця Української Народної Республіки.
1919-1920 роках у місті працювали уряд і міністерства, друкувалися гроші, приймалися іноземні делегації. При міністерстві закордонних справ діяла хорова капела, яка звідси поїхала у світова турне, де зачарувала американського слухача відомою на весь світ різдвяною піснею Миколи Леонтовича «Щедрик», англійський варіант якої називається «Carol of the Bells».
5 січня 1919 року за сприяння Директорії в Кам'янці-Подільському відбулось засідання на якому з представників Хотинського та Сороцького повітів Бессарабії створена Хотинська (Бесарабська) директорія з 5 осіб, яку очолював М. Лискун, а секретарем був Л. Токан. Яка надалі формально керуватиме Хотинським повстанням.
2 червня 1919 українські військові Синьої дивізії почала наступ на Кам'янець-Подільський для його звільнення від більшовиків. Бій за Кам'янець-Подільський скінчився перемогою українців. З льохів ЧК були випущені політичні та військові в'язні. З наказу військового міністра Григорія Сиротенка комендантом міста було призначено сотника Івана Гончаренка.
Зі червня 1919 року в місті розміщувався штаб Повітряного флоту УНР, аеродром був влаштований на Підзамчі, поблизу свічкового заводу. З Кам’янця-Подільського екіпажам доводилося літати до Німеччини, Австрії, Румунії. 20 червня 1919 року з аеродрому під Бреслау до Кам’янця-Подільського вилетів перший літак-гігант – важкий бомбардувальник «Цепелін-Штаакен R.XIV» під серійним номером Р-69. На його борту був спец-вантаж, а саме три ящики з українськими гривнями, які уряд УНР замовив на Берлінській банкнотній фабриці ще на початку 1919 року.
5 липня 1919 року в Кам’янці пройшли перемовини Симона Петлюри та диктатора ЗУНР Євгена Петрушевича. Стосунки були досить напруженими, та 15 липня все ж домовилися про злиття УГА та армії УНР. Євген Петрушевич оселився в центрі міста. А батальйон галицьких військ під командою сотника Миколи Байрака квартирував в будівлі сучасної ЗОШ №8, в минулому жіноча Маріїнська гімназія.
30 липня 1919 року в місті відбулась нарада керівництва УНР, ЗУНР за участю місій Франції, Англії, США (щойно прибули до міста). Доповідав Головний отаман про план ліквідації більшовицької влади в Україні, виклав вимоги до Антанти щодо озброєння та обмундирування 500 000 української армії, просив підштовхнути Юзефа Пілсудскі до нового наступу проти більшовиків.
10 серпня 1919 року відбулася нарада командування обох армій: вирішено об’єднатися, затверджено план наступу на Київ. На чолі УГА стояв генерал Микола Юнаків. Групою Січових стрільців і надалі командував генерал Євген Коновалець, його помічником був Андрій Мельник.

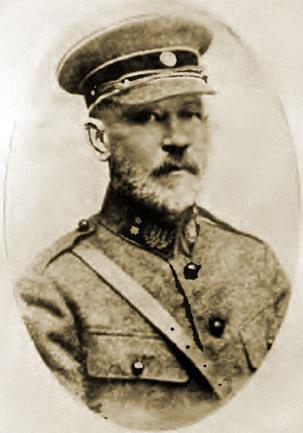
Начальник штабу отаман Микола Юнаків

14 жовтня 1919 року в Кам'янці відбулась урочиста присяга Високої Директорії, уряду, військ, урядових і громадських установ і різних організацій на вірність Українській Народній Республіці. На багатьох балконах були прапори з написами: «Хай живе Самостійна Україна», «Допомагайте армії в її важкій боротьбі з ворогами», «Земля і воля народові», «Слава нашим лицарям», «Всі за Високою Директорією», «Хай живуть сполучені Україна і Галичина», «Кров і піт дадуть Україні Самостійність», «Хай живе міцна згода Галичини з наддніпрянцями». Були присутніми представники уряду та міністри: прем'єр-міністр Ісаак Мазепа, міністри здоров'я та опікування Дмитро Одрина, праці — Йосип Безпалко, юстиції — Андрій Лівицький, ісповідань — Іван Огієнко, жидівських справ — Пінхас Красний, фінансів — Борис Мартос, народного господарства — Микола Шадлун, шляхів — Сергій Тимошенко, преси і пропаганди — Теофан Черкаський, пошти і телеграфу — Іван Паливода, освіти Никифір Григоріїв, по справам Західної Області УНР — Семен Вітик, державний секретар Леонтій Шрамченко, начальник штабу отаман Микола Юнаків, отаман Віктор 3елінський, командир кордонного корпусу Олександр Пилькевич, члени Директорії Андрій Макаренко і Федір Швець, осавула Василь Бень, осавула Іван Даценко, осавула Федір Крушинський, комендант Директорії сотник Микола Куликівський, чини штабів і урядовці установ.
Увечері в місцевому театрі відбулась з приводу урочистостей вистава «Наталка–Полтавка». У той же день було опубліковано «Універсал Директорії УНР до українського народу» з повідомленням про заснування Священного Синоду Української автокефальної православної церкви та початок його діяльності від 14 жовтня 1919 р.

Герб ЗУНР.
Герб УНР.

25 жовтня 1919 року, під час спільної наради представників ЗУНР та УНР, генерал Мирон Тарнавський доповідав, що в строю залишалось 7000 вояків УГА; внаслідок епідемії, відсутності постачання різко знизилась дисципліна, зросло дезертирство. Старшини-фронтовики вимагали покінчити з війною, вступити в переговори з Денікіним чи Красною Армією.
12 листопада 1919 року в місті відбулась остання спільна нарада урядів УНР та ЗУНР: виявилась гострою, її погасив виступом командувач Дієвої Армії УНР Володимир Сальський. З Кам'янця 14 листопада надіслав останню депешу НКГА Диктатор ЗУНР Євген Петрушевич. Після взяття частинами білої російської Добровольчої армії Могилева-Подільського та Бару, Симон Петлюра змушено запропонував армії Польщі взяти місто, що було зроблено вранці 17 листопада 1919 року та ще не захоплену більшовиками територію УНР..
14 листопада 1920 року Директорія назавжди залишила Кам’янець.
У цей же період, у 1918 році в місті було відкрито Державний Український Університет, першим ректором якого став Іван Огієнко (від 2008 року — Кам'янець-Подільський національний університет імені Івана Огієнка), на 1919 рік там навчалось 1400 студентів та працювало 60 викладачів.
Восени 1918 року, за іншими даними, влітку 1919 року місті засноване Українське православне Кирило-Мефодіївське братство, яке об'єднувало відомих церковних діячів, таких як: Василь Біднов, Юхим Сіцінський. Юхим Йосипович також в цей період був засновник Кам’янець-Подільського історико-археологічного музею. Він зібрав та подарував цьому закладу 20 тисяч експонатів, серед яких — унікальні ікони, культові предмети, першодруки та рукописні книги та розробив спеціальну програму з дослідження народних вишивок і писанок.
З першої половини 1919 по травень 1920 року місті діяв Державний драматичний театр Української Народної Республіки, керівником оркестру був — Михайло Орест Гайворонський, художнім керівником — Микола Садовський.

У жовтні 1919 року за ініціативи галицьких діячів Петра Шекерика-Доникового та Андрія Шміґельського розпочалася робота по створенню осередку товариства «Січ» у Кам'янці. А 26 жовтня в міському будинку культури відбулися урочисті збори новоствореного осередку. Після промов був оголошений статут і склад січової ради, а наприкінці відбувся концерт і святкова хода вулицями міста членів товариства у супроводі оркестру. В статуті кам'янецької «Січі» був прописаний девіз товариства: 
|                                   | \| «У здоровому тілі – здорова душа» \| |
| «У здоровому тілі – здорова душа» |                                         |

Перший свій прилюдний виступ кам'янецькі учасники «Січі» провели 5 листопада 1919 року. Надалі, внаслідок радянської окупації, «Січ» місті була заборонена.

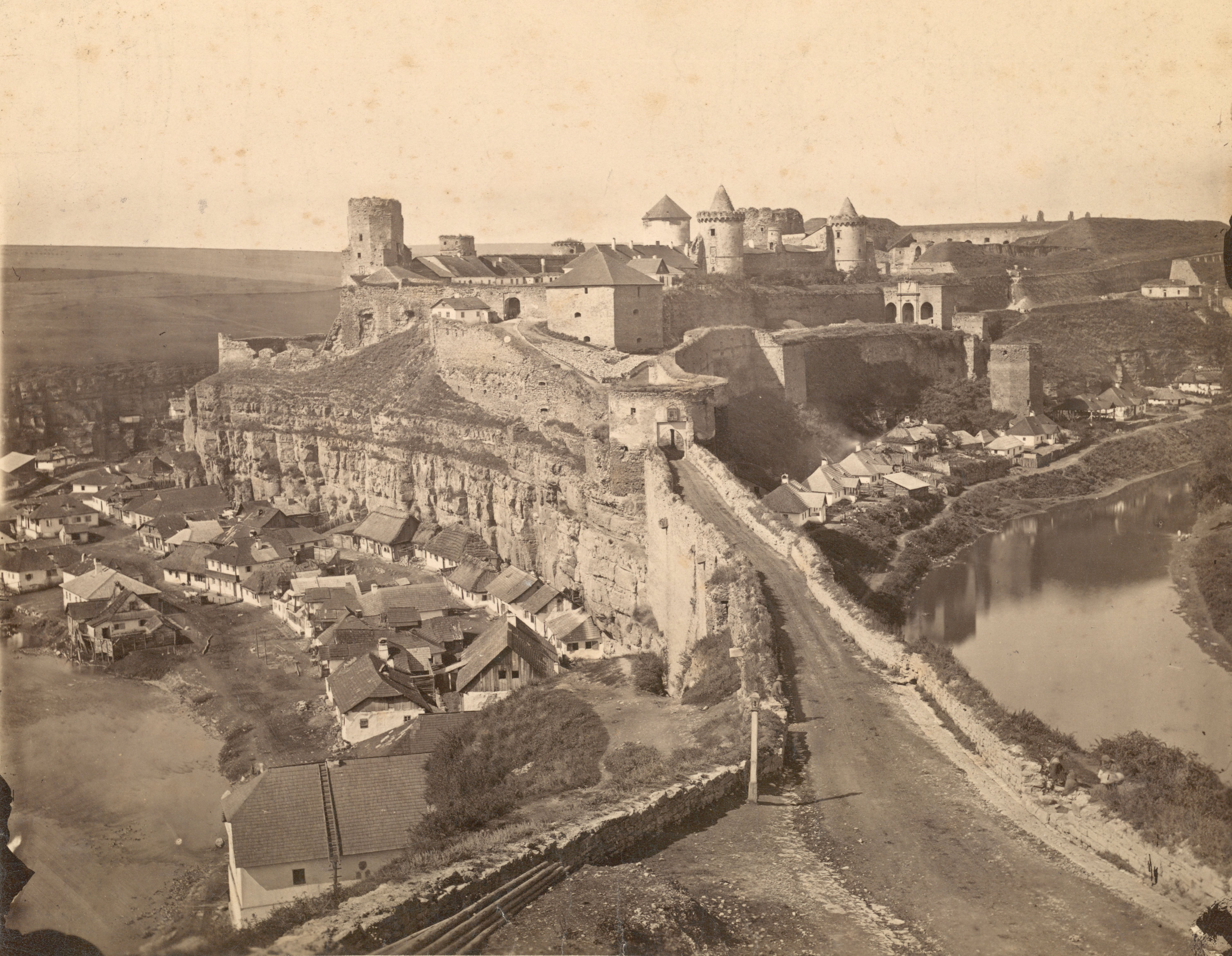
Кам'янець-Подільська фортеця 1865
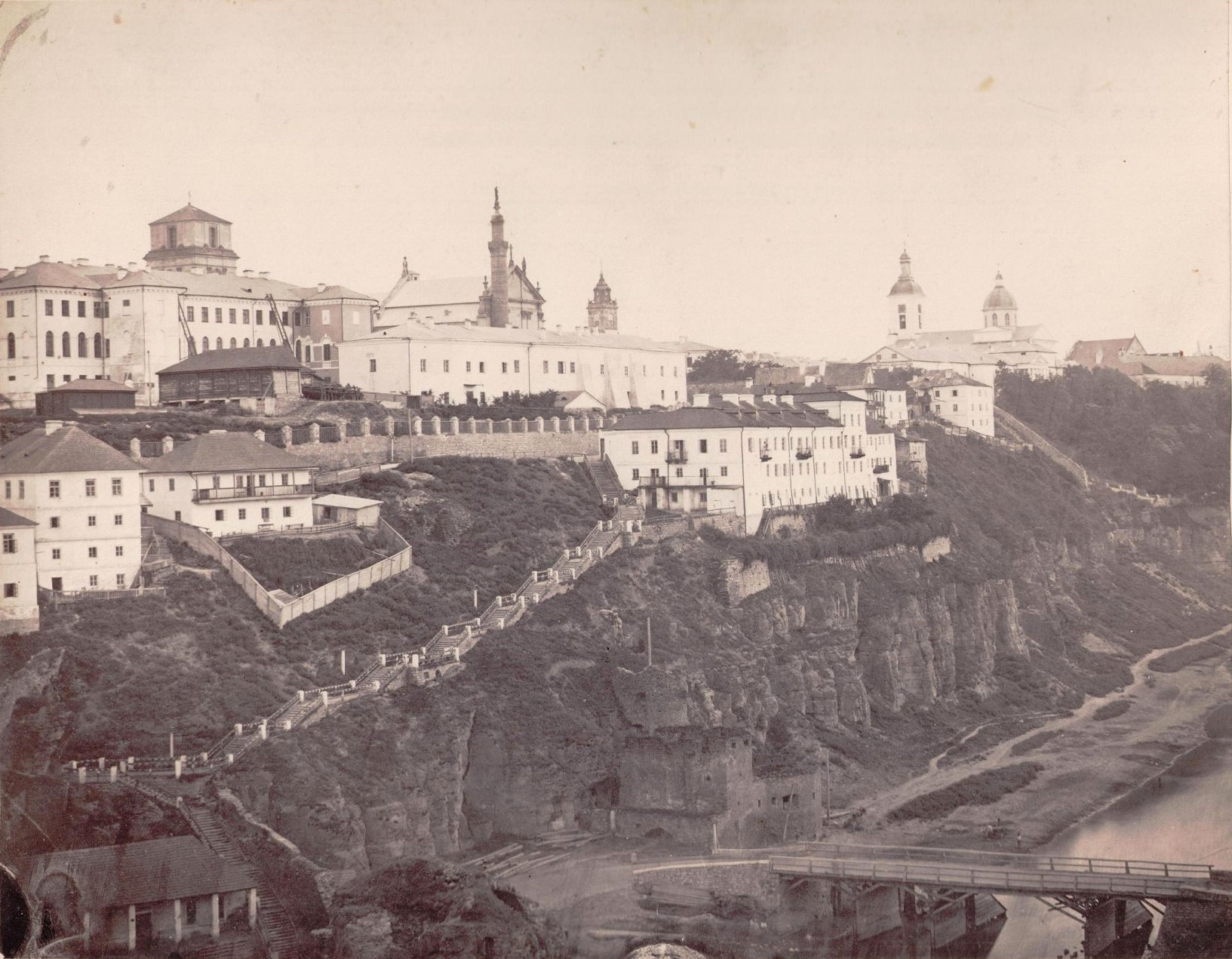
Старе місто 1866 рік
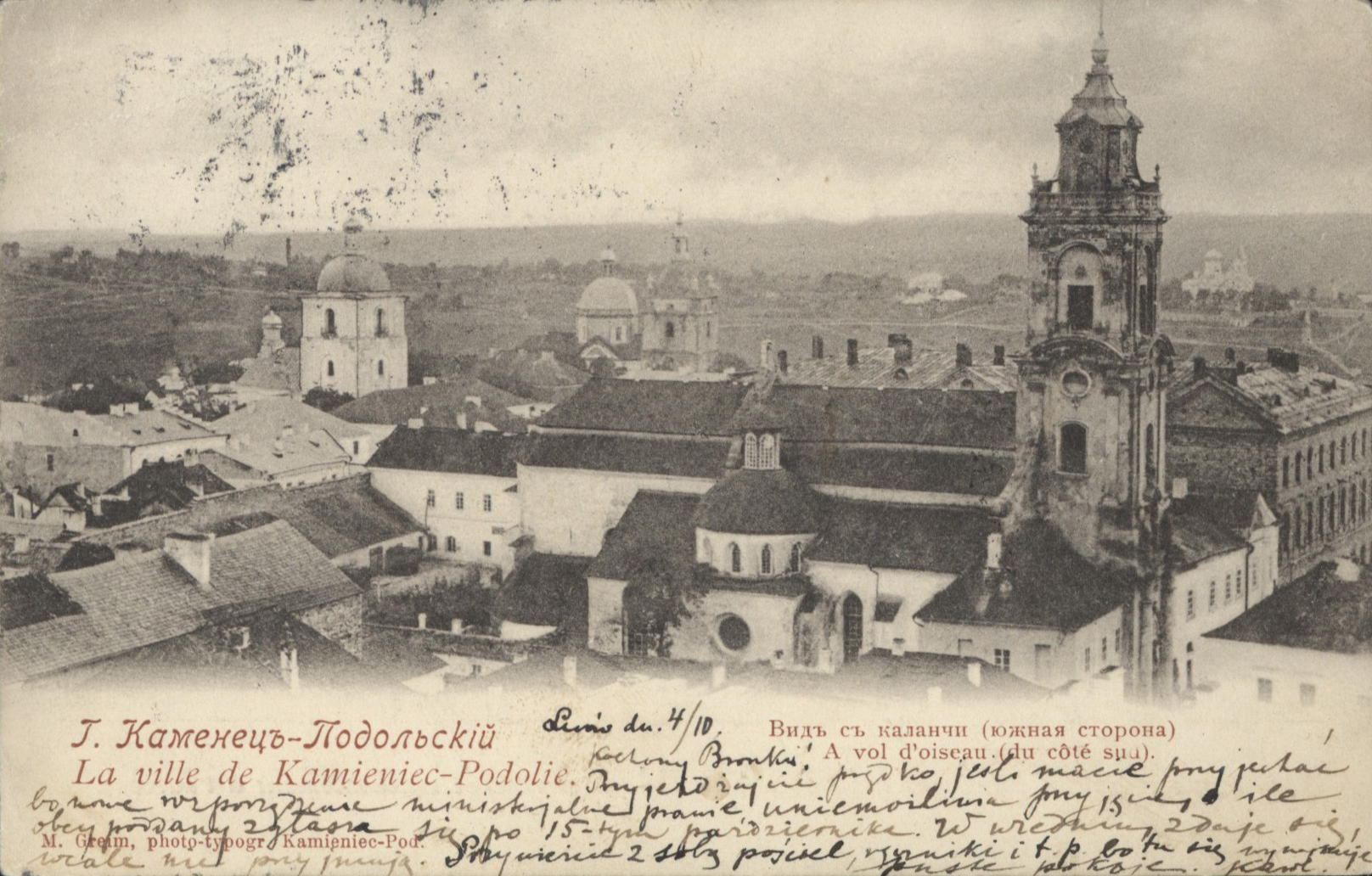
Вигляд південного боку з ратушної вежі 1902 рік
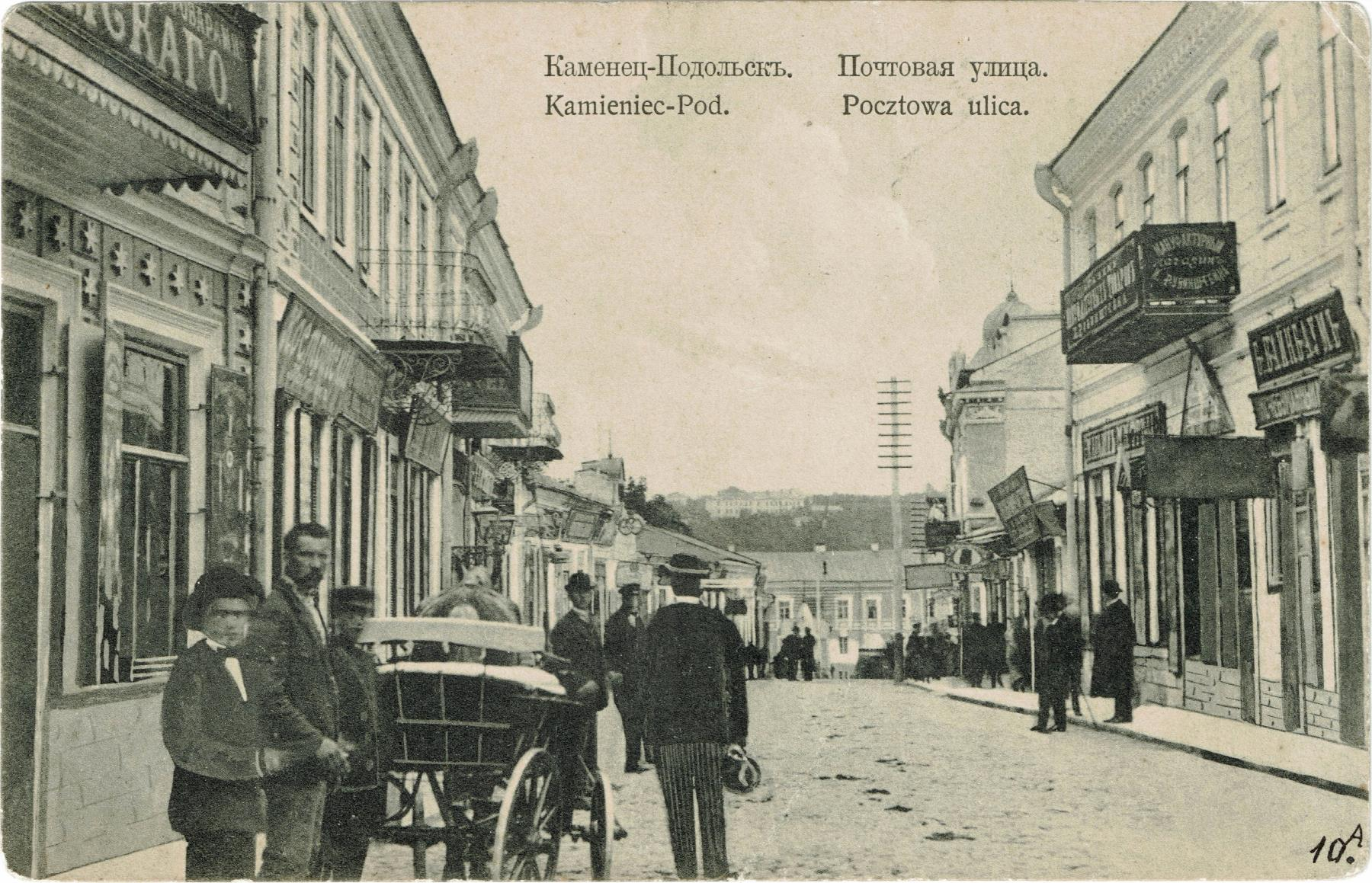
Вулиця Поштова, праворуч єврейські магазини, Старе місто 1910 рік
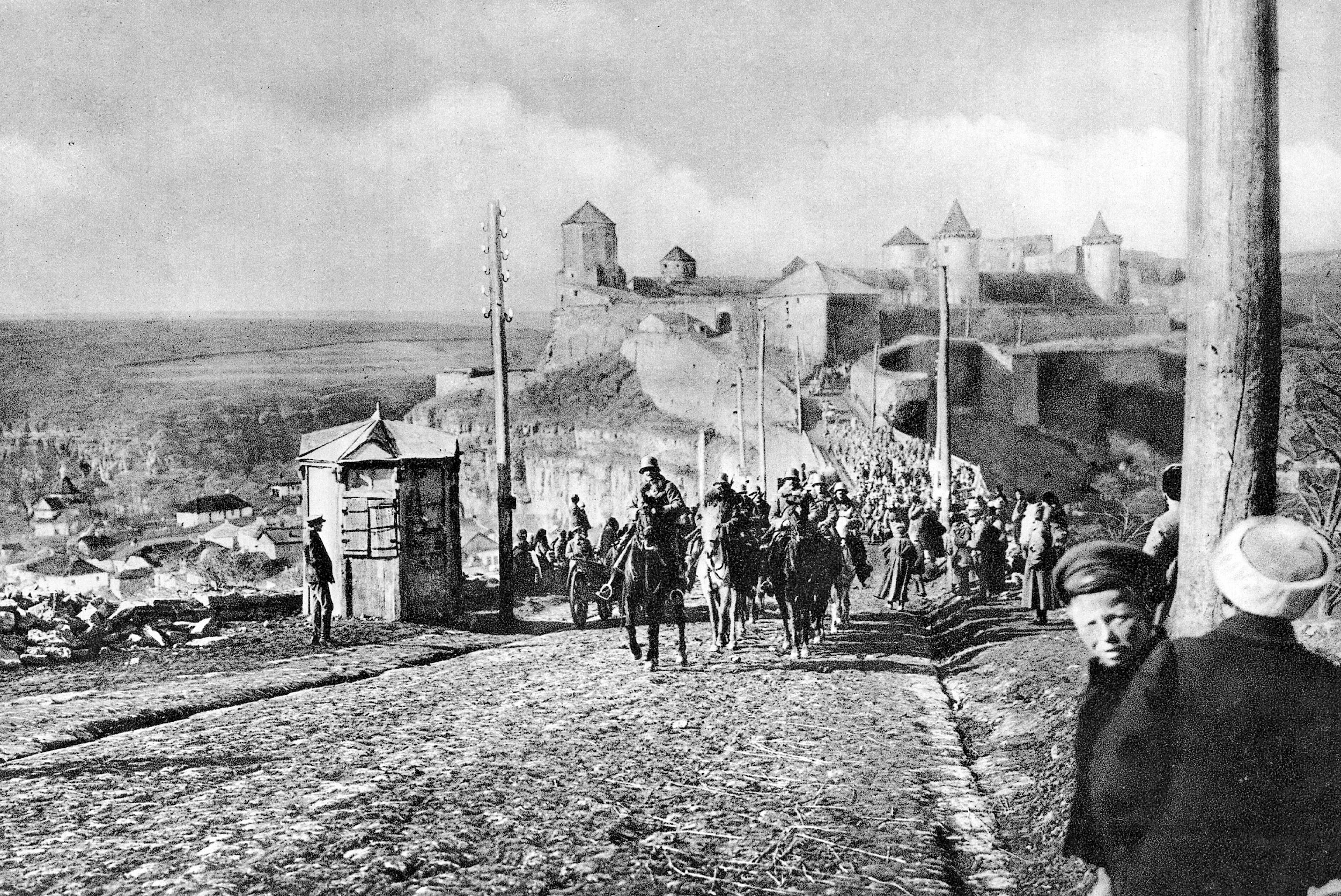
Австро-угорські війська входять до міста Кам'янець-Подільський після Брест-Литовського договору
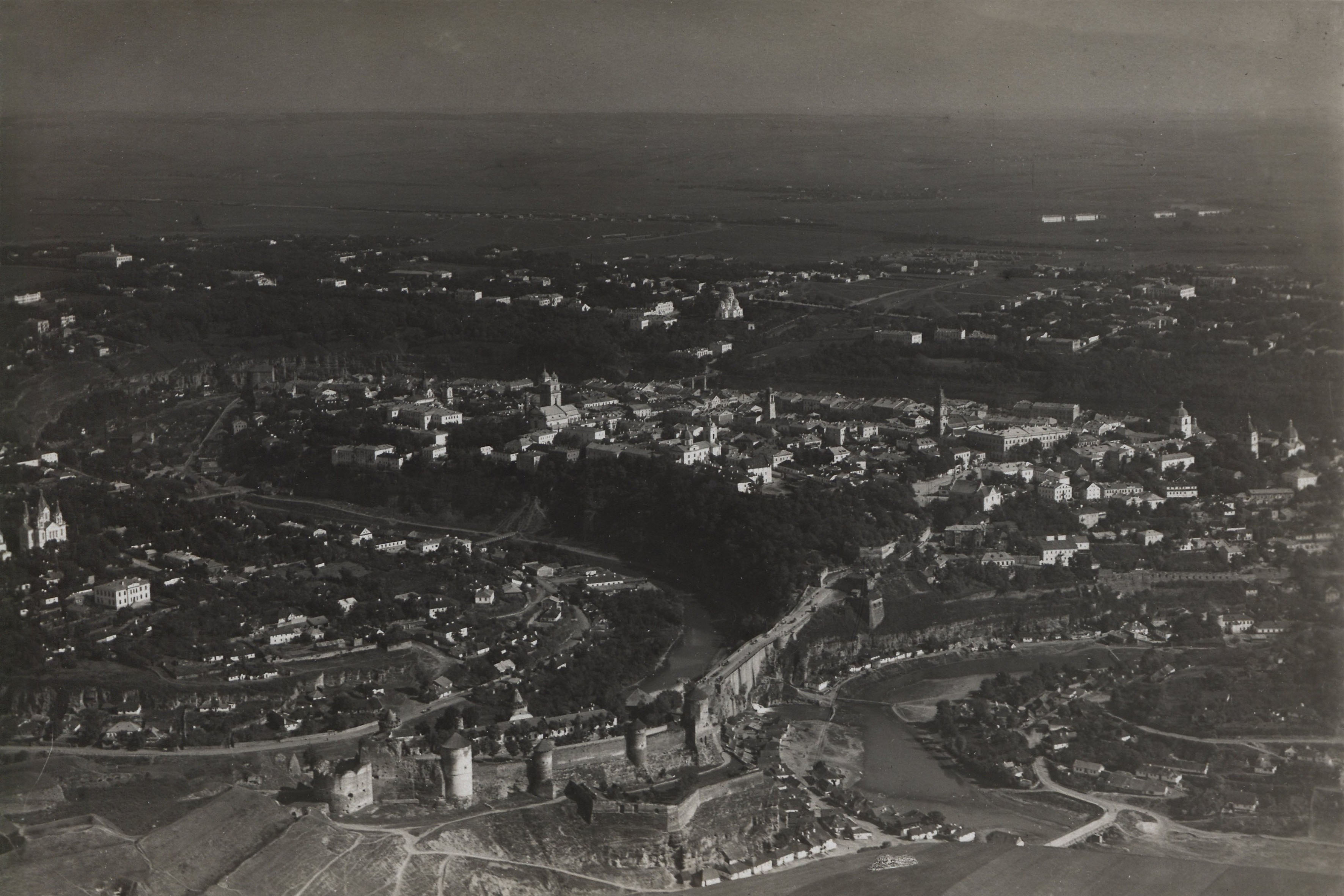
Кам'янець-Подільський аерозйомка 1914 рік
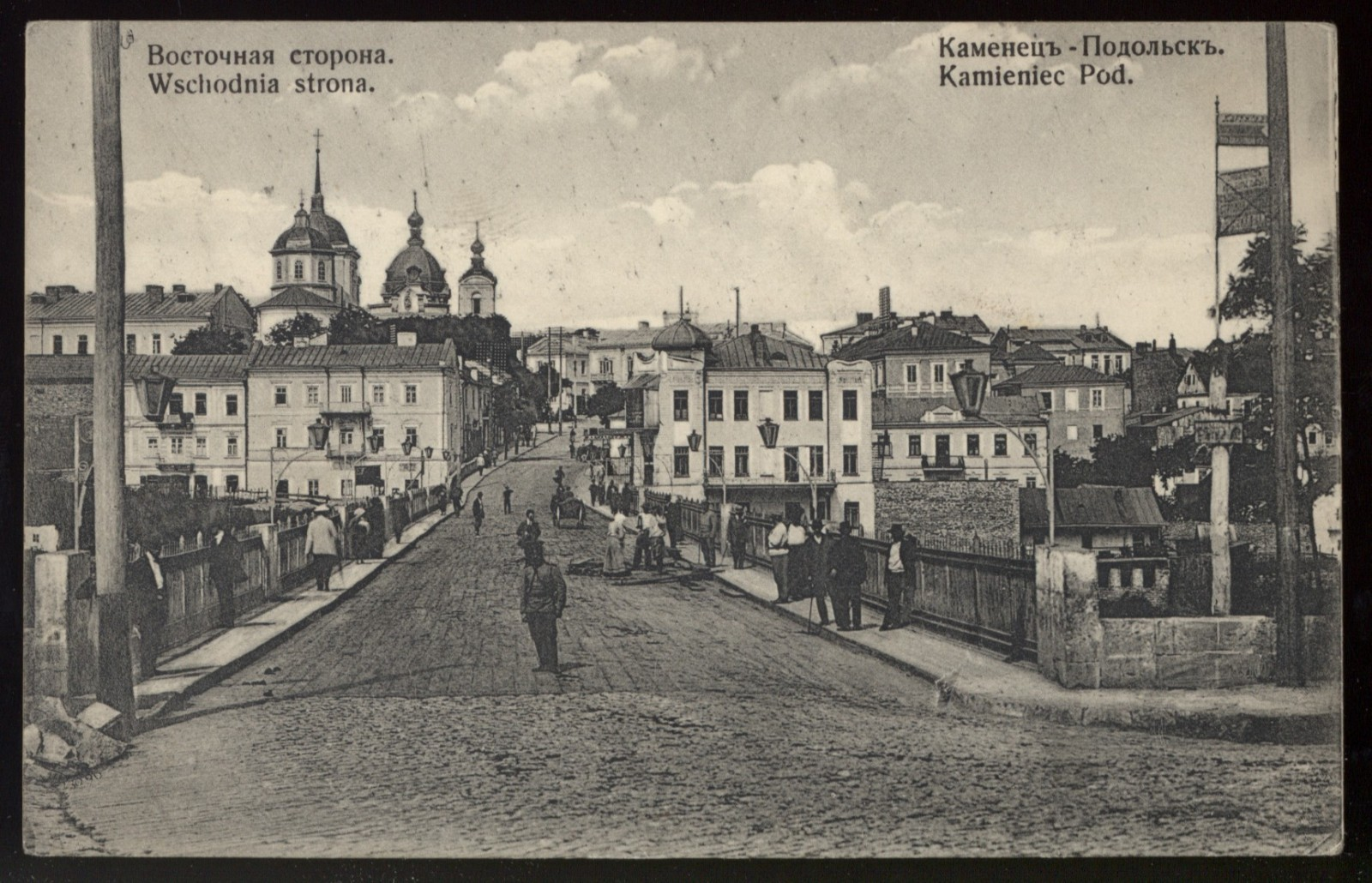
Міст Кам'янець-Подільський 1918 рік
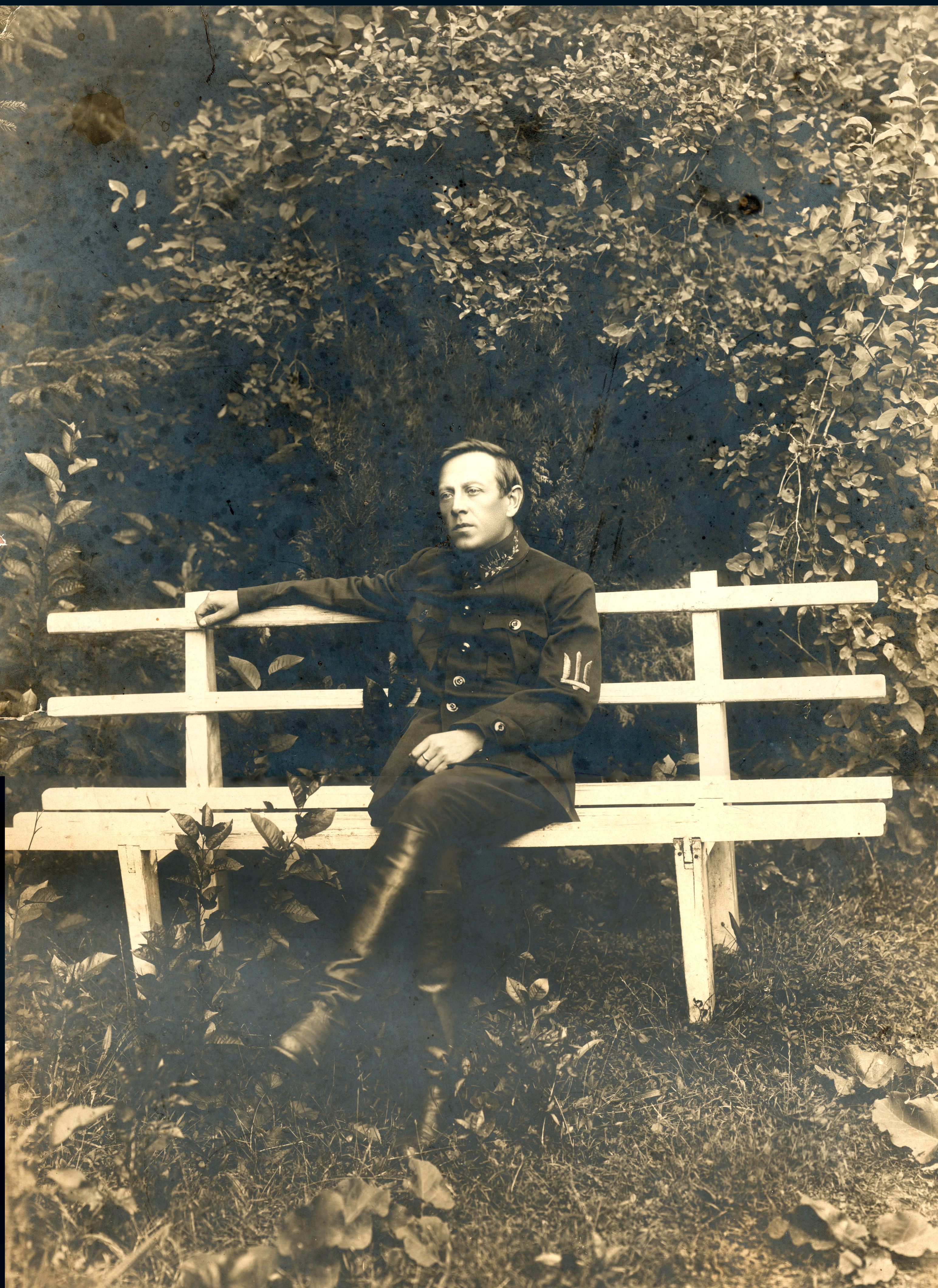
Симон Петлюра в Кам'янці 1919 рік
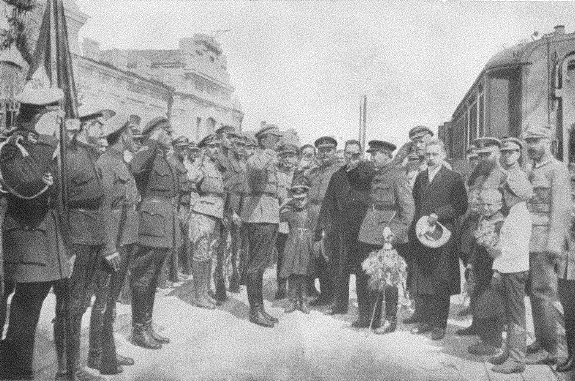
Зустріч Симона Петлюри в Кам'янці, 1920 рік

### Радянська окупація (1920—1940-ті роки), Голодомор (1932—1933 років)

Лінія Дмовського, кордони Речі Посполитої згідно з засадами, сформульованими Романом Дмовським

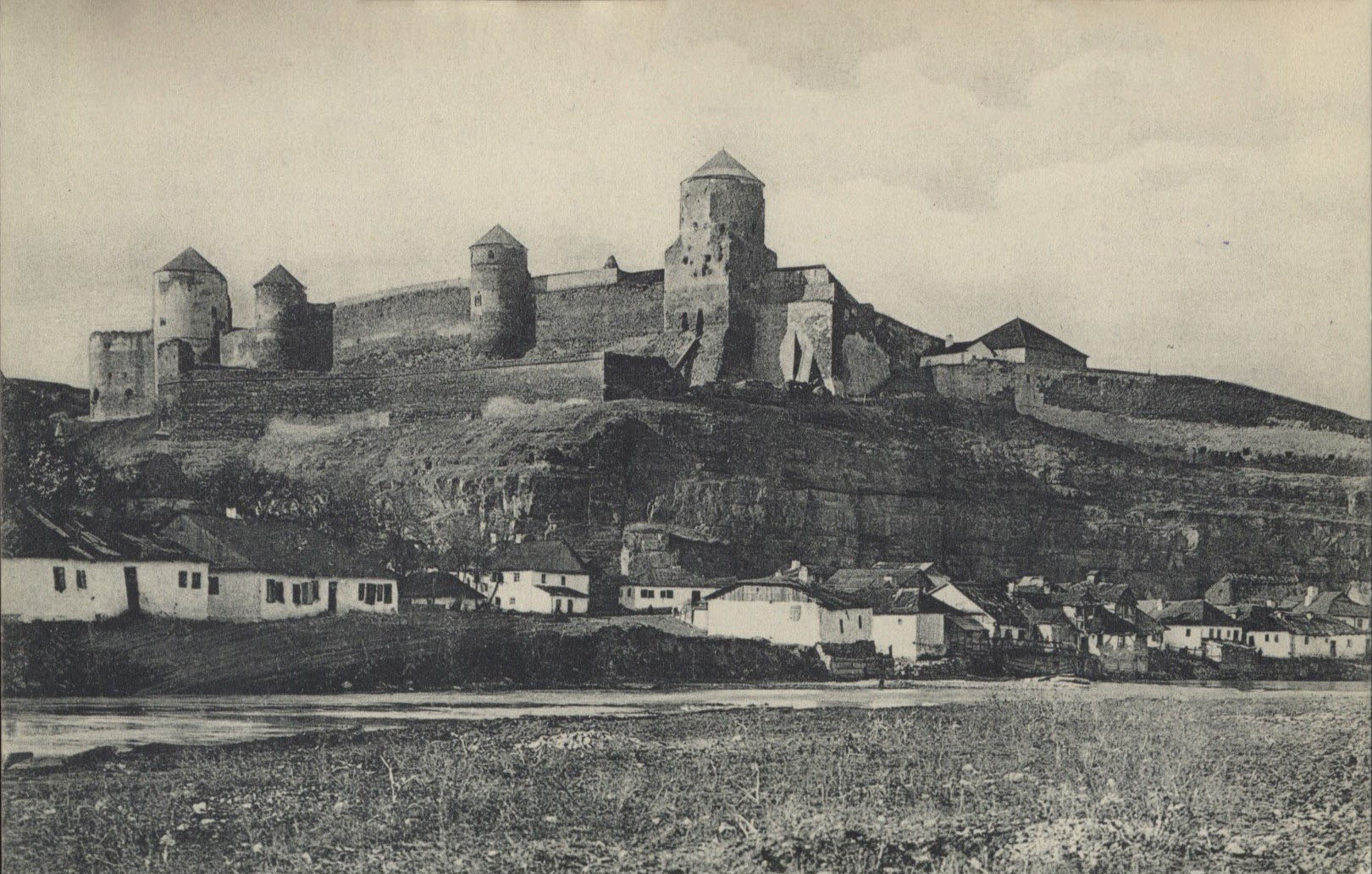
Стара фортеця, 1920 рік

Під час польсько-радянської війни місто було здане польській армії в ніч з 16 на 17 листопада 1919 року і з 16 листопада 1919 року до 12 липня 1920 року перебувало під польською адміністрацією. За пропозицією сформульованою Романом Дмовським на Паризькій мирній конференції Кам'янець та Поділля мали увійти до складу Польщі по річку Ушиця, по так званій лінії Дмовського.
Із окупацією міста 16 листопада 1920 року частинами Червоної армії тут остаточно було встановлено Радянську владу.
За Ризьким мирним договором від 1921 року територія Поділля разом із Кам'янець-Подільським відійшла до Радянської Росії, що визначило її майбутнє у складі Української РСР на наступні сім десятиліть.
У 1919 - 1925 роках Яків Гальчевський командувач Подільської повстанської групи проводив рейди поблизу міста та в Кам'янець-Подільському повіті.
У ті роки серед населення міста переважали поляки та українці. Однак, як комерційний центр, Кам'янець-Подільський був багатоетнічним і багатоконфесійним містом зі значними єврейськими та вірменськими меншинами. За радянської влади починаючи з 1921 року вони зазнали жорстоких утисків, багато поляків були примусово депортовані до Середньої Азії. Такі масові вбивства, як Вінницька трагедія, відбувалися по всьому Поділлю, на той час це був дещо специфічний, прикордонний регіоном з «буржуазною» Польщею та Румунією. В регіоні та місті мешкала значна частина колишніх вояків армії Української Народної Республіки та Української Галицької армії.
У грудні 1927 року журнал Тайм повідомляв про масові повстання селян і робітників на півдні України, навколо міст Кам'янець-Подільський, Могилів-Подільський, Тирасполь та інших міст Поділля, проти радянської влади. Повідомлялось що в цих містах:
| | \| «All loyal troops were massacred and the revolutionist flag was flown» переклад: «Всі вірні війська були вибиті і вивішено революційний прапор». \| |
| «All loyal troops were massacred and the revolutionist flag was flown» переклад: «Всі вірні війська були вибиті і вивішено революційний прапор». | |

Журнал був заінтригований, коли знайшов численні повідомлення із сусідньої Румунії про те, що війська з Москви були направлені в регіон і придушили заворушення, спричинивши не менше 4000 смертей. Журнал послав кількох своїх репортерів, щоб підтвердити ці події, які офіційна радянська преса повністю заперечувала, назвавши їх відвертою брехнею. Повстання було спричинене колективізацією та безправним середовищем у містах спричиненим радянською владою.
У 1928 році Постановою РНК УРСР Стара фортеця була оголошена державним історико-культурним заповідником.
У 1935-1936 роках комуністична влада нанесла непоправний удар по архітектурній цінності міста, було закрито та знищено декілька значних храмів та споруд, наприклад такі як: Вірменська церква святого Миколая, Кафедральний собор Олександра Невського, Іоанно-Предтеченська церква, Храм Пресвятої Трійці та кармелітський монастир, який згодом перетворений на Казанський кафедральний собор та знищено.

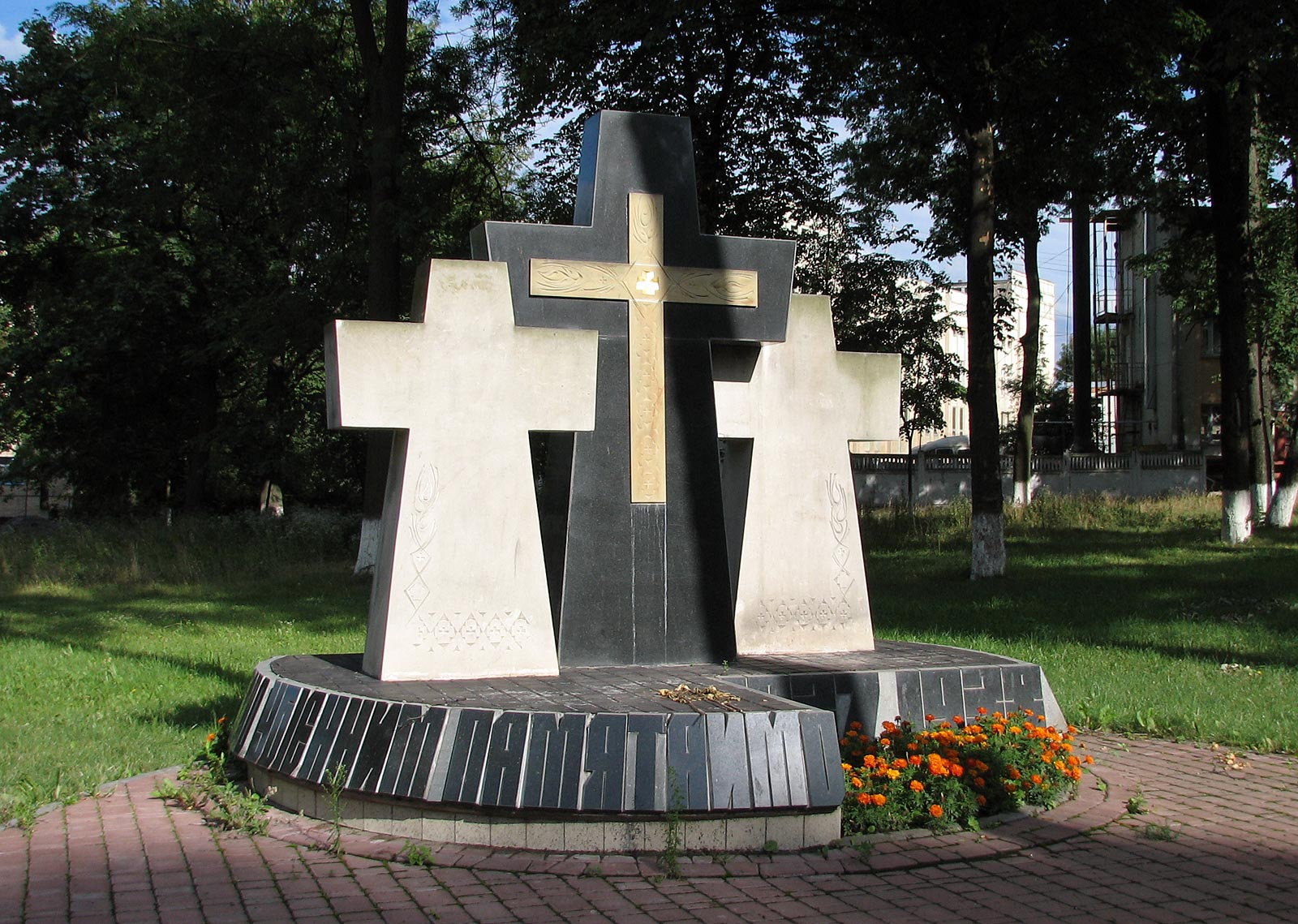
Монумент жертвам «Великого терору» 1937 - 1938 років у місті Вінниця

У роки Великого терору, а це 1937-1938 роки, Кам'янці-Подільському засуджено 9009 осіб різних національностей і професій, за звинувачених у шпигунській діяльності заарештовано 62 особи, сотні людей були виселені з міста як сім'ї «ворогів народу» - наприклад, 101 родину польської національності. Так, на території римо-католицького костелу архистратига Михаїла, у колишньому кляшторі сестер-домініканок, радянська влада влаштувала в'язницю, а в його підземеллі — катівню. В 30-х роках минулого століття, найбільше — в 1937 році в підвалах монастиря розстрілювали людей. За деякими спогадами, наприклад, в день привозили до ста чоловік. Із цієї сотні двадцять відправляли в табори на північ, решта зникали безвісти. Протягом цього періоду з Поділля в організованому порядку було виселено 11 634 польські та німецькі родини, а це щонайменше 46 500 громадян.

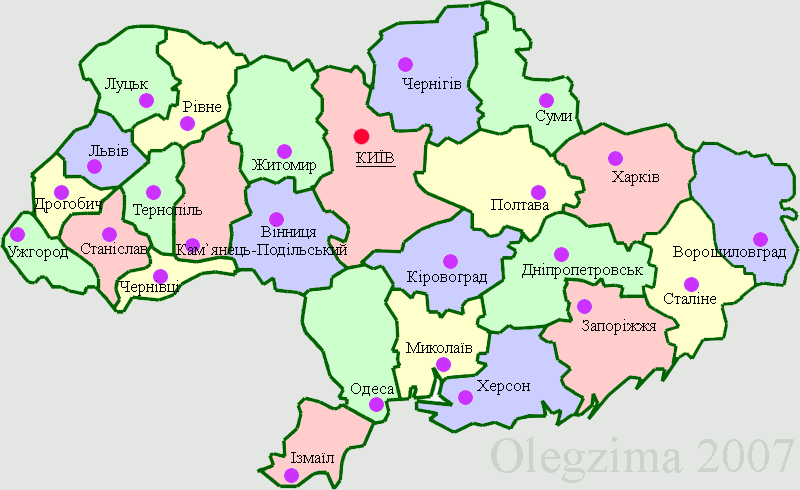
Області з 1937 по 1954 рік. Кам'янець-Подільський центр області

Впродовж 1937—1941 років місто було центром Кам'янець-Подільської області.
У 1938 році стали зводити Кам’янець-Подільський укріплений район, до початку війни збудували 158 фортифікаційних об’єктів. Із закінченням спорудження укріп-району Кам’янець став режимним містом, а через прикордонний статус міста тут діяла заборона на розміщення стратегічних промислових об'єктів, яка була знята лише 50 роках після долучення до УРСР земель за Збручем.
12 травня 1941 року обласний центр перенесено з Кам'янця-Подільського до Проскурова, після чого місто втратило значення регіонального центру остаточно. Історично це було несправедливе рішення, під час перенесення адміністрацій з міста вивозились значні матеріальні цінності та навіть будівельні матеріали на розбудову нових приміщень в новому обласному центрі.

#### Голодомор

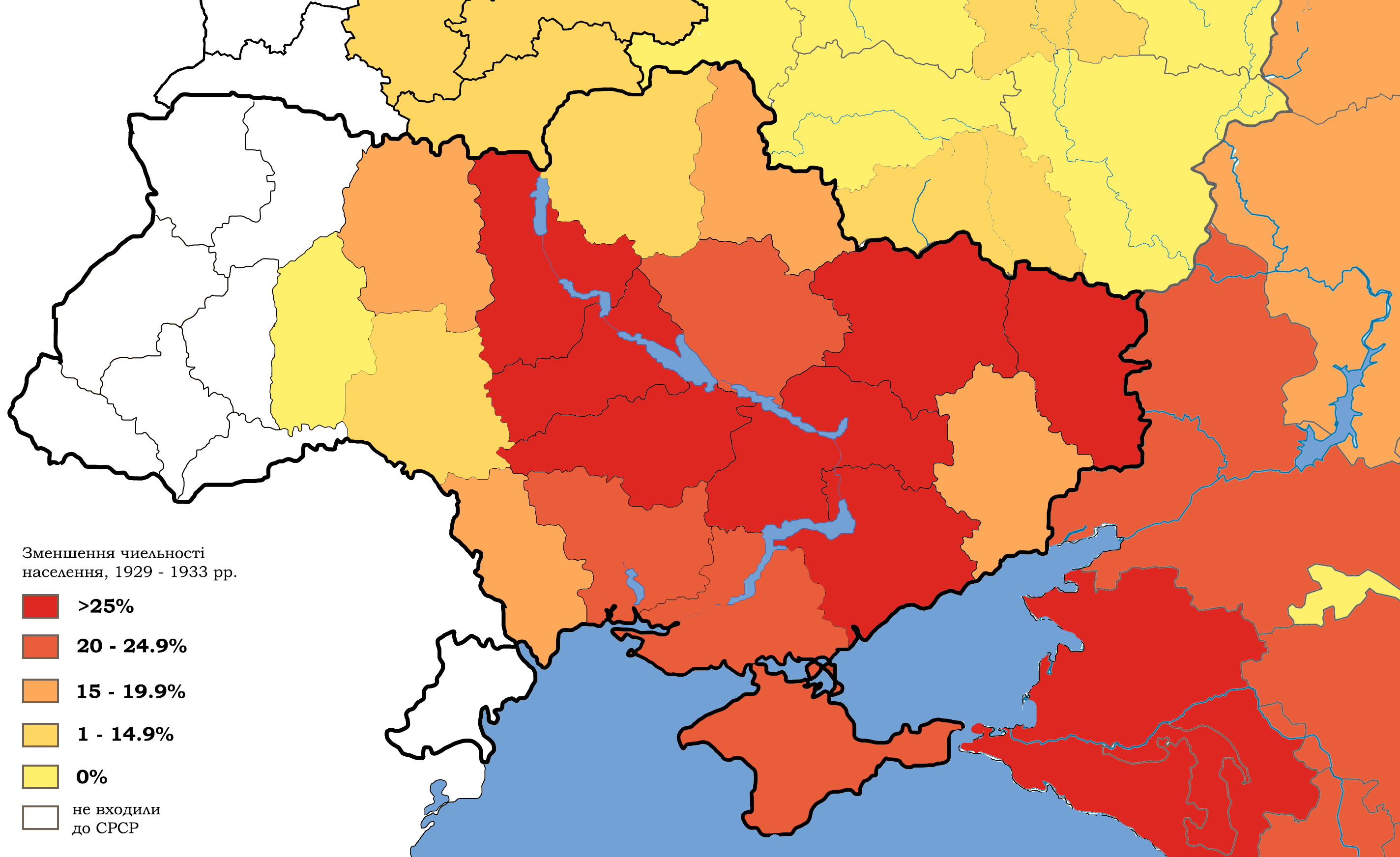
Територія України з втратою населення внаслідок голодомору

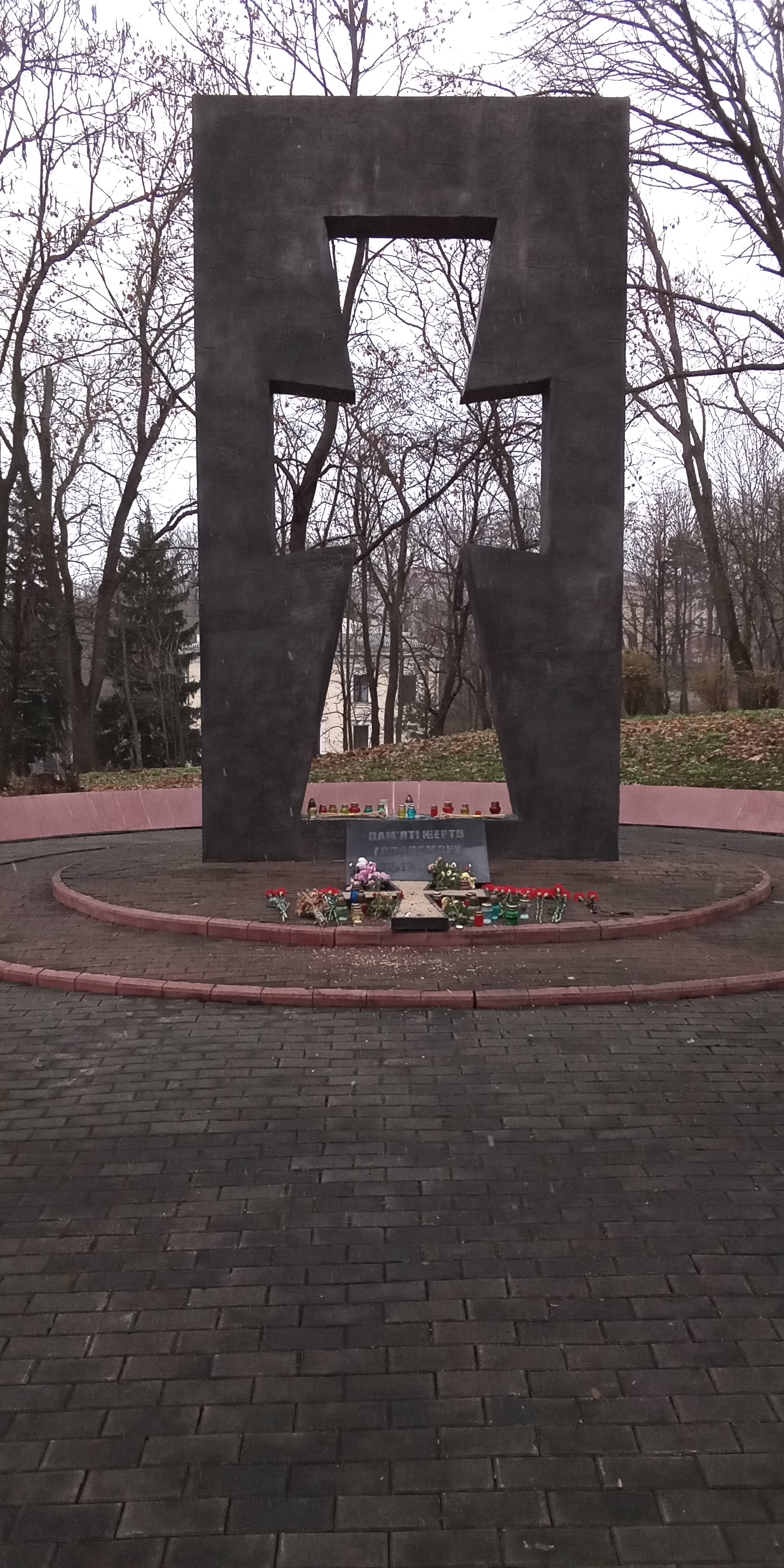
Пам'ятник жертвам голодомору місті

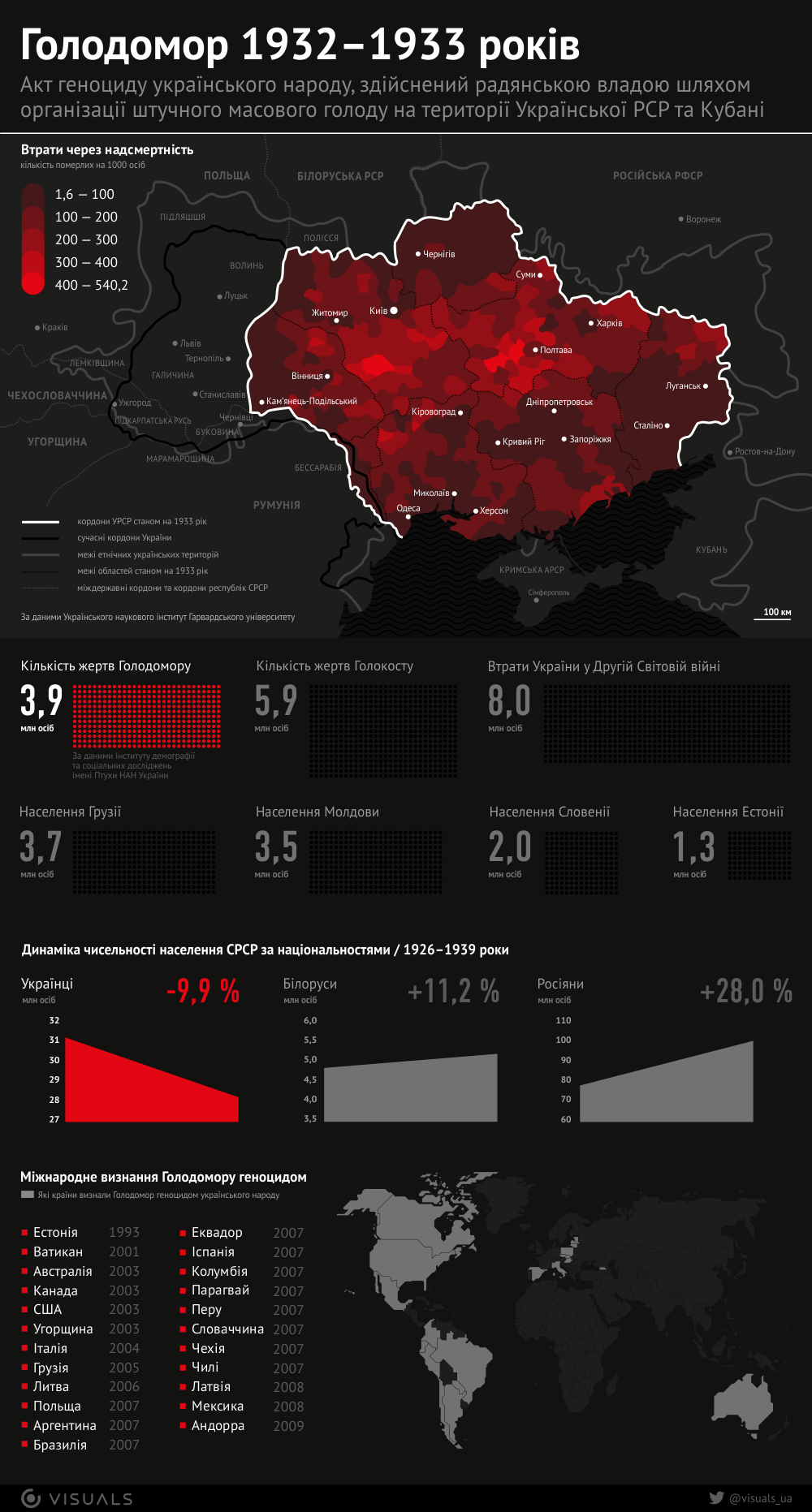
Інфографіка Visuals

Голодомор 1932—1933 років, жахливий злочин тоталітарної системи не оминув місто. Хоча ситуація була дещо краща ніж у інших областях, багато в чому внаслідок близькості кордону з сучасними західноукраїнськими територіями. Враховуючи прикордонний статус Кам'янеччини, населення, особливо з сіл, які знаходилися на річці Збруч, намагалося вирушити в сучасні західні області. Там подоляни міняли свої речі на хліб та зерно. Непоодинокими були випадки, коли люди наймалися на роботу за можливість харчуватися або працювали за хліб. Проте далеко не всім це вдавалося: вздовж кордону з Польщею по річці Збруч та кордону з Румунією по річці Дністер у багатьох місцях були влаштовані загороджувальні лінії та на кордонах несли варту радянські каральні органи.
Ті жахливі важкі часи описують дитячі спогади жителя Голоскова, приміського села Кам'янця, Омеляна Корби:
| | \| «Люди помирали просто на дорозі, під муром, в хаті на ліжку, на полу. В селі голодували всі. Ми їли шкульки, їх доставали руками з річки, їли мерзлу і гнилу картоплю, бураки, гарбузи на дечці підсмажували і їли напівсирі. Збирали в лісі зелені сливки, лободу, пекучу кропиву, з акації цвіт, з вишень листя. Їли воронячі яйця, горобців, ворони, дикі голуби». \| |
| «Люди помирали просто на дорозі, під муром, в хаті на ліжку, на полу. В селі голодували всі. Ми їли шкульки, їх доставали руками з річки, їли мерзлу і гнилу картоплю, бураки, гарбузи на дечці підсмажували і їли напівсирі. Збирали в лісі зелені сливки, лободу, пекучу кропиву, з акації цвіт, з вишень листя. Їли воронячі яйця, горобців, ворони, дикі голуби». | |

Скрутною ситуація була і місті, за даними у 1932—1933 роках від голоду померло 585 людей у Кам'янці. Студенти Кам'янця-Подільського на сторінках газети так писали про своє життя в 1933 році:
| | \| «На сьогоднішній день наше студентство міста Кам’янця в надзвичайно поганих умовах живе й не знає причин, хто ці умови склав йому. Студентство в сучасний момент надзвичайно обурене, але цієї обурливості не виявляє. Але, коли надальше студентство буде голодне, холодне та обшарпане, як до цих пір, то ця обуреність виявлятиметься страйками або демонстраціями протесту проти такого життя... У столовій хліба не дають, дають хліб у студрозпредах, які теж взяли курс на зниження норм хліба, з фунта сходило до 150 гр, а то його і по 3 дні не бувало... Боротьба за існування по-нашому – це боротьба за хліб». \| |
| «На сьогоднішній день наше студентство міста Кам’янця в надзвичайно поганих умовах живе й не знає причин, хто ці умови склав йому. Студентство в сучасний момент надзвичайно обурене, але цієї обурливості не виявляє. Але, коли надальше студентство буде голодне, холодне та обшарпане, як до цих пір, то ця обуреність виявлятиметься страйками або демонстраціями протесту проти такого життя... У столовій хліба не дають, дають хліб у студрозпредах, які теж взяли курс на зниження норм хліба, з фунта сходило до 150 гр, а то його і по 3 дні не бувало... Боротьба за існування по-нашому – це боротьба за хліб». | |

Загалом кількість померлих від голоду в Кам'янець-Подільському районі у 1932—1933 роках склала 2533 людини, у Кам'янці-Подільському — щонайменше 775 жителів міста. За оцінками демографічні втрати України внаслідок Голодомору 1932—1933 роках становлять близько 4,5 млн осіб, у тому числі 3,9 млн — втрати, пов'язані із надсмертністю, а ще 600 тисяч — з дефіцитом народження.

### Друга світова війна. Рух Опору

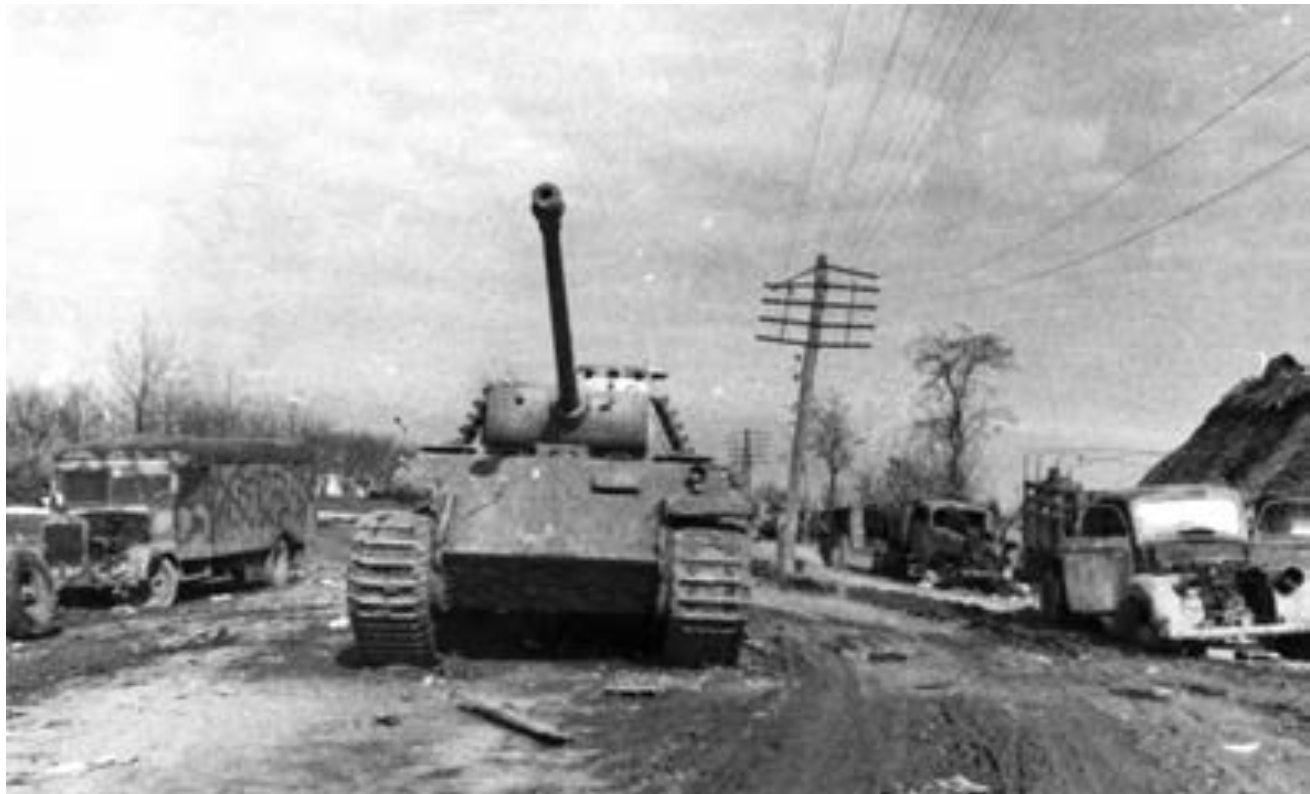
Покинутий танк «Пантера» Ausf.А і машини в районі Кам’янця-Подільського, 1944 рік

10 липня 1941 року Кам'янець-Подільський був окупований частинами 17-ї армії зі складу групи армій «Південь» війська Німеччини та частинами 2-ї армії Угорщини. 9 липня 1941 року при відступі з міста радянських військ були заміновані і підірвані Новопланівський міст та ряд стратегічно важливих промислових підприємств.
До початку війни Кам'янці-Подільському проживали понад 15 тисяч євреїв, або 38,46 % від всього населення міста. Від 21 липня 1941 року в кварталах Старого міста було створено єврейське гетто. Одним з перших та найбільших проявів Голокосту, було масове вбивство 27-28 серпня 1941 року на околицях міста, сучасна територія мікрорайону. У ті дні, були вбиті 23 600 євреїв, більшість з них були угорськими євреями від 14 000 до 16 000, а решта від 8 000 до 9 000 основному Кам'янця-Подільського, місцеві українські євреї та українці. Масове вбивство було здійснено за наказом, зокрема, прем’єр-міністра Угорщини Ласло Бардошші, а його виконання есесівцями під командуванням обергруппенфюрера СС Фрідріха Єкельна. Коли в серпні-листопаді 1942 року гетто розпускали, його мешканців більшість також було вбито. Цей же час невідома кількість циган була депортована з Карпатської України та вбита під Кам’янець-Подільським.
4 серпня 1943 року Кам’янець-Подільський гебітскомісар видав розпорядження про мобілізацію населення на роботу до Німеччини. З кожного району відправлялися 600 юнаків і дівчат.
1944 року Кам’янець було оголошено містом-фортецею. Це означало, що німецький гарнізон, який нараховував 5 тисяч солдатів і офіцерів, 60 танків, близько 400 кулеметів, повинен захищати місто доти, поки через нього не пройдуть головні сили вермахту. Бомбардування міста та обстріли перед наступом Червоної армії, запеклі бої в березні 1944 року перетворили його на руїни.
Після захоплення міста радянською армією, нелояльність населення до радянської влади, проявлялось не бажанням продовжувати боротьбу проти нацистів, люди були втомлені важкими періодами німецько-радянської війни. Та Червона армія розгорнула, з перших же днів вступу в місто, активні мобілізаційні заходи. Такі заходи істотно знижували якість відбору призовників, а також негативно позначалися на рівні їхньої підготовки. Пагубна практика їх негайного використання в бойових діях розпочалася з перших днів мобілізації, тому значна кількість мобілізованих мешканців Кам'янця та тутешніх сіл загинули в наступних фазах Дніпровсько-Карпатської операції на території сусідніх областей. Відправлення у бій погано навчених, а найчастіше погано одягнених і озброєних людей більше скидалося на жорстокий акт помсти за виявлену 1941 року нелояльність до сталінської влади, йшлося про покарання українців, які залишилися на окупованій нацистами території, а відтак вважалися зрадниками, для таких підрозділів з'явилась умовна назва — чорнопіджачники або чорна піхота.
За роки Другої світової війни населення міста скоротилося вдвічі з 55 000 чоловік в 1940 році до 26 000 в 1945 році. Було завдано непоправної шкоди архітектурній спадщині Кам'янця-Подільського, перед наступом радянська армія провела масований артобстріл міста, зруйновано 90 % житлових будинків в Старому місті, повністю знищена промислова база.

#### Рух Опору
Анексія Радянським Союзом західно-українських земель в 1939 році принесла колективізацію, депортації, арешти інакодумців, але й ліквідувала кордон між галицькими й наддніпрянськими українськими землями. Керівний орган підпілля — Крайова екзекутива ОУН почала відряджати своїх членів у східному напрямку, щоб розвідати ситуацію й закласти осередки організації.
Так, на території міста функціонувала структурна мережа ОУН: Кам'янець-Подільський округ, який відносився до УПА-Південь. Під час німецької окупації українські національні сил сформували місцеві органи самоврядування: обласну управу, обласний відділ освіти. Головою обласної управи призначений Григорій Кибець.
У серпні 1941 року в місті було створено молодіжну організацію. В організацію входили понад 60 чоловік, переважно учні і вчителі шкіл. В листопаді 1941 року в місто повернувся з еміграції поет і хорунжий Армії УНР Микола Чирський та відновилась діяльність «Просвіти».

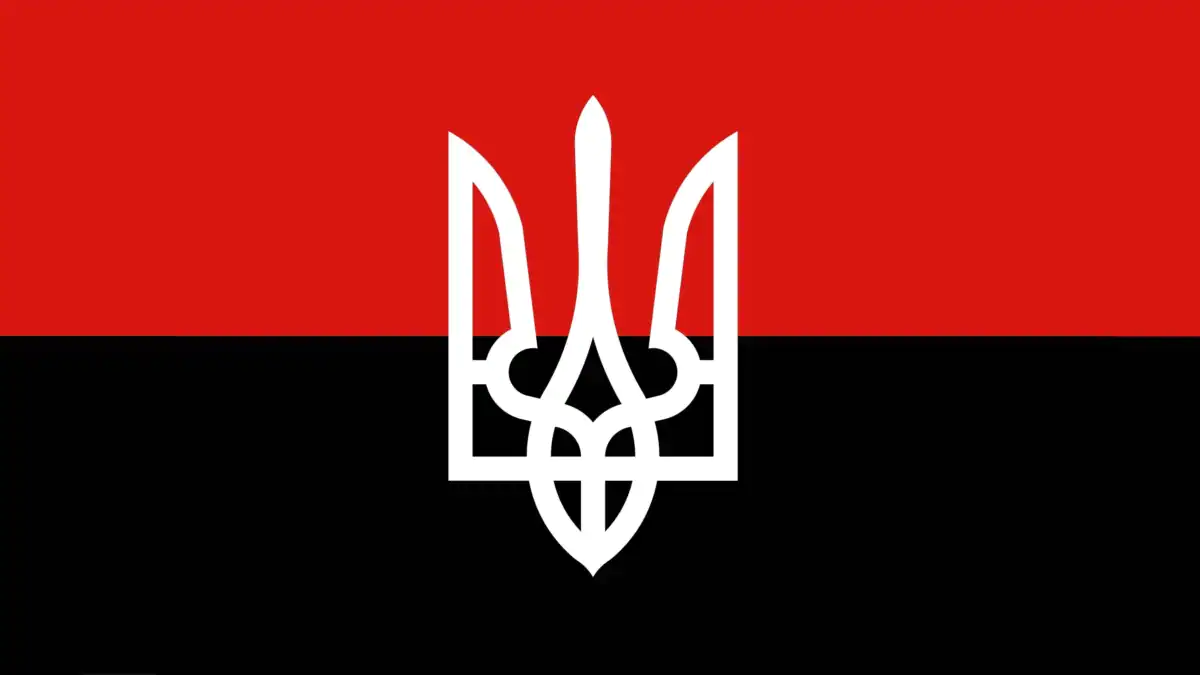
Прапор УПА із гербом

У січні 1942 нацисти розпочалися масові арешти й страти бандерівців у Кам'янці-Подільському, було розстріляно більше 150 українських націоналістів. Червні 1942 року нацисти напали на слід підпільної організації, майже всі її члени були заарештовані та розстріляні. По закінченню війни зібрано документи, що засвідчували існування молодіжної організації. Але комуністами клопотання про посмертне нагородження її учасників було відхилене, молодь звинуватили у зв’язках з ОУН.
Відділи УПА з групи «Богун» УПА-Північ, які ходили Поділлям, в грудні 1943 року об'єднали в рейдову групу «Кодак». У січні — лютому 1943 на базі групи була створена генеральна військова округа УПА-Південь, командувати якою призначили колишнього крайового провідника ПівдСУЗ Василя Кука‑«Лемеша».
На території Кам'янеччини в 1944-45 роках діяв 19-й тактичний відтинок УПА «Кам'янець», військової округи «Лисоня», військової групи УПА-Захід, надалі відділ розділений на дві частини влітку 1945 року. А також із рейдами заходили самооборонні кущові відділи УПА з Тернопільщини.
У січні 1944 року українські повстанці розгромили велику німецьку колону в районі Кам'янця-Подільського, захопивши при цьому 7 кулеметів, 2 міномети, 10 гвинтівок, 500 гранат і близько 30 тисяч патронів.
26 грудня 1949 року у селі П'ятничани було викрито техзвено Кам’янець-Подільського окружного проводу ОУН. З криївки, де знаходилася типографія «імені Ярослава Старуха», було вилучено цінні документи: велику кількість фотографій підпільників, автобіографії членів окружного проводу, звіти з роботи рейдових груп ОУН на території Кам’янець-Подільської області.

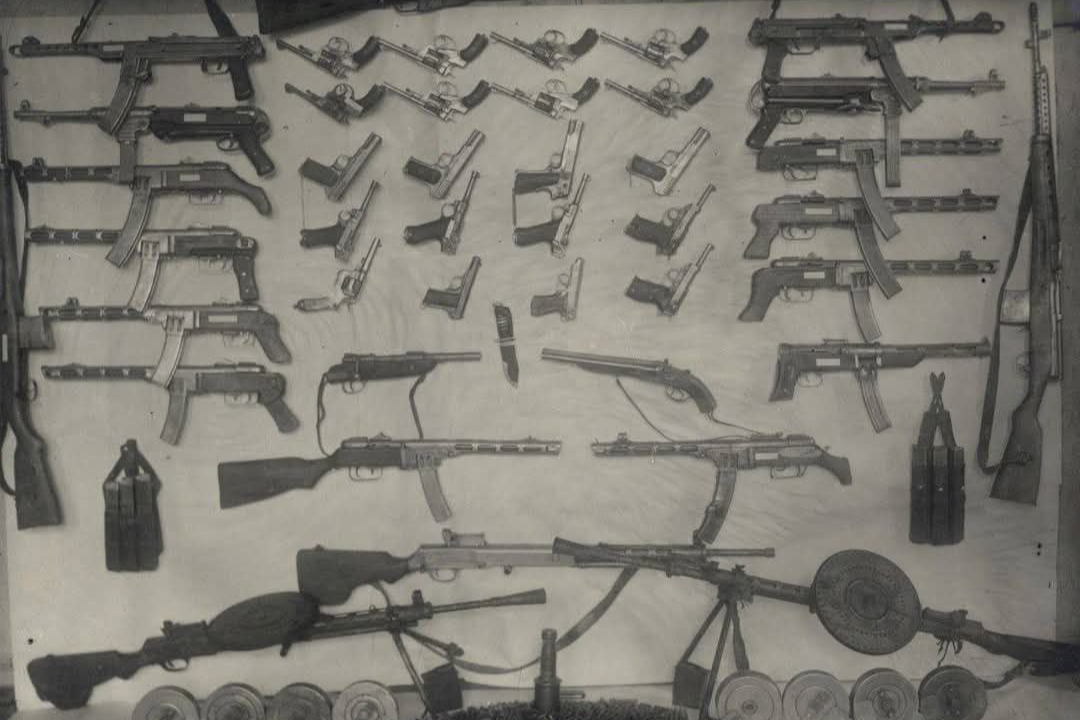
Зброя вилучена у членів Кам'янець-Подільського окружного проводу ОУН в 1951 році

У травні 1950 року на хуторі Козак (тепер частина села Довжок) у господарстві Павла Грабовського чекісти виявили криївку, звідки також вилучили документи Кам’янець-Подільського надрайонного проводу ОУН.
Один з останніх епізодів діяльності підпілля ОУН на території Кам’янець-Подільської області в ніч з 25 на 26 квітня 1952 року селі Кадиївці були захоплені Михайло Ярчук («Клим») та Володимир Гнибіда («Неплюй»). Також, 2012 року в лісі між селами Кадиївці й Залісся Перше було знайдено молочний бідон, що містив чималий пакунок документів ОУН.
За різною інформацією Кам'янець-Подільський надрайонний проводів ОУН функціонував аж до початку 1952 року, забезпечувавши функціонування лінії зв'язку Крайового Проводу «Поділля» із східними областями країни. Але внаслідок реалізації агентурної справи чекістів «Схід» протягом вересня 1951 - лютого 1952 року надрайонний проводів був повністю знищений.

Золотий Хрест Бойової Заслуги УПА 1-го класу.
Золотий Хрест Заслуги УПА 1-го класу.

Учасники визвольної боротьби ОУН та УПА
Захоплені та засуджені за участь у визвольній боротьбі з Кам'янець-Подільського надрайонного проводу ОУН:
- Іван Ліщинський («Матюшенко») — провідник Кам'янець-Подільського надрайонного проводу, діяч ОУН і УПА, захоплений і за вироком закритого засідання розстріляний.
- Михайло Чернега («Карась») — діяч ОУН і УПА, захоплений і за вироком закритого засідання розстріляний.
- Іван Ковалевич («Мирон») — діяч ОУН і УПА, захоплений і за вироком закритого засідання розстріляний.
- Маркіян Пиріг («Сокіл») — діяч ОУН і УПА, захоплений і за вироком закритого засідання розстріляний.
- Йосафат Лазорко («Тарас») — діяч ОУН і УПА, захоплений та засуджений на 25 років.[50][51]

### Радянська окупація (1950—1980-ті роки)
Після завершення Другої світової війни у 1946—1947 роках російсько-більшовицькою диктатурою був влаштований масовий голодомор. Ця акція була спланована сталінським Політбюро з метою забрати в селян залишки зерна і продати чи подарувати його братнім режимам у соціалістичному таборі. Через це тяжко потерпали від голоду жителі міста Кам'янця та довколишніх сіл, така ситуація спостерігалась багатьох частинах країни. Від штучного рукотворного голоду за неповними даними загинуло в Українській РСР понад 1 млн людей.
Радянська влада любила символічні значення, так і цього разу, забравши 1941 році обласний центр з Кам'янця до Проскурова. 4 лютого 1954 року було змінено також назву області з Кам'янець-Подільської на Хмельницьку, офіційно це приурочувалось до ювілею, 300-ї річниці Переяславської ради та підписання Богданом Хмельницьким угоди з Московією. А по факту через значку кількість антирадянських настроїв серед містян Кам'янця, підтримку та діяльність УПА, великої кількості колишніх вояків армії Української Народної Республіки та Української Галицької армії, як останньої столиці УНР.
Повоєнний час у Кам'янці-Подільському відбулись зміни: з'явилися великі промислові підприємства — цементний, кабельний, приладобудівний заводи, відкрились нові навчальні заклади. У 1960—1970-х рр. місто перетворюється на один з індустріальних центрів Поділля.

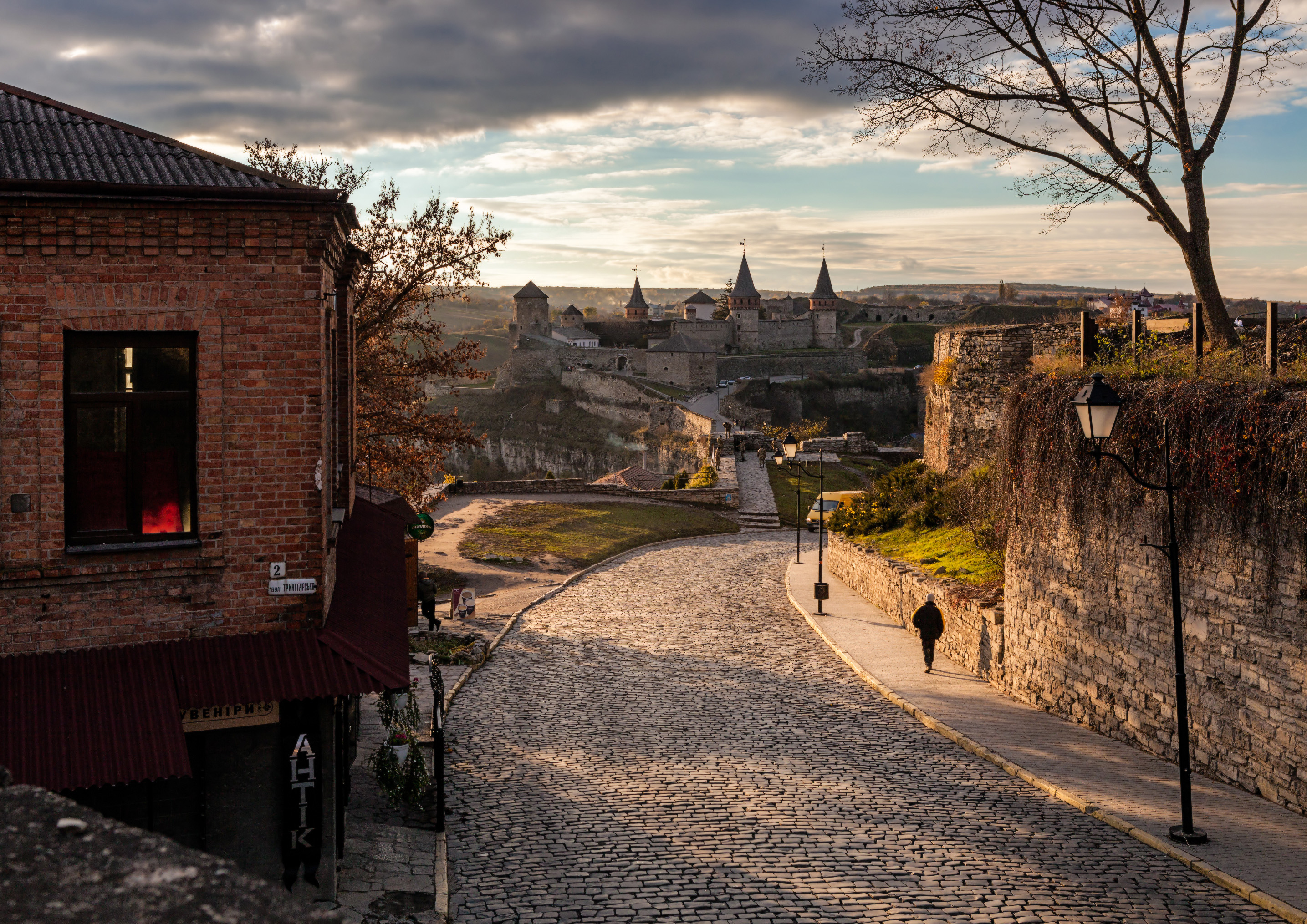
Кам'янець-Подільський - фортеця (2017)

Продовженням боротьби проти радянської окупації у 1960–1980-х роках став дисидентський рух у формі ненасильницького опору. Відомими представниками, які певний час перебували Кам'янці та пов'язані з дисидентським рухом були: Ольга Стокотельня, Надія Світлична, Павло Стокотельня, Марія Стокотельня, Борис Антоненко-Давидович та інші.
У 1977 році Старе місто разом із фортецею оголошено історико-архітектурним заповідником.
У 1986 році чисельність населення міста досягла 100 000 осіб, за цим показником Кам'янець перейшов із розряду середніх до великих міст України.
16 липня 1990 року Верховною Радою Української PCP прийнято декларацію про суверенітет.
16 жовтня 1990 у місті відбувся мітинг на підтримку студентів Києва, які оголосили голодування на знак протесту проти політики уряду. На центральній площі міста було ухвалено вимоги студентів до Верховної Ради УРСР, щодо прийняття законів про місцеве самоврядування та не підписання союзного договору, а до міської ради — щодо підняття синьо-жовтого прапора. 16 жовтня президія міської ради задовольнила вимогу студентів і першою на Хмельниччині підняла національний прапор.
16 січня 1991 року Папа Іван Павло II відновив римо-католицьку єпархію Кам'янця-Подільського, яка була ліквідована за радянської влади.

### Після відновлення незалежності України

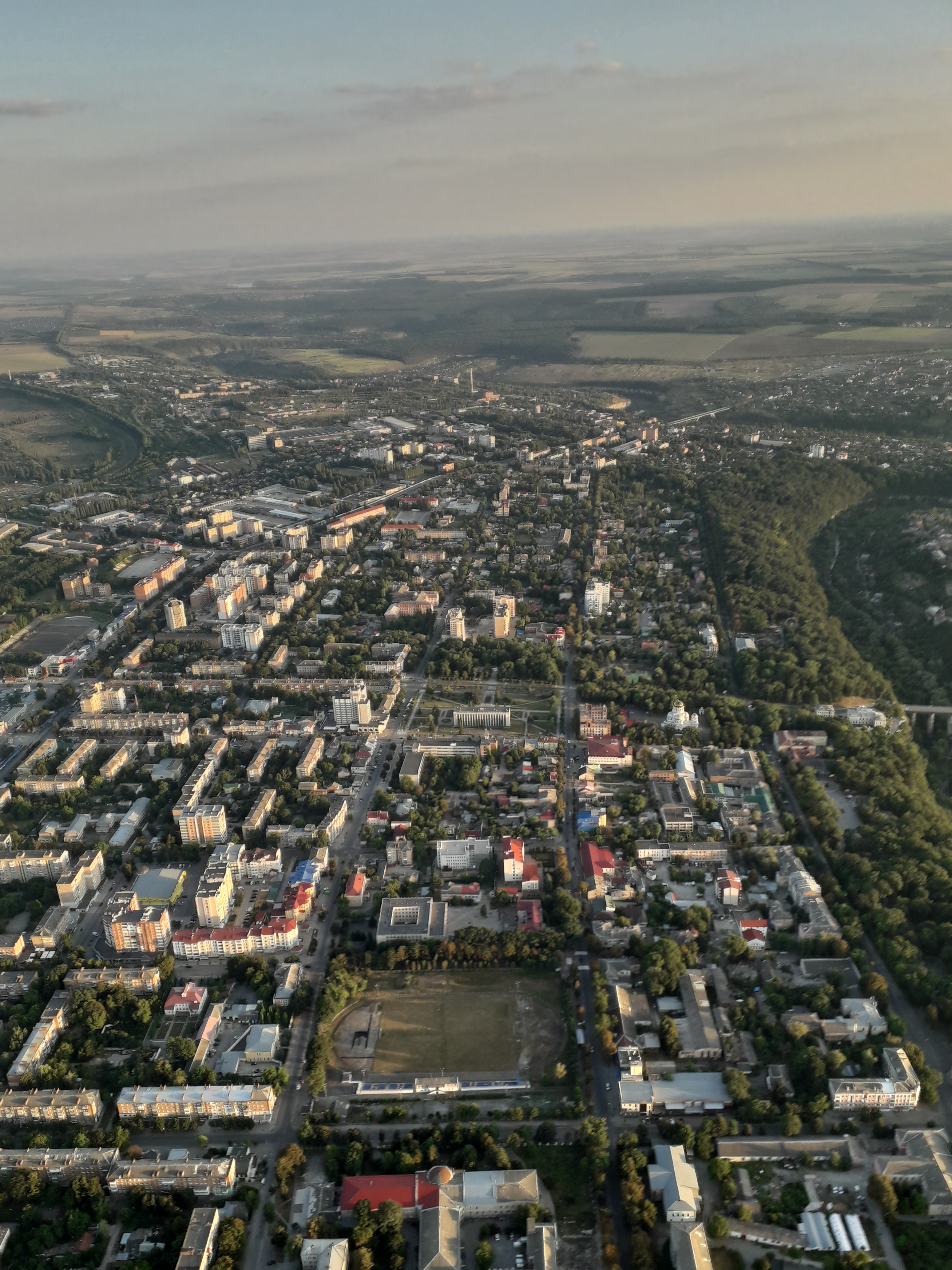
Новий план, центр міста Кам'янець-Подільський

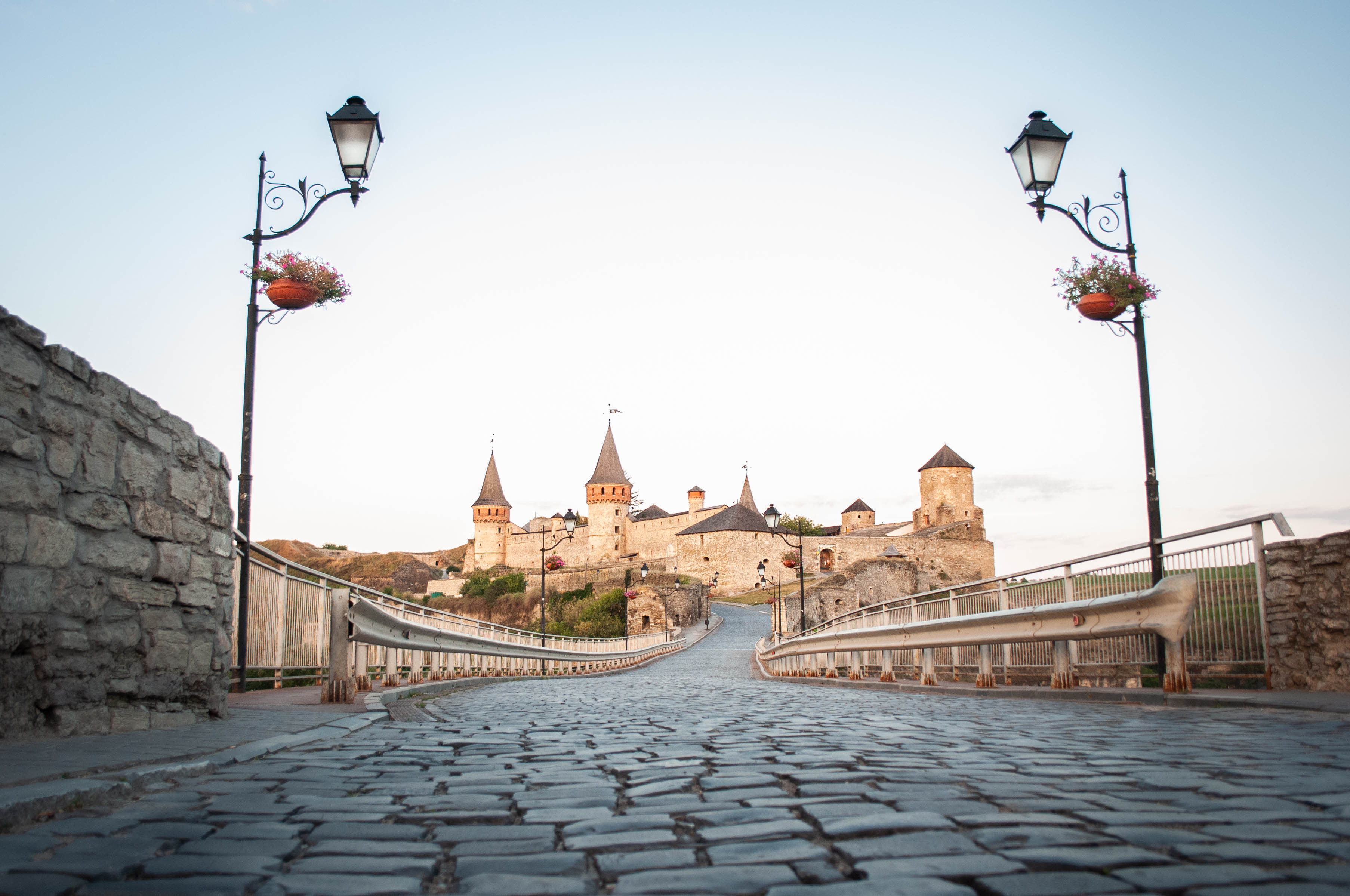
Фортеця, вулиця Замкова

Від 24 серпня 1991 року, підтверджене результатами Всеукраїнського референдуму від 1 грудня 1991 року, місто Кам'янець-Подільський — у складі незалежної України, є значним економічним, культурним, освітнім і туристичним осередком держави.
У період з 1991 по 2000 роки в місті частково, або повністю зупинилася робота більшості промислових підприємств. Почалися роки масового безробіття, зубожіння населення і процвітання злочинності. Кам'янець стає одним з основних кримінальних осередків країни.
З 1993 року почалася масова міграція єврейського населення міста в Ізраїль і США. Тисячі подолян у пошуках роботи і кращого життя покинули місто та перетнули межі країни. Умовно ця перша хвиля еміграції була зумовлена на етнічній складовій, коли багато народностей, які були розселені по різних куточках союзу почали повертатись на свою батьківщину. Так в цей період був і зворотній процес, коли у місто повертались з різних колишніх республік українці.
2 березня 2000 року Постановою Верховної Ради України затверджено нові межі міста загальною площею 2787,1 гектара.
Від 26 липня 2001 року постановою Кабінету Міністрів України місто Кам'янець-Подільський внесено до списку історичних населених місць України.
З 2000-х років починається умовна друга хвиля еміграції, переважно трудова, хоча вона була довготривала, не сезонна, особливо це стосувалось жінок, які їхали на заробітки по догляду за пенсіонерами в Італію та Іспанію. Це в кінцевому спричиняло розпад сімей, а діти після дорослішання емігрували до батьків за кордон, наприклад, деякі такі моменти відображено у фільмі «Гніздо горлиці». Частково це мало позитивний ефект у місті відкривались заклади на зразок закордонних, з'являлись європейські товари, які передавали заробітчани, а діти і родичі отримували кошти у валюті на прожиття, пожвавлюючи місцеву економіку і наповнюючи її грошима.

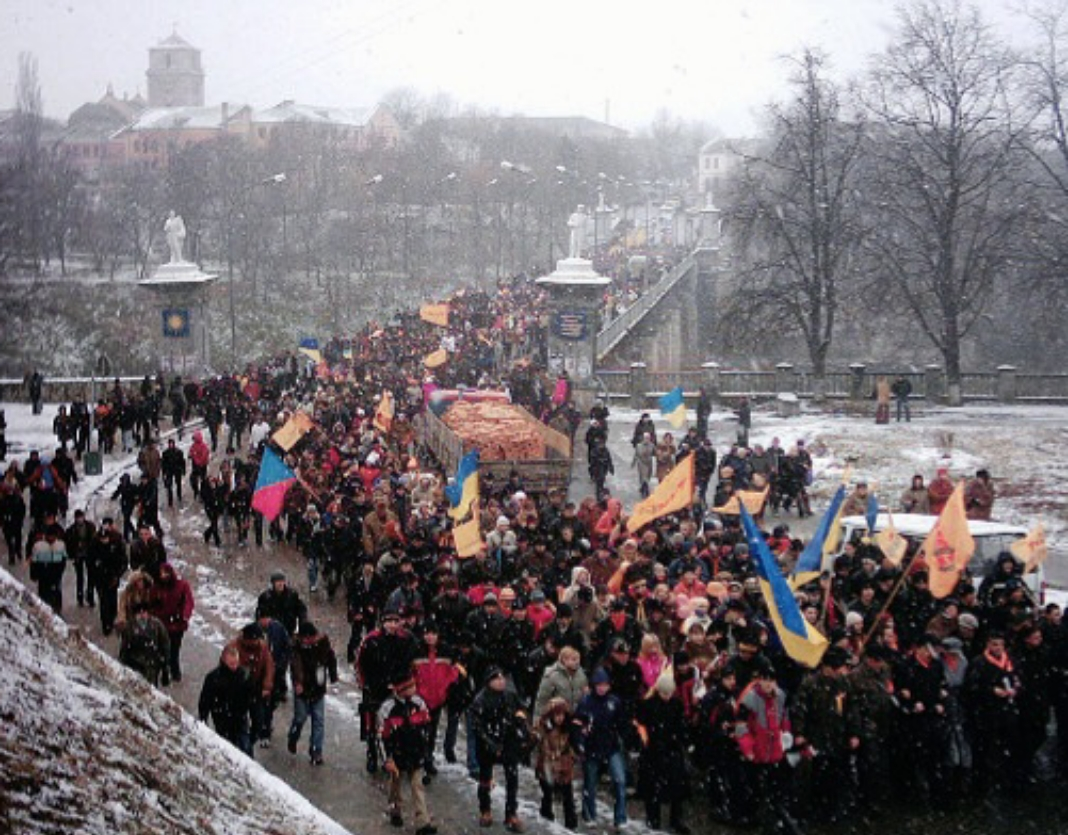
Помаранчева революція, Кам'янець-Подільський 2004 рік

2004 році мешканці міста активно брали участь Помаранчевій революції, люди проводили мітинги на майдані Відродження.
З 2014 року початком Російської агресії проти України багато подолян пішли добровольцями та військовослужбовцями на фронт захищати Україну.
Після отримання безвізового режиму з ЄС починається третя хвиля еміграції з міста. У більшій мірі це сезоні поїздки на заробітки, з яких якась частина мешканців знаходить на постійні основі роботу, перевозять сім'ї та подаються на отримання громадянства чи права на проживання. Інша складова, це переїзд на навчання молоді міста, по завершенню школи. Переважно в Польщу, які після отримання європейського диплома намагаються знайти роботу в ЄС та залишитись там мешкати.
У рамках децентралізації в 2020 році, було схвалено новий район та Кам'янець-Подільську територіальну громаду, до складу якої увійшли (12 сіл) наступні сільради: Довжоцька, Зіньковецька, Рихтівська, Колибаївська.
Майбутній розвиток міста на найближчі десятиліття можуть залежить від: впровадження сучасних енергозберігаючих інноваційних технологій в житлово-комунальному господарстві, міська програма утеплення цілого багатоквартирного будинку, досвід який слід переймати, має місто Долина, де утеплили всі заклади бюджетної сфери та більше 30 % житлових будинків, розвиток шляхів сполучення та міської інфраструктури (об'їзна дорога), розвиток аграрного сектора району і міської громади, успішне залучення інвестицій, грантів, благодійної допомоги, розвиток туристичного потенціалу району.
За словами Анатолія Ткачука, директора Інституту громадянського суспільства, ті громади, які мудро будуть співпрацювати зі внутрішньо переміщеними особами, тобто ВПО, давати їм можливістю залишитись у громаді, виділяти землю, приміщення, житло, отримають в перспективі лише переваги, те саме стосується переміщених підприємств. Уже є приклади, де громади отримали додаткові доходи до місцевих бюджетів. На місцевому рівні треба думати вже про майбутнє та готувати відповідну документацію. Наприклад «Стратегію розвитку територіальної громади». Аби отримати фінансування на проєкти, треба мати певні підготовлені планувальні документи. Тому, якщо у громади, міста немає планів, не буде ресурсів та фінансування.

#### Євромайдан у місті

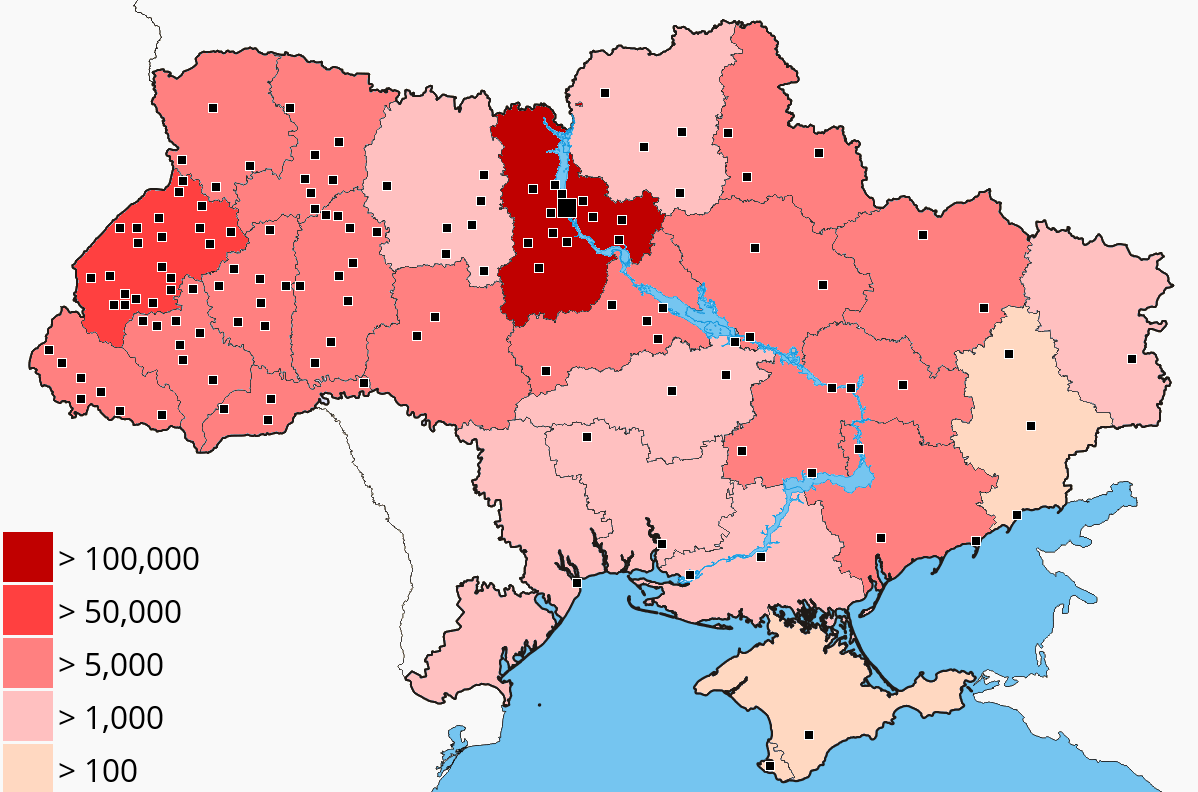
Мапа протестів, з позначенням міст, де відбувались протести 2014 рік, включно з Кам'янцем

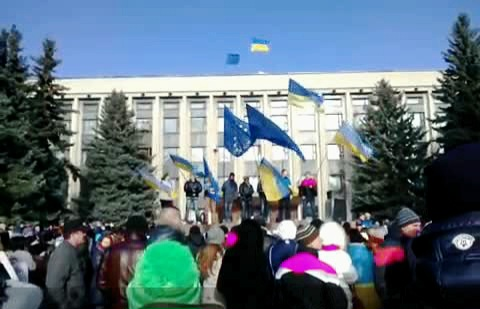
Євромайдан 1 грудня 2013 рік Кам'янець-Подільський

1 грудня 2013 року студенти міста з Національного університету імені Івана Огієнка, Подільського державного аграрно-технічного університету та інших навчальних закладів вийшли на протест у місті, пройшовши колоною по вулицям та сформувавши віче біля міської ради, вони виразили свій гнів до влади за свавілля.
Надалі багато мешканців міста збирались щодня на віче під міськрадою, щоб виразити свої протести проти режиму та підтримати Євромайдан у Києві. Найбільший мітинг за чисельність відбувся 26 січня 2014 року, близько 2 тисяч осіб взяли участь у ньому.
27 січня 2014 року місцева фракція Партії регіонів, що очолювала владу, саморозпустилася.
Для вшанування загиблих учасників Євромайдану було проведено ряд перейменування, так з'явилась вулиця Небесної сотні, парк Героїв Євромайдану та графіті-пам'ятник під назвою «Запальний танок» на стіні кінотеатру «Юність». Також планувалось спорудження комплексу пам'яті Героїв Небесної Сотні, на зразок як у Львові та попри обіцянки влади, пам'ятний комплекс не реалізували.

#### Європейська інтеграція
У місті Серет 2011 року підписано угоду про участь Кам’янець-Подільського в проекті «Європа міст», який фінансувався Євросоюзом у рамках спільної програми Румунії, України та Польщі. Кошти спрямовувались на транскордонну співпрацю.

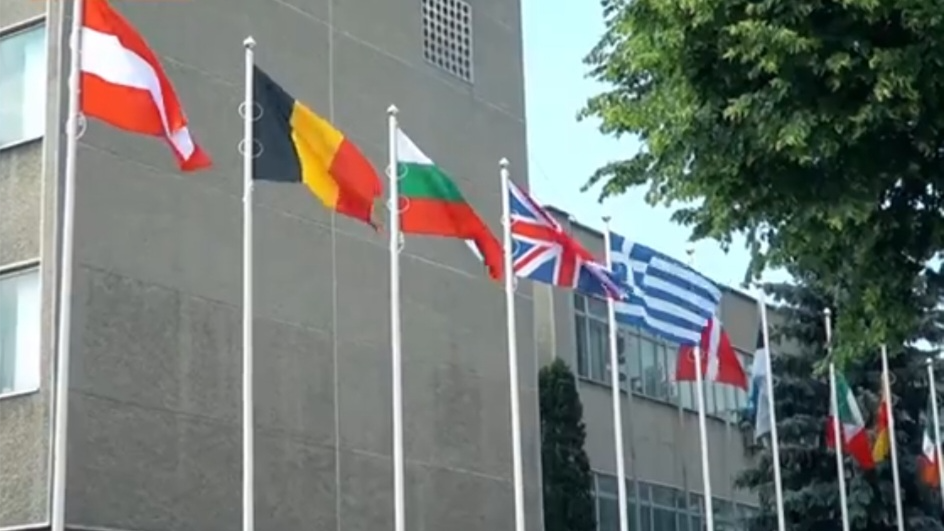
Флагштоки країн ЄС на Європейській площі у Кам’янці-Подільському

У 2015 році центрі міста завершили будівництво Європейської площі, де майорять прапори країн Євросоюзу, за словами чиновників це стане підтвердженням європейського вибору міста та України.
21 квітня 2017 року делегація представництва Європейського Союзу в Україні відвідала місто та провела в рамках інформаційної компанії «Будуймо Європу в Україні» інформаційно-просвітницькі заходи. Мета цієї кампанії була пояснити важливість реалізації Угоди про асоціацію між Україною і ЄС.
2021 року біля Ратуші місті встановлюють мобільний павільйон від «House of Europe». Це ініціатива Європейського Союзу для українських міст, де проводили: лекції, воркшопи, кінопокази для всіх охочих.
2023 року завдяки програмі ЄС «Мери за економічне зростання» та співпраці з громадською організацією «Ейдос», місто отримало грант на 1,8 мільйони гривень для підтримки малого та середнього підприємництва, проведення семінарів, тренінгів для бізнесу, промоцію продукції.
24 жовтня 2024 року Кам'янець-Подільський відвідала посол ЄС в Україні Катаріна Матернова з делегацією. Було обговорено можливості участі міста в грантових конкурсах ЄС, питання розширення проєктів транскордонної співпраці на території громади та посилення співпраці в галузі прав людини, підтримки розвитку малого та середнього бізнесу.
Для успішної інтеграції в ЄС місту Кам'янцю та в цілому країні потрібно впроваджувати принципи функціонування Європейського Союзу, що закладені Лісабонській угоді. А саме такі пункти угоди:
| - Гідність - Рівність - Верховенство права | - Свобода - Права людини - Демократія |

#### Епідемія коронавірусу в місті
Місто стало одним із епіцентрів епідемії COVID-19 на Хмельниччині. З 12 березня 2020 року Кам'янець-Подільський закрився на карантин: школи, дитячі садки, вищі навчальні заклади, театри та кінотеатри. У місті було введено посилений карантин у кафе та ресторанах.
Епідемія коронавірусу спричинила колапс медичної системи міста, лікарні були заповнені хворими пацієнтами, місць у лікарнях не вистачало для хворих. Пандемія коронавірусної хвороби посилила та відкрила слабкі місця медицини та лікарень Кам'янець-Подільського: застарілу матеріально технічну базу, недофінансування, низькі зарплати медичних працівників та відтік кваліфікованих кадрів, неефективне керування, незаконне привласнення землі та нерухомості мед-закладів, корупцію. Починаючи з 2021 року місто отримало вакцини від різних виробників для проведення імунопрофілактики від COVID-19. Вакцинація містян проходила у декілька етапів.

#### Російське вторгнення в Україну 2022 року

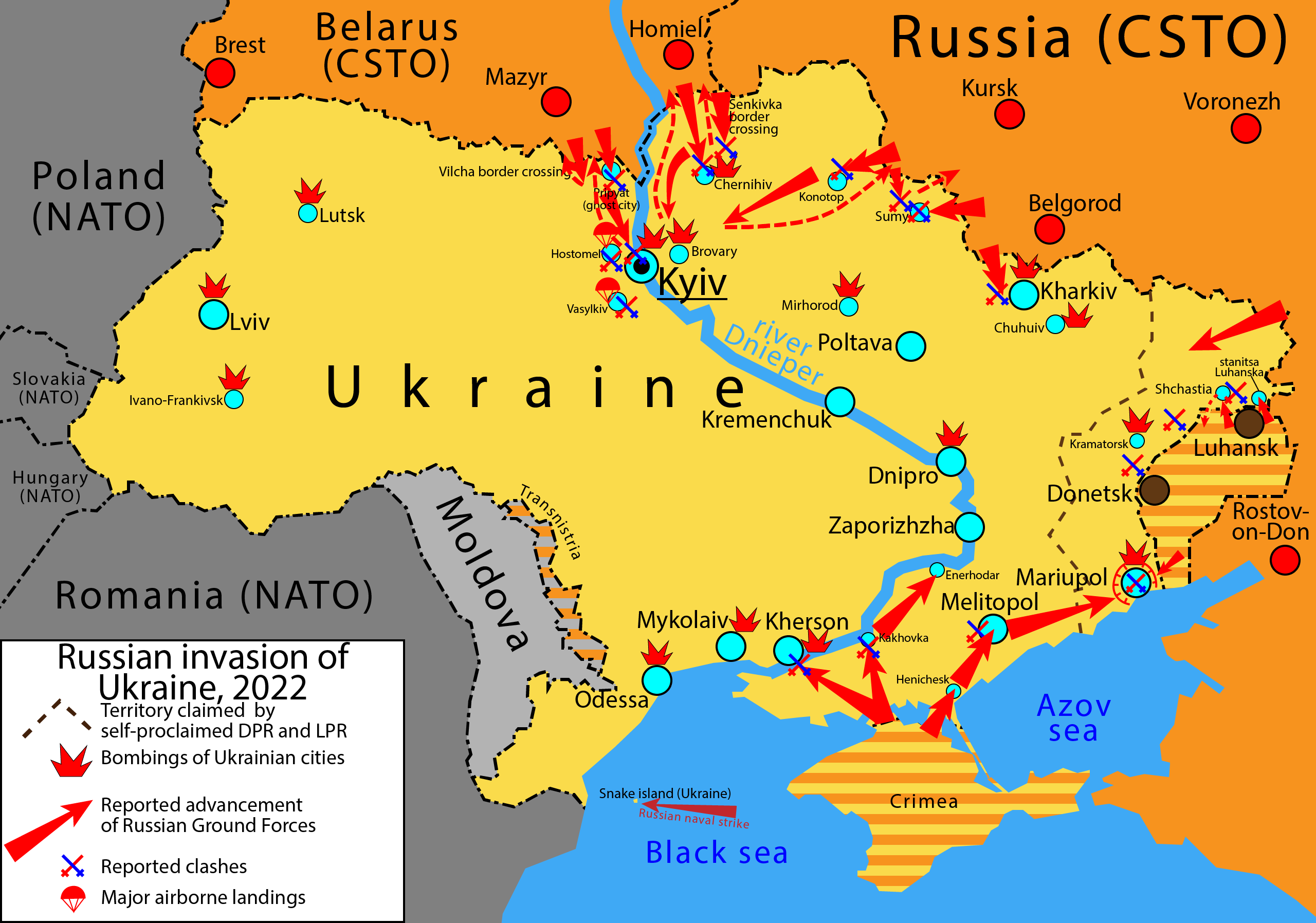
Російське вторгнення в Україну 2022 рік

## Населення
За оцінкою архівіста Івана Гарнаги, у місті наприкінці XIV століття мешкало понад 2 тисячі осіб . Оцінка базується на грамоті князів Коріатовичів від 1374 року, якою за містом закріплювалося 200 ланів.
Наприкінці XVI століття в місті мешкало 10—12 тисяч осіб (для порівняння: в Києві — 15, у Львові — 18 тисяч).
Після османського панування (1672—1699) населення міста скоротилося майже в 10 разів: із 700 будинків лише в 100 жили люди.
За даними першого загальноросійського перепису міст 1840 року в місті налічувалося 14,7 тисячі мешканців, 1862 — 18,9 тисячі, за всеросійським переписом на 28 січня (9 лютого) 1897 — 35934, напередодні Першої світової війни — 50,5 тисяч.
Станом на 1 лютого 1921 року в місті мешкало 26,6 тисячі осіб, 1926 року — 31 тисяча, за даними всесоюзного перепису в січні 1939 року — 36,4 тисячі.
Після німецької окупації (у 1941—1944 роках) у місті залишилося 11 тисяч мешканців. Далі населення зростало: на 15 січня 1959 — 40,3 тисячі, 1966 — 50 тисяч, на 15 січня 1970 — 57, на 1 січня 1976 — 77 тисяч, 1979 — 84 тисячі.
5 липня 1986 року народився стотисячний кам'янчанин (Віталій Кравцов). За даними останнього радянського перепису 1989 року в місті проживало 102,2 тисячі осіб, 1990 року — 103 тисячі, 1991 року — 105 тисяч.
За даними першого всеукраїнського перепису населення у 2001 році, чисельність міста складала  — 99 610 осіб.
У 2014 році все населення міста за віковим складом розподіляється за такими категоріями: до 14 років — 12 767 осіб (12,6 % від загальної чисельності населення міста), від 15 до 24 років — 16 494 особи (16,3 %), від 25 до 44 років — 33 467 осіб (33 %), від 45 до 59 років — 21 145 осіб (21 %), від 60 років і старше -  17 677 осіб (17,1 %). На підставі цього вікового розподілу можна побачити, що Кам'янець-Подільський — молоде місто: більша частина населення має вік до 44 років (62 %).
Низькі доходи, офіційні зарплати та відсутність роботи змусили багатьох людей виїздити працювати за кордон, викликавши декілька хвиль трудової міграції, переважно до Італії, Іспанії, Португалії, Польщі, Фінляндії та інших країн. До цього явища додається низька народжуваність місті та регіоні, а також надсмертність (через численні ДТП, захворювання, корупцію, алкогольне отруєння, старіння нації, слабкі інституції тощо). Таким чином, однією з найбільших проблем міста є зменшення чисельності населення зі значними депопуляційними тенденціями. Проблема посилюється тим, що багато сімей, які виїжджають, забирають зі собою дітей, повернення яких після дорослішання у рідне місто є малоймовірним.
Зміна кількості населення за даними переписів
Довкола міста розташовані численні села, що впритул межують з містом, тому станом на 2015 рік можна говорити про Кам'янець-Подільську агломерацію, що налічує приблизно 118,5 тис. осіб. Агломерація у складі міста Кам'янець-Подільський та Кам'янець-Подільського району нараховує приблизно — 298,7 тис. осіб.
Найпоширенішими прізвищами у місті є: Мельник — 1.0 %, Олійник — 0.5 %, Ткачук — 0.5 %, Коваль — 0.4 %, Мазур — 0.4 %, Шевчук — 0.4 %, Гуменюк — 0.3 %, Кушнір — 0.3 %. Найбільше у відсотковому відношенні місті поширені такі суфікси прізвищ: -ський(а)/цький(а)/зький(а) — 20.2 %, -ук/юк — 18.1 %, -ов(а)/єв(а)/ев(а) — 12.4 %, -ик/ік — 5.5 %, -енко/єнко — 4.4 %, -ак/як — 4.1 %, -ий/а — 3.6 %, -ин(а)/ін(а)/їн(а) — 3.3 %, інші — 28.4 %. До слова, закінчення прізвищ у 20.2 % -ський(а)/цький(а)/зький(а), один з найвищих показників серед топ-50 міст країни.

### Національний склад та національні спільноти міста
За історичними переписами національний склад міста зазнав суттєвих змін.
|                 | 1926   | 1939   | 1959   | 1989   | 2001   |
| українці        | 45,1 % | 51,0 % | 72,7 % | 84,6 % | 91,2 % |
| поляки          | 6,1 %  | 2,8 %  | 2,5 %  | 0,8 %  | 0,6 %  |
| білоруси        | 0,4 %  | 0,2 %  | 0,7 %  | 0,5 %  | 0,3 %  |
| євреї           | 39,9 % | 38,1 % | 5,7 %  | 1,5 %  | 0,2 %  |
| інші/не вказали | 8,5 %  | 7,9 %  | 18,4 % | 12,6 % | 7,7 %  |

Національний склад населення за даними перепису 2001 року:
| Національність  | Відсоток |
| --------------- | -------- |
| українці        | 91.21%   |
| поляки          | 0.56%    |
| білоруси        | 0.27%    |
| євреї           | 0.24%    |
| інші/не вказали | 7.72%    |
| Усього          | 100%     |

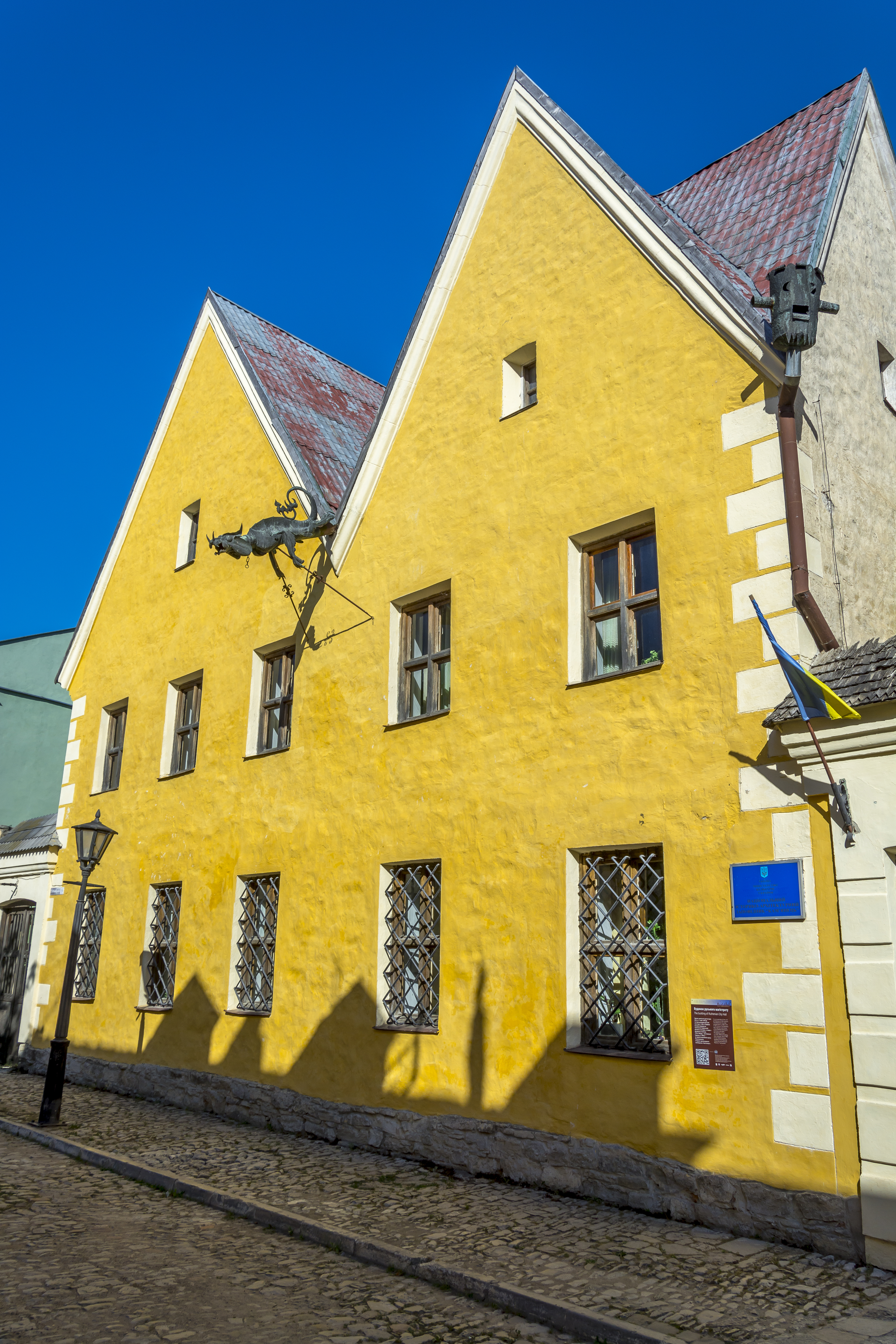
Руський магістрат

За свою тривалу історію місто Кам'янець-Подільський довгий час був багатоетнічним та багатоконфесійним містом, де компактно проживали різні етнічні спільноти. Так у місті існує пам'ятник семи культурам і проводився відповідний фестиваль «7 культур». Зараз можна виділити чотири етнічні спільноти, що залишили значний слід в історії та архітектурному обличчі міста: вірменська, польська, єврейська та звісно українська.
Кам'янець, будучи складовою Галицько-Волинського князівства та королівства Русь, від назви королівства тогочасних українців називали — «русини», «рутени» (лат. Rutheni). Після захоплення міста королівством Польським, кожна громада Кам'янця мала свої міські центри. Так, українців були: руські церкви, Руський магістрат, Руська брама та Руські фільварки. Також топоніміці міста є вулиця Руська.
Литовська спільнота міста ніколи не була значною, але саме литовські князі Коріатовичі укріпи та надали місту магдебурзьке право. Кам'янці довгий час обговорюється можливість спорудження пам'ятника князям Коріатовичам. Також, місті є вулиця Укмергеська в знак міцної дружби з литовським містом-партнером Укмерге.
Певний слід у місті залишило турецьке панування у 1672—1699 роках, хоча ніколи постійної турецької спільноти в місті не було. У архітектурі перш за все це турецький мінарет біля Кафедрального костелу святих Апостолів Петра і Павла, Турецький бастіон та зруйнований палац Галіль-паші.

#### Вірменська спільнота, громада

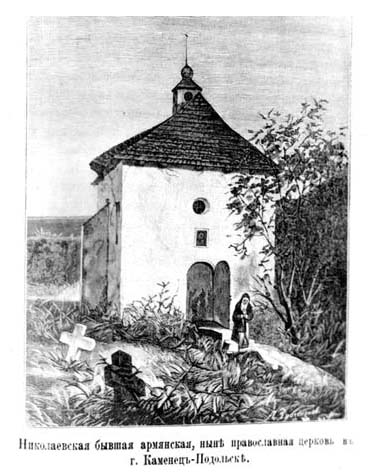
Одна з найдавніших церков міста Вірменська церква Святого Миколи

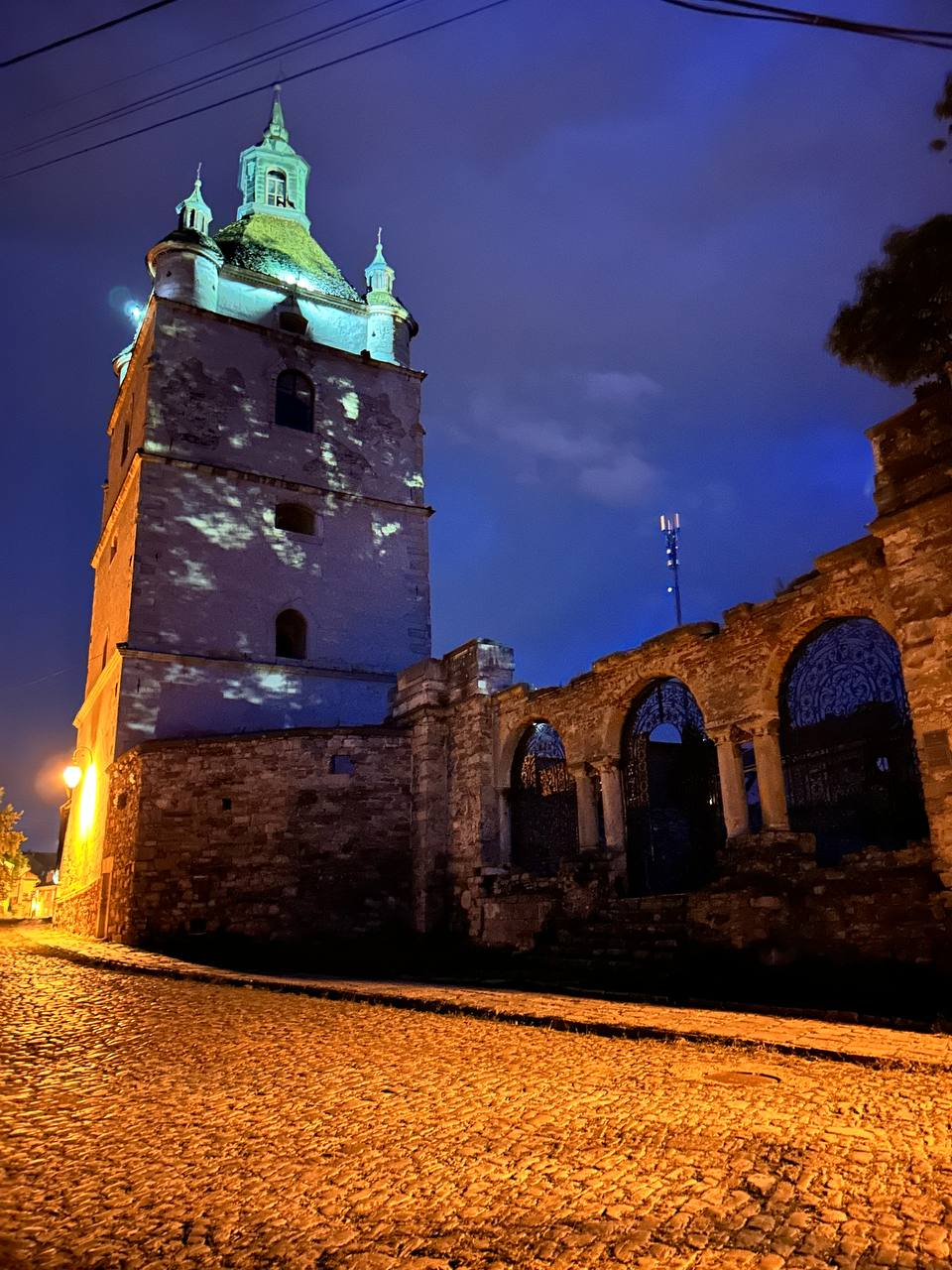
Вірменська церква Святого Миколи

Мабуть перші поселенці у місті цієї громади були торгівцями, у давнину місто знаходилось на одному з важливих торговельних шляхів з Азії до Європи. Так, вірменських джерелах говориться про Кам'янець, як про вірменську торгову станцію вже у 1062 році.
У середині XIII століття у Кам'янці-Подільському формується найбільша в регіоні вірменська колонія. Вже в 1344 році це була найбільша громада тюркомовних вірмено-кипчаків на території Галицько-Волинського князівства та Королівства Русь — вона населяла значну частину південної сторони міста, володіла власними кварталами, ремісничими майстернями і підпорядковувалася власним правилам законів і судової влади. Завдяки майстрам з-поміж вірмено-кипчаків у місті широко поширилося кам'яне будівництво, проводились масштабні ремонти стародавніх міських укріплень та будівництво нових оборонних споруд.
XVI столітті в Кам'янці сформувалась найчисельніша та економічно потужна вірменська громада на сучасних західноукраїнських землях, що складала понад 300 вірменських родин. За кошти вірменської громади у той час в місті було побудовано лікарню для бідних, школи, храми, оборонні споруди.
Занепад громади відбувався у декілька етапів, перший внаслідок поразки Речі Посполитої у війні з Османською імперією у 1672 року, внаслідок цього значна частина вірменської громади покидає місто. Далі основні чинники це захоплення міста Російською імперією і відповідно втрата привілейованого статусу і самоврядування, судочинства. Занепад старих торгових шляхів, яких вірмени відігравали важливу роль, відкриття нових морських та залізничних шляхів.
Тепер на території Кам’янця-Подільського збережено 14 пам'яток культурної спадщини вірменської громади, а в топоніміці вулиця Вірменська, площа Вірменський ринок. Відомими представниками цієї громади пов'язаних з місто є: Степанос Рошка, Ян Якуб Шимонович, Акоп, Аксент, Мінас Тохатці, Ованес Каменаці.

#### Польська спільнота, громада

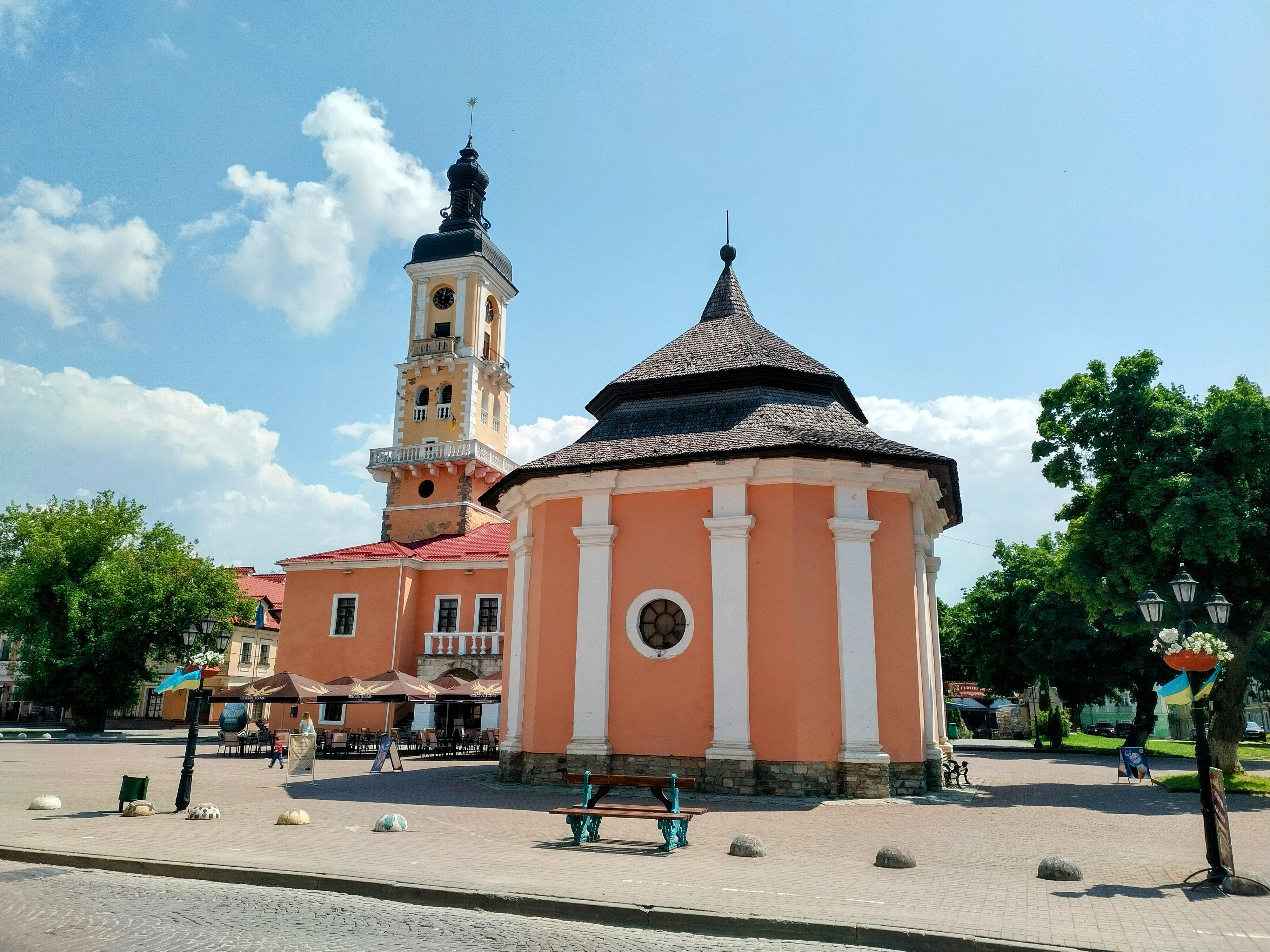
Ратуша або ще польський магістрат і Вірменська криниця

Перші представники цієї громади місті мабуть почали з'являтися, коли Кам'янець стає головним містом Подільського воєводства, а саме Поділля з 1434 року переходить під владу польського короля. У цей період місті сформувалися три середньовічні самоврядні громади: українська, а в термінології тих часів – руська або русинська, польська, як громада тогочасних володарів Поділля, та вірменська, як головних торговців та купців міста. Значна частина п’ятнадцятого століття, а також три наступні за ним – шістнадцяте, сімнадцяте та вісімнадцяте – стали для Кам’янця польською добою, де польська громада грала значну роль в формуванні середньовічного міста. Перше значне зменшення представників громади мало недовге панування Османської імперії містом. Далі з приходом на землі Поділля Російської імперії кількість представників польської громади міста починає скорочуватися, через втрату самоврядування і привілейованого статусу, який був за Речі Посполитої та часткової асиміляція.
У Кам’янці-Подільському збереглися пам’ятки польської культової архітектури: польський магістрат, кафедральний костел Святих Апостолів Петра та Павла, костел святого Миколая домініканського монастиря, костел монастиря францисканців, Михайлівський костел монастиря Домініканок з келіями. Важливим свідком історії польської громади Кам’янця є будинок подільського римо-католицького єпископа, розташований в центральній частині Старого міста. В топоніміці польська громада представлена: площею Польський ринок, Польськими фільварками. Відомими представниками цієї громади пов'язаних з місто є: Пйотр Поляк, Теодорик Бучацький-Язловецький, Альбрехт Ласький, Миколай Дембовський, Станіслав-Август Понятовський, Вінсент Аксамитовський, Ян Бакалович, Михайло Флоріан Жевуський, Юзеф Зайончек, Богдан Свідерський, Міхал Ролле, Мар'ян Пшевлоцький, Ян Теодорик Потоцький, Михаловський Олександр, Андрій Потоцький, Александер Ян Потоцький, Якуб Потоцький, Міцкевич Мечислав, Кароль Скібінський, Вавжинець Марчинський, Михальський Олександр, Вацлав Коханський, Юзеф Калленбах, Марія Дунін Піотровська, Антоніна Доманська, Клемчинський Сигізмунд, Казимир Ундерко, Віктор Корецький, Ян Ольшанський, більшість представників каштелянів Кам'янця-Подільського, Подільські воєводи та інші.

#### Єврейська спільнота, громада

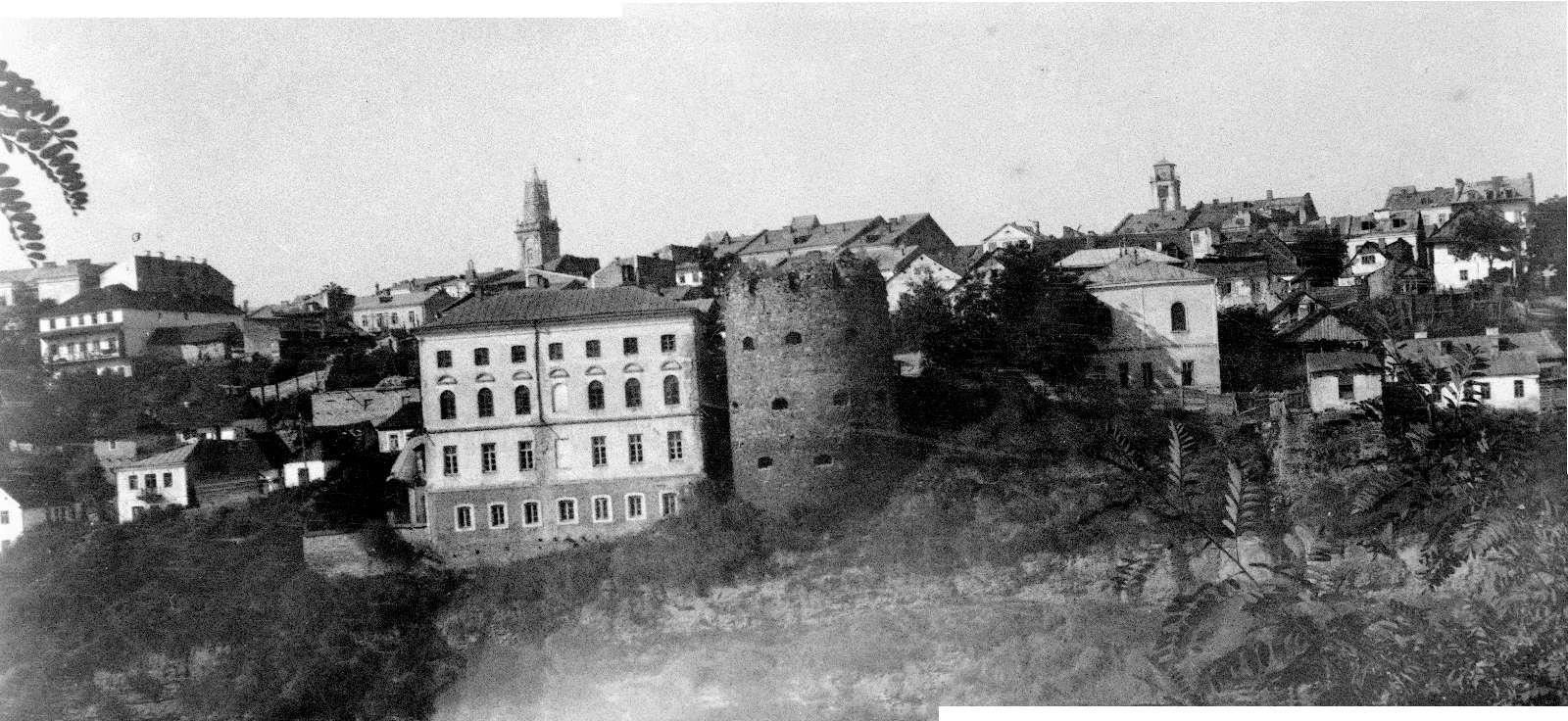
Синагога, 1919 рік

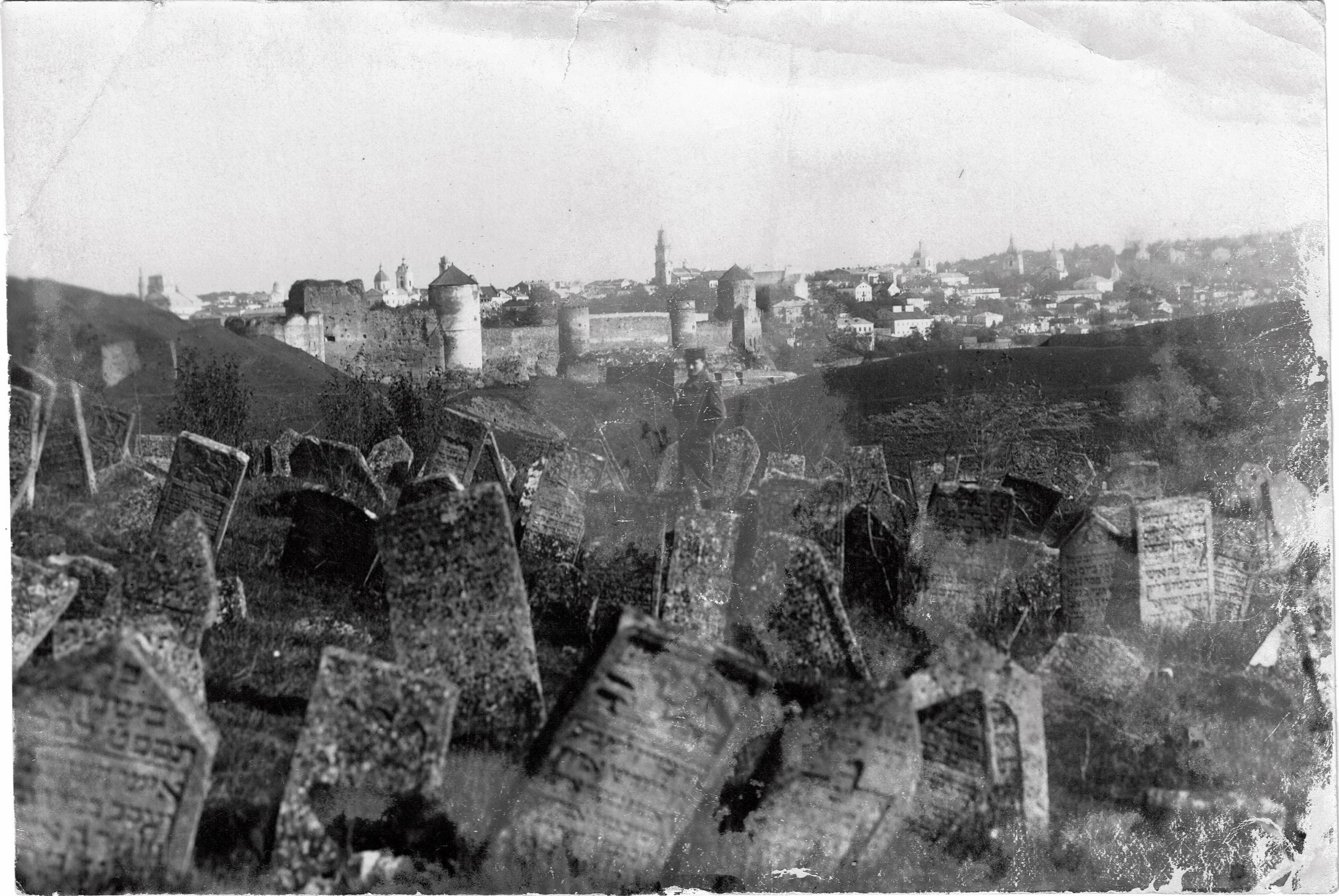
Старий Єврейський цвинтар

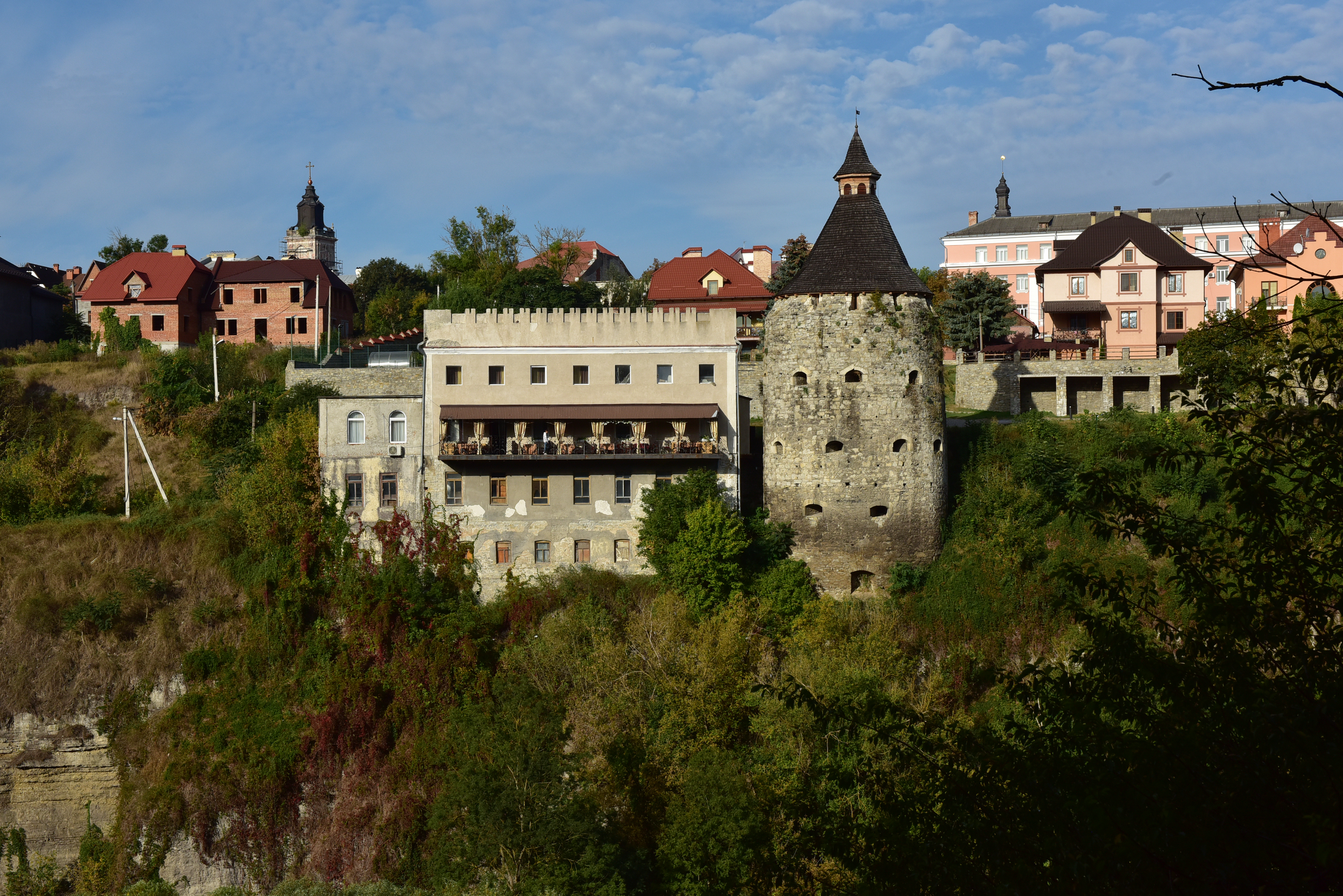
Синагога, 2020 рік

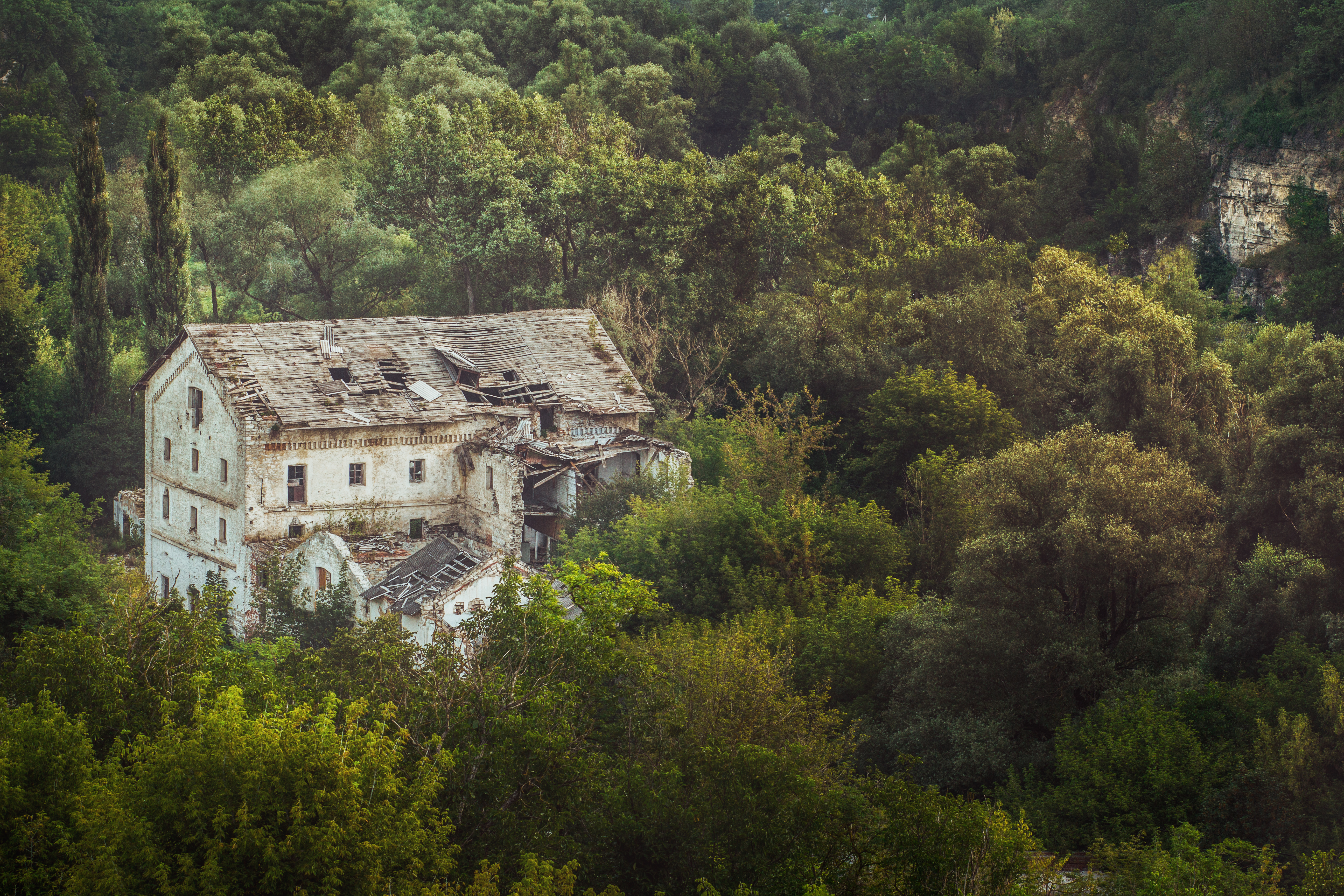
Млин Ірафа (втрачено)

Довгий час євреям було заборонено жити в Кам'янці, їм дозволялося лише заходити місто вдень з метою торгівлі. Саме такий характер має і перша згадка про них у Кам'янці: 1447 року кам'янецький староста видав розпорядження, згідно з яким кожний єврей під загрозою тюремного ув'язнення не мав права проживати в місті довше, ніж три дні. Подібні накази з'являлись і в королівській редакції та у вигляді рішень сейму протягом XVI-XVII століть. Що ж стосується передмість, то тут вони жили з давніх-давен і на законних підставах. Як і в більшості європейських міст, євреї традиційно засновували свої поселення біля укріплень: це Підзамче, Карвасари, Татариски. Тут же, за фортецею, розташоване одне з найбільших місті єврейське кладовище, на якому збереглися поховання з надгробками XVI-XVIII століть та фрагментами надписів.
Найбільший приріст єврейської громади місті спостерігався після приходу Російської імперії на землі Поділля та відміни заборони проживати в Кам'янці. Другий поділ Речі Посполитої призвів до еміграції та втрати привілейованих прав двох інших значних громад міста: вірменської та польської, а їх місце у Кам'янця зайняла єврейська громада. Протягом XIX століття євреї поступово заселили більшу частину Старого міста. Єврейські будинки прикрашалися різноманітним декором, надписами. Ринок у центрі міста фактично став єврейським базаром. У топоніміці міста з'явилися характерні назви: провулки Левінзона і Бронштейна, магазини Клеймана, Ванбойма, Ванштейна, один з боків майдану отримав назву Біржа. В місті той час існувало 2 синагоги і 21 молитовний будинок, 2 приватні чоловічі і 2 приватні жіночі школи.
Серед єврейських пам'яток міста особливе місце займає синагога, що розташована на крутому схилі на південь від Гончарної вежі. Синагога побудована в XIX столітті, можливо, на місці більш ранньої, в стилі еклектики. Це був зал для зборів місцевої єврейської громади, місце для навчання й проповідей. В роки війни пам'ятка була в значній мірі зруйнована, тепер використовується під ресторан. В цій же частині міста знаходилися ще одна синагога і єврейська баня біля Смотрича. Представники громади були — адвокати, лікарі, вчителі - складали суттєву частину єврейської інтелігенції Кам'янця. Відомими представниками цієї громади пов'язаних з місто є: Іцхак Шнеєрсон, Бейдер Володимир, Авраам Бер Готлобер, Моріс Фішберг,  Фінкель Олександр, Урі Міхаелі, Моше Стекеліс, Левич Яким, Копитман Марк, Занд Міхаель, Міхл Дорфман, Вейсенберг Семен, Гінцбург Євзель, Штейн Леонід, Альперін Михайло, Шпільберг Шмуел, Сирота Лео та інші.

#### Румуно-молдовська спільнота, громада

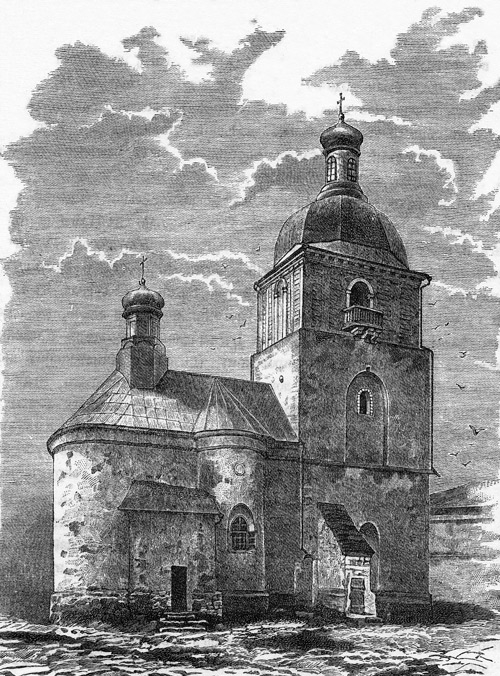
Іоанно-Предтеченська церква

Прикордонний статус з давніх часів зумовлював активну взаємодію з румуно-молдовською громадою, румунському та молдовському заселенню міста сприяло те, що значна частина території сучасної Республіки Молдова та Румунії до XIV століття була заселена русинами(українцями) та входила до складу Галицько-Волинського князівства, а також згодом середньовічне князівство Молдова з XVI століття перебувало під османською ісламською зверхністю, так що перехід волохів з князівства Молдова не зустрічав перешкод, так як народи були однієї православної віри, яскравим прикладом цього є церковний і освітній діяч Петро Могила. Неменший вплив на взаємодію мала торгівля, один з відтинків волоського шляху проходив повз місто.
Кам’янець здавна був духовним центром Поділля, про що свідчить кількість християнських святинь. Особливою пишністю та святковістю відрізнявся день Різдва Іоанна Хрестителя. На це свято в Кам’янці була проща (відпуст), на яку стікалися з навколишніх сіл і містечок українці і що цікаво, на прощу йшли молдавани. Їх приходило так багато, що вони навіть переважали над місцевими жителями. Для молдаван Кам’янець саме на це свято був своєрідним релігійним центром. Особливо ними шанувалася нині неіснуюча Іоанно-Предтеченська церква(зруйнована, як і багато інших комуністами, 1933 року), а конкретніше — ікона святого Іоанна Предтечі — найдавніша ікона цієї церкви, про це пише історик Поділля — Юхим Сіцінський. За переписом 1897 на території Подільської губернії мешкало 27 000 румунів.
У місті в архітектурі характерною ознакою румунського впливу є незначна присутність елементів Бринковянського стилю, в приватних будинках. Відомими представниками цієї громади пов'язаних з місто є: Богдан III Сліпий, переховувались в місті Василь Лупул та Розанда Лупул, викладав Александру Гиждеу, народилися Михайло Старенький та Рівіліс Павло.

### Мовний склад населення

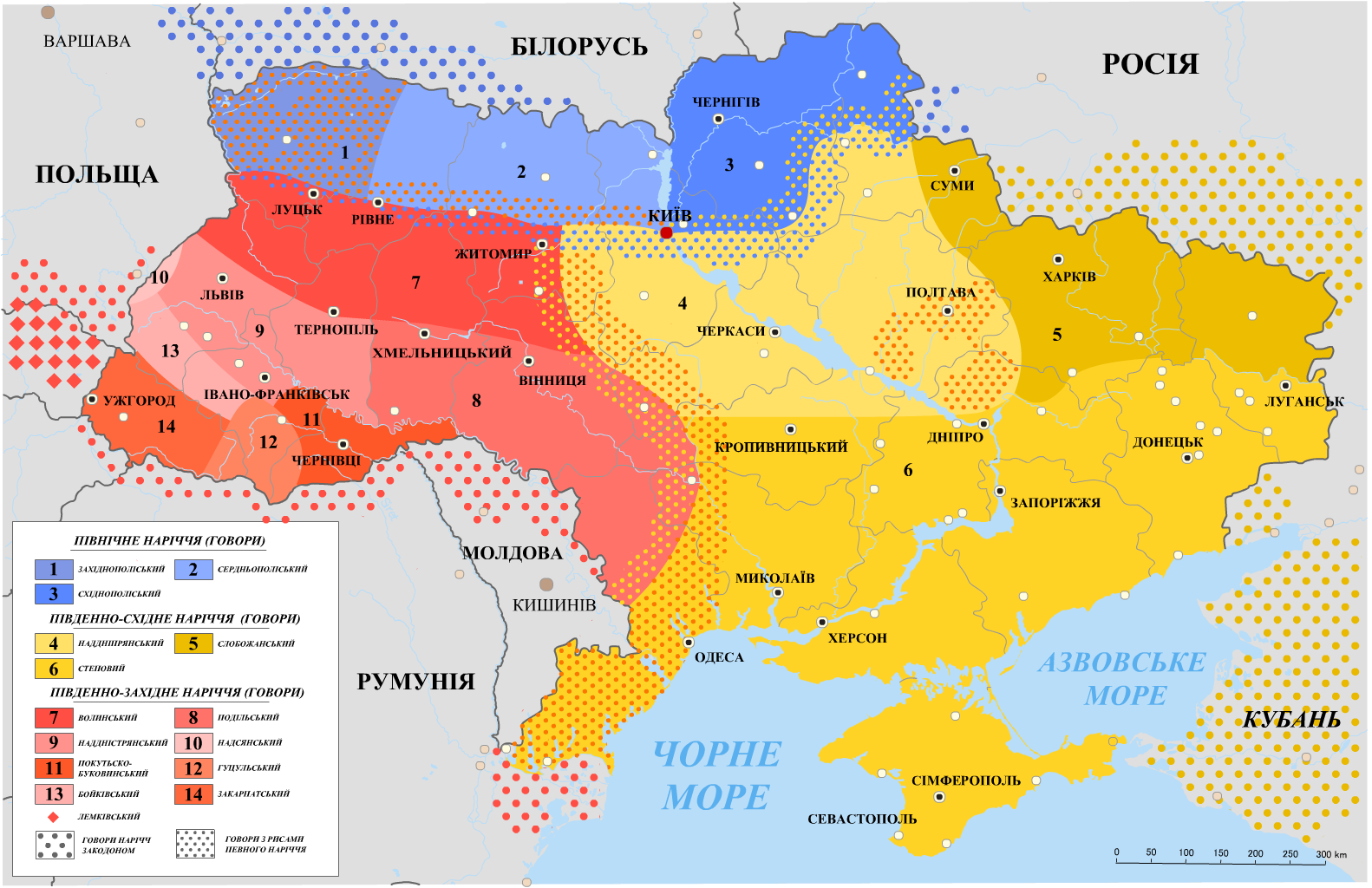
Діалекти та групи діалектів української мови.
ПІВДЕННО-ЗАХІДНЕ НАРІЧЧЯ (говори)
Подільський говір (8)
Наддністрянський говір (9)
Покутсько-буковинський говір (11)

Межі поширення української мови 15 століття

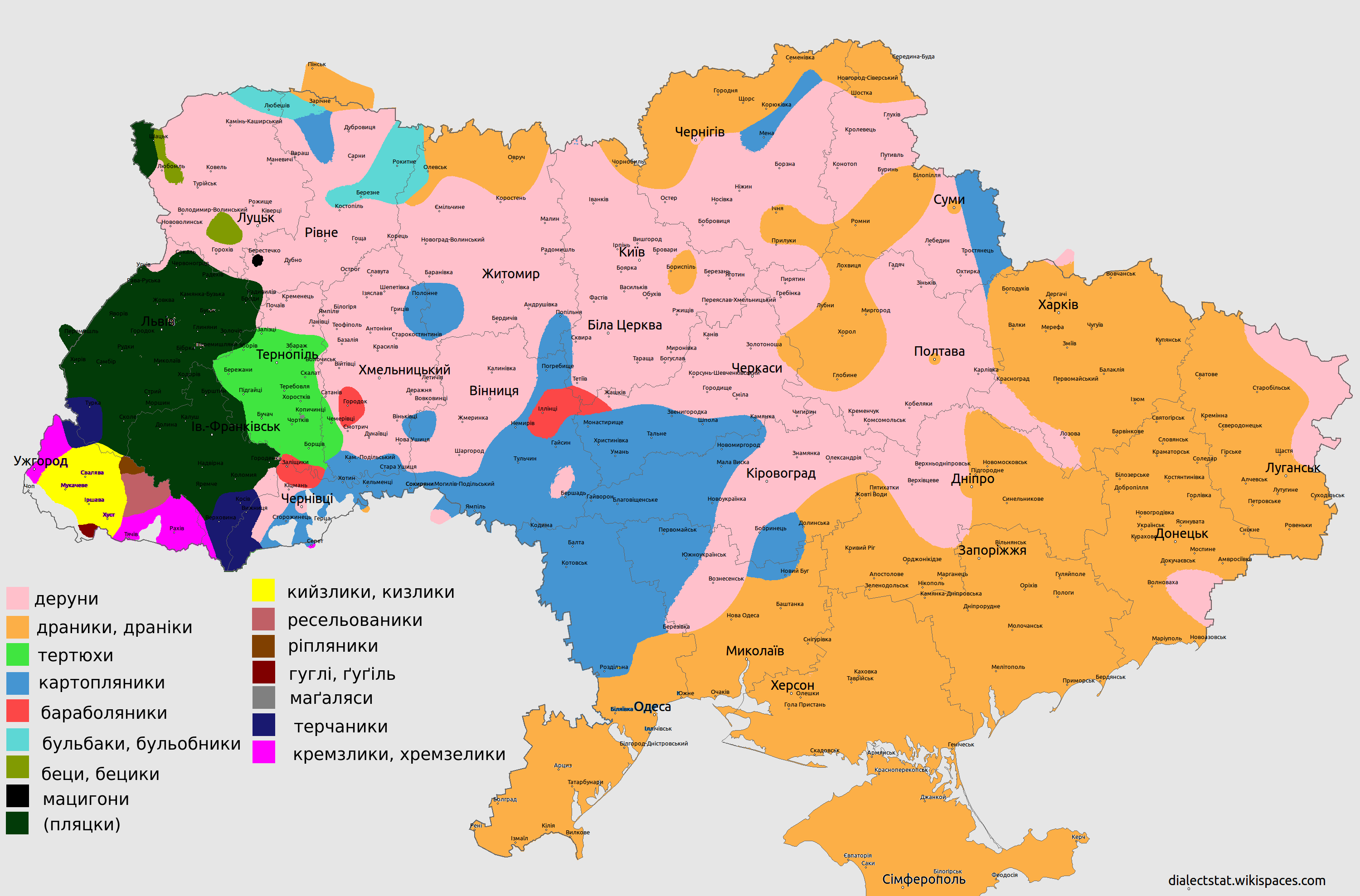
Мапа поширення назви картопляники

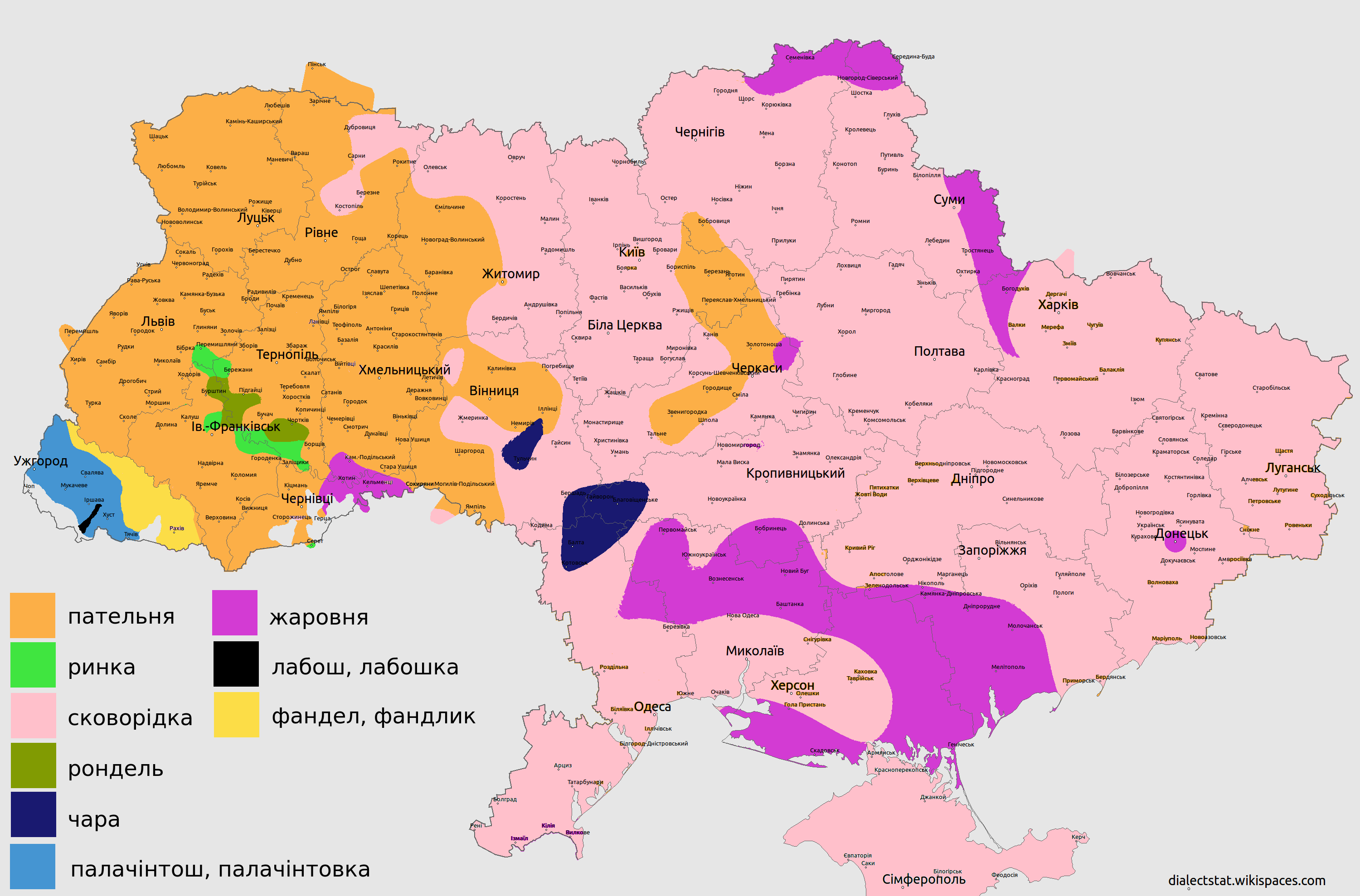
Поширення назви пательня

Місто розташоване на території подільського говору, який належить до групи волинсько-подільських говорів південно-західного наріччя. У місті поширені західноподільська говірка, яка має спільні риси з наддністрянськими говірками і південноподільська говірка, яка має спільні риси з покутсько-буковинськими говірками. Кам'янець-Подільський нанесений на «Атлас української мови».
У Кам'янець-Подільському вживаються такі слова та фразеологізми:
- нанашка — хресна мама
- нанашко — хресний батько
- вуйко — уживане щодо брата матері
- стрий — брат тата
- цьотка — тітка
- шваґро — чоловік сестри, свояк
- хазяйка — господиня
- ксьондз — католицький священник
- Агій! — подив, обурення, роздратування, осуд, неприязнь
- бавитися — гратися
- базар — ринок
- бамкає — дзвонить
- банта — перекладина
- бараболі, картофлі — картопля
- байда — назва шматка чого-небудь ламкого або крихкого (хліба, цукру, дерева)
- бити бомки — ледарювати
- бомкати — бубоніти
- бомок — ґедзь
- бузьок — лелека
- бурак — буряк
- бурин і будяк — бур'ян
- бутелька — пляшка
- вбиратися — вдягатися
- вдіватися — одягатися
- видніється — світає
- викабелюватися — хизуватися
- витинати — вирізувати
- вогірки, вогерок — огірки, огірок
- га!? — що?!
- гарцувати і гарцювати — грайливо бігти, тупцювати, підскакувати на місці
- гайда — мерщій, рухайся, зроби вже нарешті
- ги-де — уживають, щоб відігнати корів
- гора — горище
- горівка — горілка
- губи — гриби
- гезде — тут, осьдечки
- ґедзетись — капризувати, упиратися
- ґралі — вила
- ґудз — гуля
- ґуц — вузол
- дзюркач — джерело, утворене на дні ярів, балок, на схилах горбів
- допіру — щойно
- доколупуватися — докопуватися
- жеби — аби
- забили — вбили
- заводити — плакати
- закупи — купувати, шопінг
- занедужати і заслабнути — захворіти
- запишитися — погордливо поводитися
- заселити — просунути у вузький отвір, наприклад нитку в голку
- збитки — погані вчинки
- здибати — зустріти
- зимно — холодно
- йопересете — вираження досади або здивування
- калабаня — калюжа
- камізелька — жилет, безрукавка
- картоплиння — бадилля картоплі
- картопляники і картофляники  — котлети з вареної товченої картоплі, деруни
- капкан — пастка для щурів, мишей
- капці — взуття
- кашкет — кепка
- кварта — велика чашка
- квасний — кислий
- квасок — щавель
- кепкувати — сміятись, насміхатися
- кепсько — погано, сяк-так
- кирниця — криниця
- кліпавка — повіка
- коби — якби, коли б, тільки б
- когут  і кугут — півень
- колодка — навісний замок
- колєга — товариш, знайомий
- коперація — магазин, крамниця
- крижі — поперек
- кульчики — сережки
- лапати — ловити
- лахи — одяг
- лиґати — ковтати
- лижка — ложка, предмет столового приладдя
- льох — підвал
- малай — хліб або корж з кукурудзяного, горохового, пшоняного борошна
- мамалиґа — каша з кукурудзяного борошна
- мацько — кіт
- микати — рвати
- морва — шовковиця
- морелі — абрикоси, плід цього дерева
- нарваний — наглий
- небожчик — покійник
- неділя — тиждень або неділя в розумінні дня тижня
- нипати — ходити туди-сюди
- ніц — нічого
- обійсця — подвір'я
- обора — будівлі для свійських тварин
- Падку мій! — О, Боже!
- пасія — нерви
- пательня — сковорідка, посуд для приготування смажених страв
- патик — палиця
- підождати — почекати
- п'єц — піч
- пироги — вареники
- писок — рот
- пляц — місце, або площа
- пляцки і пляцок — солодкий пиріг
- полокати — полоскати
- радуга — райдуга
- рафа — сито, решето з під віялки
- рибіна — горобина
- ринва — стічна труба
- рипитувати — голосно плакати, кричати
- рискаль — лопата
- ріща — хащі, хмиз
- свербиус — шипшина
- сесе — ось це
- слоїк — банка
- сполохати — злякати
- стирка — кусок тканини, ганчірка
- фамілія — прізвище
- файно — гарно
- хвіртка і фіртка — двері, невеликі двері в огорожі
- цвинтар — кладовище
- цєпати — курчата
- цілушка — окраєць
- швендятися — тинятися
- шморгатися — ходити туди-сюди
- шляхта — благородні, аристократія
- шпрехати — говорити, розмовляти іноземною
- ше!? — ще?!, іще?!

|            | 1897   | 1926   | 2001   |
| Українська | 27,1 % | 44,7 % | 91,2 % |
| Російська  | 20,6 % | 14,2 % | 7,1 %  |
| Польська   | 6,0 %  | 3,1 %  | 0,1 %  |
| Їдиш       | 44,8 % | 36,5 % | 0,02 % |
| Німецька   | 0,3 %  | 0,2 %  | 0,01 % |

Розподіл населення за рідною мовою за даними перепису 2001 року:
| Мова            | Кількість | Відсоток |
| --------------- | --------- | -------- |
| українська      | 90194     | 91.22%   |
| білоруська      | 70        | 0.07%    |
| польська        | 50        | 0.05%    |
| вірменська      | 38        | 0.04%    |
| румунська       | 36        | 0.04%    |
| ромська         | 17        | 0.02%    |
| єврейська       | 15        | 0.02%    |
| інші/не вказали | 8453      | 8.54%    |
| Усього          | 98873     | 100%     |

## Адміністративний устрій

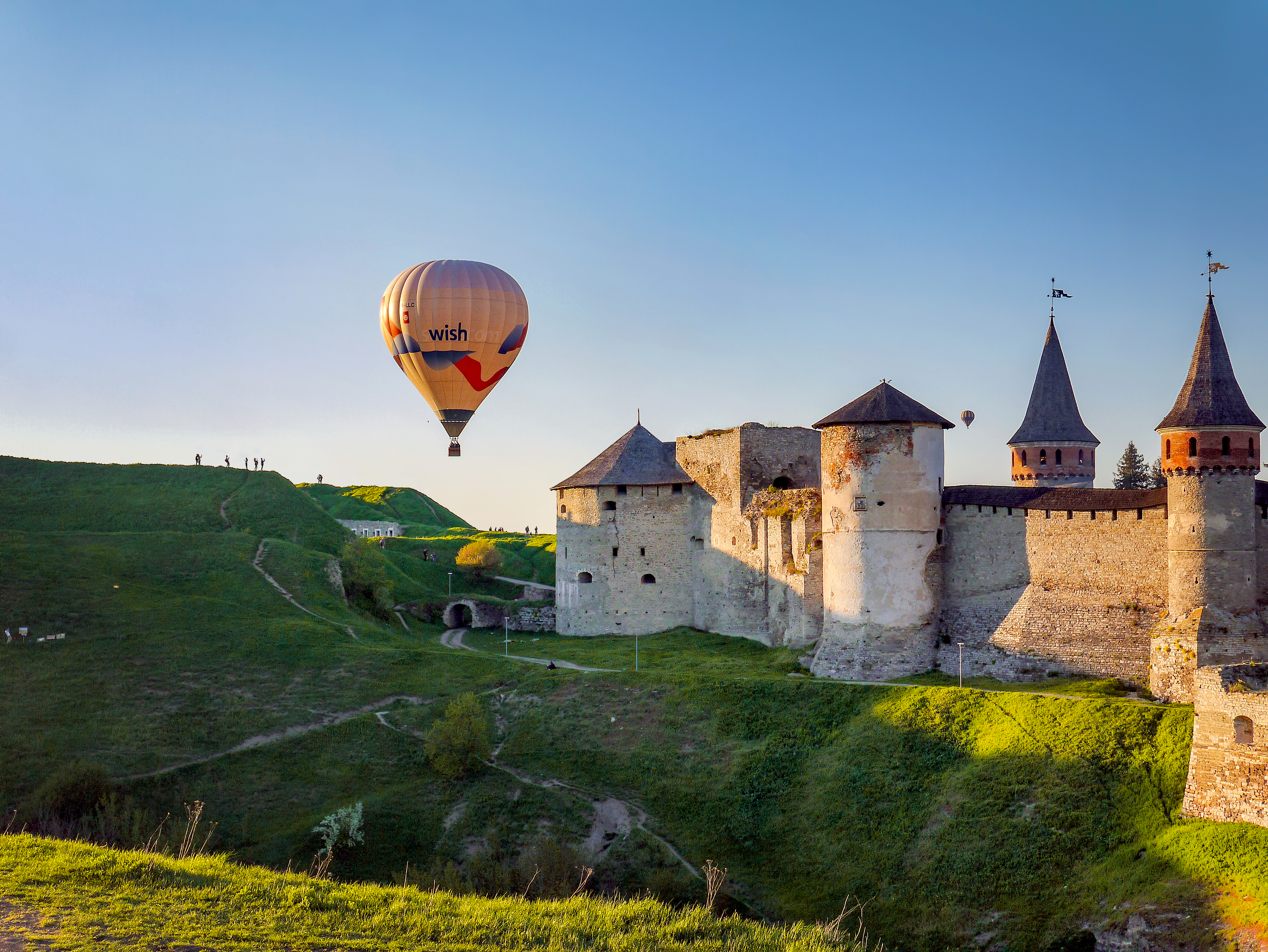
Фортеця та повітряна куля

Адміністративно місту підпорядковані такі села, які входять до Кам'янець-Подільської ОТГ:
| - місто Кам'янець-Подільський - Зіньківці - Довжок, Нагоряни | - Рихта, Лісківці - Колибаївка, Смотрич, Вільховець, Червона Чагарівка - Ходорівці, Острівчани, Княгинин |

### Мікрорайони міста
До складу Кам'янця-Подільського входять такі неофіційні мікрорайони: Старе Місто, Руські Фільварки, Польські фільварки, Біланівка, Новий План, Карвасари, Видрівка, Підзамче, селище(хутір) Дембицького, Черемушки, селище цукрового заводу, селище Першотравневе, селище Мукша Китайгородська, Жовтневий масив.

## Економіка

### Промисловість

Динаміка зміни індексу економічної свободи в Україні з 1995—2011 роки. Станом на 2022 рік 130 місце серед 177 країн і 54,1 бали зі 100 можливих.

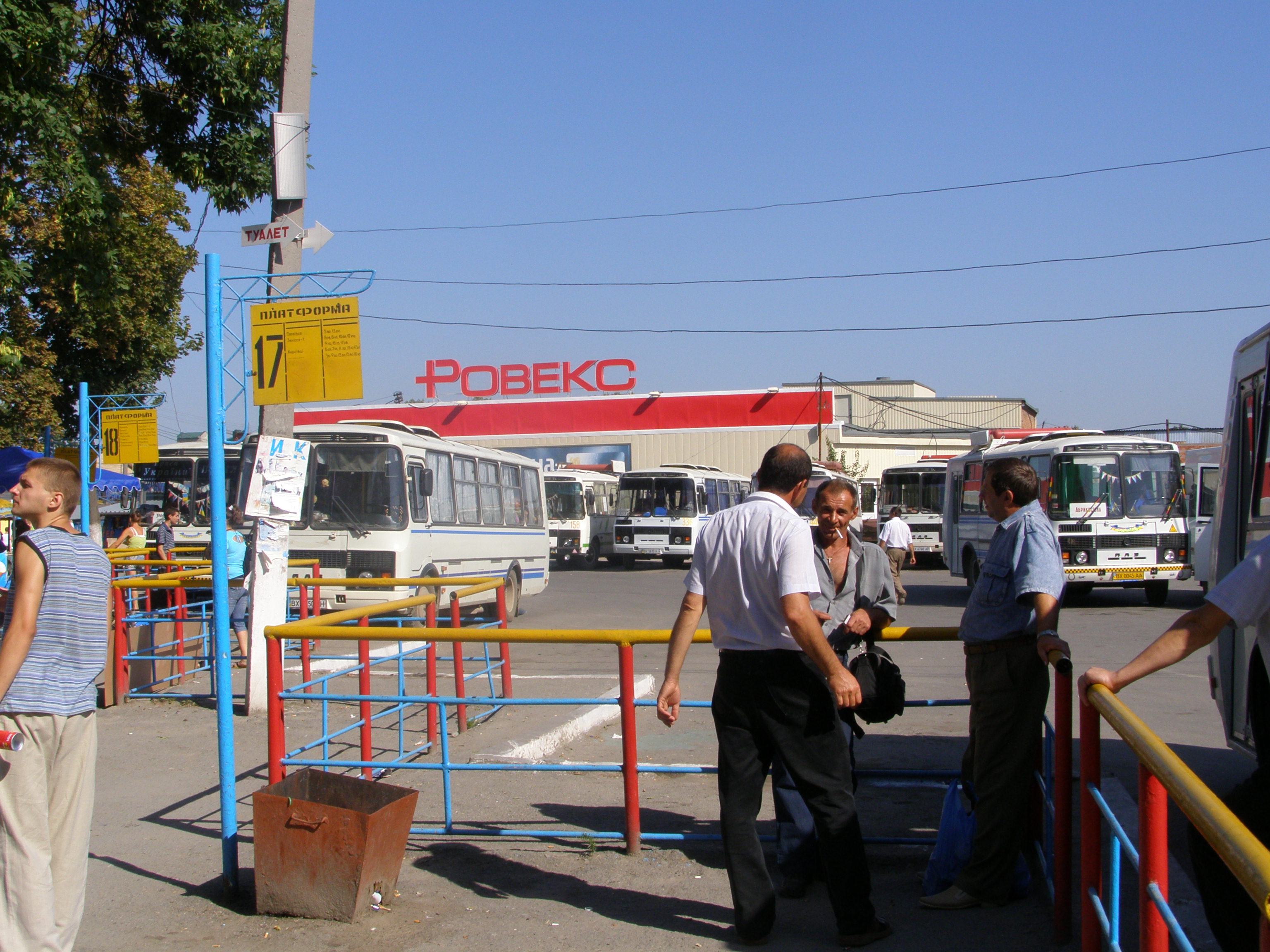
Міський автовокзал

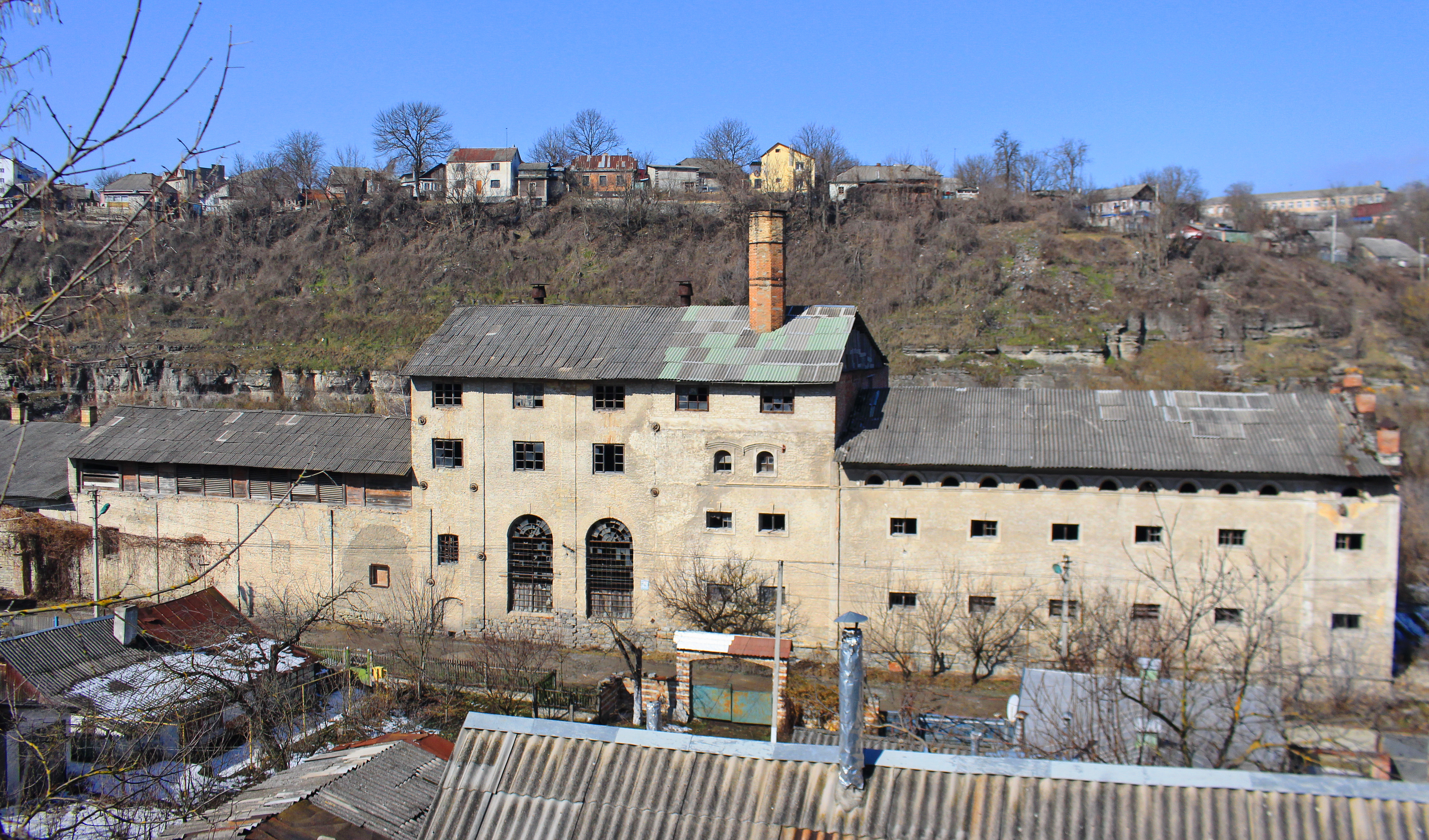
Колишній пивзавод у Кам'янці-Подільському

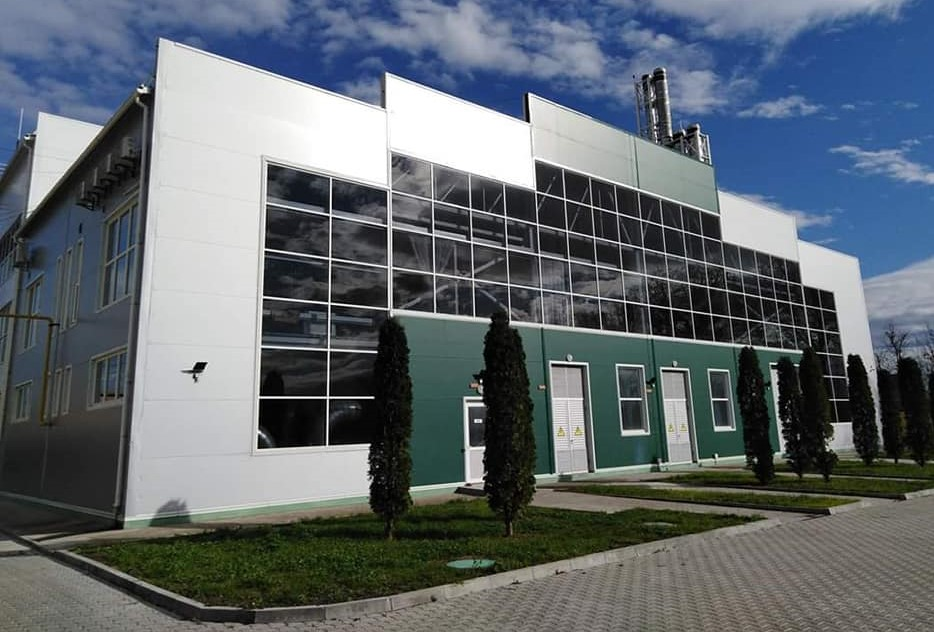
Станція з когенераційними газовими установками

У Кам'янці-Подільському здавна розвинута промисловість, від фільварок до пивзаводу баронеси Евеліни Юній, зокрема будівельних матеріалів і машинобудування, виробництво інструментарію, також у місті підприємства деревообробної, зокрема меблевої, легкої (швейні, зокрема пошив весільних суконь) та харчової (молокозавод) промисловості.
До головних виробничих підприємств міста належать:
- ВАТ «Подільський цемент» — один із найбільших виробників цементу в Україні;
- ТОВ «Кабельний завод» — є одним з найбільших виробників в Україні низьковольтних, акумуляторних і високовольтних джгутів проводів для автомобілів, тракторів та іншої техніки;
- Кам'янець-Подільський електромеханічний завод — виробник низьковольтної комутаційної апаратури, електропобутової та медичної техніки;
- ВАТ «Кам'янець-Подільськавтоагрегат» — здійснює капітальний ремонт двигунів тракторів і комбайнів, ремонт тракторного електрообладнання та паливної апаратури, ремонт радіаторів, ремонт та виготовлення запчастин для сільськогосподарської техніки.
- ТОВ «КВС-УКРАЇНА» — сучасний насіннєвий завод від відомої міжнародної компанії KWS;
- ТОВ «Преттль-Кабель Україна» — виробництво джгутів для легкових автомобілів;
- КП «Міськтепловоденергія» — послуг з теплопостачання, гарячого і холодного водопостачання та водовідведення;
- ТОВ «Модуль-Україна» — спеціалізується на виробництві тонколистової оцинкованої рулонної сталі товщиною 0,3-1,0 мм, фарбованої оцинкованої рулонної сталі, профілів металевих оцинкованих і фарбованих різних марок, будівельних металоконструкцій;
- Кам'янець-Подільське колективне швейне підприємство — виготовлення, пошиття і продаж верхнього чоловічого одягу: костюмів, піджаків, штанів, курток, пальт з синтетичної і вовняної тканини;
- ТОВ «Кам'янець-Подільський м'ясокомбінат» — виробництво м'ясної продукції, консервів та ковбас;
- Кам'янець-Подільське АТ «Гіпсовик» — виробництво гіпсу будівельного, гіпсового щебеню, борошна вапнякового для комбікормів;
- КП «Спецкомунтранс» — транспортні послуги, послуги з поводження з побутовими відходами та з захоронення відходів вивезених власним транспортом;
- ТДВ «Кам'янець-Подільський завод «Електрон» — виготовляє та здійснює гуртовий і роздрібний продаж різноманітного обладнання для медичних і торгових закладів, а також для потреб сільського господарства;
- ТОВ «Кам'янець-Подільський комбінат будівельних матеріалів» — добування декоративного та будівельного каменю, вапняку, гіпсу, крейди та глинистого сланцю;
- ПП «Пакт» — виробник кабелів, виготовляє понад 1000 найменувань кабелів різних марок;
- ТМ «ВікноПлюс» — виробник металопластикових вікон та дверей;
- ТОВ «Український кристал» — хлібобулочне виробництво.[75]

Станом на 1 січня 2014 року загальна кількість суб'єктів середнього та малого підприємництва в місті складала 2 269 одиниць, з них 2 234 — малих підприємств та 35 — середніх. Станом на 1 січня 2015 року в місті налічується 4 206 фізичних осіб та 1 791 — юридична особа. В загальному в малому та середньому бізнесі міста зайнято 26 142 особи.
На початку березня 2019 року в Кам'янці-Подільському запрацювала нова електростанція з когенераційними газовими установками потужністю 4,89 МВт, яка дозволяє виробляти електричну та теплову енергію та має убезпечити місто від аварійних відключень електрики.
Гарним прикладом для наслідування взаємодії бізнес-влада, є створення на територій міста індустріального парку, на зразок, як у місті Славута, першого на території Хмельниччини індустріального парку «Славута». Цікавим у цьому напрямку також є створення індустріального парку біля автошляху. Наприклад як «М10 Lviv Industrial Park», це новий індустріальний парк, який розбудовується компанією Dragon Capital, розвиватиметься поетапно у відповідності до затвердженого плану в промисловій зоні Львова поруч із трасою М10. ЄБРР уже інвестує в будівництво індустріального парку «М10 Lviv Industrial Park» близько $24,5 мільйонів. При відповідній проєктно-дозвільній роботі влади та співпраці зі Dragon Capital, таку концепцію індустріального парку доречно реалізувати в Кам'янці-Подільському біля траси Н03.
П'ять адміністративних одиниць з найбільшим внеском у регіональний обсяг реалізованої промислової продукції у процентах 2015 році.
| № | Назва міста/району          | %    |
| - | --------------------------- | ---- |
| 1 | Хмельницький                | 28,7 |
| 2 | Нетішин                     | 19,2 |
| 3 | Кам'янець-Подільський район | 10,2 |
| 4 | Волочиський район           | 5,6  |
| 5 | Кам'янець-Подільський       | 5,4  |

Середня заробітна плата в місті по роках (долар USD). Середня зарплата по місту станом на 2023 рік становить приблизно межах від 10 000 до 14 000 гривень.
| Рік  | Зарплата | Рік  | Зарплата | Рік  | Зарплата | Рік  | Зарплата |
| ---- | -------- | ---- | -------- | ---- | -------- | ---- | -------- |
| 2000 | 29 $     | 2004 | 79 $     | 2006 | 157 $    | 2008 | 271 $    |
| 2013 | 330 $    | 2015 | 154 $    | 2017 | 223 $    | 2020 | 366 $    |

Журнал «Forbes Ukraine» склав рейтинг, що оцінює привабливість для бізнесу українських міст з чисельністю населення понад 90 000 людей, куди потрапило 38 міст. Рейтинг розраховано за спеціально розробленою 1000-бальною шкалою за 10 критеріями, агрегованими на основі 79 базових показників. Цими критеріями є прозорість міської влади, ділова активність, регіональні показники Doing Business, купівельна спроможність, транспортне сполучення, безпека, освіта, сприйняття міст мешканцями/готовність до пандемії (2021), міграційна привабливість та екологічна ситуація.
| Рік  | Місце рейтингу | Прозорість влади | Ділова активність | Регіон. Doing Business | Купів. спроможність | Транс. сполучення | Безпека місті | Освіта місті | Спр. меш./Гот. до пандемії | Міграц. привабливість | Екологічна ситуація | Разом | Оцінка умов |
| ---- | -------------- | ---------------- | ----------------- | ---------------------- | ------------------- | ----------------- | ------------- | ------------ | -------------------------- | --------------------- | ------------------- | ----- | ----------- |
| 2020 | ▬28            | ▬36              | ▬46               | ▬55                    | ▬30                 | ▬14               | ▬87           | ▬25          | ▬45                        | ▬41                   | ▬85                 | ▬464  | Неспр.      |
| 2021 | ▼36            | ▼19              | ▼43               | ▼43                    | ▲41                 | ▼10               | ▼86           | ▬25          | ▼43                        | ▼26                   | ▲88                 | ▼424  | Дуже неспр. |

Згідно зі шкалою журналу умови у містах, що набрали від 450 до 499 балів, є «Несприятливі», а в містах з балами від 400 до 449 — «Дуже несприятливі», відповідно за результатами двох рейтингів місто перебувало в обох статусах та ще й з пониженням.
Найгірші показники по місту це «Транспортне сполучення» та «Прозорість влади». Щодо показника «Транспортне сполучення», то теоретично він мав би покращитись після завершення ремонту автошляху Н-03 під урядовою програмою «Велике будівництво», сюди можна включити створення залізничного сполучення з Чернівцями та будівництво об'їзної дороги, але ці показники більшій мірі залежать від державних програм та уряду. На відміну від показника «Прозорість влади», який повність залежить від місцевої влади, розрахований на основі рейтингу «Transparent Cities», складеного «Transparency International Ukraine», який враховує показники прозорості міської влади у 14 сферах. Місцева влада має бути максимально зацікавлена та дієва в поліпшені прозорості у цих 14 сферах. Далі низькі показники міста по «Міграційна привабливість» та «Освіта місті». Так показник «Освіта місті» складений на основі кількості вищих навчальних закладів на одиницю населення, їхнього консолідованого рейтингу, розрахованого сайтом osvita.ua на основі рейтингів ТОП-200, Scopus та середнього балу ЗНО для контрактників; питомої кількості шкіл, що належать до 100 найкращих шкіл України за результатами складання ЗНО. Наприклад у 2021 році кількість міських університетів у топ‑100 України — 0. Показник «Міграційна привабливість» оцінює міграційний приріст населення та темпи введення нового житла в експлуатацію, суттєве зниження балу в 2021 році засвідчує проблеми в цих сферах.

### Торгівля

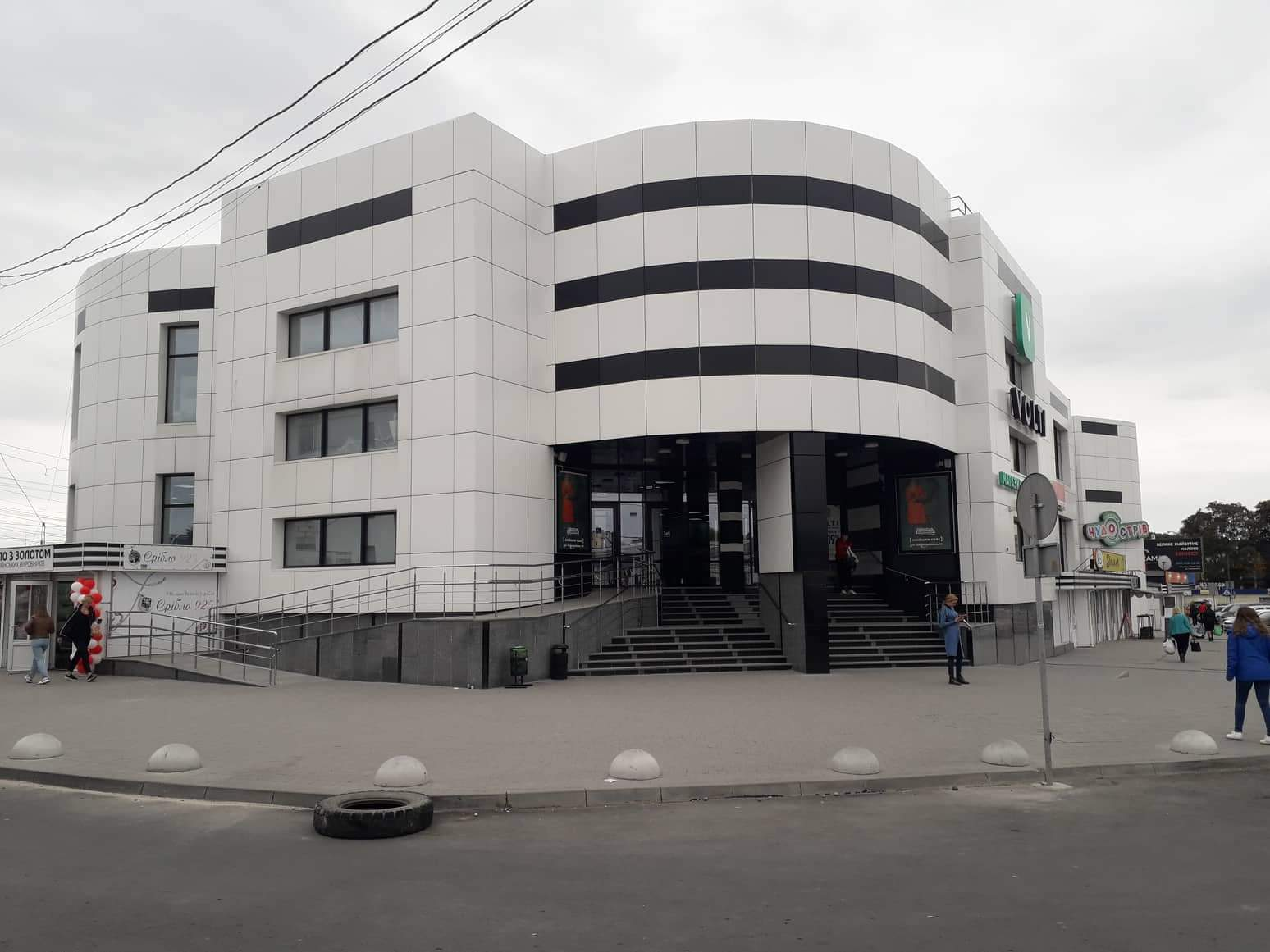
Торгово-розважальний центр біля автовокзалу в Кам'янці-Подільському

У місті працюють декілька супермаркетів: 3 — «Сільпо» (здійснює доставку до дверей додому), 3 — «АТБ», 2 — «Най-Най», «Булка» та «Мрія». У ТЦ «Ювілейний» розташований магазин побутової техніки «Технополіс», також є магазин побутової техніки «Фокстрот», мережа «Ельдорадо». З 2011 року в місті працює будівельно-господарський гіпермаркет мережі «Епіцентр К» та гіпермаркет «Арс». Меблева торгівля представлена мережею «Юск» і «7 континент».
У Кам'янці-Подільському — декілька ринків («Кам'янець-Подільський», «Джерело-1», «Черемушки», «Династія»), у тому числі автомобільний і автозапчастин, розгалужена мережа торговельних і побутового обслуговування підприємств.
У 2019 році з'явилась інформація, що у місті можуть збудувати повноцінний торговельно-розважальний центр «Brama», орендна площа складатиме 11 250 кв.м, паркінг на 230 місць. Якірними орендарями нового ТРЦ стануть продовольчий супермаркет, універмаги одягу і дитячий розважальний центр, реалізація такого проєкту має покращити послуги в сфері торгівлі міста.

### Транспорт

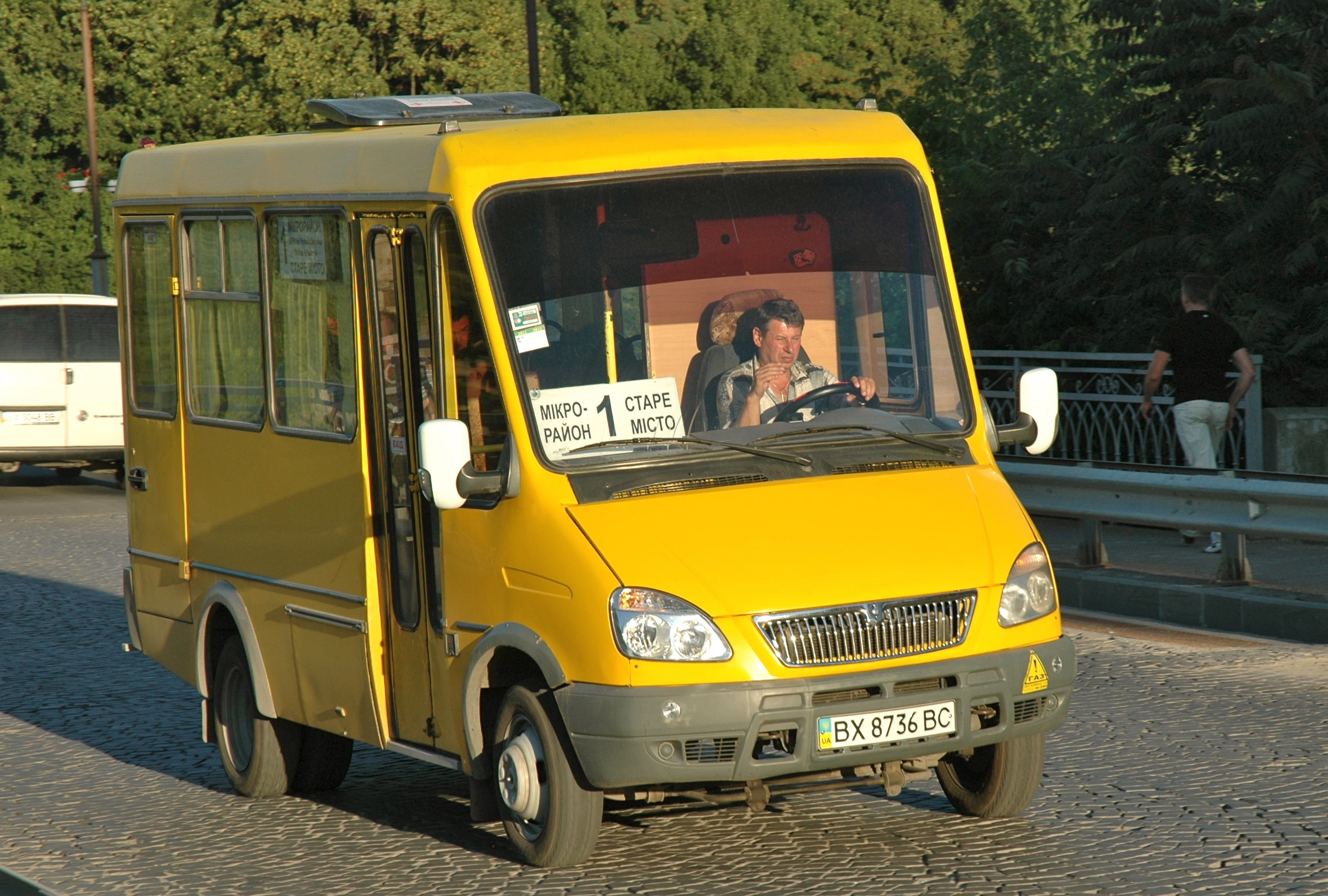
Міський автобус на маршруті № 1

У місті діють автовокзал та залізнична станція Кам'янець-Подільський. Залізничне пасажирське сполучення здійснюється поїздами:
| №                             | Маршрут сполучення           | Примітки   |
| ----------------------------- | ---------------------------- | ---------- |
| 117/118 «Буковина»            | Київ — Чернівці              | Скасований |
| 139/140                       | Київ — Кам'янець-Подільський | Щоденно    |
| 770/769 «Подільський експрес» | Кам'янець-Подільський — Київ | Скасований |

2021 року на форумі «Україна 30. Інфраструктура» обговорювали можливість будівництва нової ділянки залізничної колії Кам'янець-Подільський — Хотин — Чернівці, а також модернізація дільниці Кам'янець-Подільський — Хмельницький, а згодом запустити швидкісні поїзди сполученням Кам'янець-Подільський — Чернівці, яким можна було би дістатись з Києва до Чернівців за 5-6 годин, а до Кам'янець-Подільського ще і найшвидше. Сучасною проблемою для міста залишається відсутність зручного залізничного сполучення, що перетворює місто у провінцію на закрайку країни.

Проєкт нової залізничної ділянки, що поєднає міста Чернівці та Кам'янець-Подільський

В місті немає великого аеропорту, діє лише аеропорт для малої авіації.
Найближчий аеропорт з міжнародними рейсами знаходиться у місті Чернівці та закордоном у місті Сучава.

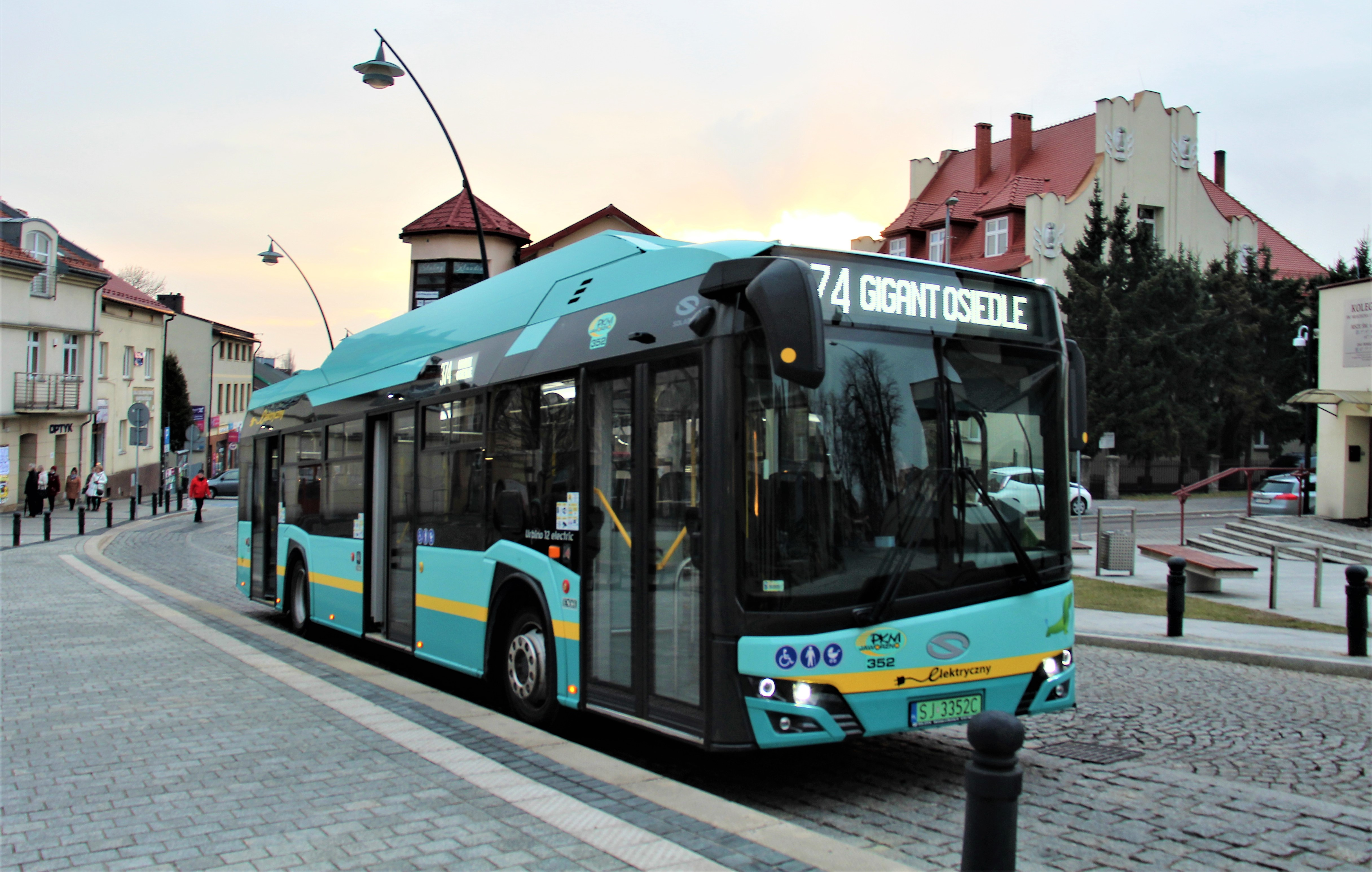
Передбачається, що на маршрути міста будуть обслуговувати електробуси (наприклад такі, як в місті Явожно)

Внутрішньоміське й приміське пасажирське сполучення здійснюється переважно маршрутним транспортом, діє декілька служб таксі, в тому числі з електромобілями. Періодично (з 1975 року) порушувалося питання про запровадження в місті тролейбусного сполучення — попри початок реалізації наразі цей проєкт не розглядається. У сучасних реаліях, розуміючи не реальність будівництва тролейбусної мережі, екоактивісти закликають владу придбати для обслуговування міських маршрутів екологічні середні електробуси.
Тривалий час обговорювалось питання можливості будівництва об'їзної дороги, бо основний потік транспорту рухається через центр міста, через що страждають мешканці та пошкоджується дорожнє покриття. Попередньо передбачалося, що коли завершиться будівництво Дунаєвецької об'їзної, розпочнуться роботи з будівництва нової Кам'янецької об'їзної дороги, але держава витратила 16 років на будівництво обходу міста Дунаївці та завершила його лише у 2020 року.

### Будівництво

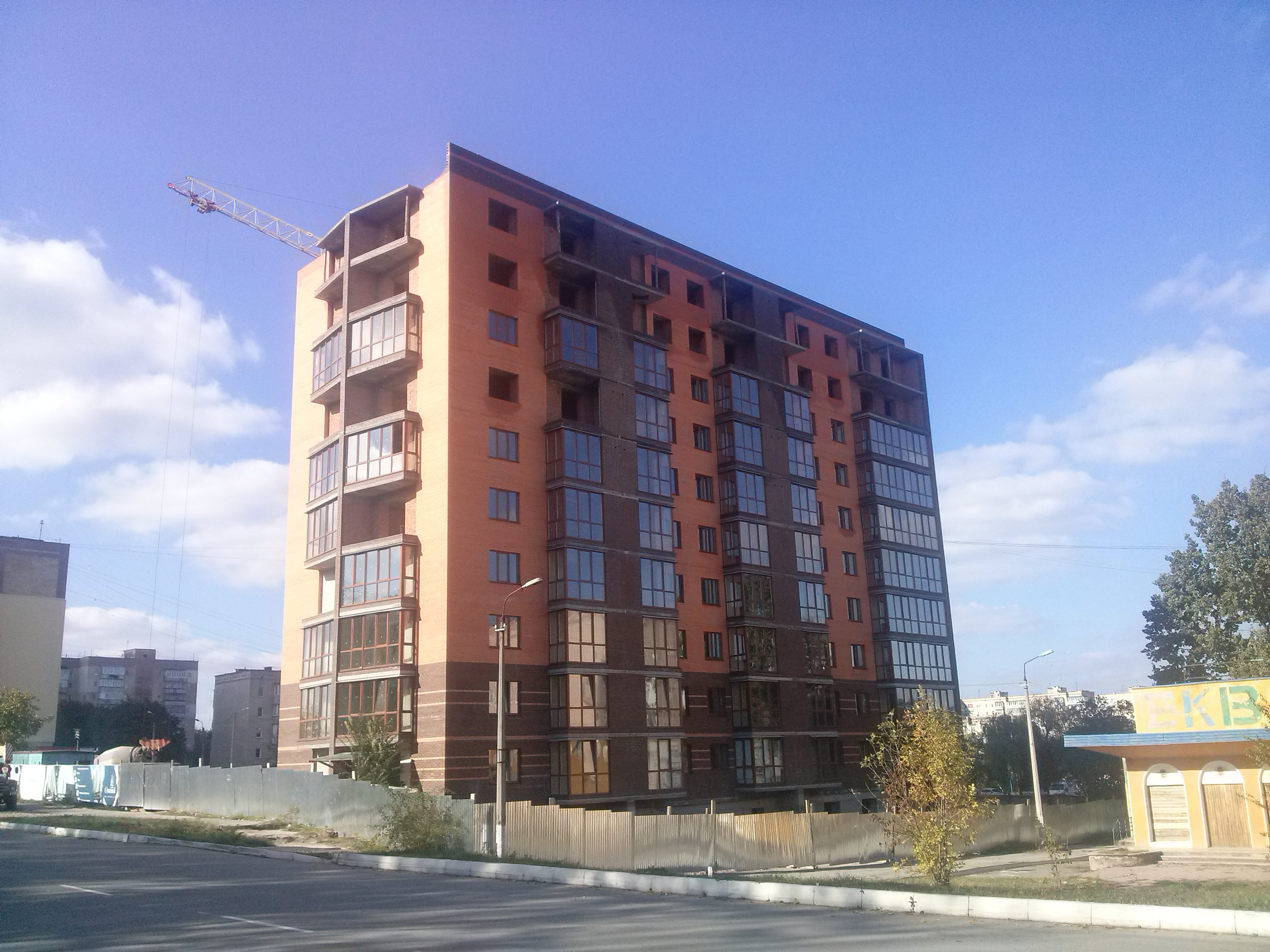
Новобудова, мікрорайон 2016 рік

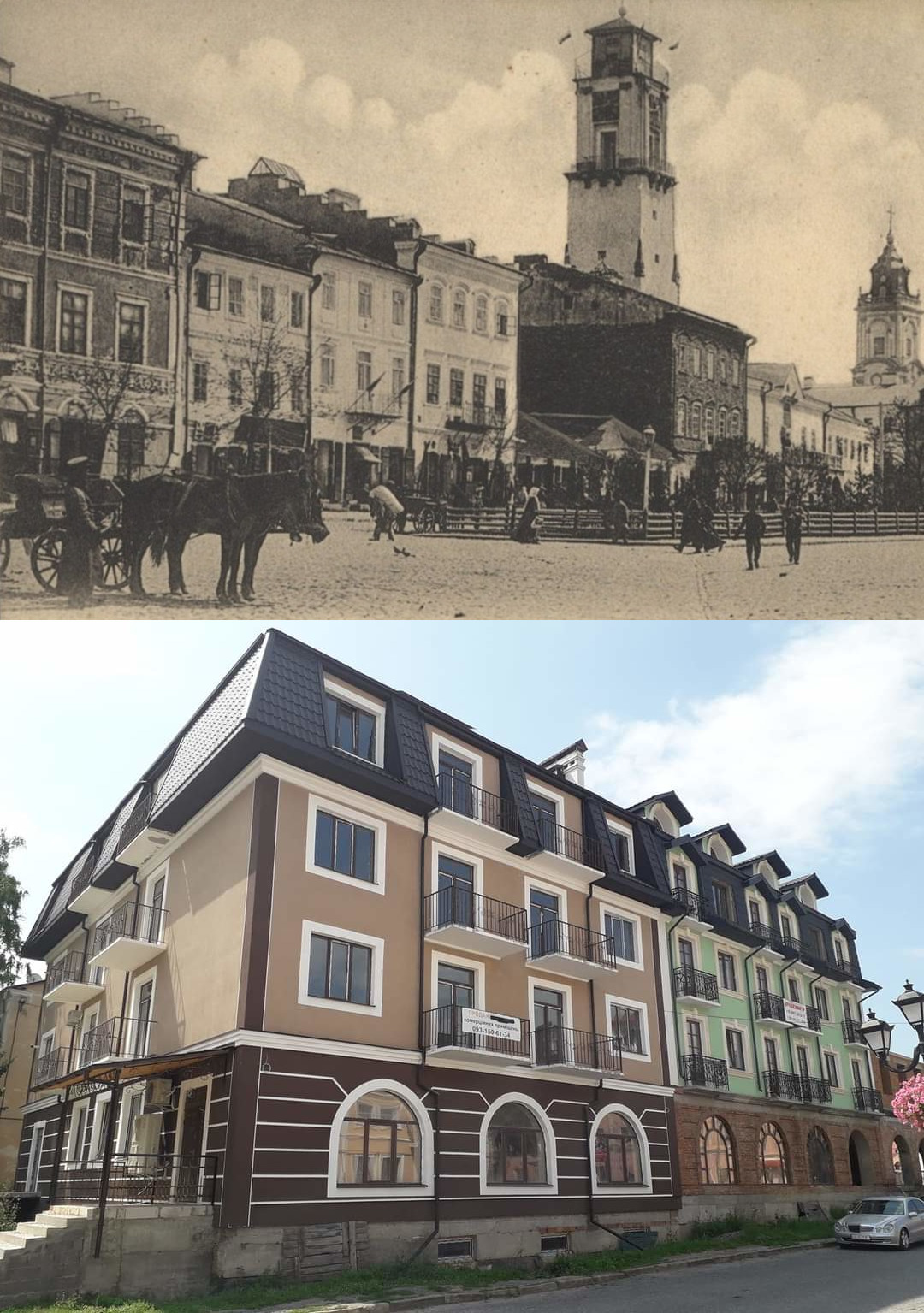
Перше фото: історичний знімок будинків Старого міста на площі Польський Ринок. Друге: жахлива сучасна псевдо-відбудова на цій площі, якій не дотримано історичного вигляду з першим фото

За роки Незалежності України у місті збудовано понад 100 нових житлових багатоповерхівок. Хоча будівельний бум майже зупинився в 90 роках, починаючи з 2000 років кількість будівництва житлових багатоповерхівок збільшується. На ринку будівництва міста представлені переважно місцеві будівельні компанії, хоча зростають вимоги на більш сучасне житло, з елементами скандинавського стилю і попит на сучасну забудову та забудовників з інших міст. Більшість будівництва характеризується хаотичність та точковою забудовою по місту, відсутні нові мікрорайонний забудови, за винятком ЖК Нова Будова.
За новим генпланом до 2030 року забудова житлових багатоповерхівок передбачається: у кварталі між вулицями Данила Галицького, Привокзальна, Івана Мазепи (замість ВАТ Комбінат хлібопродуктів), шляхом звільнення території спеціального призначення (військові склади) в межах вулиць Північної, Героїв Маріуполя, проспекту Грушевського та Хмельницького шосе, а також по вулиці Івана Виговського, шляхом зміни цільового призначення (землі спеціального призначення) планується мікрорайон забудови та нова сучасна школа.
| Рік                       | 2008       | 2009       | 2010       | 2011       | 2012       | 2013       | 2014        |
| Кількість введеного житла | ▲24,8 тис. | ▲42,4 тис. | ▼41,2 тис. | ▲43,1 тис. | ▼33,2 тис. | ▼17,1 тис. | ▲20,5 тис.  |
| Рік                       | 2015       | 2016       | 2017       | 2018       | 2019       | 2020       | 2021        |
| Кількість введеного житла | ▲23,5 тис. | ▲35,7 тис. | ▼24,4 тис. | ▲38,8 тис. | ▲43,8 тис. | ▼11,2 тис. | ▲42,3* тис. |

Найвищі будівлі міста зосереджені в центрі, та умовно майбутньому формуватимуть міський «даунтаун» (англ. downtown) та його «скайлайн» (англ. skyline).
- Готель «7 Днів» — це перший 12 поверховий будинок в місті та поки найвищий, його висота понад 40 метрів. Введений в експлуатацію на початку 1986 року.
- Корпус «ПКБ АСУ» — 12 поверховий будинок на проспекті Грушевського 46, введений в експлуатацію на початку 1990-х, тепер використовується як оренда офісних приміщень.
- Багатоповерхівка — 12 поверховий житловий будинок на вулиці Молодіжна 31, збудований АТ Подільський цемент для свої працівників середині 1990-х.
- Багатоповерхівка — 12 поверховий житловий будинок на вулиці Молодіжна 5, збудований АТ Подільський цемент для свої працівників середині 1990-х.
- Багатоповерхівка — 12 поверховий житловий будинок на вулиці Молодіжна 3А, збудований АТ Подільський цемент для свої працівників середині 1990-х.
- Багатоповерхівка — 11 поверховий житловий будинок на вулиці Данила Галицького 24, збудований будівельною фірмою середині 2000-х.

Є значна кількість нарікань на історичне відтворення та будівництво будинків в Старому місті, хоча давнину будівельники міста були одними з кращих в країні, так унікальні кам'яниці епохи Ренесансу в Україні на заході збереглися у Львові та Кам'янці-Подільському. Основні сучасні претензії до таких будов: більша кількість поверхів ніж історична забудова, яка мала переважно 2-3 поверхові будівлі, а не 4-5 та більше; нетипова форма даху, створення мансардових поверхів; більша ширина віконних рам і вікон, яка не відповідає історичним знімкам, добудова додаткових балконів. Більш детально про це в розділі Старе місто.

#### Житло для ВПО
Будівництво багатоквартирного житла для ВПО місті не вирішено. Від місцевої влади не представлено бачення розв'язку проблеми, немає ні проєкту, бюджету, співпраці з неурядовими організаціями, підрахунку затрат під таке будівництво. На весні 2022 року повідомлялось, що земельний відділ готує сесійні рішення - про надання дозволу на розробку проєкту щодо відведення земельної ділянки (близько 5 га) в селищі Першотравневому під малоповерхову житлову забудову для внутрішньо переміщених осіб, але наразі не відомо як реалізується дана ініціатива.

### Бюджет громади
Бюджет громади складає 1 млрд 56 млн гривень на 2023 рік. Основна частина видатків бюджету останніх десятиліть це - бюджет проїдання, тобто витрати пов'язані з виплатою зарплати бюджетникам; оплату комунальних послуг та енергоносіїв; придбання ліків; обслуговування міського боргу; виплати соціальної допомоги та утриманням об'єктів комунальної власності. Видатки розвитку – це видатки, які спрямовуються на реалізацію програм соціально-економічного розвитку міста, пов'язаних зі здійсненням інвестиційної та інноваційної діяльності, такі видатки мінімально мають складати хоча б 20 % від загального бюджету громади.

### Місцева корупція

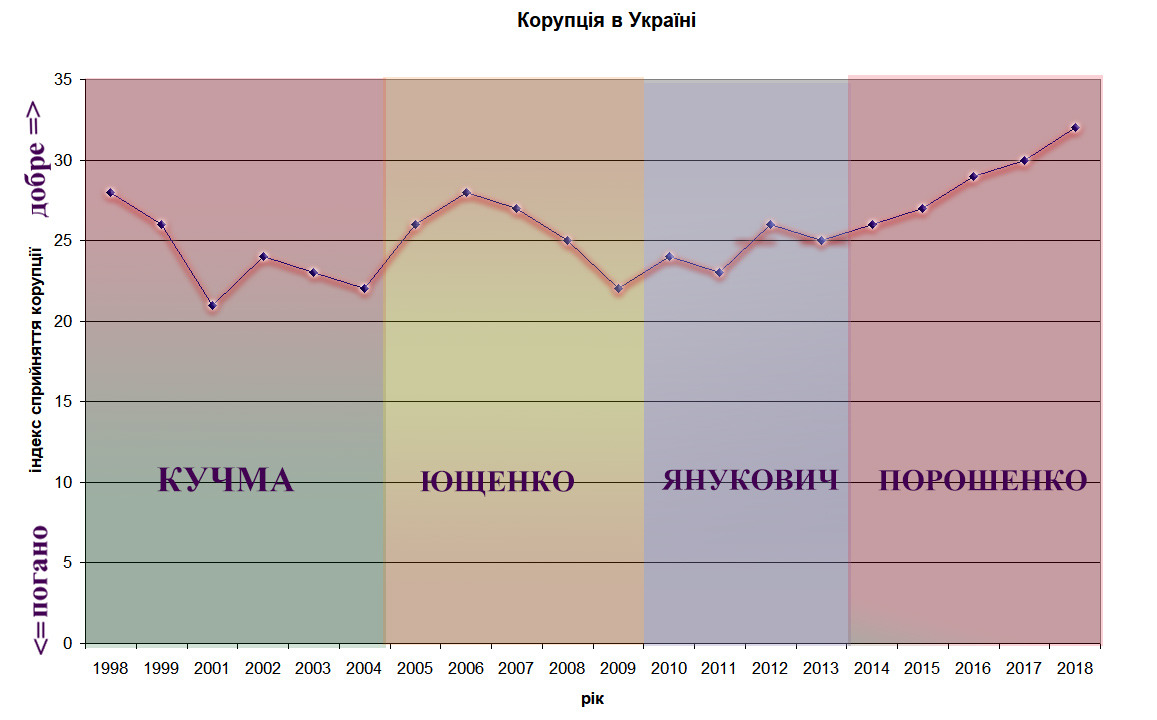
Індекс сприйняття корупції в Україні, 1998—2018 рр. (від 100 балів дуже чисто, до 0 балів дуже високий рівень корупції). Найкращий результат України 32 бали в 2018 рік, а перше місце в списку зайняла Данія з рахунком у 88 балів.

Місцева корупція має серйозні наслідки для населення міста, економіки та політичної системи. Місто має такі результати:
| Рік  | Оцінка зі 100 | Місце в рейтингу | Рік  | Оцінка зі 100 | Місце в рейтингу | Оцінка підзвітн. | Рік  | Оцінка зі 100 | Місце в рейтингу | Оцінка підзвітн. |
| ---- | ------------- | ---------------- | ---- | ------------- | ---------------- | ---------------- | ---- | ------------- | ---------------- | ---------------- |
| 2017 | 32,38         | № 42             | 2019 | 41,70         | № 55             | -                | 2021 | 49,10         | № 43             | 8,3              |
| 2018 | 32,40         | № 74             | 2020 | 41,60         | № 62             | 7                | 2022 | непрозоре     | № -              | непрозоре        |

Як помітно з таблиці Кам'янець-Подільський займав низькі місця та отримував оцінки нижче середнього значення, що свідчить про погану прозорість та підзвітність органів місцевого самоврядування. Найкращий результат 2021 рік, досягнення майже 50 балів зі 100 можливих, п'ятірка найкращих міст того року: Маріуполь - 91 бал, Львів - 85,5, Дніпро - 84,2, Дрогобич - 83,2, Мукачево - 81,1.
2022 року рейтинг складали за іншим методом, де місто отримало статус — «непрозоре».
За результатами рейтингу 2023 року місто все ще має статус — «непрозоре». У попередніх дослідженнях оцінювали 70 міст за 40 критеріями, а 2023 року список міст збільшився до 80 та кількість критеріїв – до 50. Загалом, середній рівень прозорість міст країни у 2023 році склав 42,3%, тоді як у 2022-му – 37,5%. Серед 70 міських рад, які брали участь в обох дослідженнях, 30 покращили свої показники на 5% і більше. 14 міст перейшли в вищу категорію. Серед основних нарікань муніципалітети все ще обмежують громадян у доступі до інформації про свою діяльність, обмежено поширюють інформацію про призначення кадрів поза конкурсом, стримано залучають містян до прийняття рішень, зокрема через участь у роботі комісій (наприклад, щодо компенсацій за пошкоджене/знищене майно) чи Ради ВПО.
Доступ до інформації — це конституційне право кожної людини, а прозорість місцевої влади – один із основних принципів успішного відновлення України, продовження підтримки міжнародних партнерів та успішної майбутньої євроінтеграції.

## Соціальна сфера

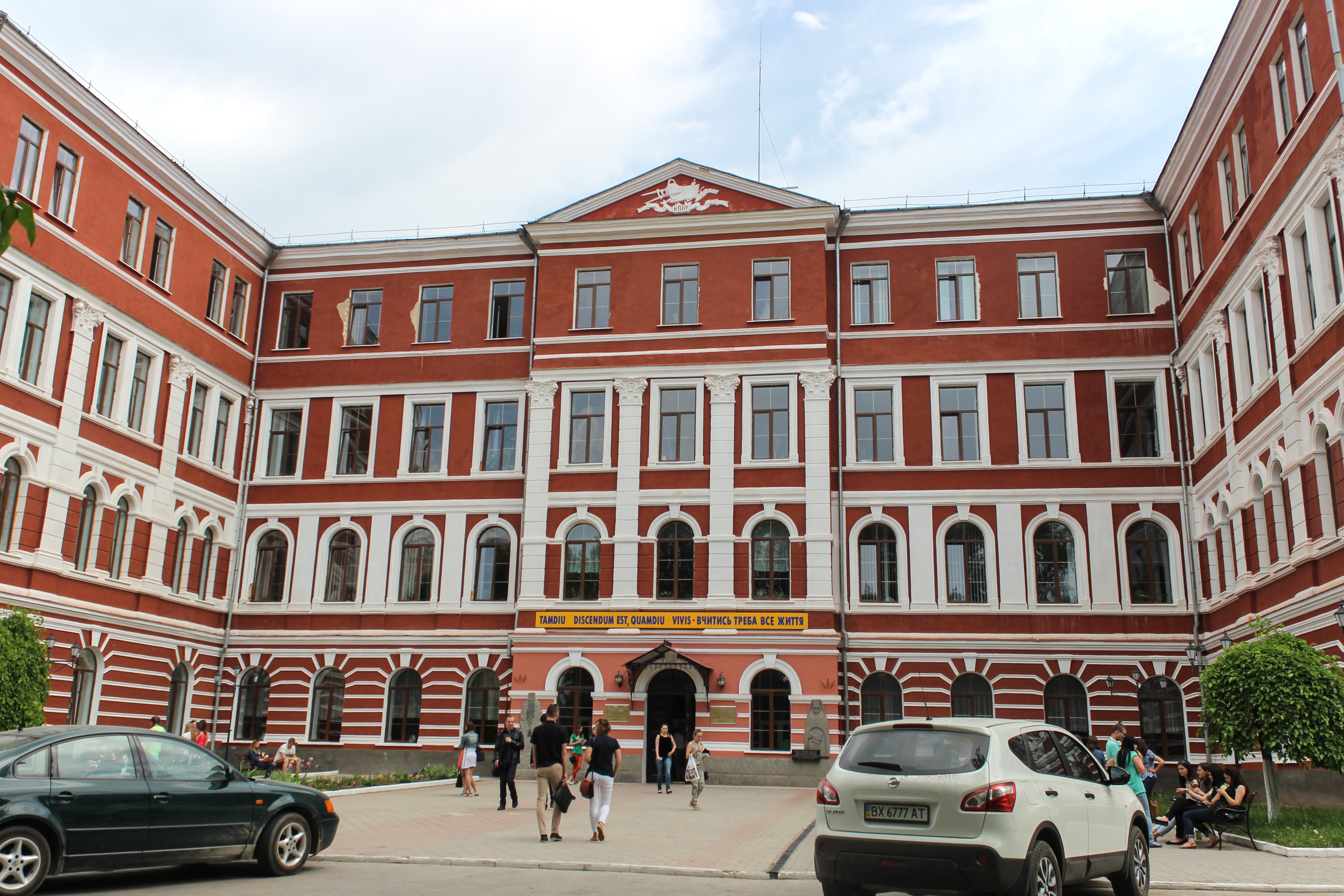
Національний університет ім. І. Огієнка

### Медицина
У місті діє мережа медичних закладів (понад 10), у тому числі 2 міські і районна центральна лікарні, міські поліклініки № 1, 2, пологовий будинок, дитяча поліклініка, міська стоматологічна поліклініка, ветлікарня. Основна увага розвитку медицини тепер — амбулаторії сімейної медицини, які оновлюють та будують у різних частинах міста.
| Місто                 | Кільк. лікарів усіх спец. | Кільк. середнього медичного перс. | Кільк. лікарняних ліжок |
| --------------------- | ------------------------- | --------------------------------- | ----------------------- |
| Кам'янець-Подільський | 4,2 %                     | 7,6 %                             | 5,0 %                   |
| Бровари               | 2,9 %                     | 5,2 %                             | 5,4 %                   |

Робота лікувально-профілактичних закладів міста в 2014 році забезпечувалась 1582,75 посадами, при розрахунковій потребі в 2115,5.

### Освіта

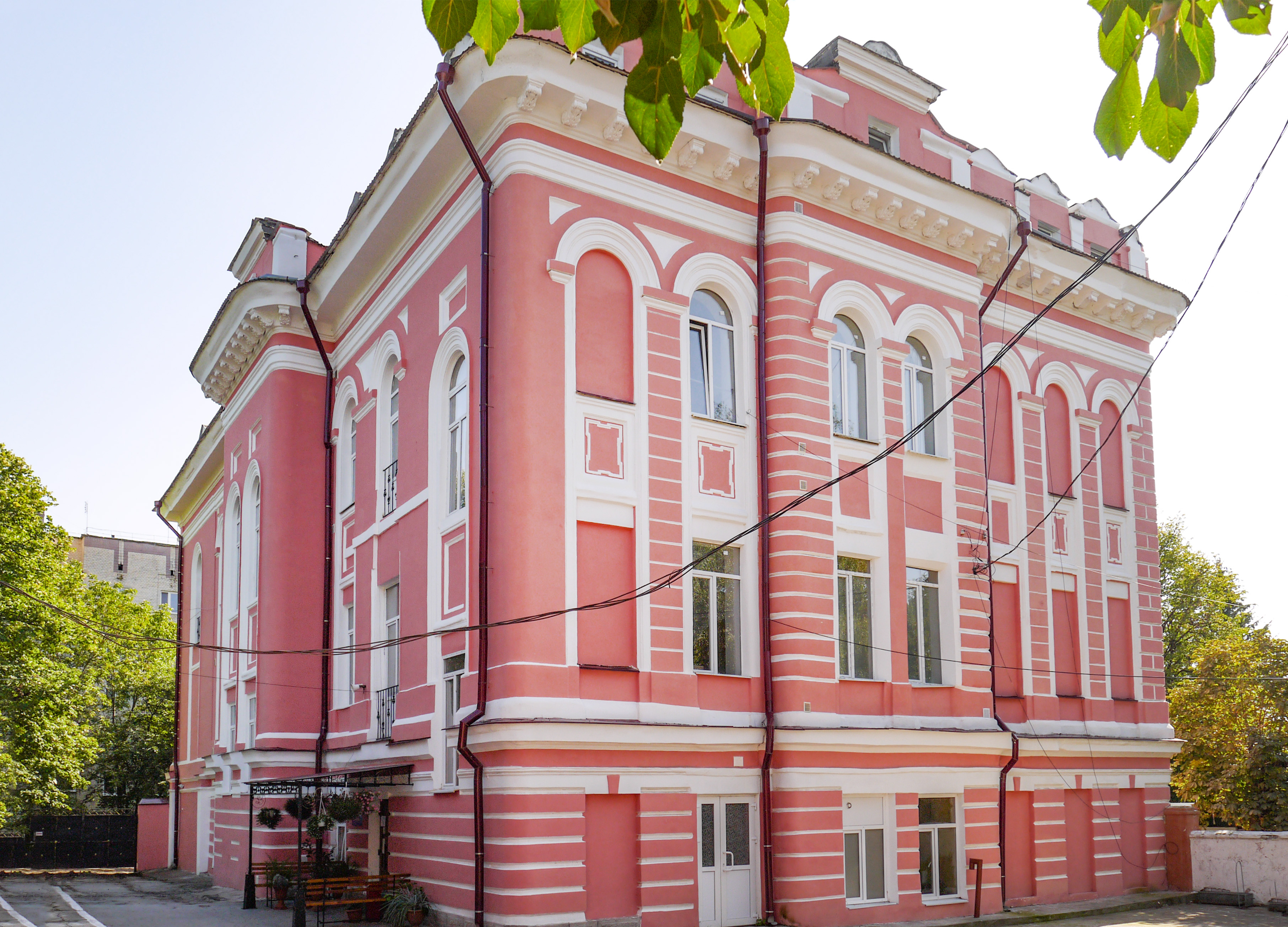
Гімназія Славутинка

У Кам'янці-Подільському розташовані 11 вишів, зокрема 3 університети, 19 загальноосвітніх навчальних закладів, центр дитячої творчості, 2 спортивні школи.
Головні вищі навчальні заклади Кам'янця-Подільського: Національний університет ім. Івана Огієнка, Подільський державний університет та Національний університет Державної Податкової Служби України; також вищу освіту надають Кам'янець-Подільське відділення КФЕК НУ ДПС України, медичне та культури училища, будівельний та харчовий коледжі тощо. З 2022 року в місто релокований Харківський національний університет внутрішніх справ.
| Постійні дошкільні заклади | Кільк. дітей у дошк. закладах | Середні навчальні заклади | Кількість учнів |
| -------------------------- | ----------------------------- | ------------------------- | --------------- |
| 17                         | 3400                          | 24                        | 10278           |

## Міське середовище

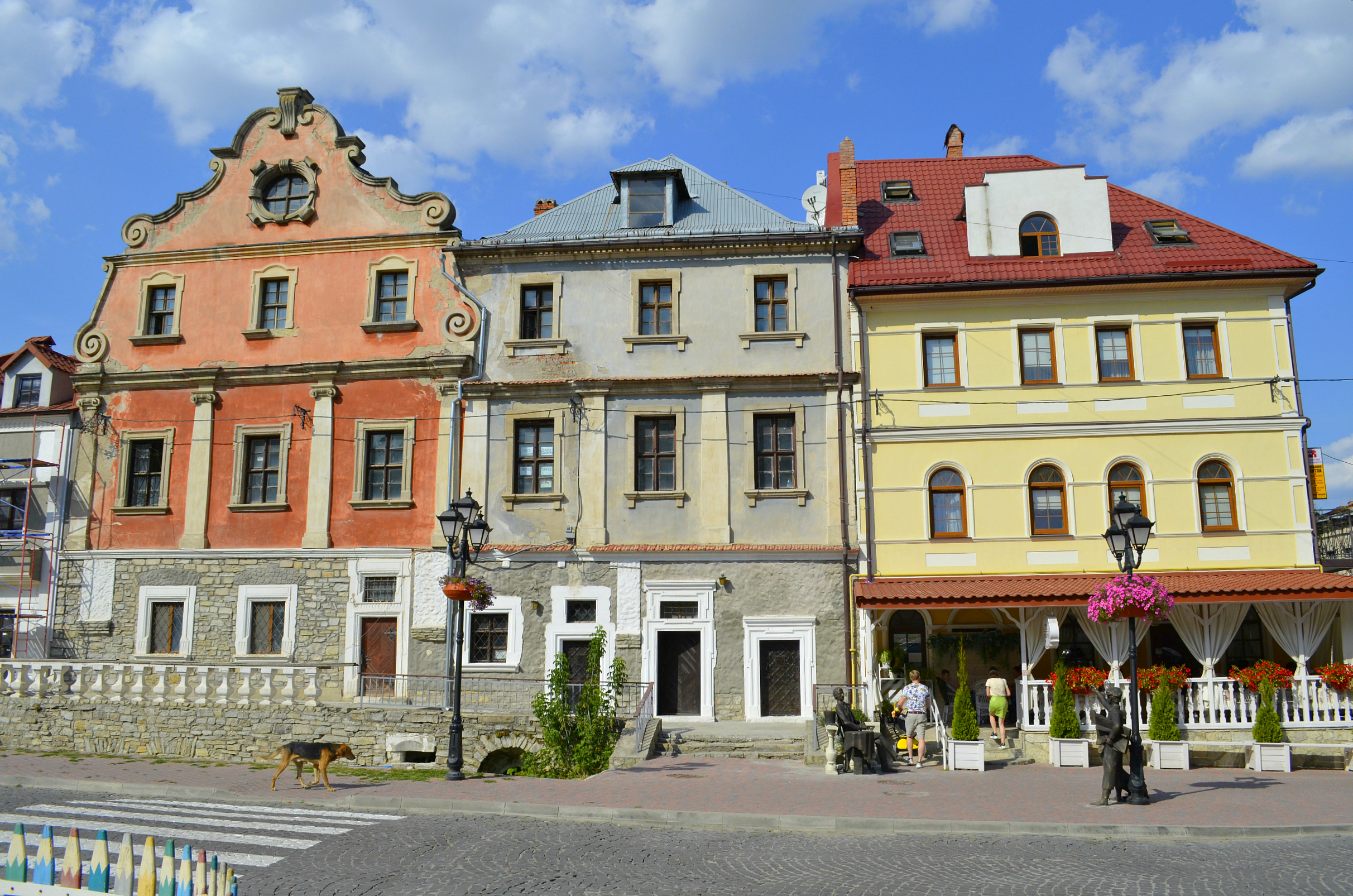
Будинки Старого міста

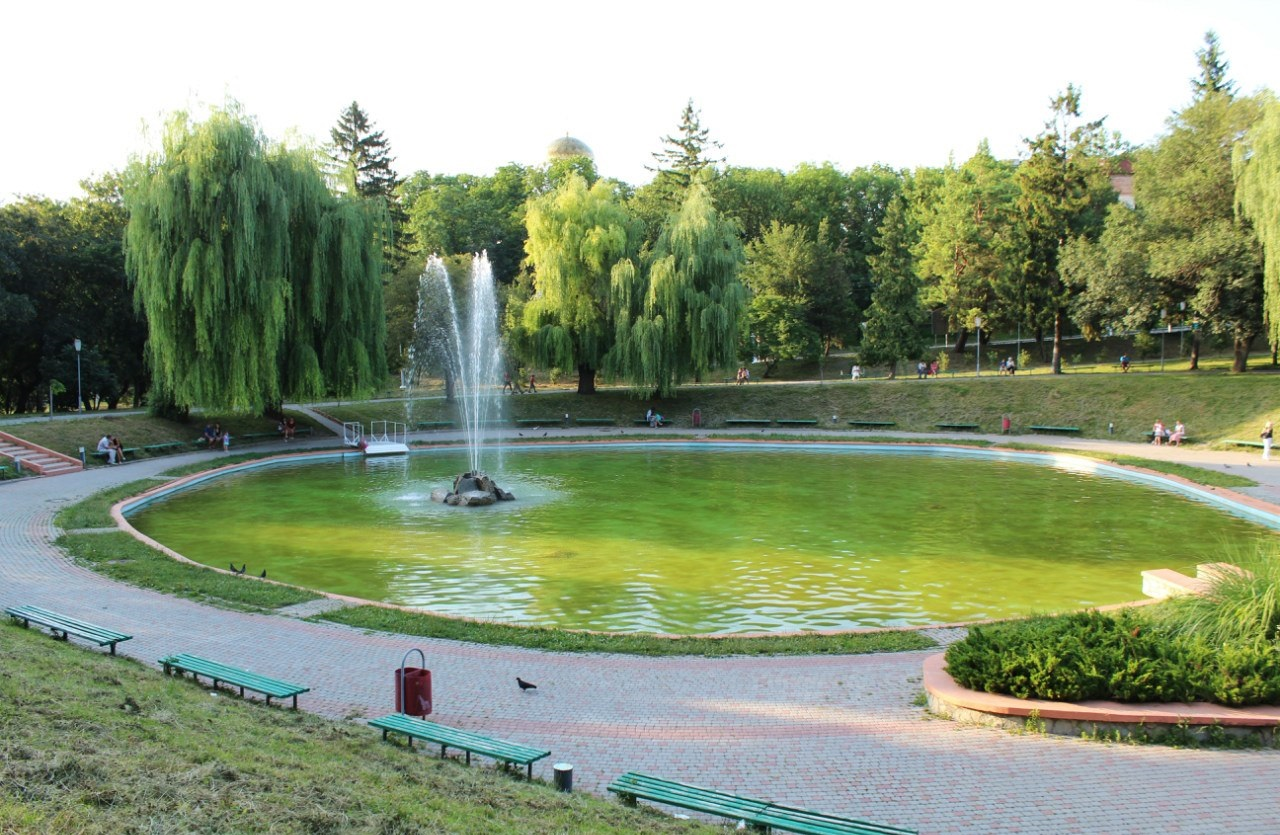
Міський сквер «Гунські криниці»

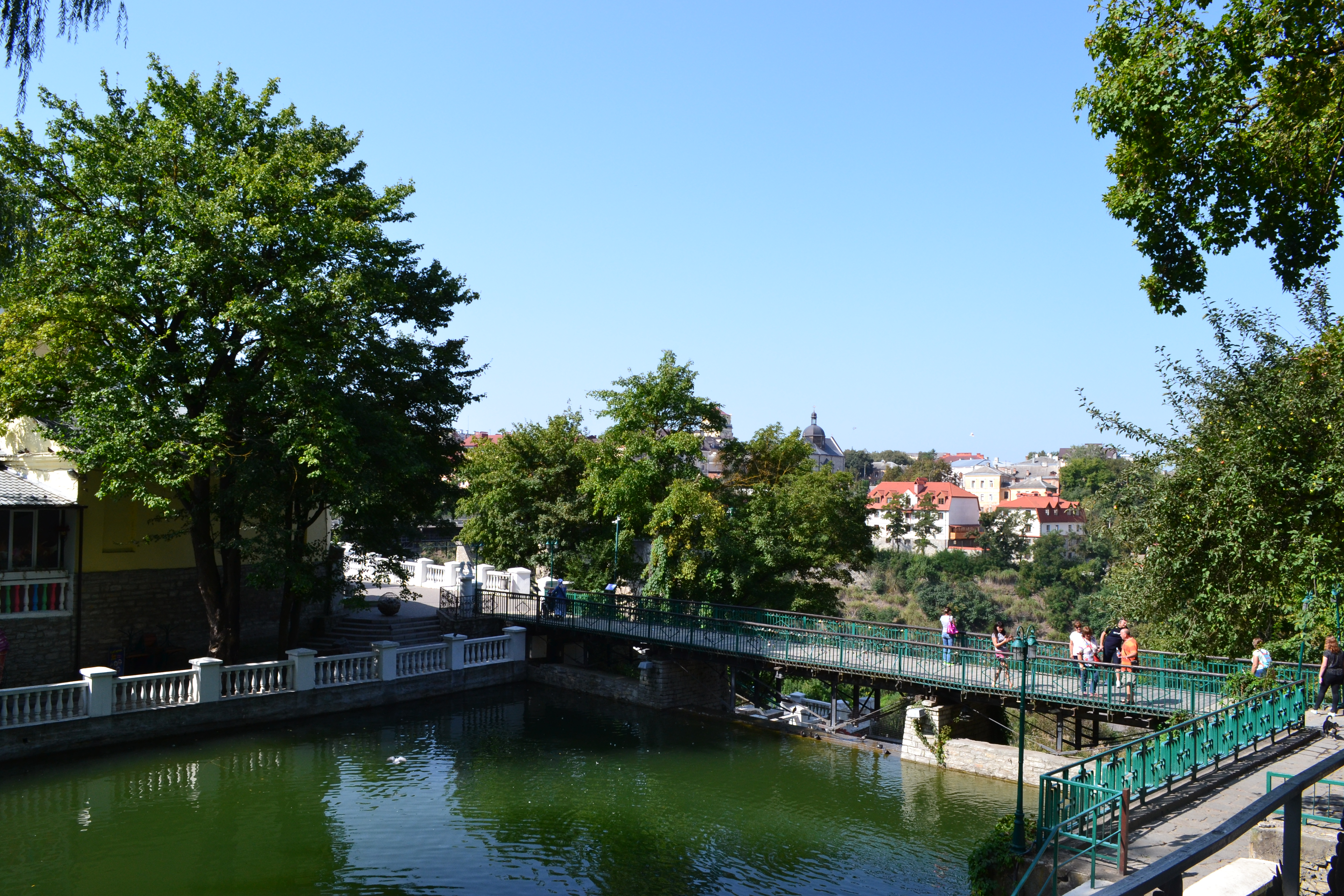
Місток у міському парку

### Політика
Територіальна громада Кам'янця-Подільського здійснює місцеве самоврядування через представництво міської ради. Загалом Кам'янець-Подільська міська рада складається з 36 депутатів та голови.
Значні осередки в місті мають такі партії як: Всеукраїнське об'єднання «Свобода», Народний рух України, Всеукраїнське об'єднання «Батьківщина» та Європейська Солідарність. Шкода, але присутній незначний відсоток мешканців, що підтримували стабільно на виборах проросійські партії такі як: «Партія регіонів», Партія «Відродження» та інші.
Подоляни активно брали участь політично важливих подіях країни, наприклад долучались та підтримували: Революцію на граніті, Помаранчеву революцію, Революцію гідності.
Так жителі міста створювали мітинги 2004 році на майдані Відродження під міською адміністрацією. За результатами тих президентських виборів по місту: Віктор Ющенко — отримав 45354 голосів, Віктор Янукович — отримав 8388 голосів, не підтримали жодного кандидата −1840.
Зимою 2014 року під час Революції гідності гинуть також кам'янчани міста та району. На підтримку Євромайдану в Києві багато людей міста збирались на віче під міськрадою, щоб виразити свій протест проти режиму, що склався у країні, та прагнень у Євроінтеграції.
Досить неоднозначною в політичному житті громади міста є діяльність міської ТВК. У 2010 році на виборах міського голови, було багато нарікань на роботу та поведінка міської ТВК, яку очолювала Тетяна Остафійчук.

Кам'янець-Подільський завжди потрапляв у рейтинг Найкращі міста для життя в Україні за версією журналу «Фокус».

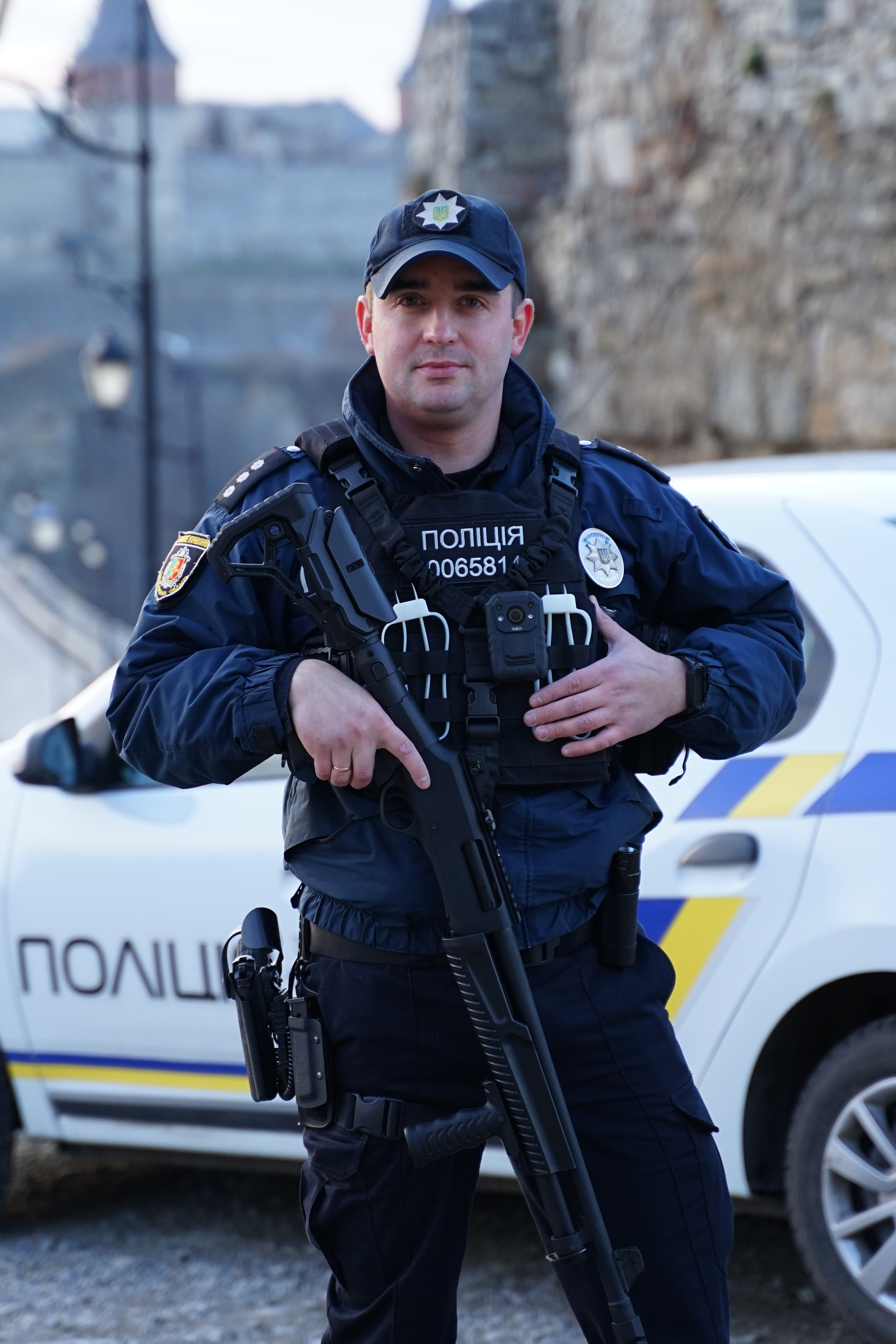
Поліцейський офіцер громади

| 2007 | 2008 | 2009 | 2010 | 2011 | 2012 | 2013 |
| ---- | ---- | ---- | ---- | ---- | ---- | ---- |
| ▲16  | ▲13  | ▼18  | ▼23  | ▼25  | ▼26  | ▼37  |

### Деколонізація

#### Декомунізація
Боротьба із радянським минулим почалася з пам'ятника Леніна, що з'явився у місті 14 квітня 1970 року. На статую висотою 6,5 метрів витратили 9 тонн бронзи, а постамент викладений з плит червоного граніту. Знести із постаменту пам'ятник депутати міськради наказали 29 серпня 1991 року. А прибрали його з площі тільки 18 серпня 1992 року.
Декомунізація майданів, вулиць і провулків Кам'янця-Подільського частково відбулася на першому етапі в 1990—1993 роках. Повністю було очищено від непитомих назв топоніміку Старого міста і значною мірою Нового плану. Проте ще достатньо одіозних радянських назв залишалось на мапі міста до 2016 року. Кам'янецька центральна бібліотека була перейменована у 2016 році на честь Костянтина Солухи, також у цей час місті перейменували 14 вулиць та 16 провулків, з'явилися вулиці на честь загиблих учасників АТО.

#### Дерусифікація

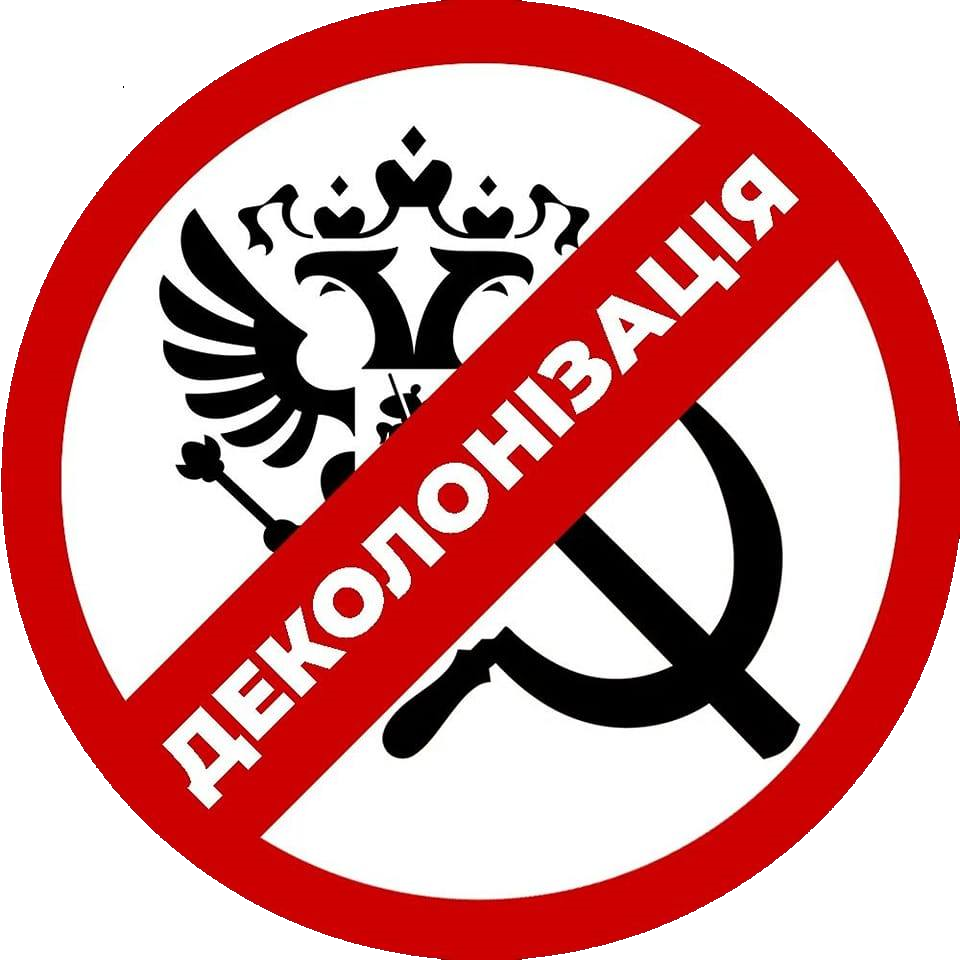
Деколонізація

Під час дерусифікації 2022 року на першому етапі в місті нові назви отримали 18 вулиць, п'ять скверів і один парк. Так з'явились вулиці: Євгена Коновальця, Степана Бандери, Івана Мазепи, Павла Скоропадського, Ярослава Мудрого, Героїв Маріуполя та загиблих учасників повномасштабного російського вторгнення в Україну. Також демонтовано радянський танк з постаменту та комуністичну символіку.
На другому етапі 2023 року під дерусифікацію потрапило та отримали нові назви 29 вулиць, 11 провулків. З'явилися вулиці: Героїв ЗСУ, Героїв УПА, Січових Стрільців, Соломії Крушельницької, Любомира Гузара, Петра Сагайдачного,  Володимира Івасюка, Олександра Кошиця, Іоанна Павла II, провулки: Байди Вишневецького, Мирослава Скорика, Густава Бельке, Василя Стефаника та інших. Ще понад 80 топонімів змінили назви у селах громади.
Втім, залишається частина радянських пам'ятників, які варто демонтувати з центру міста та сіл громади, а частину перенести на кладовище. Це пам'ятник-обеліск та могила полковника зі скверу на вулиці Соборній, скульптури з серпами, молотами, 41-й роком і червоноармійцями у сквері Васильєва та в Старому місті, скульптуру червоноармійця на території Руськофільварецького кладовища. До прикладу країні є область: Львівщина, яка першою деколонізована та готова ділитися досвідом. Демонтаж пам'ятників радянським солдатам важливий етап деколонізації Кам'янець-Подільської громади. Так, за словами громадського активіста Вадима Позднякова:
| | \| «Розуміємо, що дехто досі асоціює пам'ятники саме червоноармійцям як пам'ятники своїм дідам. Хоча це збірний образ, але такі пам'ятники стоять на території Росії, Казахстану, Білорусі. Переважна більшість цих пам'ятників будувалася на 25-річчя так званої Великої перемоги задля формування «культу Побєди». До того й 9 травня не святкували на державному рівні. Їм треба було зробити ідеологію єдиного радянського народу, тому поставили ці пам'ятники у кожному селі. Радянська влада спеціально робила поховання не на цвинтарях, а в центрах тих чи інших населених пунктів, бо це маркер окупації. Вони ставили там пам'ятники, щоб показати, що ось, це ваші герої — НКВДисти, чекісти, борці за владу Рад, червоноармійці. Це ті, кому має поклонятися середньостатистичний громадянин СРСР.[89] Майже кожен радянський пам’ятник Другої світової війни — це монументальна пропаганда Радянського союзу. Якби у нас були просто меморіали загиблим із прізвищами односельців і без радянської символіки, то ніхто б цих пам’ятників і не рухав. Натомість це — серпи, молоти, радянська батьківщина, 41-й рік і червоноармієць»[90] \| |
| «Розуміємо, що дехто досі асоціює пам'ятники саме червоноармійцям як пам'ятники своїм дідам. Хоча це збірний образ, але такі пам'ятники стоять на території Росії, Казахстану, Білорусі. Переважна більшість цих пам'ятників будувалася на 25-річчя так званої Великої перемоги задля формування «культу Побєди». До того й 9 травня не святкували на державному рівні. Їм треба було зробити ідеологію єдиного радянського народу, тому поставили ці пам'ятники у кожному селі. Радянська влада спеціально робила поховання не на цвинтарях, а в центрах тих чи інших населених пунктів, бо це маркер окупації. Вони ставили там пам'ятники, щоб показати, що ось, це ваші герої — НКВДисти, чекісти, борці за владу Рад, червоноармійці. Це ті, кому має поклонятися середньостатистичний громадянин СРСР. Майже кожен радянський пам’ятник Другої світової війни — це монументальна пропаганда Радянського союзу. Якби у нас були просто меморіали загиблим із прізвищами односельців і без радянської символіки, то ніхто б цих пам’ятників і не рухав. Натомість це — серпи, молоти, радянська батьківщина, 41-й рік і червоноармієць» | |

### Стінописи міста
Під час проведення фестивалів «Ре$публіка» художники з різних країн світу України, Польщі, Іспанії, Італії, Німеччини, Аргентини займалися розписом житлових будинків у районах міста. За п'ять років на сірих стінах житлових будинків Кам'янця-Подільського уже створено 42 стінописи. Також декілька стінописів було створено на дахах заводу «Електрон» та кінотеатру «Сінема», які можна побачити через супутникові знімки. Стріт-артом в Кам'янці займається у більшості фестиваль «Ре$публіка». Директор фестивалю «Республіка» Андрій Зоін на меті має перетворити спальні райони міста на музей соціального та територіального мистецтва.
2022 року Кам'янці-Подільському вшанували пам'ять полеглого на війні захисника Максима Квапиша, створивши стінопис на його честь. Організаторами виступили місцеві волонтери, побратими, друзі та родичі Героя. Міська влада підтримала проєкт та заявляла про продовження такої ініціативи.

### Остання столиця

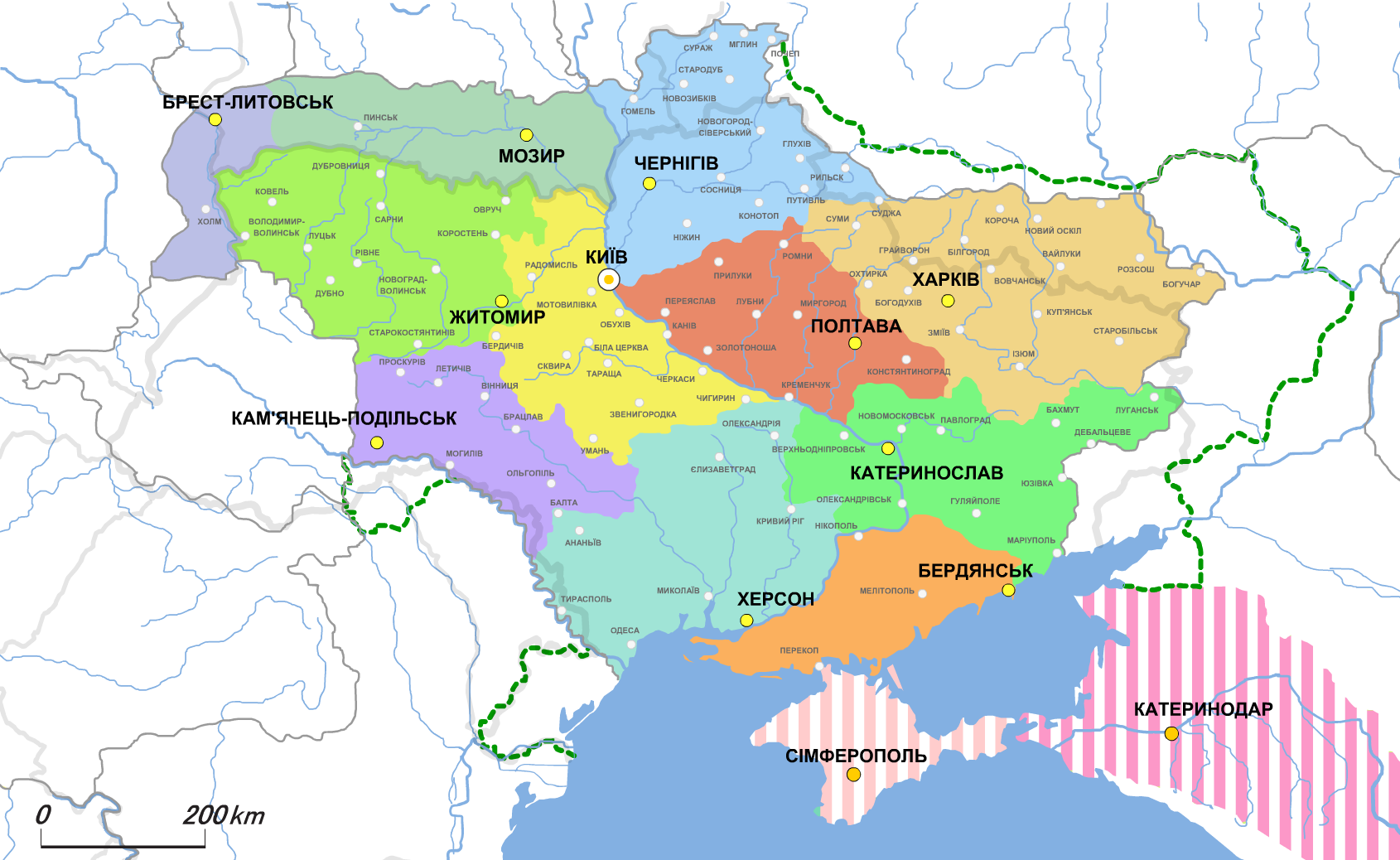
Мапа адміністративно-територіального устрою УНР, Кам'янець цент Подільської губернії

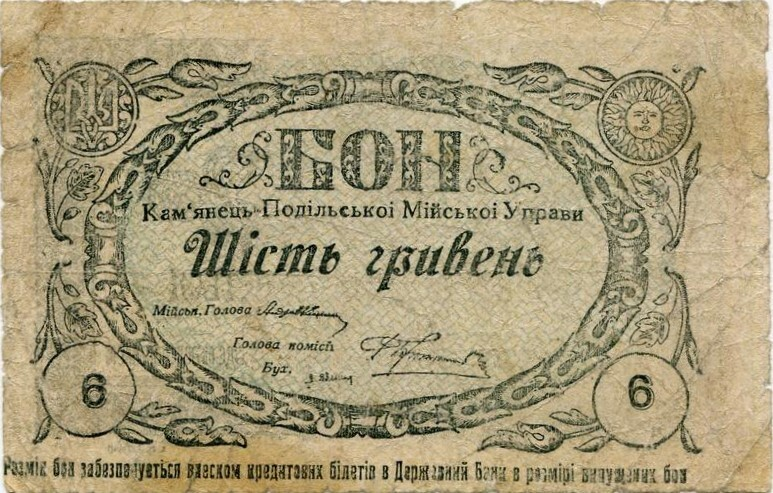
6 гривень (бон) надруковані в Кам'янці

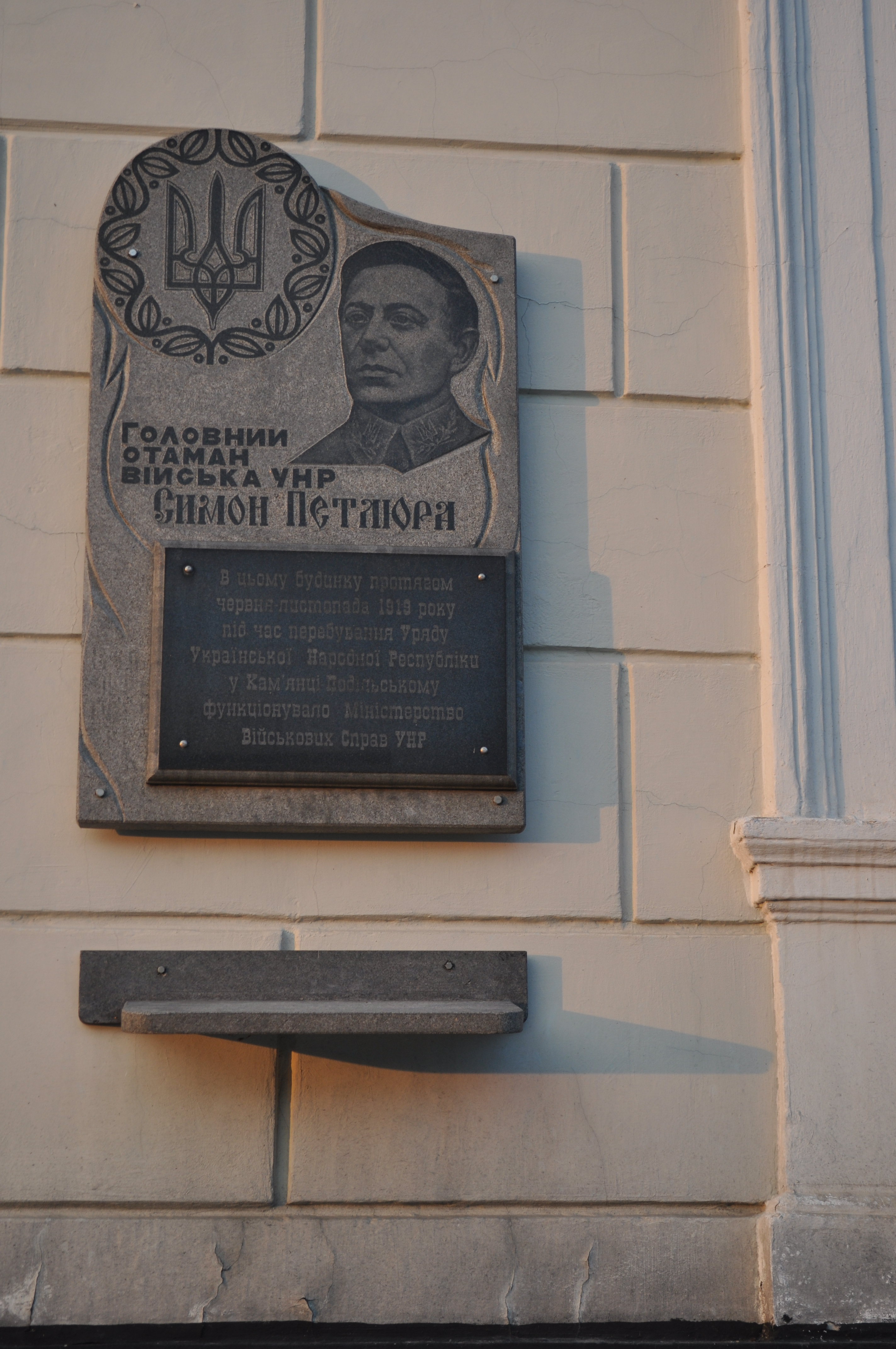
Пам'ятна дошка головному отаману УНР

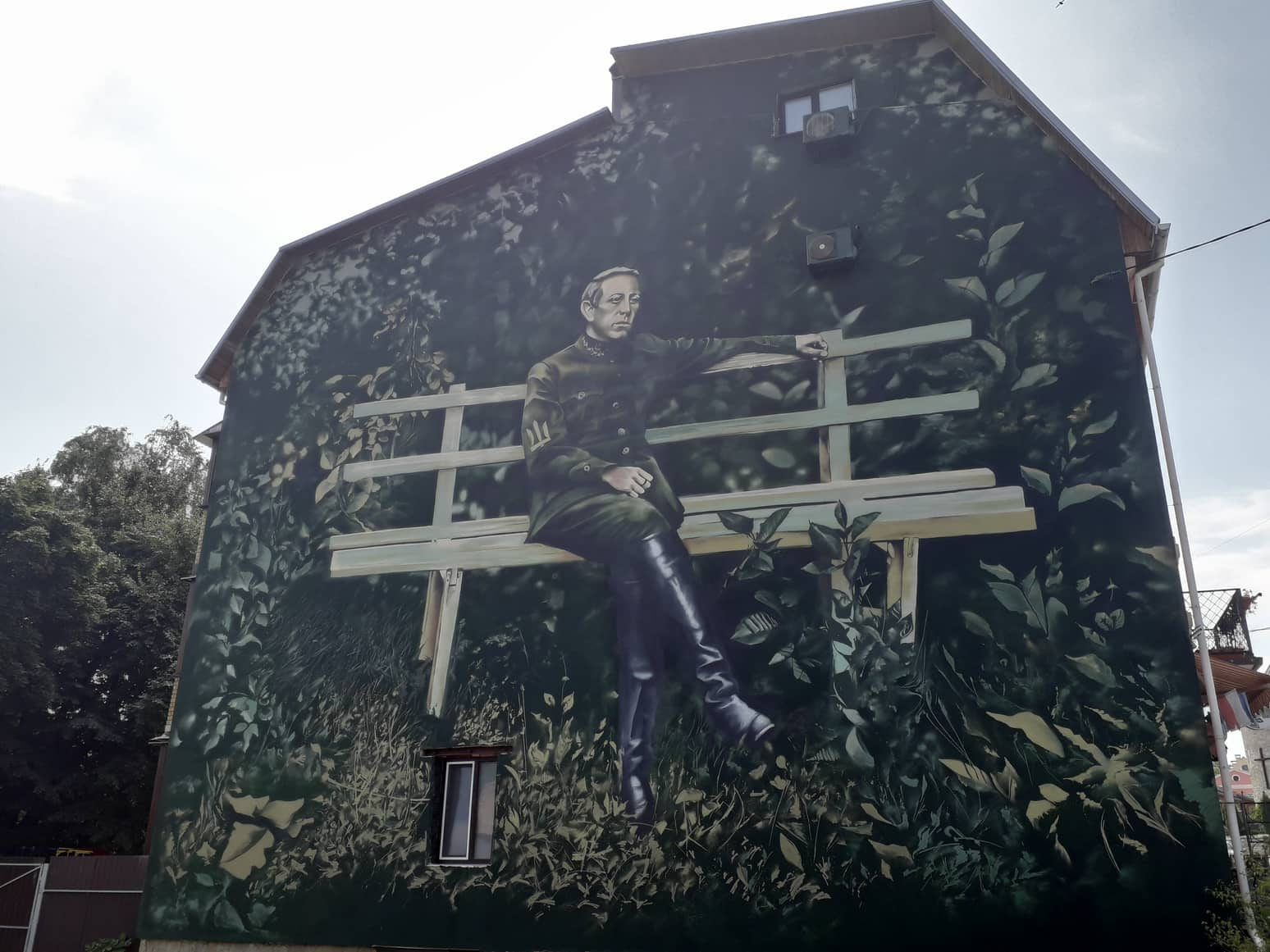
Стінопис Симона Петлюри 2019 рік

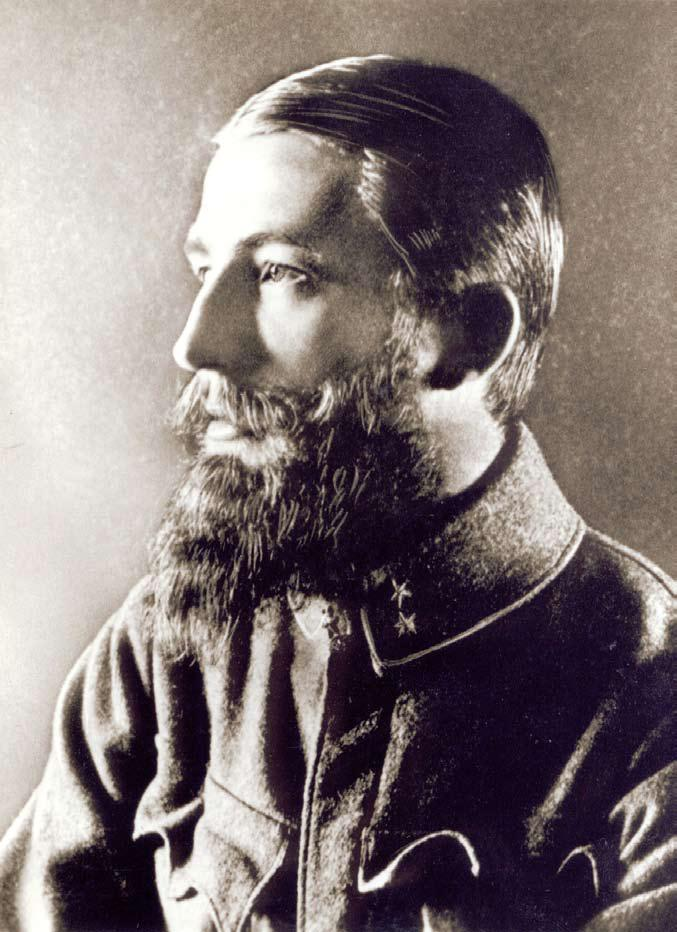
Андрій Мельник ідеолог ОУН

Добу Директорії, етап становлення української державності 20-х років минулого століття, Кам'янець-Подільський став фактично останньою столицею держави, у колишньому готелі «Бель-вью» з червня 1919 року тимчасово перебував Уряд УНР.
«Остання столиця» — це мистецький військово-історичний фестиваль, присвячений добі перших визвольних змагань 1917—1921 років.
У 2017 році місцева Просвіта започаткувала проєкт «Присяга 1919». Справа у тому, що 14 жовтня 1919 року у Кам'янці-Подільському відбувалось урочисте складання присяги на вірність УНР Директорією, чиновниками та військом. Відповідно, виникла ідея спорудити монумент на честь цієї події.
Проєкт отримав підтримку міського голови, невдовзі було оголошено конкурс проєктів, визначено місце для будівництва, розпочався збір коштів. У квітні 2019 року закладено перший камінь Меморіалу Присязі на вірність Україні. Однак, сам меморіал так і не споруджено. Тай сам напис на тому камені звучить доволі промовисто «100. Кам'янець. Столиця УНР. 1919».
У 2019 році за підтримки ГО «Кам'янець-Подільське військово-історичне товариство» до 100-річного ювілею кам'янецької доби УНР. В рамках фестивалю були відтворені реконструкції боїв за допомогою інтерактивного, театрально-костюмованого дійства, музики, кінопоказів та відео-арту, створено новий інноваційний та сучасний погляд на історичні події періоду Директорії. Захід зібрав понад 200 реконструкторів та близько 10 000 відвідувачів.
Місті довго йде боротьба навколо спорудження пам'ятника Симону Петлюрі та має місцеву політичну конотацію. 2 липня 2004 року, у розпал передвиборчої президентської кампанії голова міської організації Спілки архітекторів Василь Пекло у місцевій газеті «Кам'янець-Подільський вісник» висловив ідею встановити у місті пам'ятники Симону Петлюрі та Івану Огієнку. Вочевидь, не без політичного підтексту — поставити міську владу перед незручним вибором між кандидатами у Президенти Януковичем (який явно не симпатизував Петлюрі) та Ющенком (як національно орієнтований політик міг підтримати таку ініціативу). Архітектора підтримали ряд міських політичних організацій. Питання винесли на сесію міської ради. А депутати відмовили.
У 2009 році з такою ж пропозицією виступила місцевий осередок партії Свобода. Топонімічна комісія підтримала ідею. Однак, подальша бюрократія унеможливила появу пам'ятника Симонові Петлюрі у Кам'янці-Подільському.
Утім, Симон Петлюра у місті таки пошанований з 2018 року — статусом Почесного громадянина міста та вулицею на його честь, пам'ятною дошкою. Спроби вшанувати Петлюру постаментом у місті тривають до тепер..
В період Останньої столиці місті перебувало і відвідувало багато відомих українців, наприклад письменник Євген Маланюк згадував, як влітку 1919 року він, молодий ад’ютант помічника Генерального штабу армії УНР Василя Тютюнника, зустрів у Кам’янці полковника Андрія Мельника (майбутнього ідеолога ОУН):

| «Надвечір повернувся Андрій Мельник. Своїм стримано-дружнім тоном зробив мені пропозицію: сьогодні річниця другого Універсалу, є парадний спектакль із Садовським у театрі — чи не хотів би я товаришувати йому в урядовій ложі? Це була пропозиція, не наказ. Спектакль був винятковий — «Останній сніп» Людмили Старицької-Черняхівської». |

### Готелі

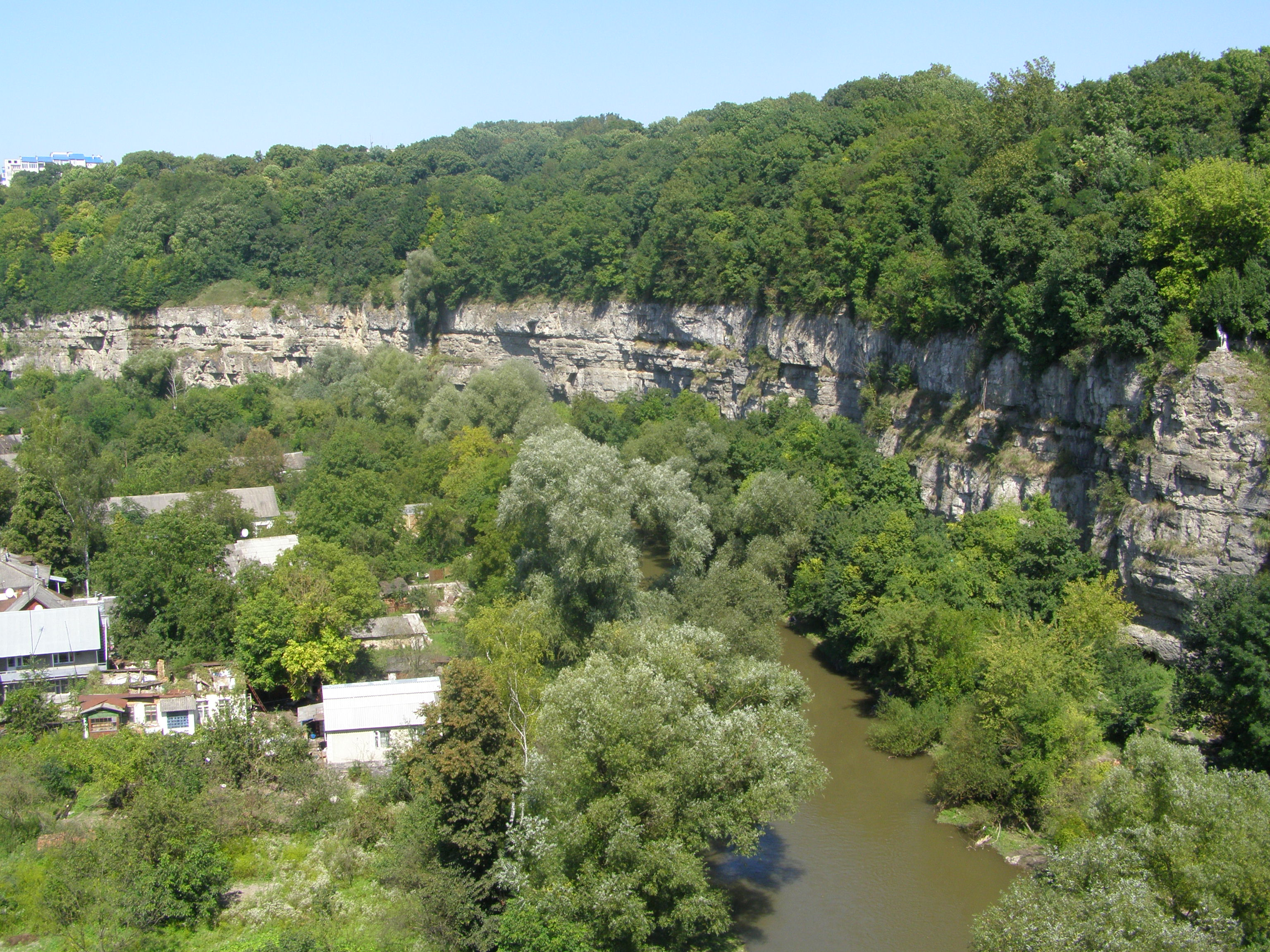
Смотрицький каньйон у межах міста

Кам'янці-Подільському в даний час діє понад 30 готелів та садиб. Готелі за класифікацією:
| Категорія | Назва         |
| --------- | ------------- |
| 4/5 зірок | «Reikartz»    |
| 4/5 зірок | «7 днів»      |
| 4/5 зірок | «Клеопатра»   |
| 3/5 зірок | «Гала-готель» |
| 3/5 зірок | «Гетьман»     |

| Категорія | Назва               |
| --------- | ------------------- |
| 2/5 зірок | «У домінікана»      |
| 2/5 зірок | «Фільварки-центр»   |
| 2/5 зірок | «Монте Крісто»      |
| 1/5 зірок | «Ксенія»            |
| 0/5 зірок | Пансіонат «Поділля» |

### Туризм та екскурсії

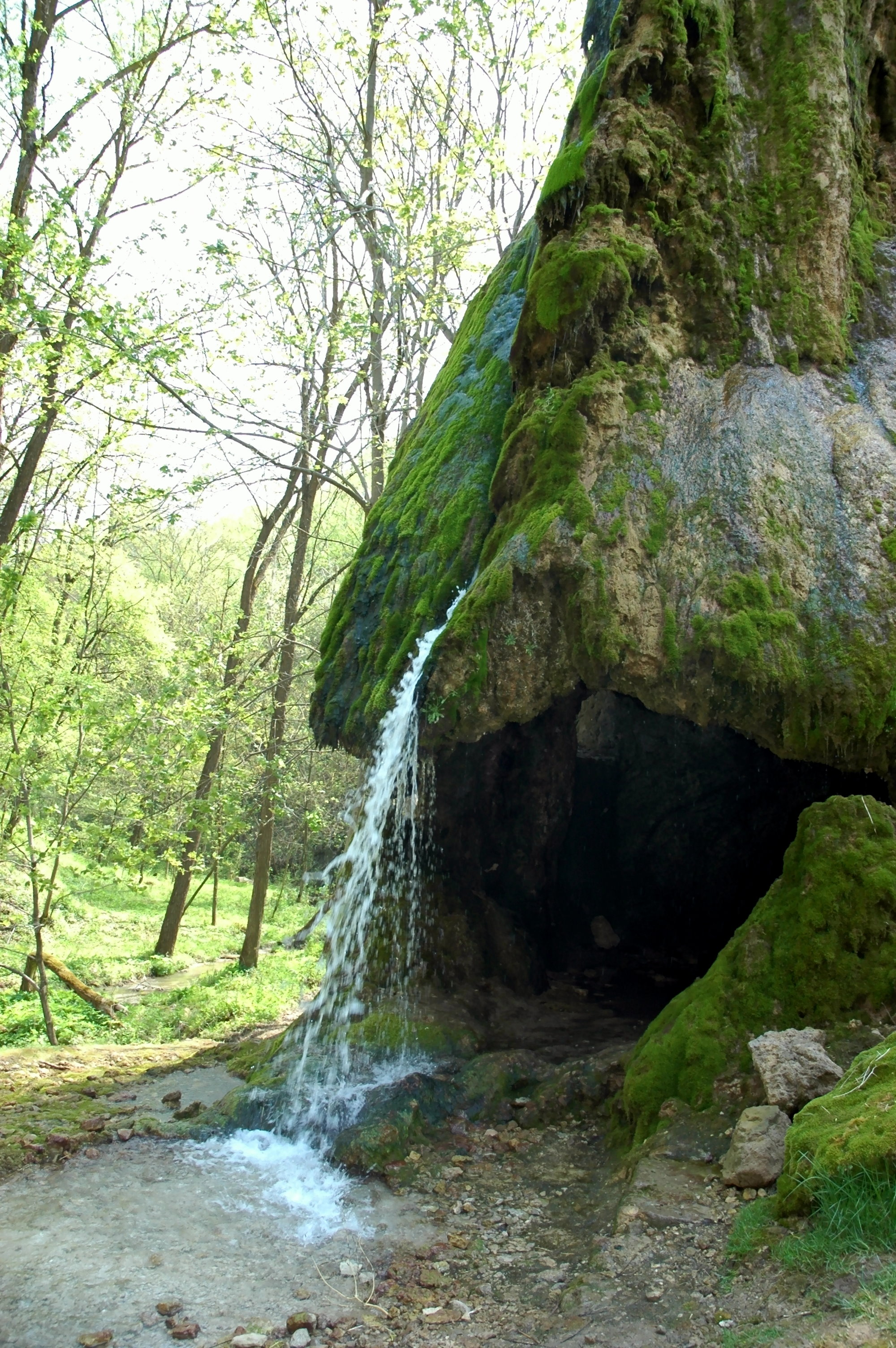
Водоспад село Маліївці

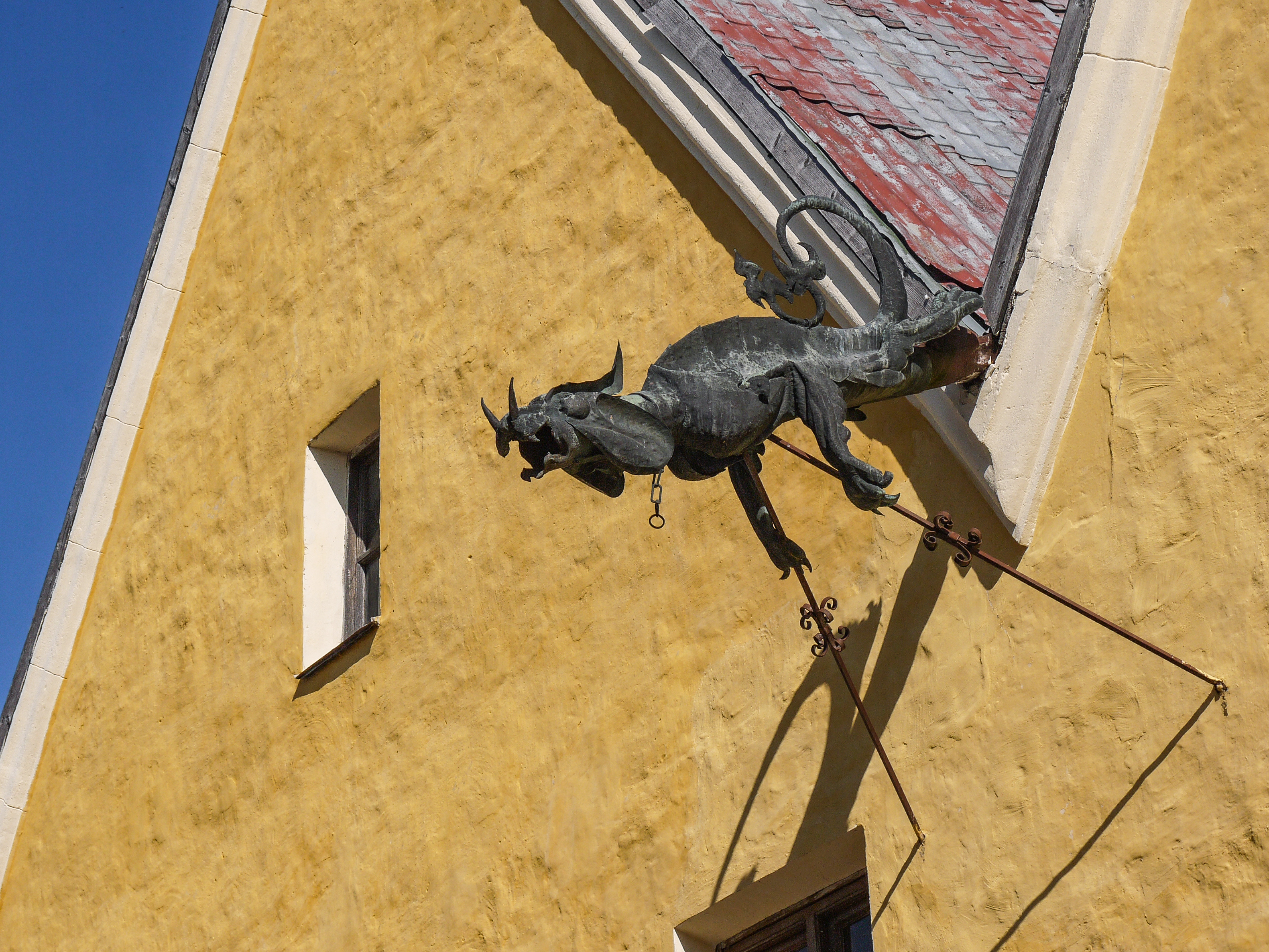
Ринва у вигляді дракона, Старе місто

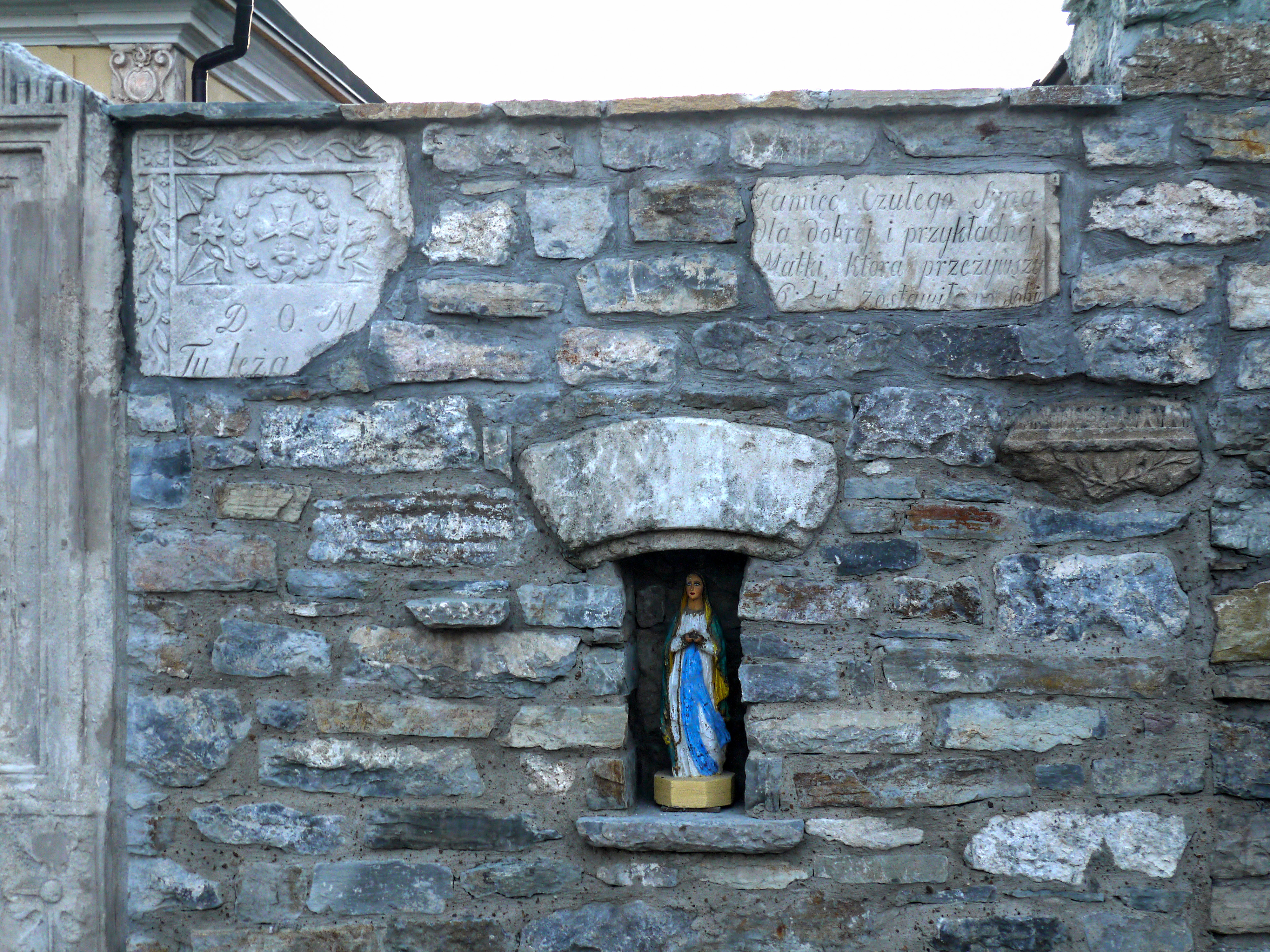
Огорожа монастиря домініканок

Кам'янець-Подільський є одним з найпопулярніших напрямків туризму, як іноземного, так і внутрішнього, зокрема у формі так званих турів вихідного дня. У місті діє Туристично-Інформаційний Центр, що займається туристичною популяризацією міста, працюють декілька туристичних компаній та операторів, як національних, так і місцевих, які здатні на місці запропонувати організацію й проведення цікавих турів, оглядових і спеціальних екскурсій.
У міста розроблено туристичний логотип, що має свій слоган: «Кам'янець — місто скарбів» з активаційною фразою «Знайди свій скарб у Кам'янці».
Впродовж століть Кам'янець-Подільський сформувався як місто з унікальною різностильовою архітектурою, багатою культурною спадщиною. Його планування при значних перепадах у рельєфі створює розмаїття краєвидів.
Екскурсія історичним Старим Містом дадуть змогу ознайомитись з архітектурним ансамблем різних епох та культур. Архітектурною перлиною Кам'янця-Подільського по праву вважаються фортифікаційні споруди та фортеця. Це знаменита пам'ятка фортифікаційного мистецтва Східної Європи, яка занесена до «7 Чудес України».
З Кам'янця-Подільського можна здійснити заміські екскурсії, поряд розташована Кармалюкова гора, яку до-речі відвідував сам Кобзар, ботанічний заказник Товтра Вербецька біля села Гуменців, відвідати недобудований інфраструктурний проєкт віадуку в Панівцях та залишки замку і палацу. По засмагати на річці Дністер літом у селі Велика Слобідка чи покататись на байдарці, або катамарані у селі Устя. Помилуватися краєвидами скелястого урвища каньйону річки Тернави та Врублівецьким лісом, а в межах всього району знаходиться великий та прекрасний національний парк Подільські Товтри.
Неподалік від міста в південному напрямку розташовані такі міста як: Хотин (30 км) та Чернівці (90 км), які разом зі Кам'янець-Подільським формують туристичний кластер під назвою «Подільсько-Буковинське намисто». Цікавим місцем для відпочинку є гірськолижний курорт Сонячна Долина, який працює весь рік, поблизу села Бояни (75 км), подібну ідею на території Кам'янецького району на жаль не реалізували.
На східному напрямку є історична місцевість Бакота (55 км) та Бакотська затока, ландшафтний заказник Совиний Яр, також для туристів, які полюбляють мало відомі туристичні місця, може бути знахідкою краєвиди зі берегів Дністра поблизу села Субіч чи Китайгородське відслонення.
На західному напрямку можна рухаючись по дорозі Т 2002 до підземної печери Кришталева та Кривченського замку в селі Кривче (65 км), відвідати залишки Жванецького замку та Костел Пресвятої Трійці зі залишками Фортеці Святої Трійці в селі Окопи, а на зворотній дорозі по Р24 оглянути місто Борщів, залишки замку та костел в місті Скала-Подільська. Не звичним за назвою у цій стороні також є місто Чортків зі залишками Чортківського замку та гарним у стилі надвіслянської готики Костелом святого Станіслава. Цікавими для туристів може бути печера Атлантида в селі Завалля та неподалік фортифікаційна споруда Кудринецький замок у селі Кудринці, що знаходяться також на заході району.

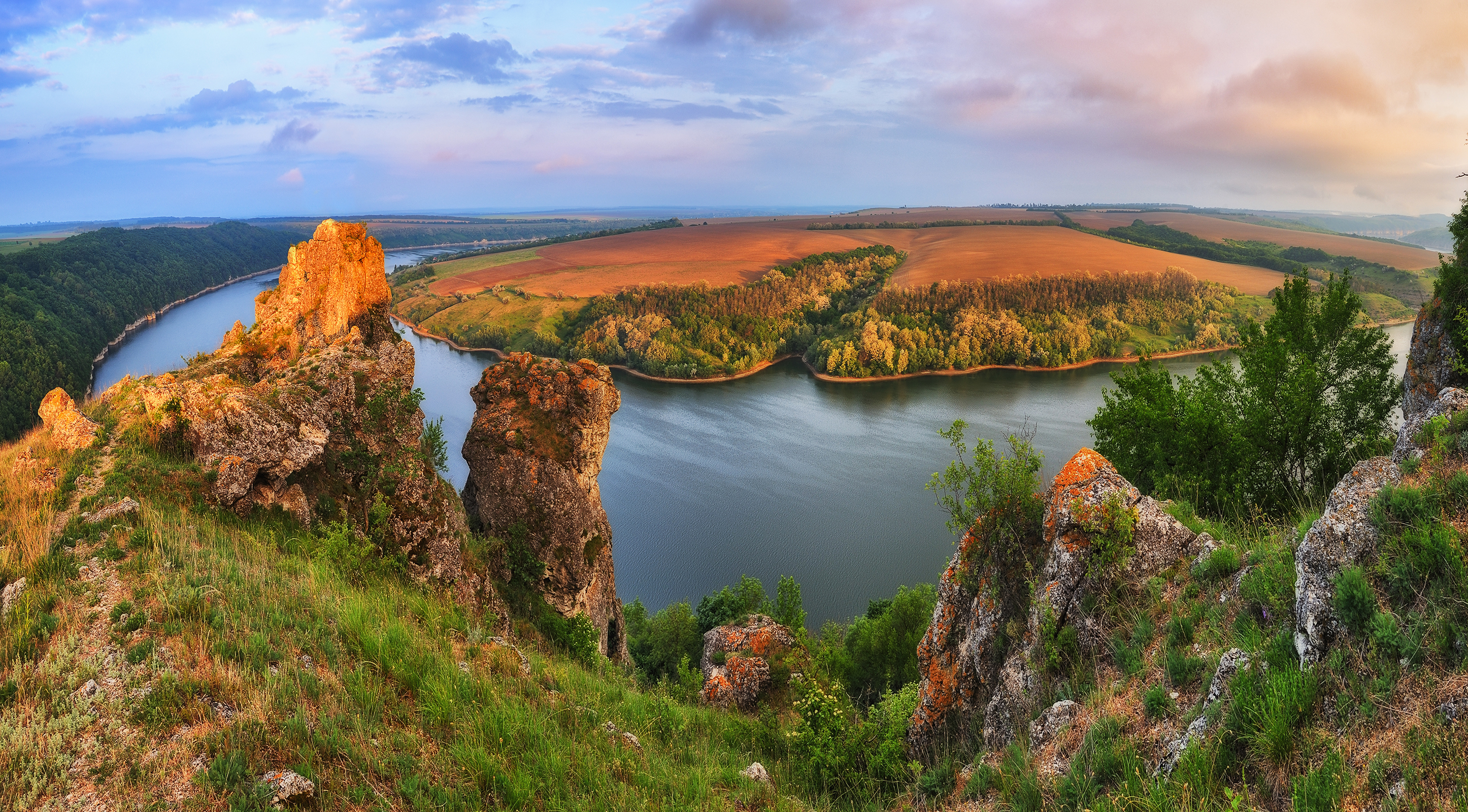
Схили Дністра

У північному напрямку є цікаві місцевості як Малієвецький парк у селі Маліївці та водоспад Бурбун у селі Лисець, незвичайними об'єктами області вважаються Кругла церква-ротонда Івана Богослова у селі Шатава та Покровська церква-фортеця у Сутківцях. Гарним архітектурним витвором є мурований римо-католицький костел святого Йосипа Обручника, що знаходиться у селі Підлісний Мукарів. Неймовірним місцем для відпочинку у цьому напрямку є бальнеологічний курорт місто Сатанів, Сатанівський замок, зі заповідником Медобори.
А ще діє культурно-пізнавальний та паломницький маршрут з Вінниці до Кам’янця-Подільського через Бар, це понад 250 кілометрів маршруту багатими на спадщину населеними пунктами Поділля. Цей маршрут створений за моделлю шляху Сантьяго
або Святого Якова, який проходить через усю Європу та веде до міста Сантьяго-де-Компостела в Іспанії, якому зберігаються мощі апостола Якова. Майбутньому Camino Podolico - Подільський шлях святого Якова - планують сполучити з європейськими маршрутами.
| Рік  | Відео                                                                                | Автори                  |
| ---- | ------------------------------------------------------------------------------------ | ----------------------- |
| 2016 | «Кам'янець-Подільський з висоти. Найцікавіші пам'ятки древнього міста» дивись тут →  | VSVITI                  |
| 2018 | «Україна вражає 2 Подорож на захід України» →                                        | Україна вражає          |
| 2018 | «Кам'янець-Подільський, Бакота, Хотинська фортеця» →                                 | Blog 360                |
| 2018 | «Кам'янець-Подільський. Жива фортеця» →                                              | Ukraїner                |
| 2019 | «Найбільший в Україні стінопис із зображенням Петлюри» →                             | ТСН                     |
| 2019 | «How to travel Ukraine: Kamianets-Podilskyi» →                                       | Discover Destination UA |
| 2019 | «Кам'янець-Подільський, частина 1» →                                                 | FREEДOM                 |
| 2020 | «Місто музей Кам'янець-Подільський. Ранок на Суспільному» →                          | UA: ПОДІЛЛЯ             |
| 2020 | «Україна All inclusive. Зима»: чим розважитися у Кам'янці-Подільському →             | ТСН                     |
| 2021 | «4K Kamianets Podilskyi, Ukraine - Scenic Urban Film with Music - Trip to Ukraine» → | 4K Urban Life           |
| 2021 | «Втрачені будівлі Кам'янець-Подільської фортеці» →                                   | Haiduk Kamieniec        |
| 2021 | «Що врятує Кам'янець-Подільський?» →                                                 | CHAPLINSKY VLOG         |
| 2021 | «Перлина в болоті Кам'янець-Подільський» →                                           | CHAPLINSKY VLOG         |
| 2022 | «Кам`янець-Подільський Різдвяний. Що подивитись? Водоспад, каньйон, замки» →         | Узол і Манько           |
| 2023 | «Кам'янець-Подільський. Чому сюди їдуть українці?» →                                 | Пакуємо валізи          |

## Природно-заповідний фонд

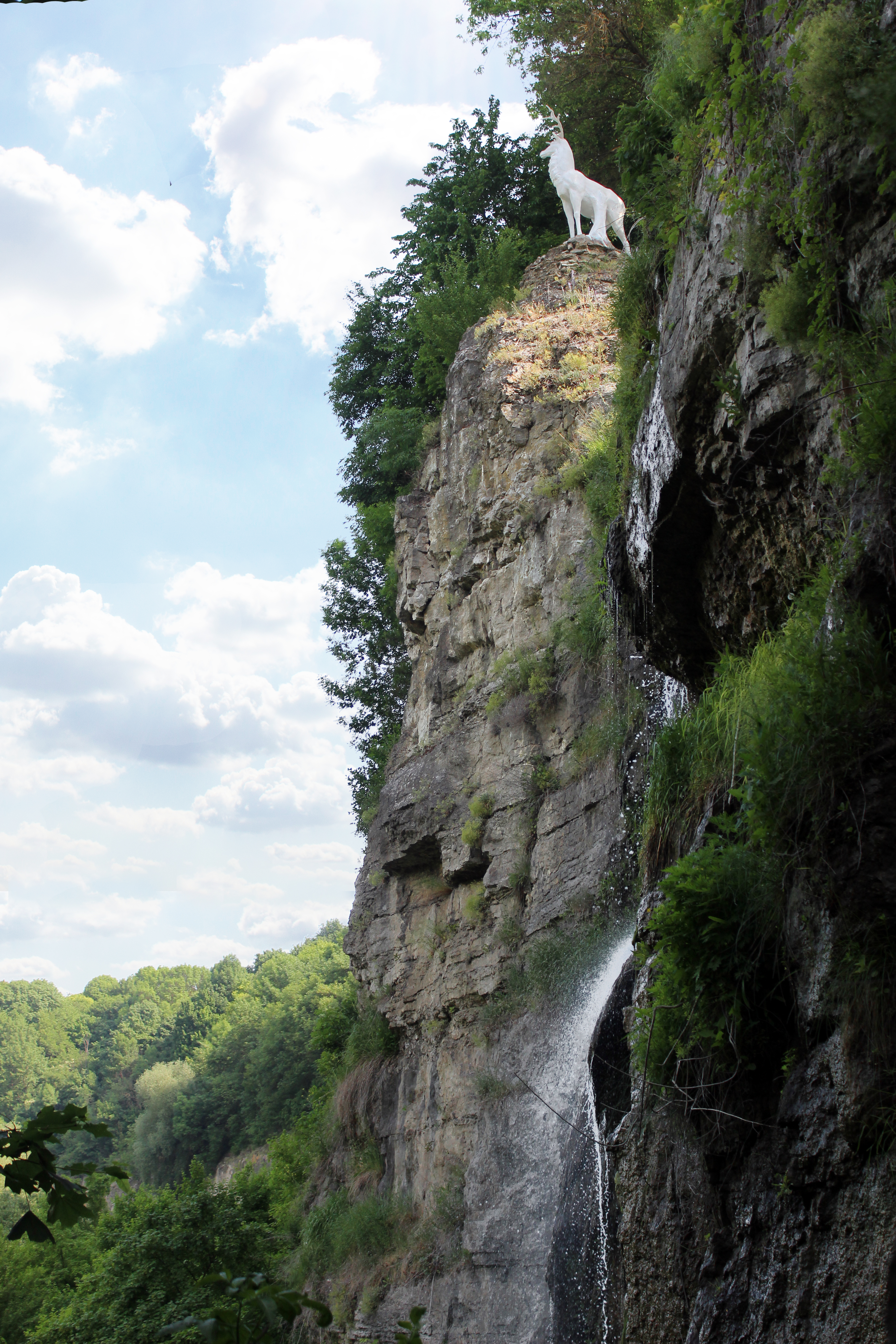
Водоспад у каньйоні річки Смотрич, Кам'янець-Подільський

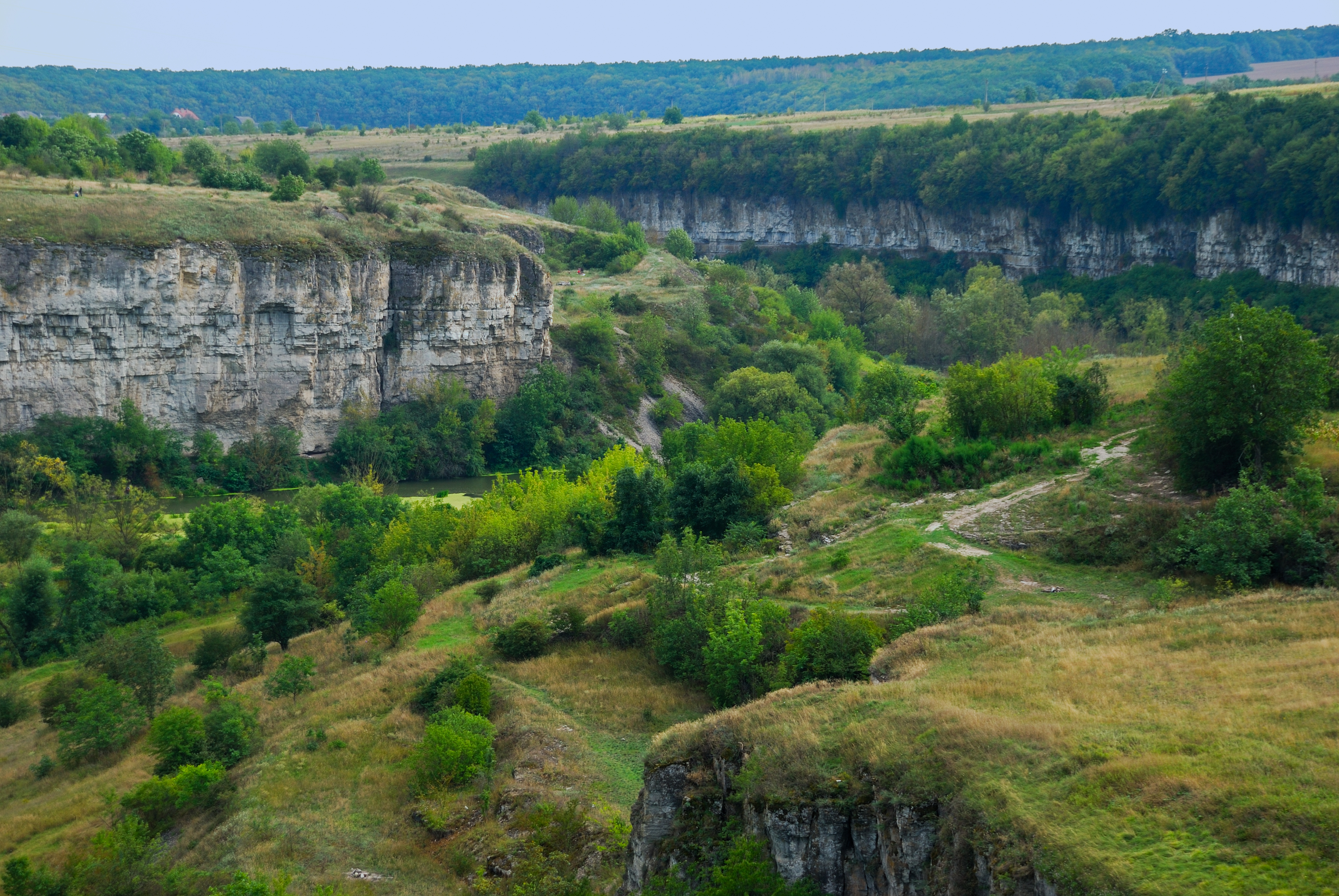
Смотрицький каньйон, Кам'янець-Подільський

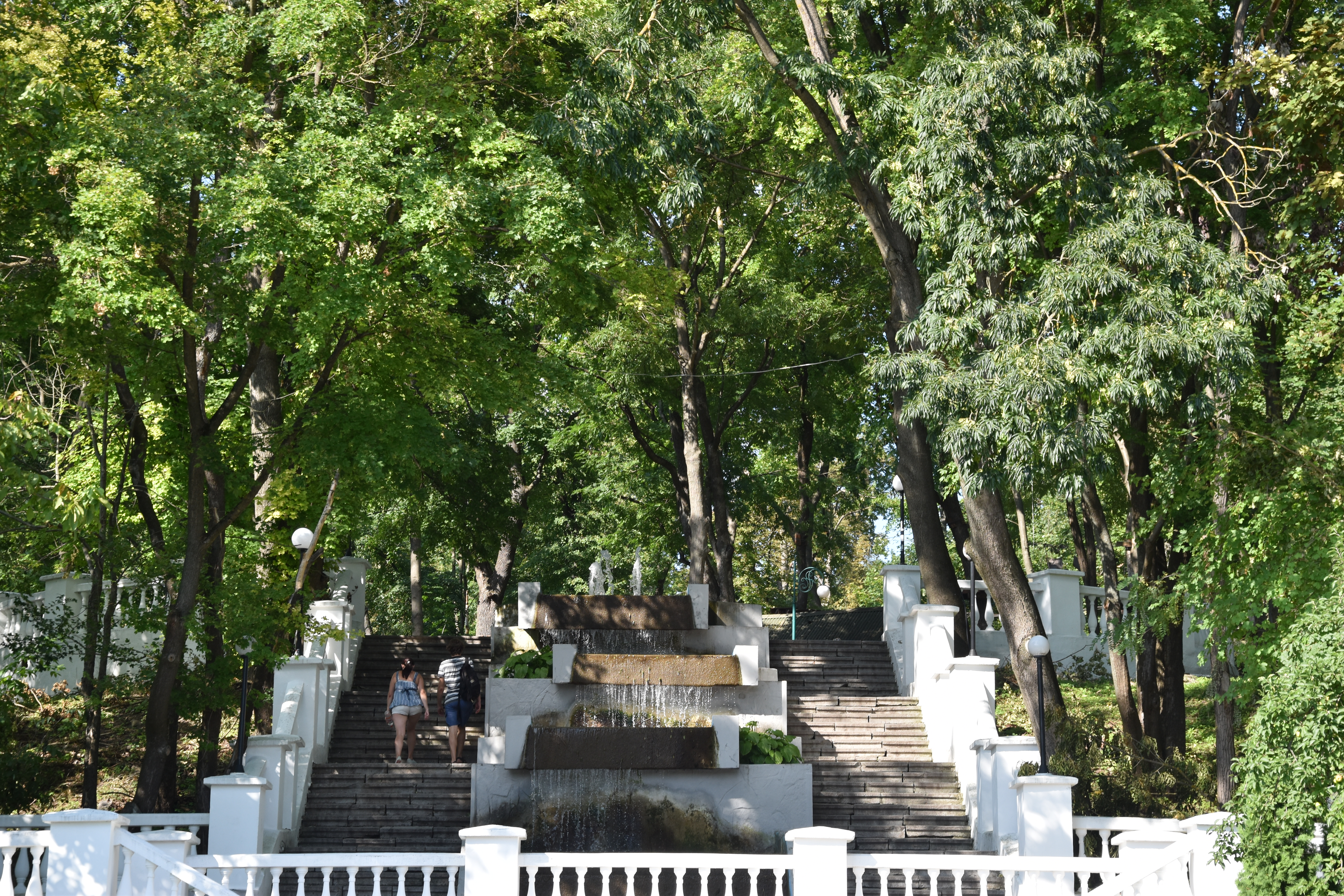
Парк «Героїв Євромайдану»

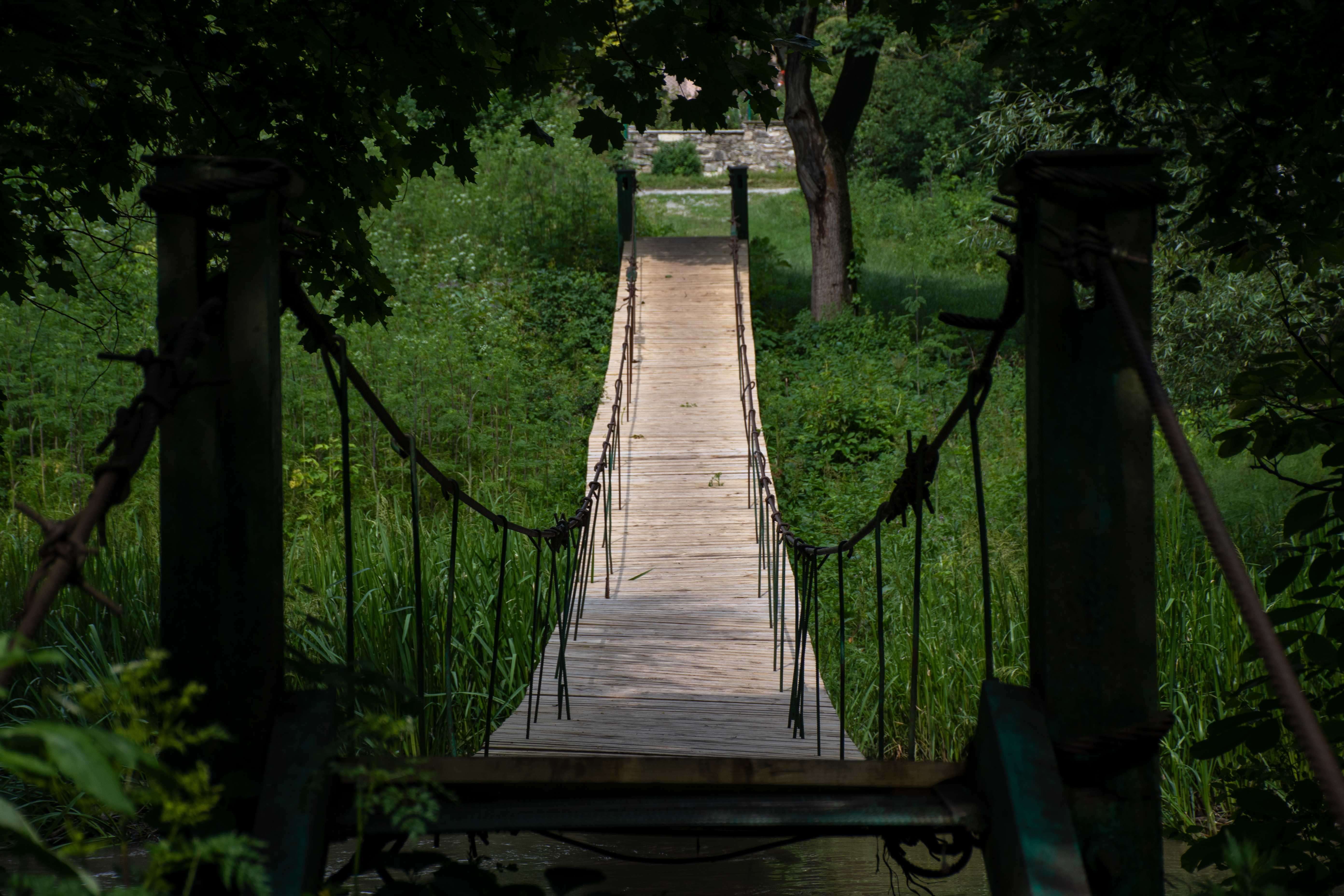
Підвісний міст, Карвасари

У Кам'янці-Подільському чимало зелених зон відпочинку, де люблять бувати кам'янчани і гості міста — ботанічний сад, дендропарк, парк Небесної сотні і Кам'янець-Подільський парк, сквер Героїв.

### Ботанічні пам'ятки природи
Айлант високий (вул. Л. Українки), Айлант високий-1 (вул. Ю. Сіцінського), Айлант високий-2 (вул. Ю. Сіцінського), Біогрупа (майдан Відродження), Біогрупа (вул. Огієнка), Біогрупа (вул. Соборна), Біогрупа (вул. Шевченка), Біогрупа екзотичних дерев, Біота західна, Біота східна (вул. Драй-Хмари), Біота східна (вул. Л. Українки, 48), Біота східна (вул. Л. Українки, 59), Біота східна (форма пірамідальна), Бук європейський, Бук червонолистий, Бундук канадський, Гінкго дволопатеве, Горіх чорний (вул. Степна Бандери та вул. Гунська), Горіх чорний (вул. Драй-Хмари), Горіх чорний (вул. Симона Петлюри, сквер «Гунські криниці»), Дуб звичайний (парк Героїв), Дуб звичайний (вул. Шевченка), Дуб скельний (вул. Л. Українки та вул. Драгоманова), Дуб скельний (вул. Д. Галицького), Дуб скельний (сквер Пам'яті), Дуб черешчатий (вул. Л. Українки), Дуб черешчатий (вул. Шевченка), Катальпа, Катальпа японська (вул. Л. Українки), Катальпа японська (вул. Павла Скоропадського), Клен Гінала, Клен гостролистий (форма кулеподібна), Клен сріблястий, Липа войлочна (вул. Гагенмейстера), Липа войлочна (вул. Соборна), Липа європейська, форма розсіченолиста, Липа європейська, Липа кримська, Липа крупнолиста, Сквер (вул. Шевченка), Сосна чорна (вул. Панівецька), Сосна чорна (сквер «Молодіжний»), Софора японська (вул. Соборна), Софора японська (вул. Огієнко), Софора японська (вул. Сіцінського), Софора японська (сквер Пам'яті), Софора японська (вул. Татарська), Тис ягідний (вул. Л. Українки, 52), Тис ягідний (вул. Л. Українки, 56), Тис ягідний (вул. Шевченка), Туя західна (сквер «Молодіжний»), Туя західна (Героїв Небесної сотні), Туя західна (вул. Шевченка, 33), Туя західна (вул. Шевченка, 39), Туя західна (вул. Ю. Сіцінського, 2), Туя західна (біогрупа), Тюльпанове дерево, Ялина колюча (вул. Голосківське шосе, 1), Ялина колюча (сквер «Гунські криниці»), Ялина колюча (вул. Соборна, 9), Ялина колюча (вул. Хмельницьке шосе, 32), Ялина колюча (вул. Шевченка, 30), Ялина колюча (форма колумбіка), Ялина колюча (форма сиза) (вул. Л. Українки, 71), Ялина колюча (форма сиза) (вул. Л. Українки, 83), Ялина колюча (форма сиза) (вул. Шевченка), Ялина колюча (форма сиза) (сквер «Молодіжний»), Ялівець Віргінський (вул. Гунська, 5), Ялівець Віргінський (вул. Л. Українки), Ясен звичайний (форма плакуча).

### Геологічні пам'ятки природи
Смотрицький каньйон (загальнодержавного значення). Смотрицький каньйон, у тому числі й у межах міста, включений до національного природного парку «Подільські Товтри».

### Ботанічні сади
Ботанічний сад Подільського державного аграрно-технічного університету (загальнодержавного значення).

### Зоологічні парки
Кам'янець-Подільський.

### Парки-пам'ятки садово-паркового мистецтва
Кам'янець-Подільський парк «Героїв Євромайдану».

### Екологія
Основними забруднювачами довкілля є стихійні сміттєзвалища у різних районах міста та центральне міське сміттєзвалище відкритого типу, без сортування відходів. А забруднювачами атмосфери: автомобільні машини і промислові об'єкти, особливо ті, які працюють з гіпсом та мають промислові викиди в атмосферу. У місті функціонує декілька екологічних об'єднань активістів, основними завданнями яких є вирішення екологічних проблем, а саме: проблеми сміттєзвалищ, поганої води, вирубування лісів та побутових відходів.
Декілька останніх років ведуться розмови про запуск повноцінної лінії сортування відходів на центральному міському сміттєзвалищі та сміттєпереробного заводу. Проєктна вартість заводу становить приблизно 18 мільйонів євро. Так були звернення громадян, як у письмовому вигляді, так і за допомогою електронних петицій для реалізації цього дуже потрібного громаді екологічного об'єкта.

## Засоби масової інформації

### Друковані ЗМІ і видавництва
У часи Російської імперії в місті видавалися «Подольские губернские ведомости» (1838—1917), «Подольские епархиальные ведомости» (1862—1905), «Подольский листок» (1881—1882) та деякі інші видання. У період визвольних змагань на початку XX століття у місті видавалась газета національно-патріотичного спрямування «Козацький голос» (1919).
Нині в Кам'янці-Подільському розвиваються як паперові, так і електронні ЗМІ.

Логотип газети «Подолянин» (1992)

Логотип обласної газети «Фортеця»

Логотип приватної газети «Кам'янецький часопис КлюЧ»

### Друковані
- «Кам'янець-Подільський вісник»
- «Подолянин»
- «Край Кам'янецький»
- «Фортеця»
- «Ділове місто»
- «Кам'янецький часопис КлюЧ»

### Інтернет-ЗМІ
- «7 днів»
- «Голос Поділля»
- «20 хвилин»
- «Вечірній Кам'янець»
- «Вдало Інфо»

### Телебачення

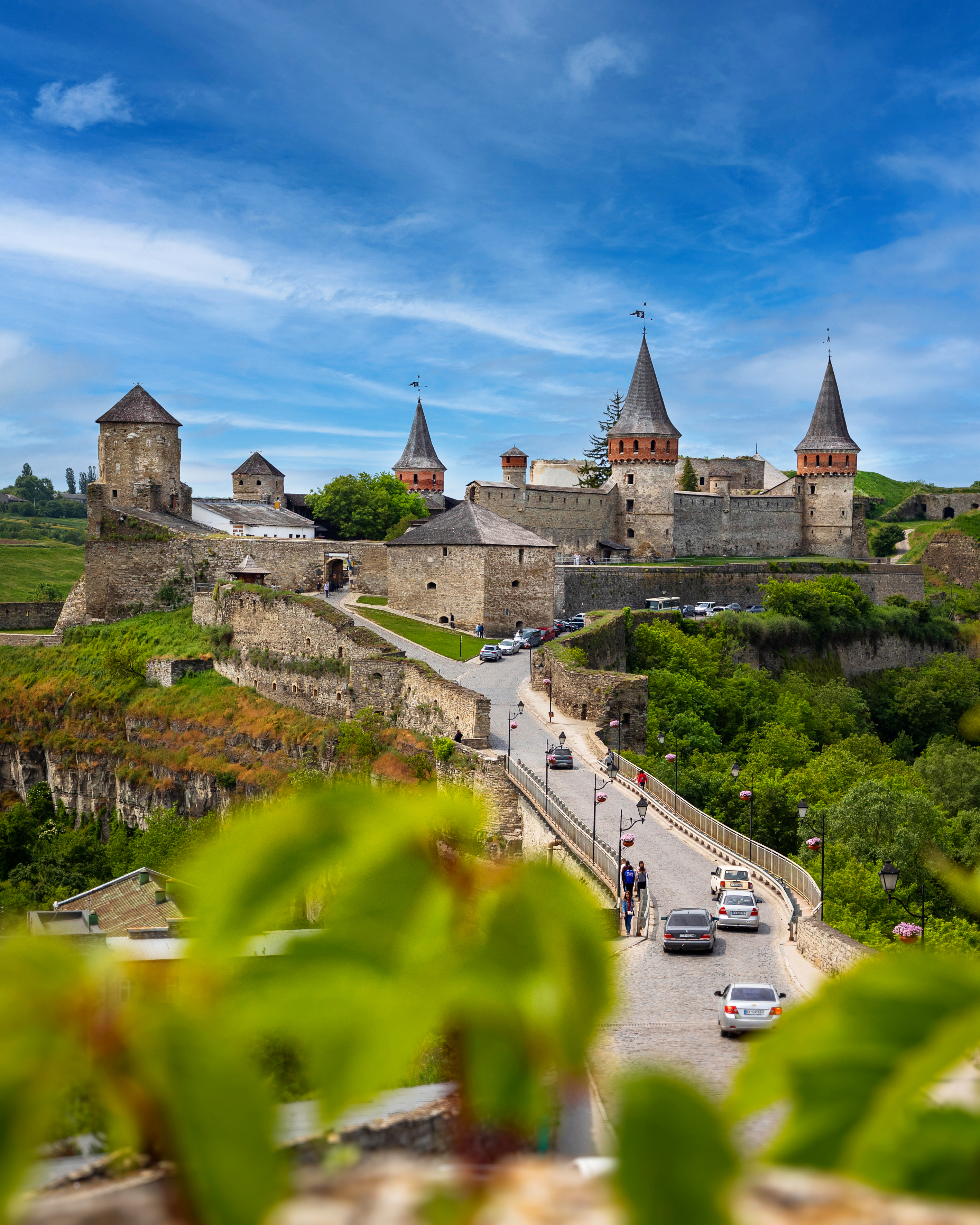
Фортеця і міст

Місцеве телебачення представлене ЗАТ «Кам'янець-Подільська телерадіокомпанія» і оператором кабельного телебачення дочірнє підприємство «Телерадіокомпанія Імпульс», також діє телерадіокомпанія «Подолянин TV». У 2014 році почало мовити Громадське телебачення Podillya.TV.

### FM-радіомовлення
| №п/п | Частота, МГц | Назва                                                 | Потужність, кВт | Адреса вежі          | Передавач          |
| ---- | ------------ | ----------------------------------------------------- | --------------- | -------------------- | ------------------ |
| 1    | 92,9         | «Radio ROKS»                                          | 0,25            | вул. Соборна 4       | оператор ТОВ "ЕРБ" |
| 2    | 101,5        | «Українське радіо» / «Українське радіо. Хмельницький» | 0,25            | вул. Соборна 4       | оператор ТОВ "ЕРБ" |
| 3    | 102,8        | «Радіо Культура»                                      | 1               | вул. Соборна 4       | оператор ТОВ "ЕРБ" |
| 4    | 104,3        | «Радіо НВ»                                            | 0,5             | вул. Соборна 4       |                    |
| 5    | 104,8        | «Радіо Байрактар»                                     | 0,1             | вул. Грушевського 46 | ХФКРРТ             |
| 6    | 105,3        | «Мелодія FM»                                          | 1               | вул. Грушевського 46 | ХФКРРТ             |
| 7    | 105,7        | «Львівська Хвиля»                                     | 1               | вул. Соборна 4       |                    |
| 8    | 106,2        | «Хіт FM»                                              | 0,1             | вул. Грушевського 46 | ХФКРРТ             |
| 9    | 107,5        | «Radio Relax»                                         | 0,1             | вул. Грушевського 46 | ХФКРРТ             |

### УКХ-радіомовлення
| №п/п | Частота, МГц | Назва       | Потужність, кВт | Адреса вежі          | Передавач |
| ---- | ------------ | ----------- | --------------- | -------------------- | --------- |
| 1    | 73,73        | Радіо Марія | 1               | вул. Центральна 52/1 | ХФКРРТ    |

## Культура

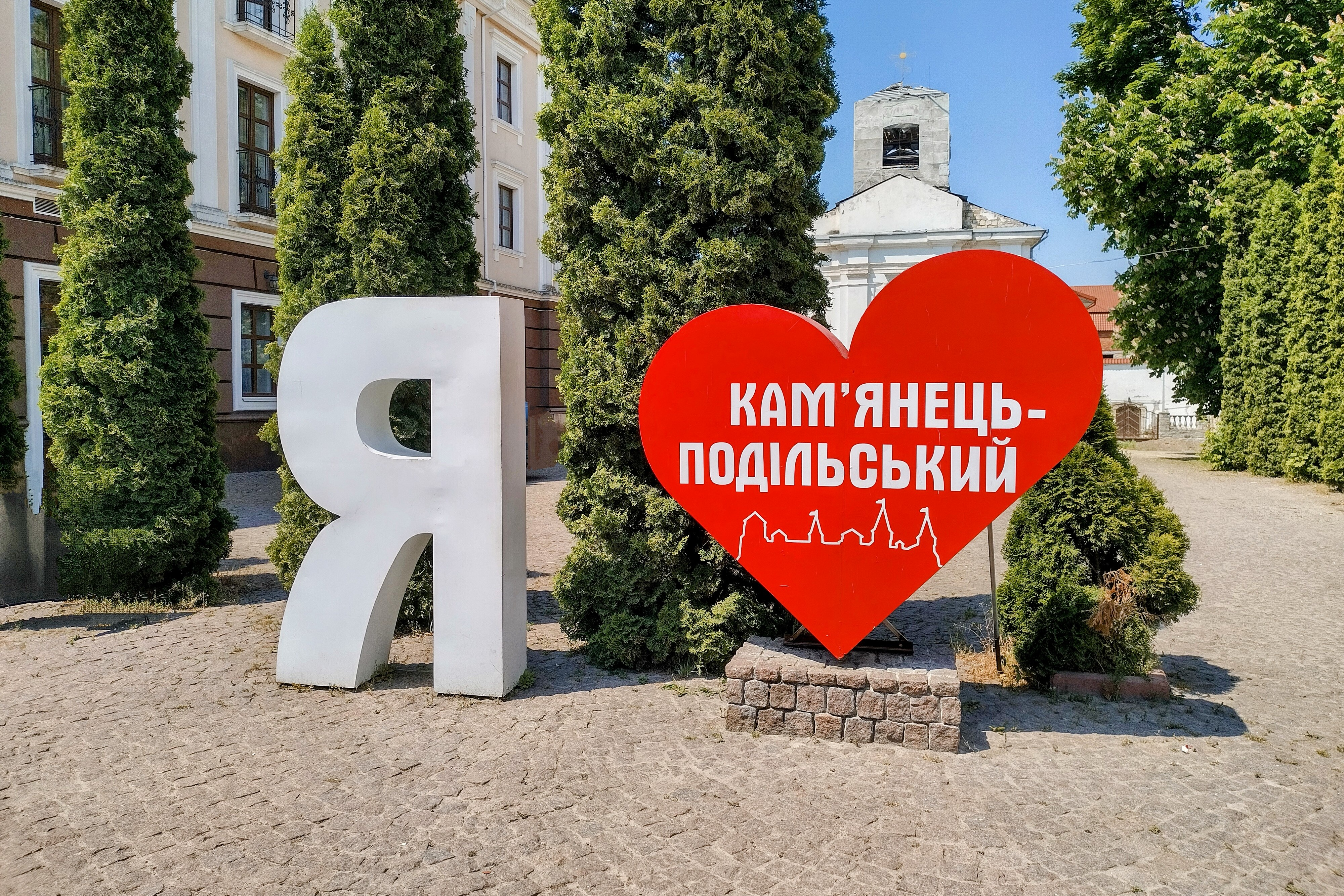
Арт-об'єкт «Я кохаю Кам'янець-Подільський»

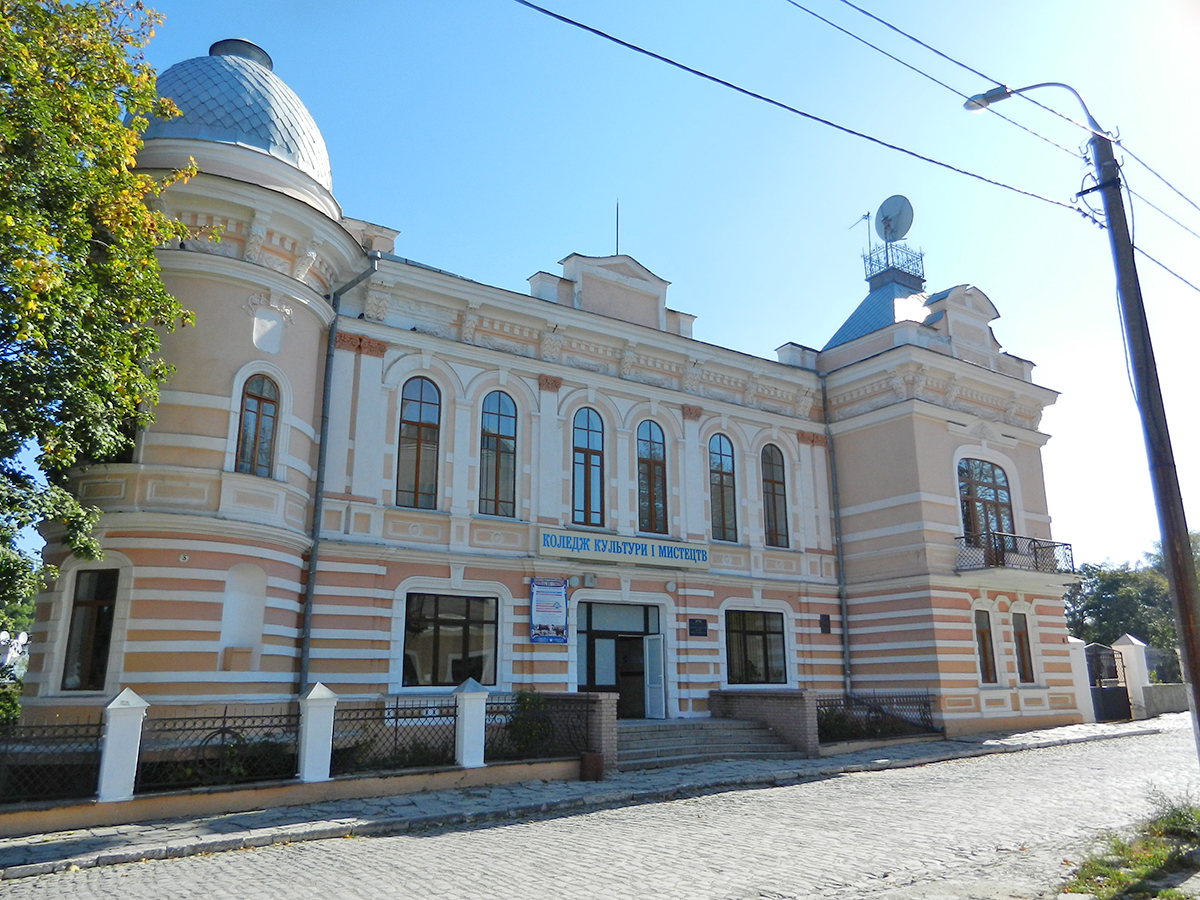
Коледж культури і мистецтв

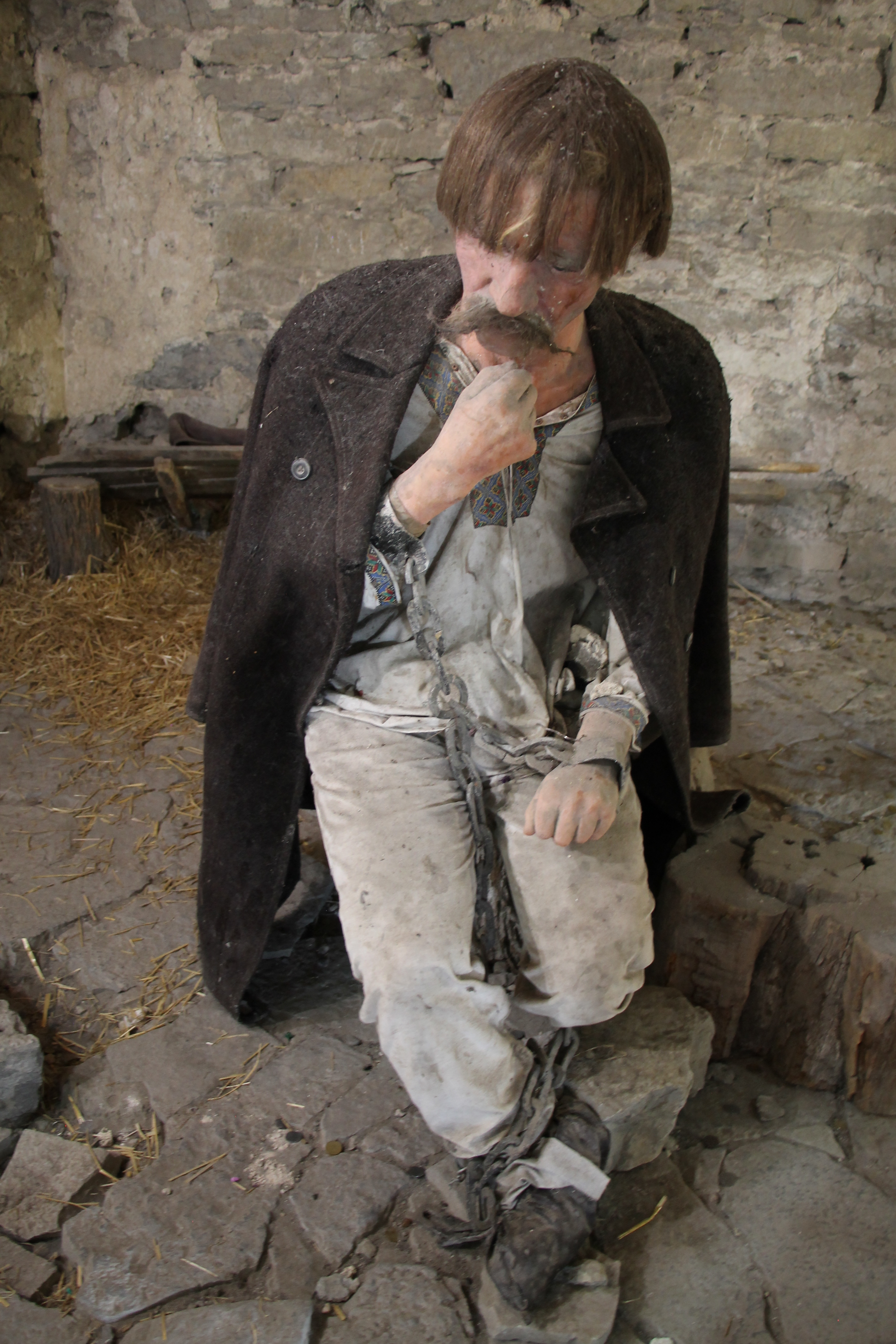
Інсталяція ув'язненого у вежі фортеці

Кам'янець-Подільський — значний культурний осередок області та країни; тут розташовані численні музеї, заклади культури й екскурсійні об'єкти, проводяться різноманітні культурні й фестивальні заходи.
Місто називають «містом семи культур» (навіть у 2000-х проводиться однойменне культурне свято) — за кількістю національностей, що в ньому жили і робили внесок у його розвиток. У різні часи на території Кам'янця-Подільського проживали українці й поляки, євреї, литовці, турки і татари, вірмени.

### Заклади культури й туризму

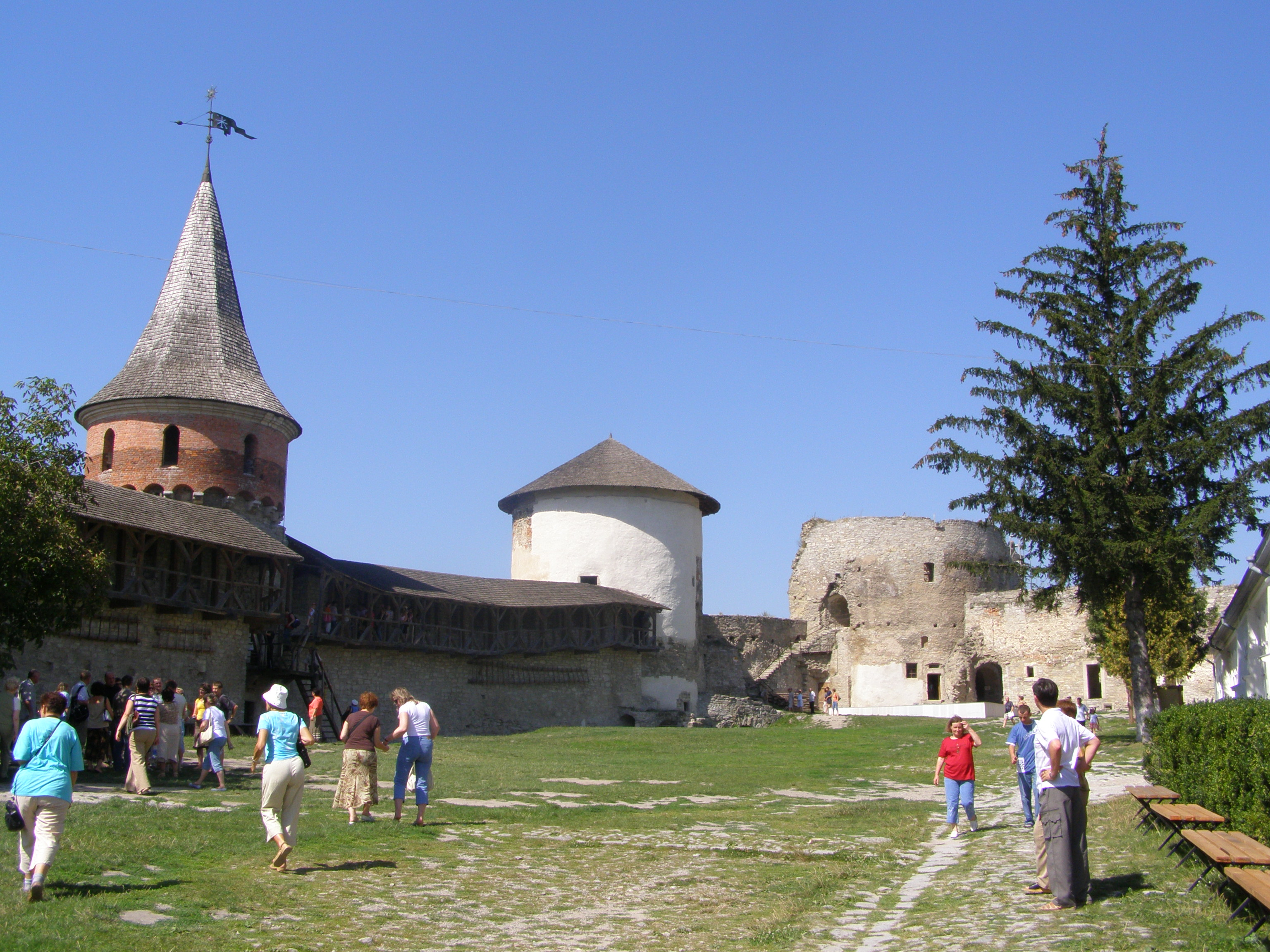
Туристи оглядають фортецю

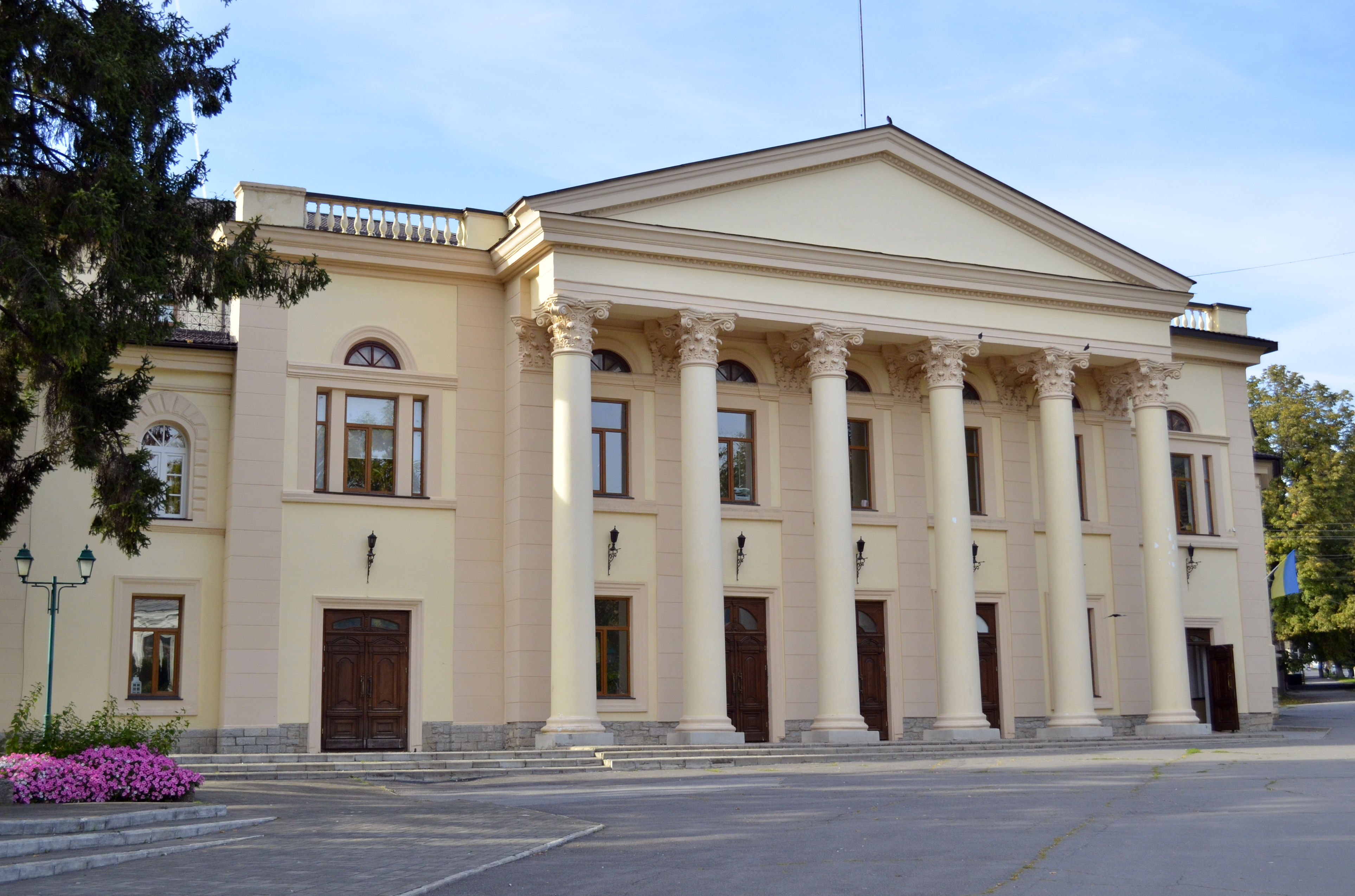
Кам'янецький міський Будинок культури

У Кам'янці-Подільському розташовані й здійснюють свою діяльність Національний історико-архітектурний заповідник «Кам'янець» та Кам'янець-Подільський державний історичний музей-заповідник. Також функціонують численні музеї та об'єкти, відкриті для екскурсійного обслуговування:
- Стара фортеця (вул. Замкова, 1; працює з 10.00 до 19.00 — в літній період, 9.00 до 18.00 — в зимовий період) — у підземеллях та вежах фортеці відкрито експозиції, які відтворюють сторінки її історії. В приміщеннях на території фортеці розташовані: відділ етнографії, експозиція оборони фортеці від турків (в підземеллі Західних казематів), експозиція ув'язнення Устима Кармелюка (в Папській башті), криниця (в башті Чорній), експозиція метальної зброї (в підземній східній галереї).
- Ратуша (вул. Польський ринок, 1; працює з 10.00 до 18.00 в літній період, з 9.00 до 17.00 в зимовий період) — тут функціонують виставкові зали, де розташовані Музей грошей та експозиція магдебурзького права. У підземеллі відтворено експозицію з історії судочинства на Поділлі XVI—XVII століть.
- Кафедральний собор (вул. Татарська, 20; працює без вихідних з 9.00 до 16.00) — у діючому храмі Кафедрального костьолу Святих Апостолів Петра і Павла у вільний від богослужіння час проводять екскурсії з історії архітектури цього храму та історії мистецьких творів, які в ньому знаходяться.
- Художній музей (вул. П'ятницька, 11; працює з 10.00 до 18.00 в літній період, з 9.00 до 17.00 в зимовий період) — Фонди музейного зібрання нараховують понад 120 000 експонатів. Серед представленого особливе місце належить творам західноєвропейського та російського образотворчого мистецтва XVIII—XX століть., полотнам українського малярства, зокрема художника-передвижника початку XX століття В. Розвадовського, творам художників 1960—70 років, картинам О.Грена та сучасних митців Поділля. У відділі функціонує як стаціонарні, так і тимчасові виставки.
- Відділ археології (працює з 10.00 до 18.00 в літній період, 9.00 до 17.00 в зимовий період) — відкрито 2001 року; розташований у пам'ятці архітектури XVII століття, у минулому вірменському торговому домі. Представлено збірку (нараховує понад тисячу предметів) археологічних матеріалів, яка започаткована ще у XIX столітті засновниками музею в Кам'янці. Нова експозиція знайомить відвідувачів музею з матеріалами, які вводять глядача в ту чи іншу епоху та свідчать про залюдненість Поділля з найдавніших часів. В експозиції відтворено житло прадавньої людини, реконструйовано знаряддя праці та побутові речі в умовному їх використанні. У внутрішньому дворику розташувався лапідарій з язичних ідолів. При музеї діє виставкова зала сучасного образотворчого мистецтва.

Головний заклад культури міста — міський Будинок культури (вул. Шевченка, 20). Також у місті діють молодіжний центр «Юність», міська дитяча художня школа, кінотеатр «Дружба», 9 бібліотек, зокрема Наукова бібліотека Кам'янець-Подільського національного університету імені Івана Огієнка, Кам'янець-Подільська міська центральна бібліотека імені Костя Солухи, дитяча та юнацька.
Наприкінці 2007 — на початку 2008 року в ході регіональної культурної акції було визначено «Сім чудес Кам'янця-Подільського».

### Фестивалі
Детальніше: Фестивалі Кам'янця-Подільського

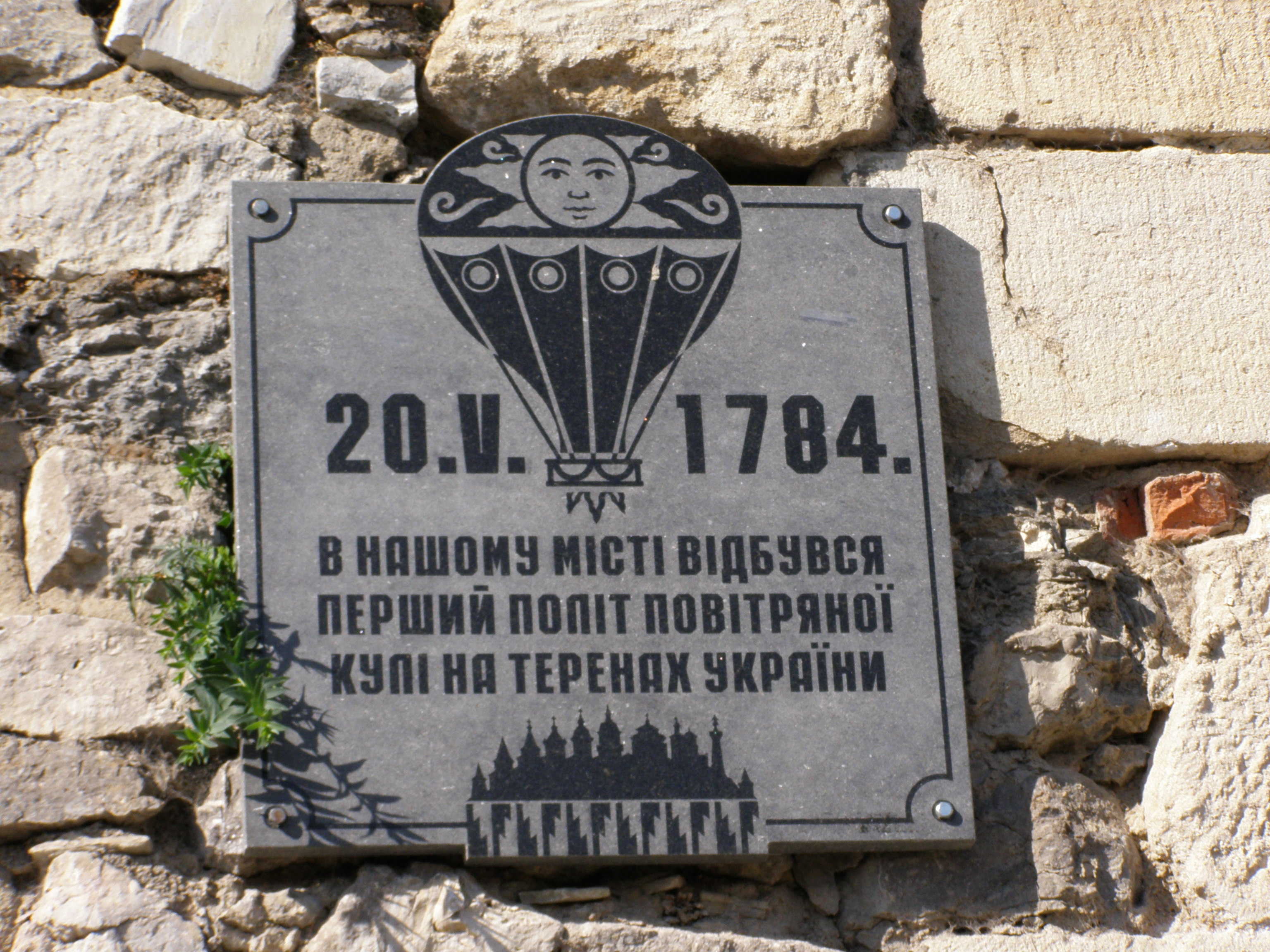
Табличка про перший політ на повітряній кулі в Україні 1784 році

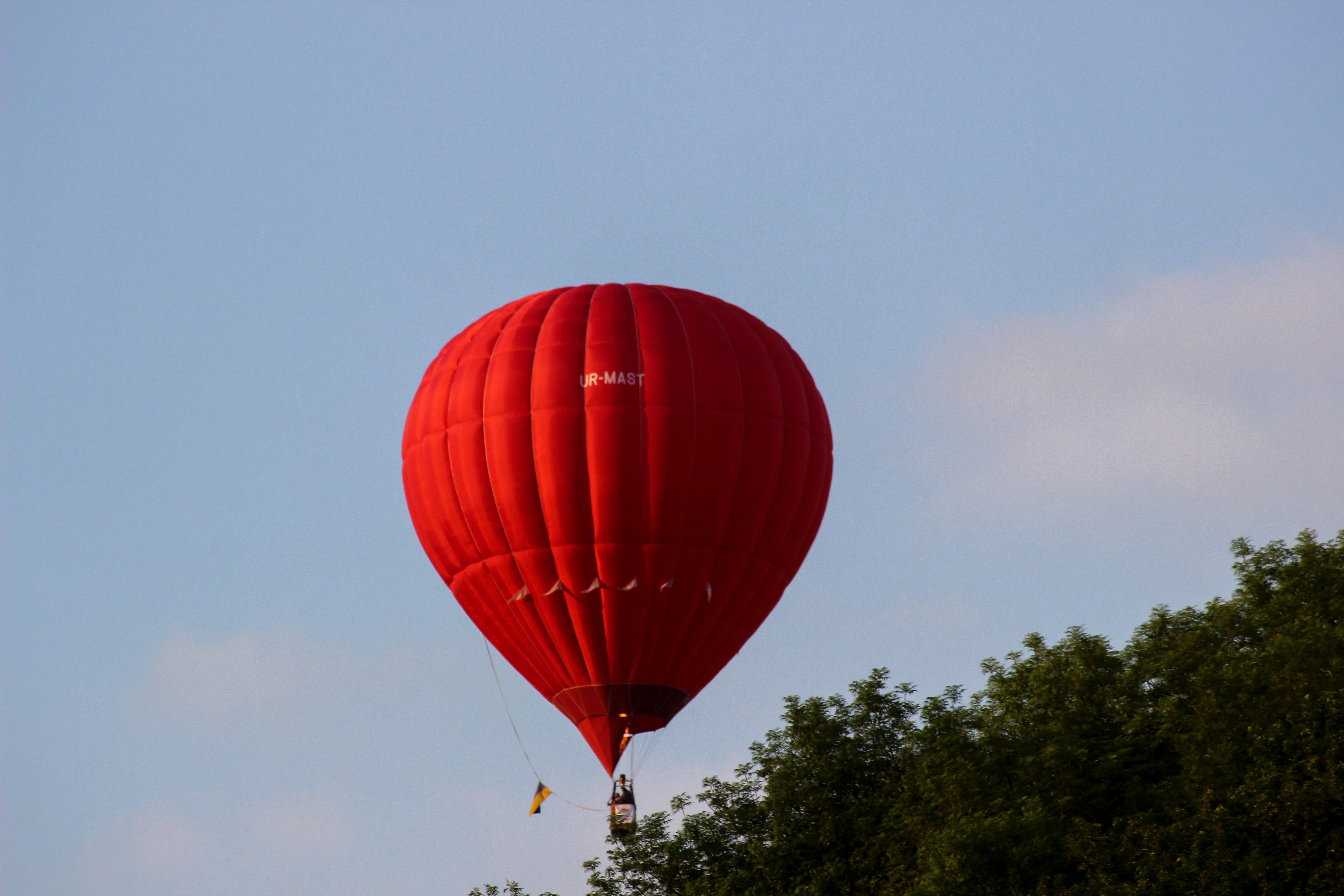
Повітряна куля Кам'янець

Кам'янець-Подільський відомий і як визначний український фестивальний осередок — тут відбуваються різноманітні культурні заходи, етнографічні, історичні та інші фестивалі. Зараз у місті проводять понад 10 постійних фестивалів.
Вже традиційним для міста стало гучне відзначення щовесни відкриття туристичного сезону. Завдяки численним історико-культурним пам'яткам і, у першу чергу, Кам'янецькій фортеці, популярними у місті є різноманітні історичні реконструкції — захисту міста від османської навали, середньовічних боїв і турнірів, а також на День міста «Кам'янець давній — серце Поділля».
Відомими масштабними заходами, що на регулярній основі проводяться в місті, є фольклорно-етнічне мультикультурне «Свято семи культур», мистецький «Respublica», а завдяки спеціалізованому фестивалю Кам'янець-Подільський став одним із головних у країні центрів повітроплавання.
Окрім того, у Кам'янці-Подільському проводиться фестиваль кави під назвою «Кам'янецька турка», що символізує відновлення найдавніших традицій кавоваріння в Україні та включає до своєї програми презентації кавових брендів, виставки, майстер-класи, інші мистецькі заходи. Під час проведення одного з таких фестивалів було поставлено рекорд — найбільшу турку в Україні поставили на вогонь, в результаті чого зварили 333 літри кави.

### Література

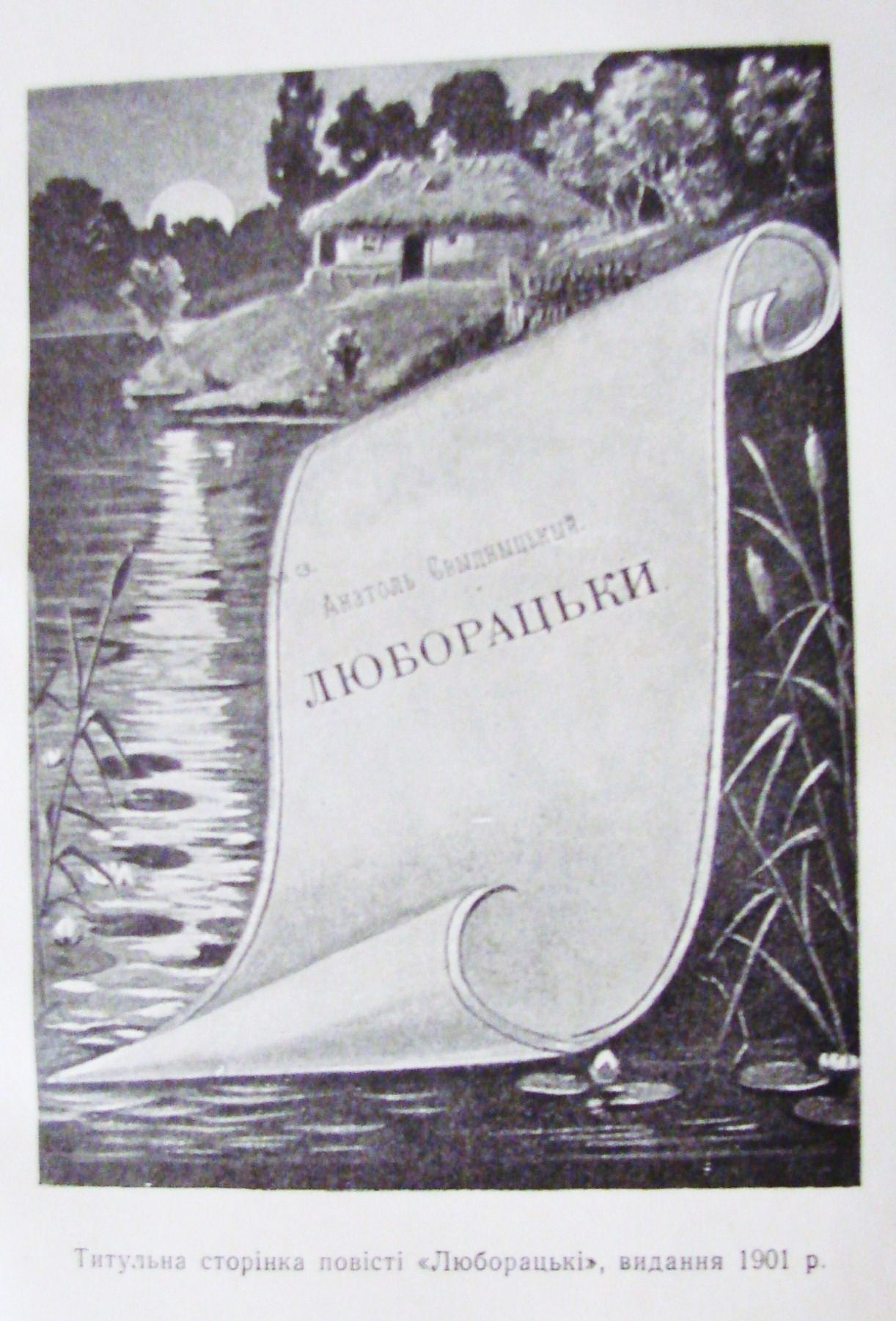
Титульна сторінка роману «Люборацькі»

### Легенди
Одна із найкрасивіших легенд про місто-фортецю це похід османів на Кам'янець-Подільський, вона розповідає що:
| | \| «Турецький султан Осман II готувався завоювати Кам'янецьку фортецю. Для цього взяв з собою велике 200 тисячне військо. Коли султан підійшов до міста та побачив фортецю то запитав у свого вірного слуги: Хто звів таку дивовижну фортецю? Слуга, вражений не менше султана, відповів: Сам Аллах приклав сюди руку! Осман II відповів: Тоді нехай Аллах й завойовує це місто!» \| |
| «Турецький султан Осман II готувався завоювати Кам'янецьку фортецю. Для цього взяв з собою велике 200 тисячне військо. Коли султан підійшов до міста та побачив фортецю то запитав у свого вірного слуги: Хто звів таку дивовижну фортецю? Слуга, вражений не менше султана, відповів: Сам Аллах приклав сюди руку! Осман II відповів: Тоді нехай Аллах й завойовує це місто!» | |

Існує інша легенда, що на Замковому мосту закінчився земний шлях сина Богдана Хмельницького — Юрія. Турки двічі надавали Юрієві Хмельницькому султанський фірман на звання гетьмана і «князя Сарматійського» з резиденцією в місті Немирів. 1685 року за доносом турки заарештували гетьмана-князя та привезли його в Кам'янець-Подільський. Після короткого розслідування, яке відбулося в Ратуші на Польському ринку, Юрієві прямо на майдані накинули мотузку на шию та повели на Замковий міст. Документального підтвердження, що Юрія Хмельницького стратили в Кам'янці-Подільському, немає.

### Кава

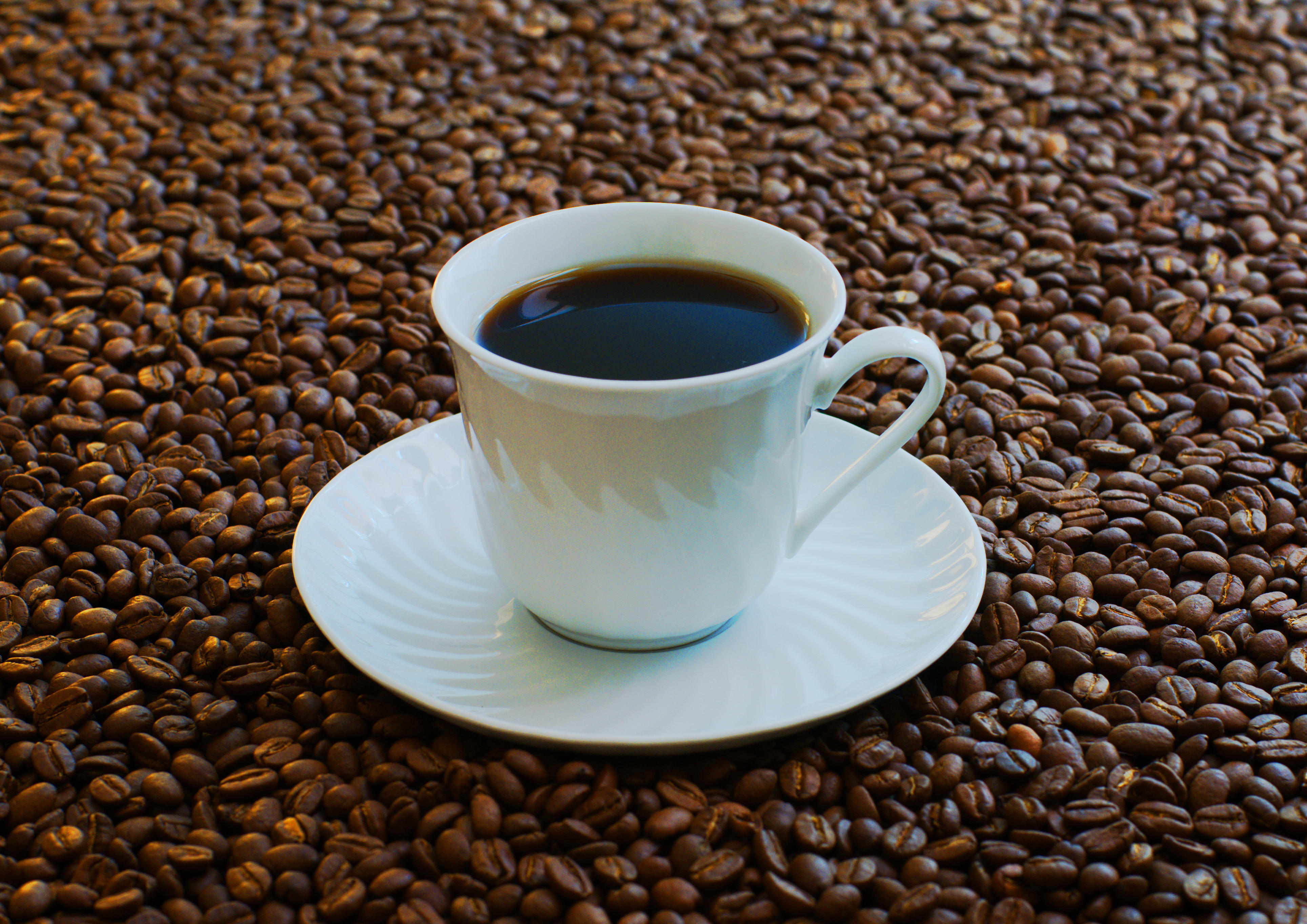
Чашка кави

Відповідно до думки більшості дослідників перша кав'ярня на етнічно українських територіях з'явилася 1672 року саме у Кам'янці-Подільському. Заснували її турки-османи після захоплення міста. Під час проведення археологічних робіт на території Старого міста було знайдено залишки двох турецьких кав'ярень, які вважаються найстарішими у Європі.
Кав'ярні у турків були чимось на кшталт клубів, де вони пили каву та курили люльки, тому під час розкопок було віднайдено посуд (чашки, джезви тощо) та керамічні люльки.
Задля відродження унікальної культури кавування в Кам'янці-Подільському проводиться традиційний фестиваль «Кам'янецька турка», в рамках якого відбувається кавовий ярмарок, організовуються різні конкурси та мистецькі перформанси. Окрім того, зареєстровано торгову марку «Кам'янецька кава».

### Кіно
Кам'янець має давні традиції функціонування кінотеатрів. Ще 1901 року до міста дістались перші пересувні кінотеатри, а в кінці того ж року вже діяли два невеликих кінотеатри «Ілюзіон» та «Оскоп».
Станом на 2020 рік на території міста діють 2 кінотеатри:
- кінотеатр «Дружба»;
- кінотеатр «Сінема» (МЦ Юність);

Для популяризації кіно в місті проходить міжнародний кінофестиваль «Бруківка».

#### Місто у фільмах
Місто Кам’янець-Подільський славиться не тільки своїм архітектурним та культурним різноманіттям, туристичними пам'ятками і фестивалями, а й тим, що у місті за останні 100 років було знято понад сотню відомих кінострічок та серіалів. До 1920 року було знято 7 короткометражних фільмів, а вже після Другої світової війни, де ледь не щороку до міста приїжджали знімальні групи із студії Олександра Довженка та Одеської кіностудії.
Кам'янець-Подільський був майданчиком зйомки для наступних фільмів:

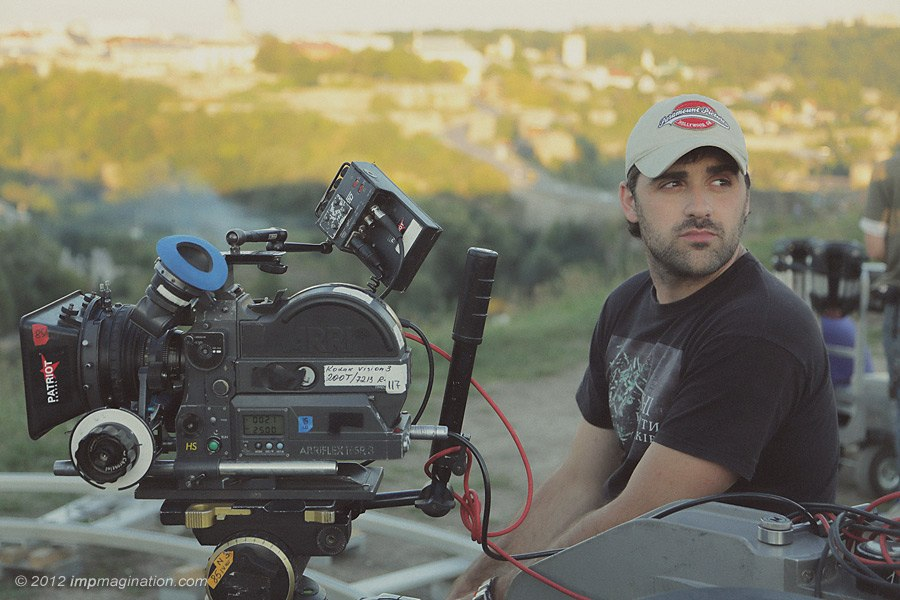
Режисер фільму «Тіні незабутих предків» Любомир Левицький, на задньому фоні Старе місто, Кам'янець-Подільський 2013 рік

- 1938 — «Щорс», художній фільм, режисер Олександр Довженко
- 1955 — «Тривожна молодість», художній фільм, режисер Олександр Алов і Володимир Наумов
- 1957 — «Орлятко», художній фільм, режисер Едуард Бочаров
- 1958 — «Народжені бурею», художній фільм, режисер Яковом Базеляном i Артуром Войтецьким, Кіностудія імені Олександра Довженка
- 1963 — «Співробітник НК», художній фільм, за мотивами однойменної повісті Олександра Лукіна і Дмитра Поляновського, режисер Борис Волчек
- 1967 — «Комісар», художній фільм, режисер Олександр Аскольдов
- 1974 — «Стара Фортеця», 7-серійний художній фільм за мотивами трилогії Володимира Бєляєва, Кіностудія імені Олександра Довженка
- 1978 — «Д'Артаньян та три мушкетери», художній фільм, режисер Юнгвальд-Хилькевич
- 1982 — «Балада про доблесного лицаря Айвенго», фільм за романом англійського письменника Вальтера Скотта, режисер Сергій Тарасов
- 1983 — «Чорний замок Ольшанський», телефільм, за однойменним романом Володимира Короткевича, режисер Михайло Пташук
- 1986 — «Устим Кармелюк», 5-серійний художній фільм, режисер	Григорій Кохан, Кіностудія імені Олександра Довженка
- 1994 — «Острів любові», телесеріал, режисер Олег Бійма
- 2003 — «Тато», художній фільм, режисер Володимир Машков
- 2005 — «Дев'ять життів Нестора Махна», 12-серійний художній фільм, режисер Микола Каптан
- 2006 — «Прорвемось», фільму відбувається під-час Помаранчевої революції, режисер Іван Кравчишин
- 2006 — «Богдан-Зиновій Хмельницький», український фільм про історичні події Хмельниччини, режисер Микола Мащенко
- 2007 — «Тарас Бульба», історичний драматичний фільм, екранізація повісті Миколи Гоголя, у головній ролі Богдан Ступка, кіностудія «Ленфільм»
- 2012 — «ТойХтоПройшовКрізьВогонь», режисер Михайло Іллєнко, продюсерський центр «Інсайт-медіа»
- 2013 — «Іван Сила», український дитячий художній фільм, режисер Віктор Андрієнко
- 2013 — «Тіні незабутих предків», український молодіжний містичний трилер, режисер Любомир Левицький
- 2015 — «Незламна», біографічний історико-драматичний фільм, режисер Сергій Мокрицький
- 2022 — «Битва за Україну», короткометражний художній фільм про війну в Україні, режисер Андрій Заєць

## Релігія

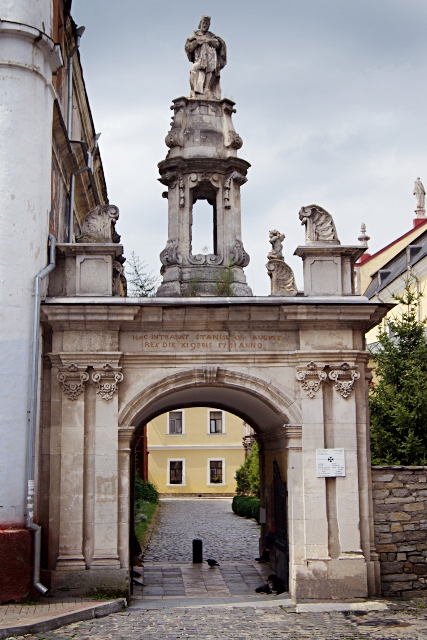
Тріумфальна арка

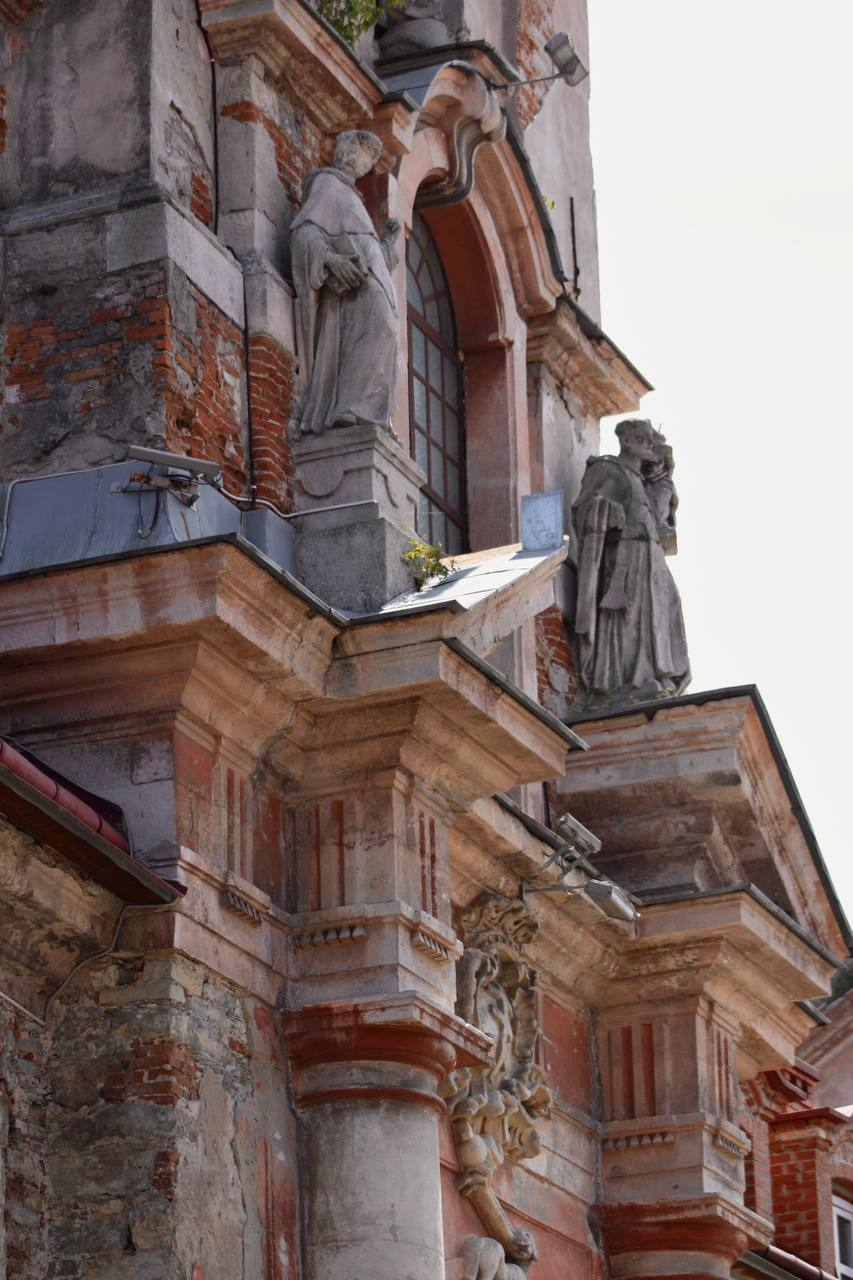
Костьол Святого Миколая

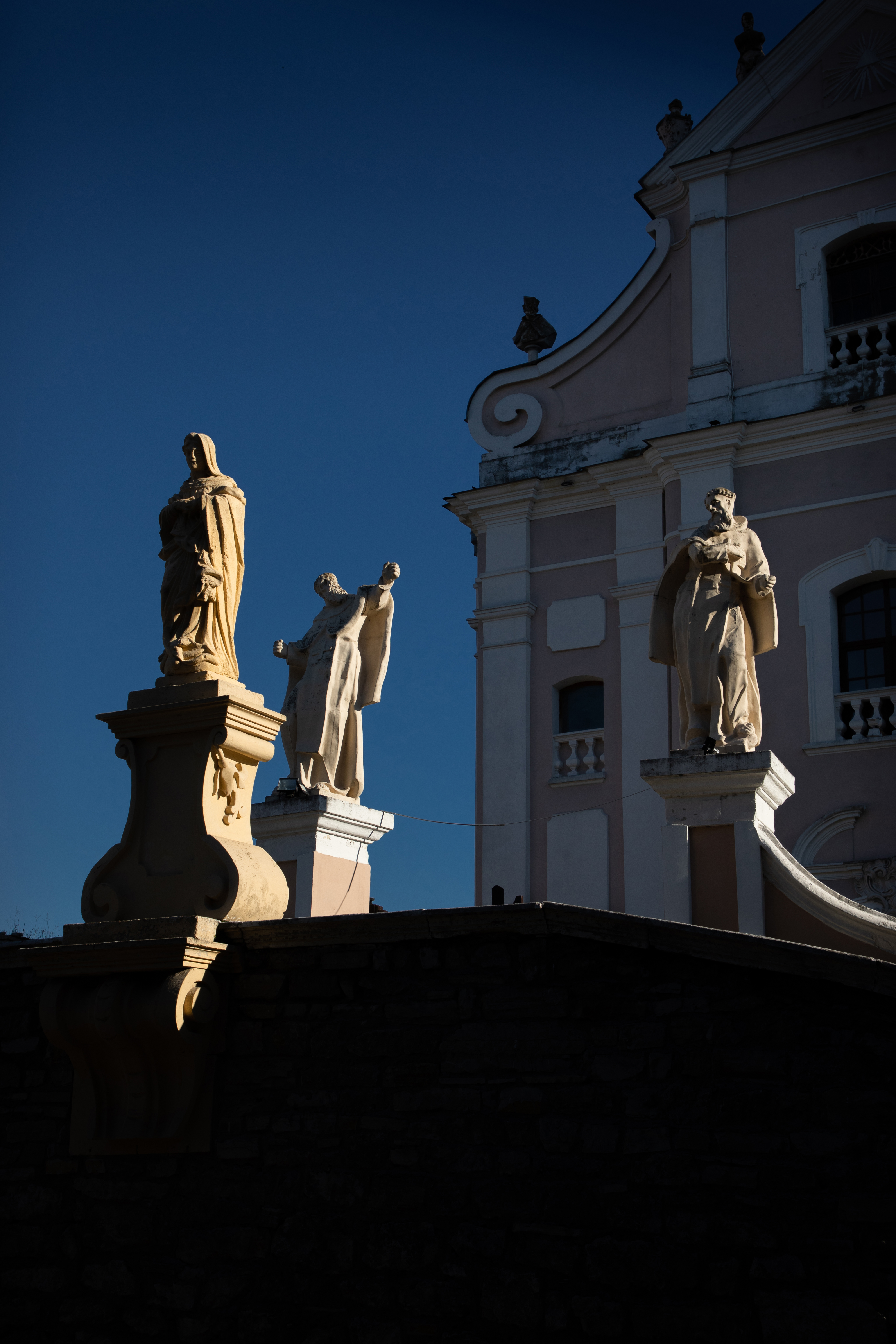
Фігури біля костелу

У місті представлено усі великі конфесійні групи в Україні, значна частина жителів Кам'янця — це католики, багато є православних та греко-католиків.
4 квітня 2023 року депутати Кам'янець-Подільської міськради одностайно ухвалили звернення щодо заборони УПЦ (МП) та 19 проєктів рішень про припинення користування земельними ділянками «московською церквою» і одне – про скасування оренди.

### Римо-католицька церква
Кам'янець-Подільська дієцезія з центром в Кам'янці-Подільському заснована 1378 року та охоплює Хмельницьку і Вінницьку області. Кафедральний собор єпархії — собор апостолів Петра і Павла. Дієцезія підпорядкована Львівській митрополії. Згідно з даними довідника станом на 2011 рік у єпархії налічувалося близько 250 тисяч католиків та 158 священників. Кам'янець-Подільському протягом історії функціонували різні католицькі чернечі ордени: домініканці, францисканці, єзуїти, капуцини, кармеліти босі, боніфратри, тринітарії, а станом 2023 рік місті є ордени паулінів та товариства Христа.

### Православна Церква України (ПЦУ)
Кам'янець-Подільська єпархія — історично одна з найдавніших на південному заході України. Утворена 2 лютого 2024 року рішенням Синоду ПЦУ. Юридично єпархія стала наступницею Чернівецько-Хотинської єпархії ПЦУ.

### Українська греко-католицька церква
У 2015 році була відновлена Кам'янець-Подільська єпархія, яка була зруйнована понад 200 років тому Російською Імперією. Виділена з території Тернопільсько-Зборівської архієпархії. З 1722 року на запрошення єпископа Атанасія Шептицького, до міста прибули ченці чернечого ордену василіянів.
- церква Преображення Господнього (2009)
- церква Матері Божої Почаївської (1996)

Монастирі:
- святого апостола Андрія Первозваного
- Святої Трійці
- святих Кирила і Методія.

### Протестантизм
У місті серед протестантських течій представлено найбільше: церкви Євангельських християн-баптистів, П'ятдесятників, Адвентистів сьомого дня.

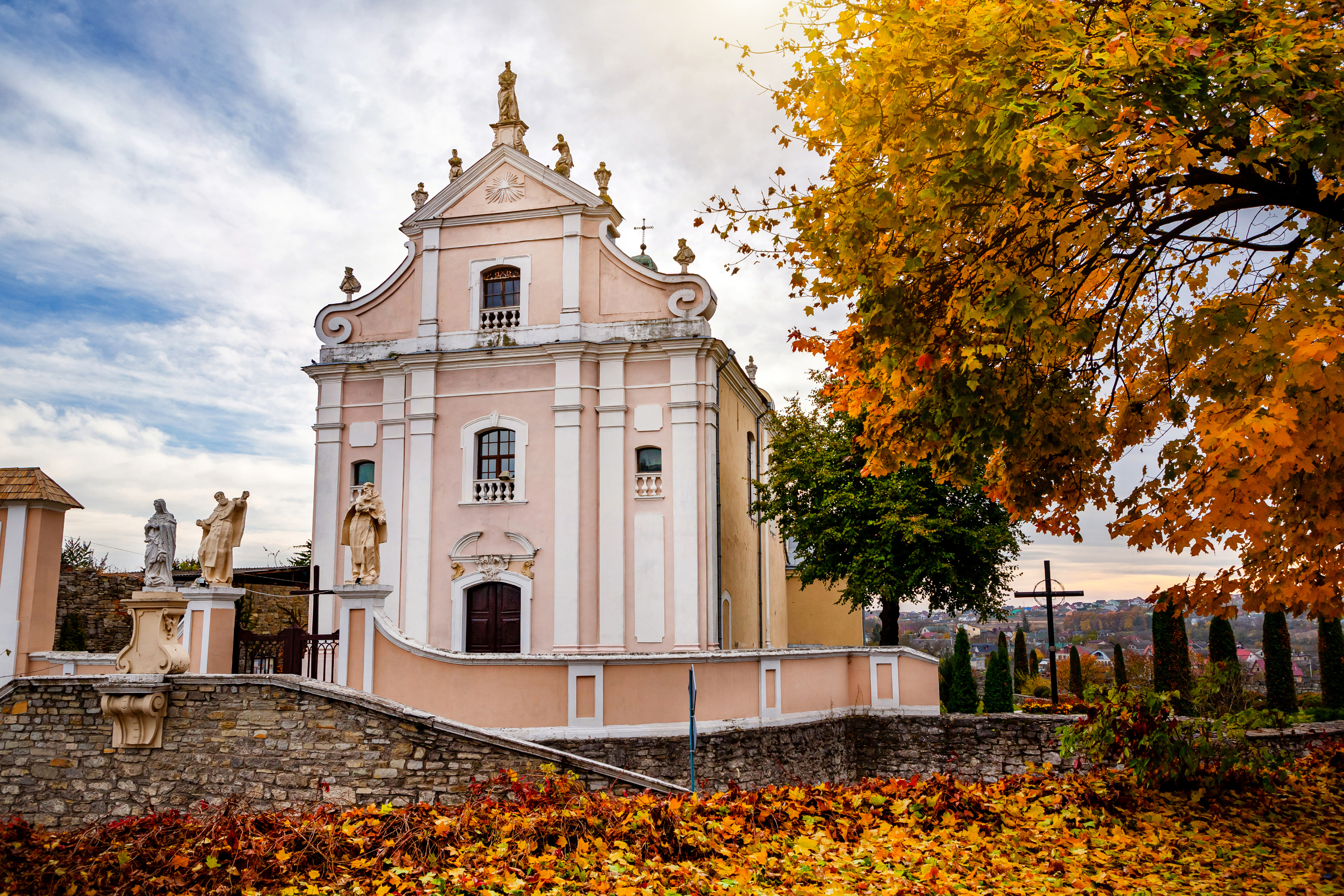
Тринітарський костьол
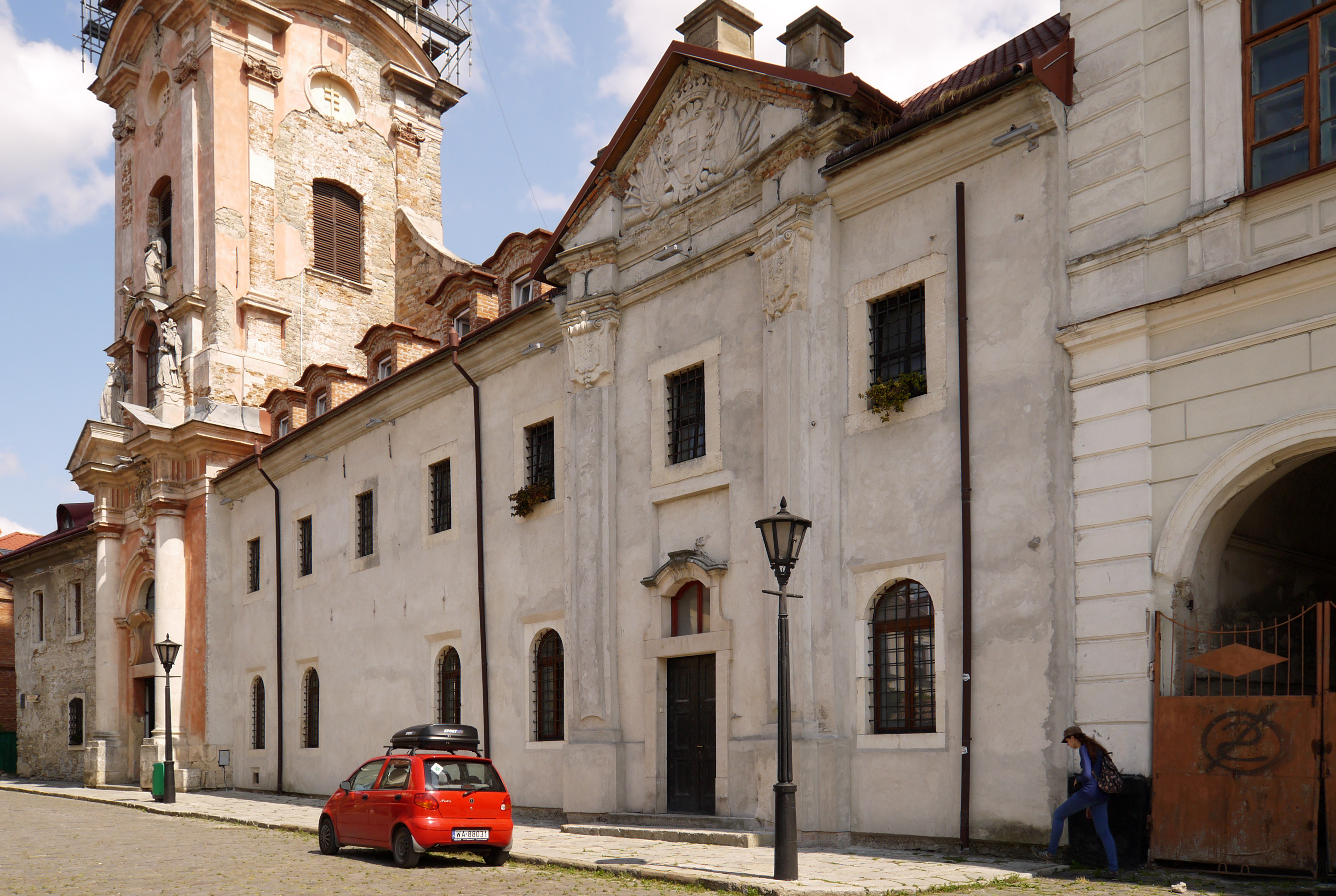
Трапезна монастиря домініканців
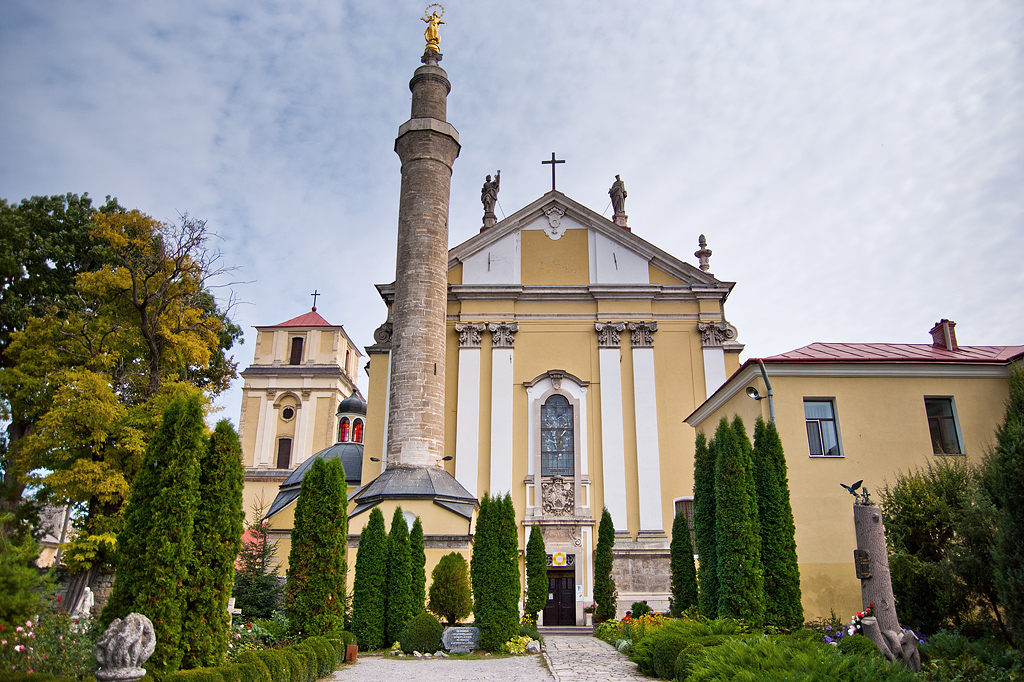
Костьол Святих Петра i Павла
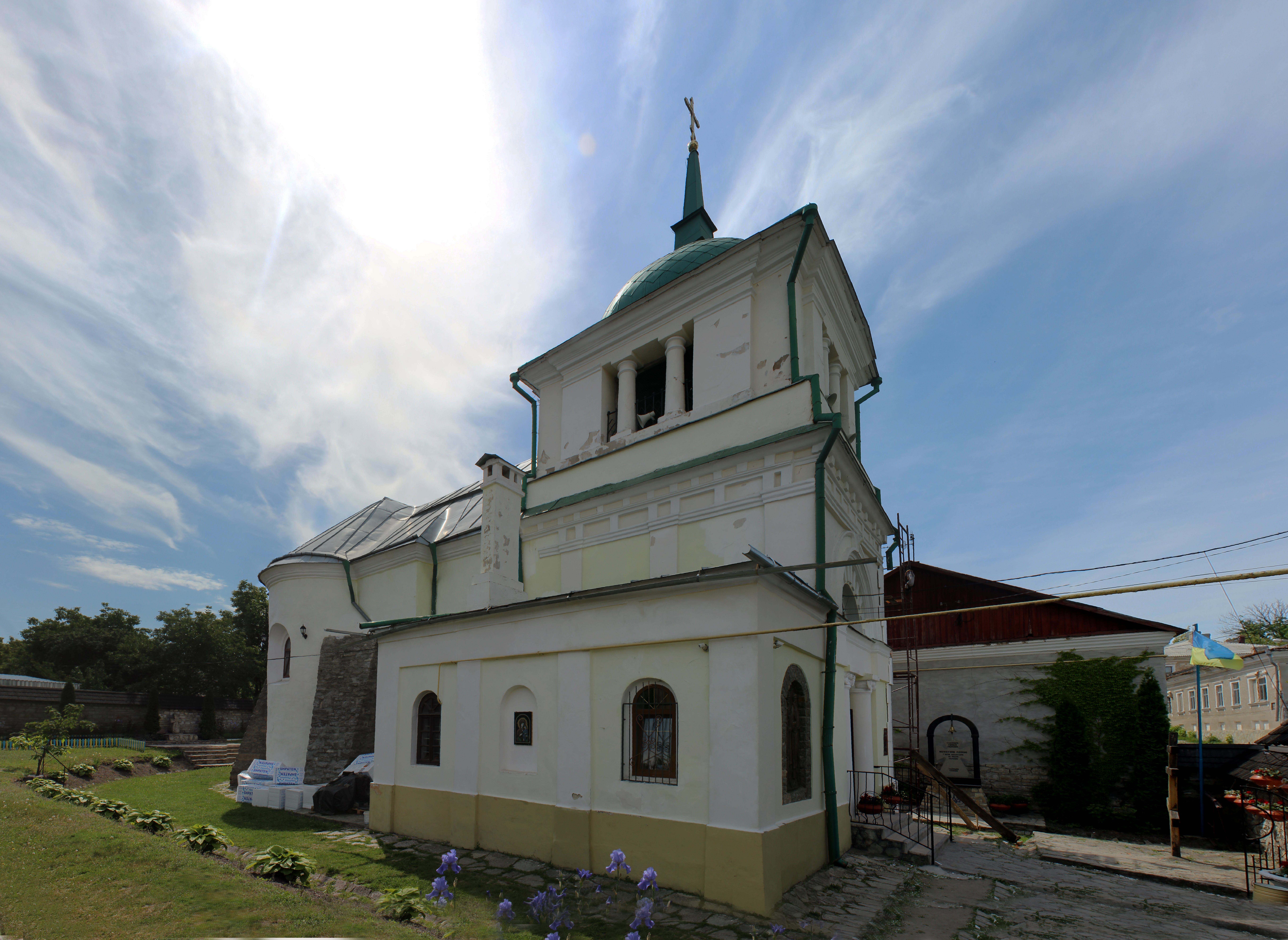
Церква Святих Апостолів Петра і Павла
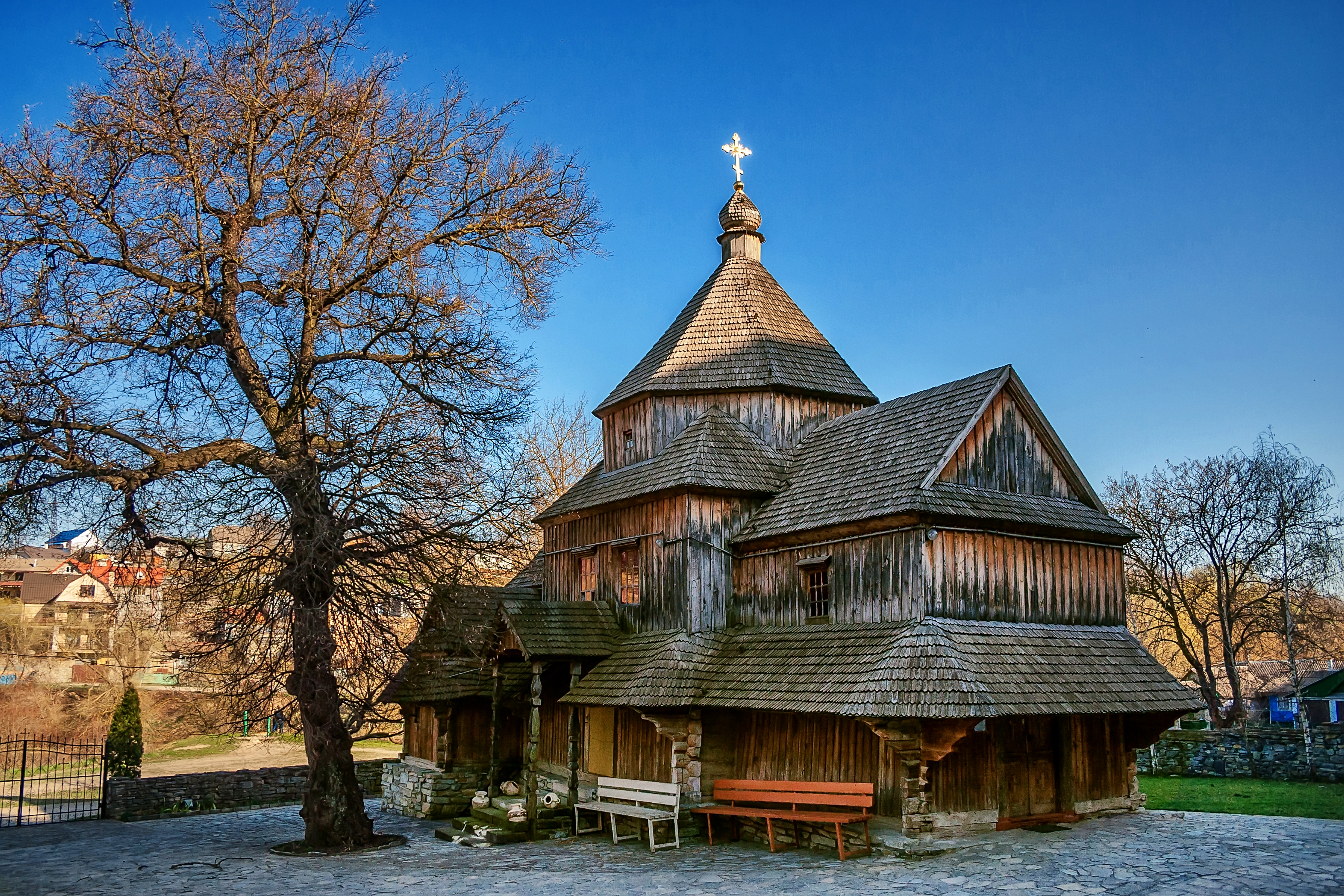
Здвиженська церква

## Спорт

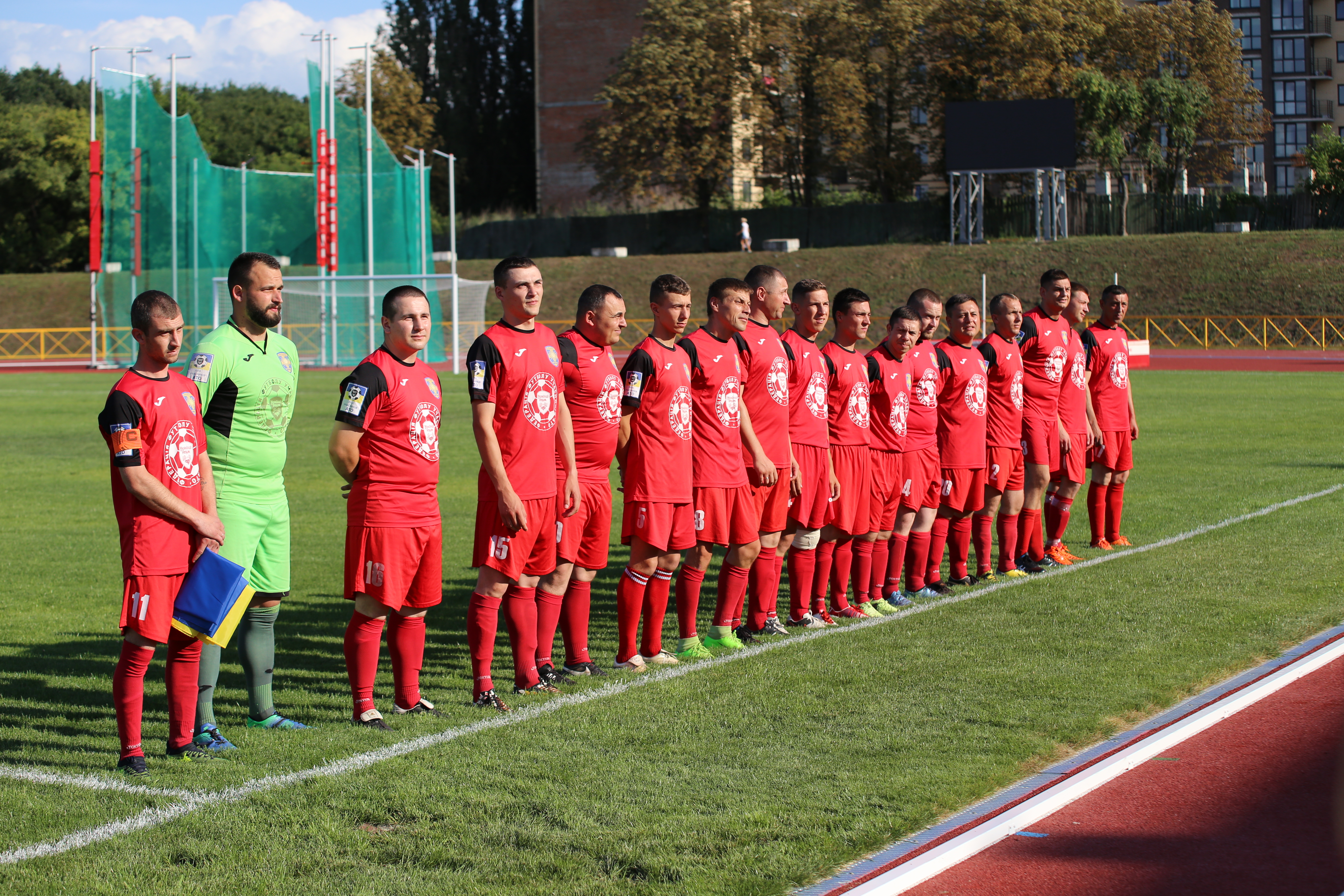
Команда «Фортеця»

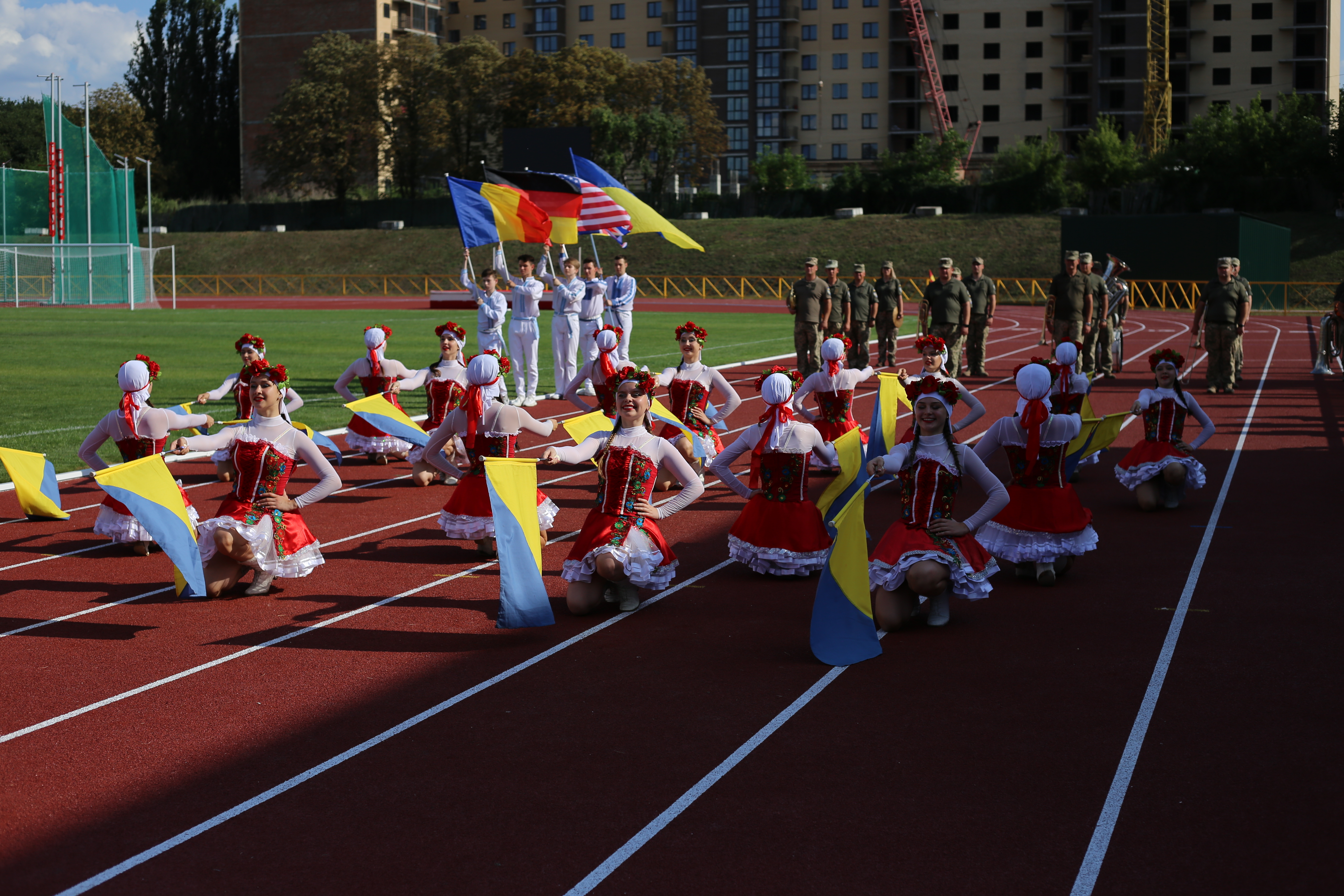
Відкриття стадіону

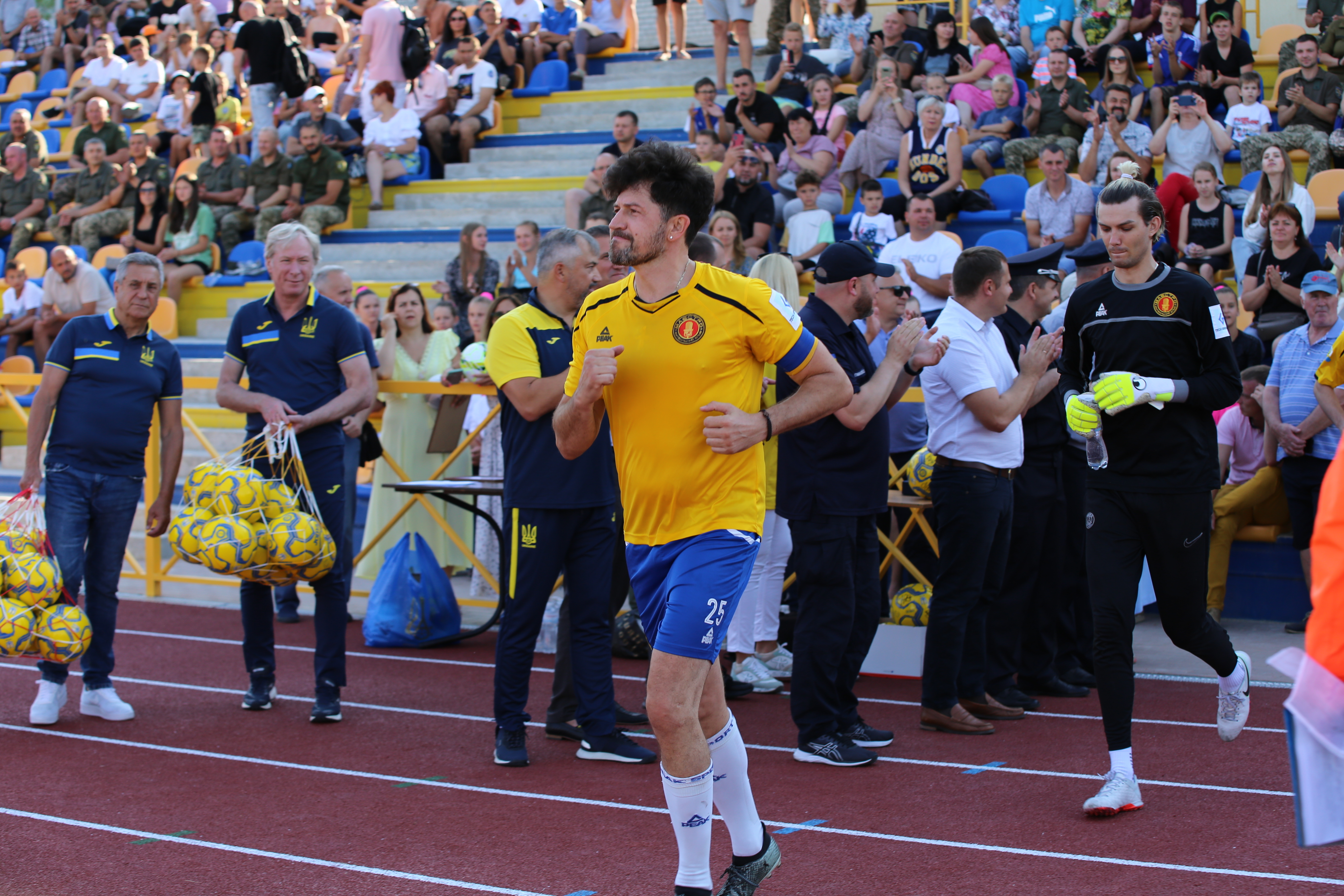
Відкриття після реконструкції стадіону

У Кам'янці-Подільському розвиваються різноманітні види спорту — матеріальною базою для цього є міський багатофункціональний стадіон імені Тонкочеєва, Мотобольний стадіон, спортивні споруди і зали міських вишів.
Міські спортивні команди — 5 футбольних, у тому числі «Імпульс», 4 волейбольні, 1 мотобольна, по 2 баскетбольні й гандбольні команди.

### Футбол
Перша футбольна команда з міста — «Динамо» Кам'янець-Подільський —  двічі ставала чемпіоном області у 1939 та 1940 роках.
У 1960 році було створено міську команду «Поділля» Кам'янець-Подільський. Цей колектив до 1967 року ставав чемпіоном області.
ФК «Ратуша» — команда, що представляла місто в першій лізі в другому колі сезону 1995/96. Найбільш відвідуваним домашнім матчем стала гра проти ФК Динамо-2 — 6500 глядачів. За підсумками сезону опустилася до другої ліги та припинила існування через брак коштів.
ФК «Фортеця» — команда, що бере участь у чемпіонаті Хмельницької області футболу з 2016 року.
З 2022 року в Кам'янці базується футбольний клуб «Епіцентр», який виступає у Першій лізі чемпіонату України.

### Баскетбол
У баскетболі місто представлене командою БК «ДіДіБао», 2018 клуб здобув бронзу в чемпіонаті України з баскетболу в Першій лізі, серед 27 команд суперників.

### Американський футбол
У місті є команди з американського футболу, чоловіча «Титани» та жіноча «Титаніди», які проводить свої матчі на центральному міському стадіоні.

### Мотобольний футбол
Мотобольний клуб «Поділля» є одним з символів міста.
Досягнення:
- «Поділля» виграв чемпіонат УРСР 1980 році.
- «Поділля» виграв першу лігу чемпіонату СРСР у 1981 році.
- «Поділля» виступав у вищій лізі СРСР з 1982—1991 роках.

## Архітектура

### Будівлі

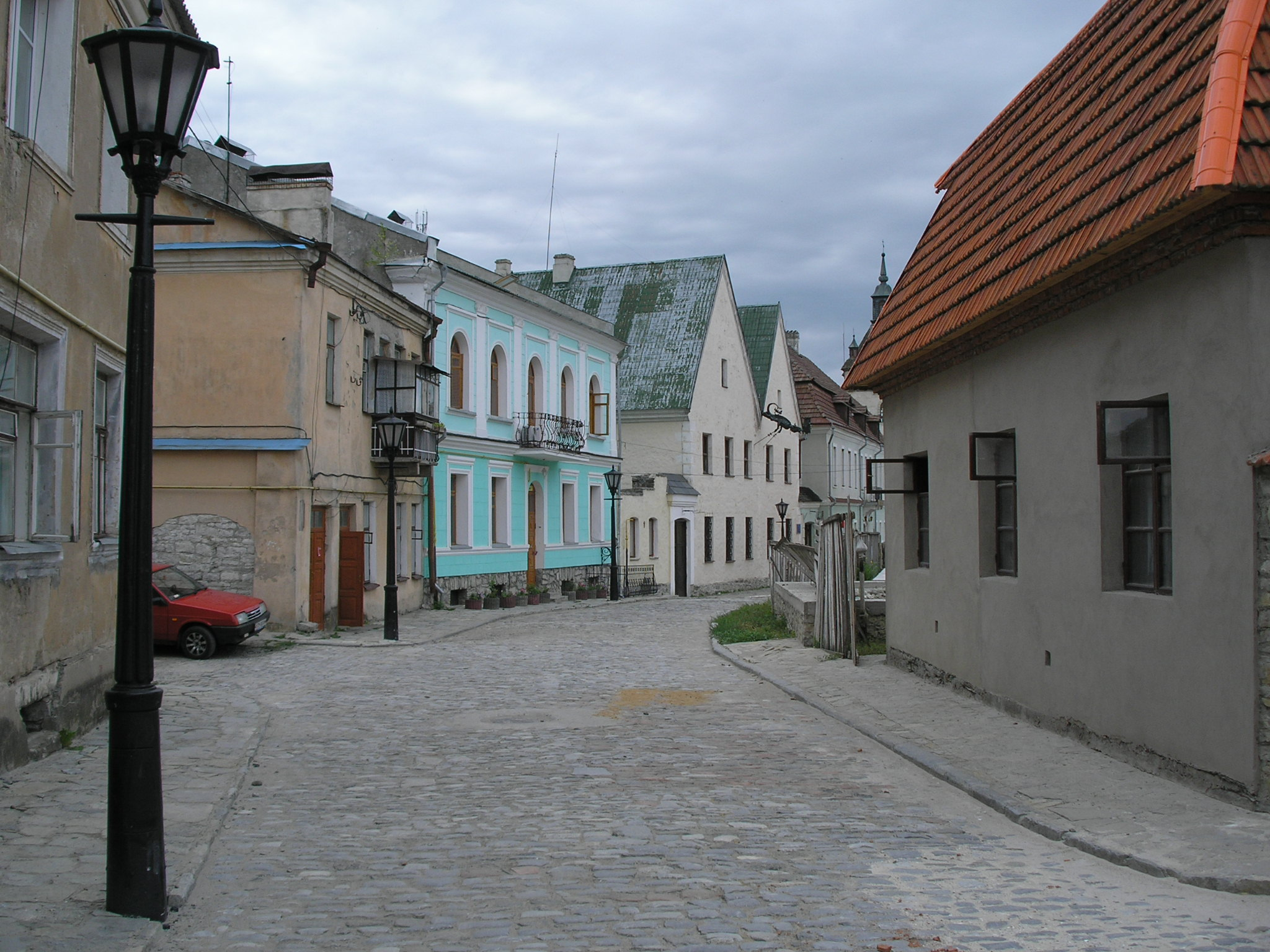
Вулиця Старого міста

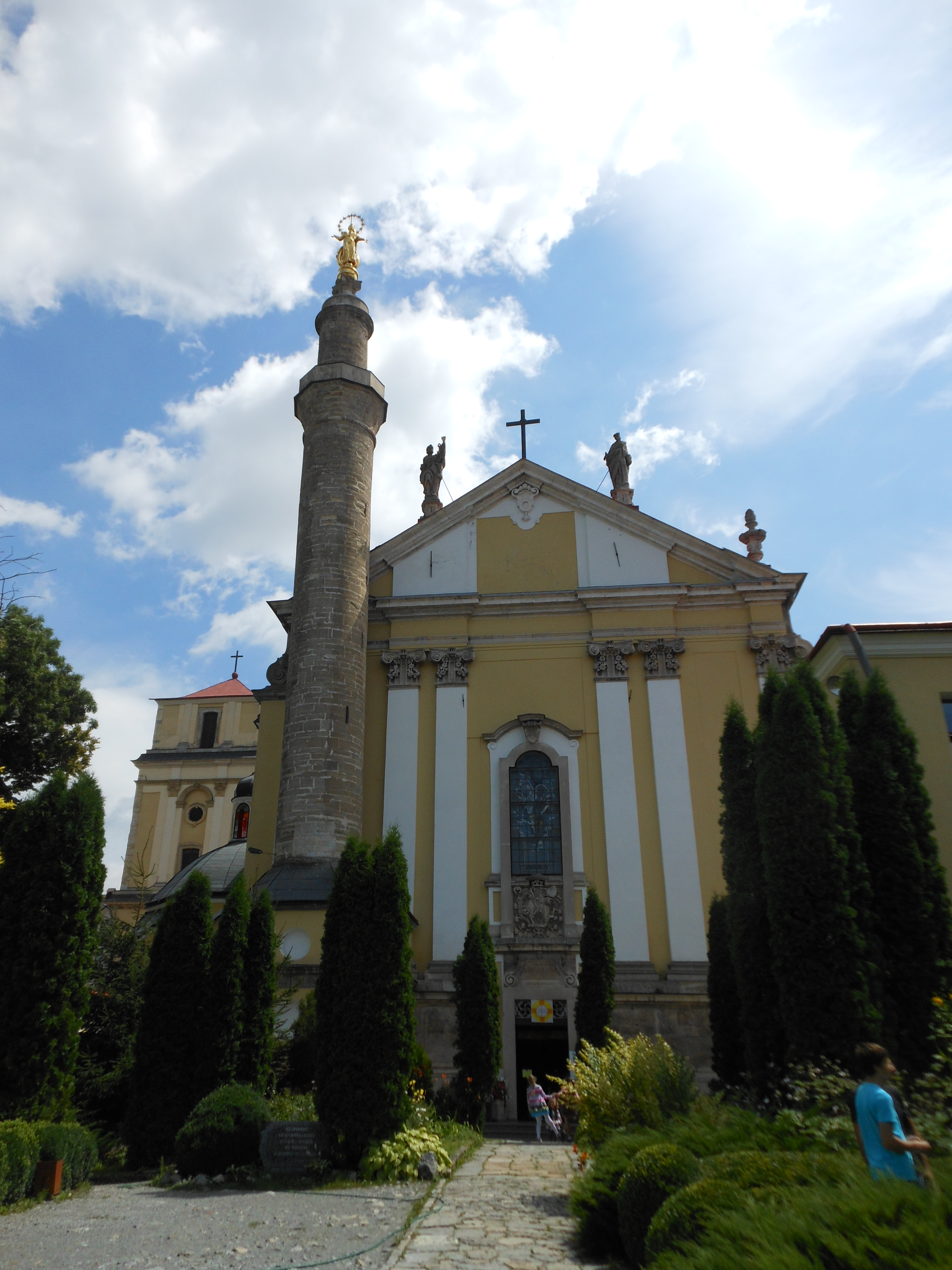
Кафедральний костел

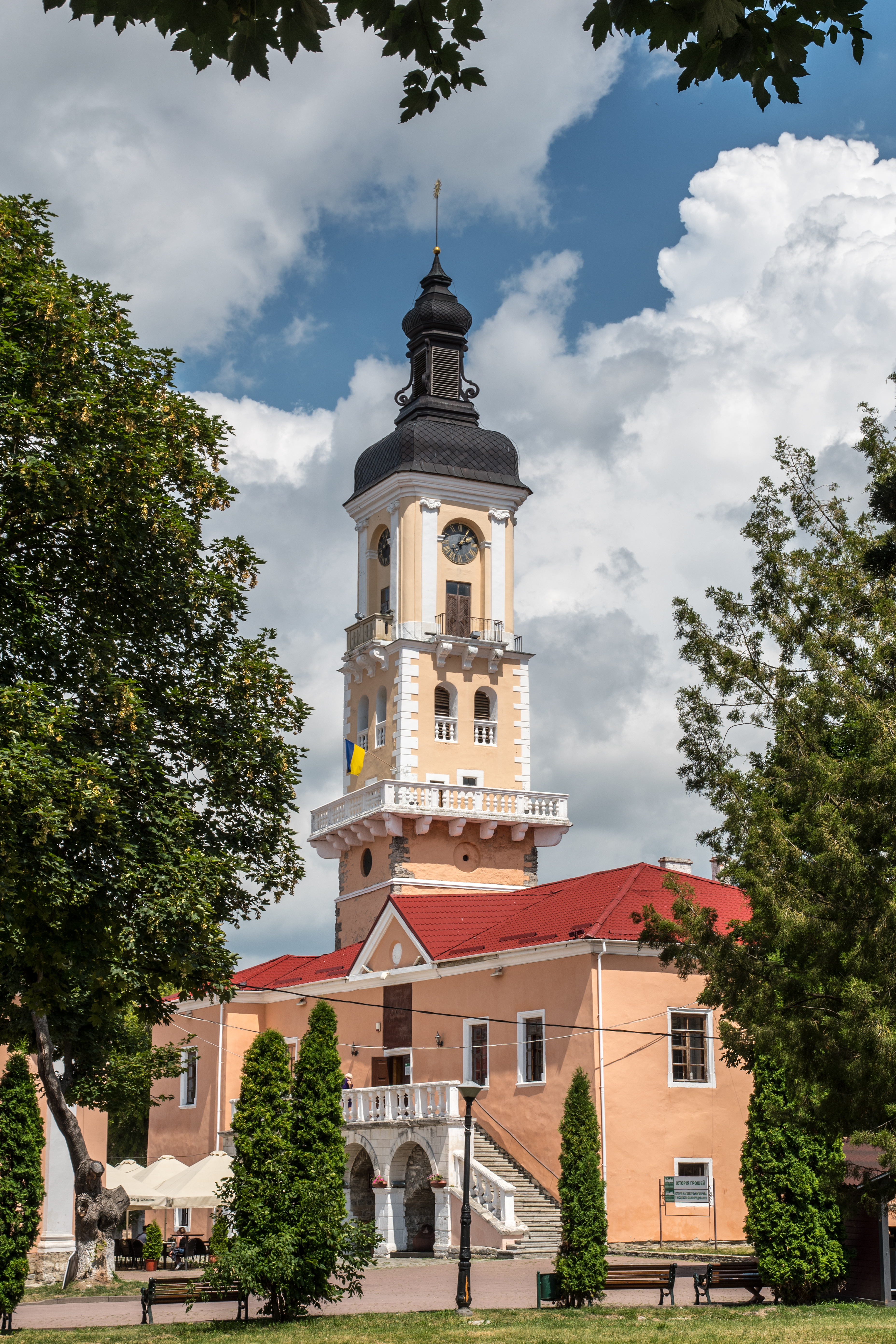
Будинок польського магістрату

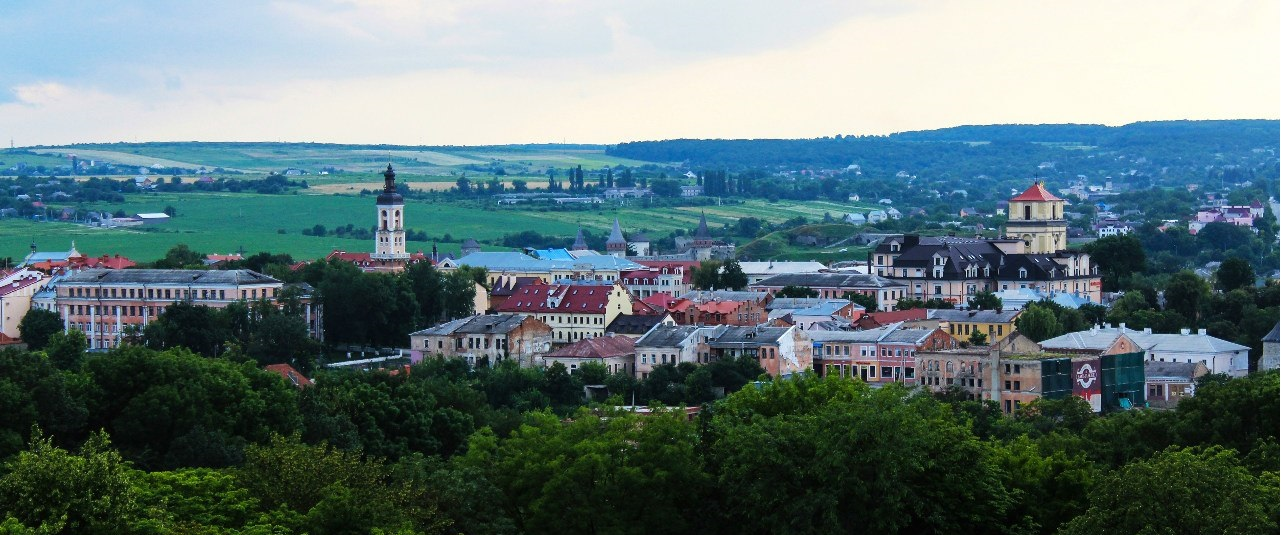
Панорама старої частини міста

Згідно з даними управління культури, туризму і курортів Хмельницької облдержадміністрації, у Кам'янці-Подільському перебуває 28 пам'яток історії.
Кам'янець-Подільський з відносно добре збереженим Старим містом — одне з найбагатших українських міст на історико-архітектурні пам'ятки (загалом близько 180):
- Кам'янець-Подільська фортеця (XII—XVIII ст.);
- Ратуша (Будинок польського магістрату) (XIV—XVI ст.), найстаріша зі збережених на теренах України;
- Ратуша руська (будинок Киріака; XVII—XIX ст.);
- Троїцький василіянський монастир (XIV—XVI, XVIII—XIX ст.);
- Вежа Стефана Баторія (Кушнірська, Кравецька) (XVI ст.);
- Монастир домініканок, костел Св. Михайла (сер. XVIII ст.);
- Монастир домініканців, костел Св. Миколая (XV—XVIII ст.);
- Катедральний Петропавлівський костел;
- Монастир францисканців (будинок архієрея; XIV—XIX ст.);
- Монастир тринітаріїв (1750—80);
- Палац римо-католицького єпископа (1627, XIX ст.);
- Гончарська башта (1583);
- Руська брама (XV—XVIII ст.);
- Різницька башта (XVI ст.);
- Вірменський бастіон (XVI—XVII ст.);
- Верхня Польська брама (Кушнірська башта) (1565–1785) і Нижня Польська брама (XV—XVI ст.);
- Турецький (Замковий) міст;
- Порохівня (1778—79);
- Окружний суд (1892)
- Хрестовоздвиженська церква (XVIII ст.) тощо.

Архітектуру центра (старого) міста та фортецю можна побачити у режимі 3D. Мапу у трьох вимірах було розроблено вінницьким ДНВП «Геосистема».
У повоєнний радянський час у Кам'янці-Подільському збудовано й введено в експлуатацію низку значних промислових об'єктів, житлова забудова цього часу була типовою. Сучасна, після незалежності комерційна та житлова забудова переважно більшій мірі є низької якості в архітектурному розумінні, через бідність районного центру та загалом типова для більшої частини країни.

### Пам'ятники
У місті в різні роки встановлено низку пам'ятників і пам'ятних знаків — Тарасові Шевченку, Папі Івану Павлу II, Єжи Володийовському, жертвам Голодомору 1932-1933 роках, жертвам Голокосту, пам'ятник вшанування солдатів і жертв Другої світової війни, пам'ятник жертвам репресій, воїнам-«Афганцям», пам'ятник «Туристу», пам'ятник «Джурі», пам’ятник «Повітроплавцям», пам’ятник «Героям Чорнобиля», пам’ятник «Героям Незалежної України загиблим в АТО», меморіальний комплекс у сквері «Героїв».
Довго місті обговорюють наміри відкриття пам'ятників: «Присяга 1919» як останній столиці УНР, Акт Злуки УНР і ЗУНР, Незалежності України, героям Української Повстанської Армії, Революції Гідності, Івану Огієнку(є лише пам'ятний знак), Симону Петлюрі, Юхиму Сіцінському, Михайлу Грушевському, князям Коріатовичам, королю Данилу Романовичу.

Пам'ятники та пам'ятні знаки міста
Пам'ятник-погруддя Тараса Шевченка
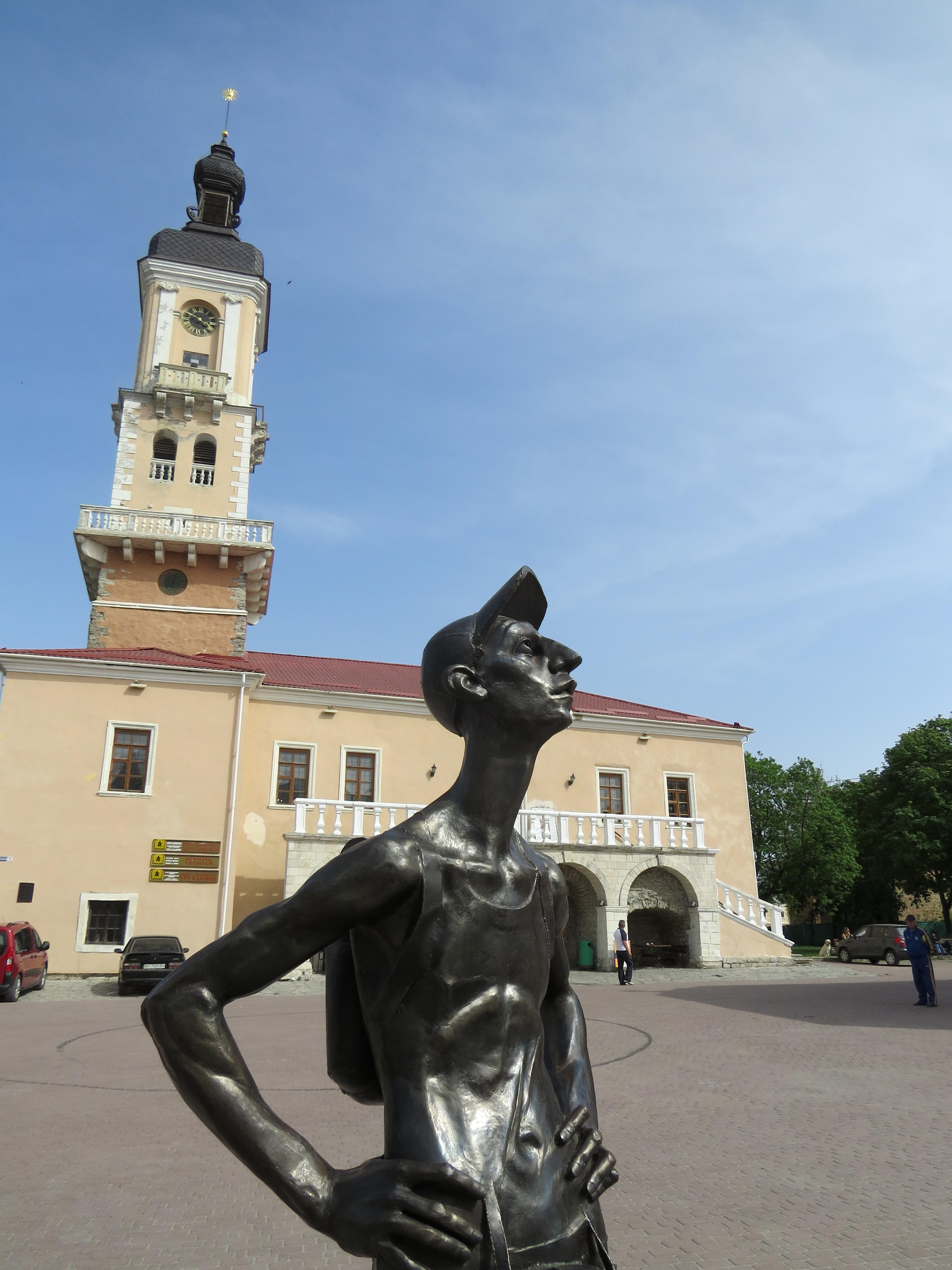
Скульптура «Туристу»
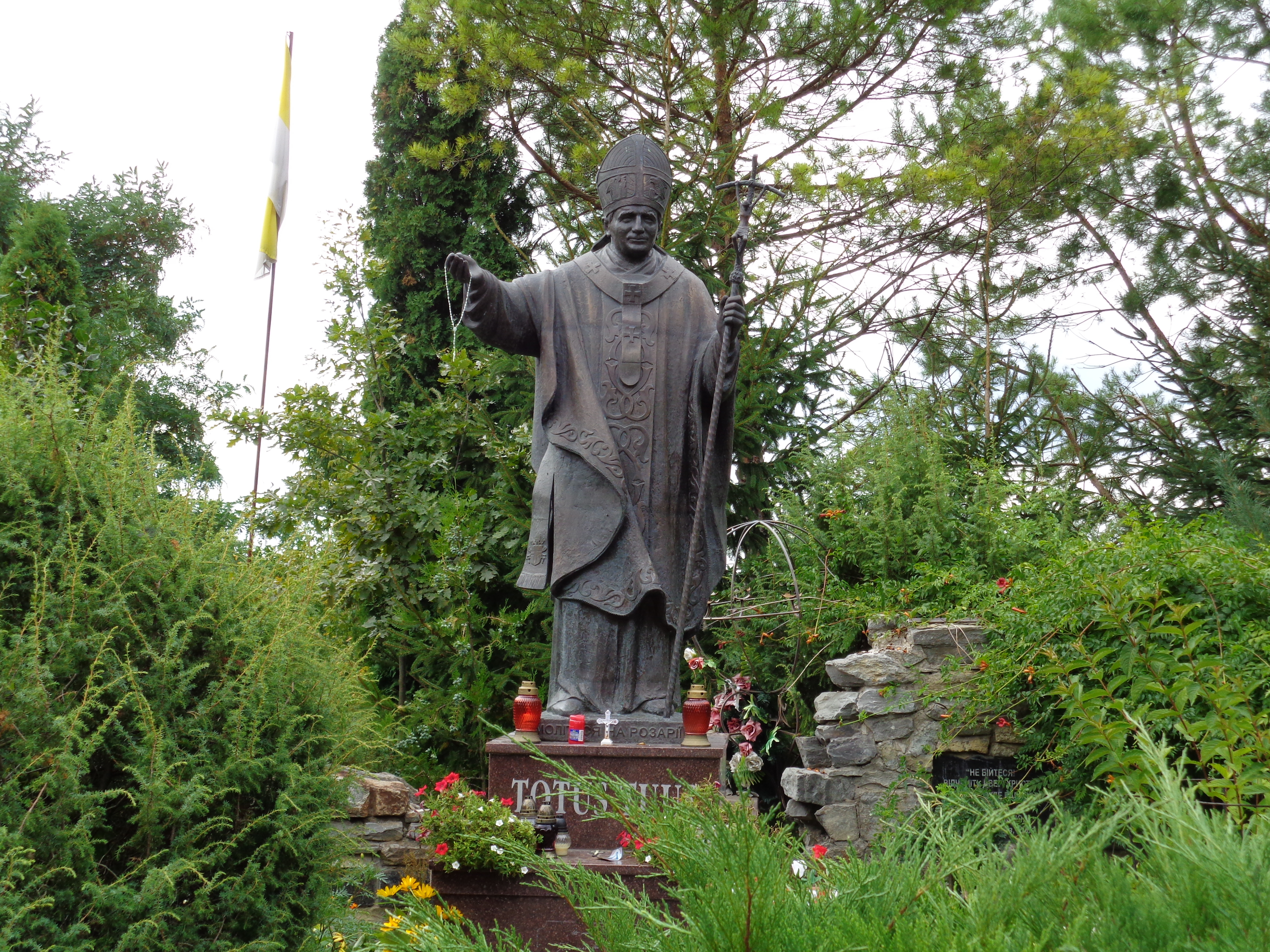
Пам'ятник Іоанну Павлу II
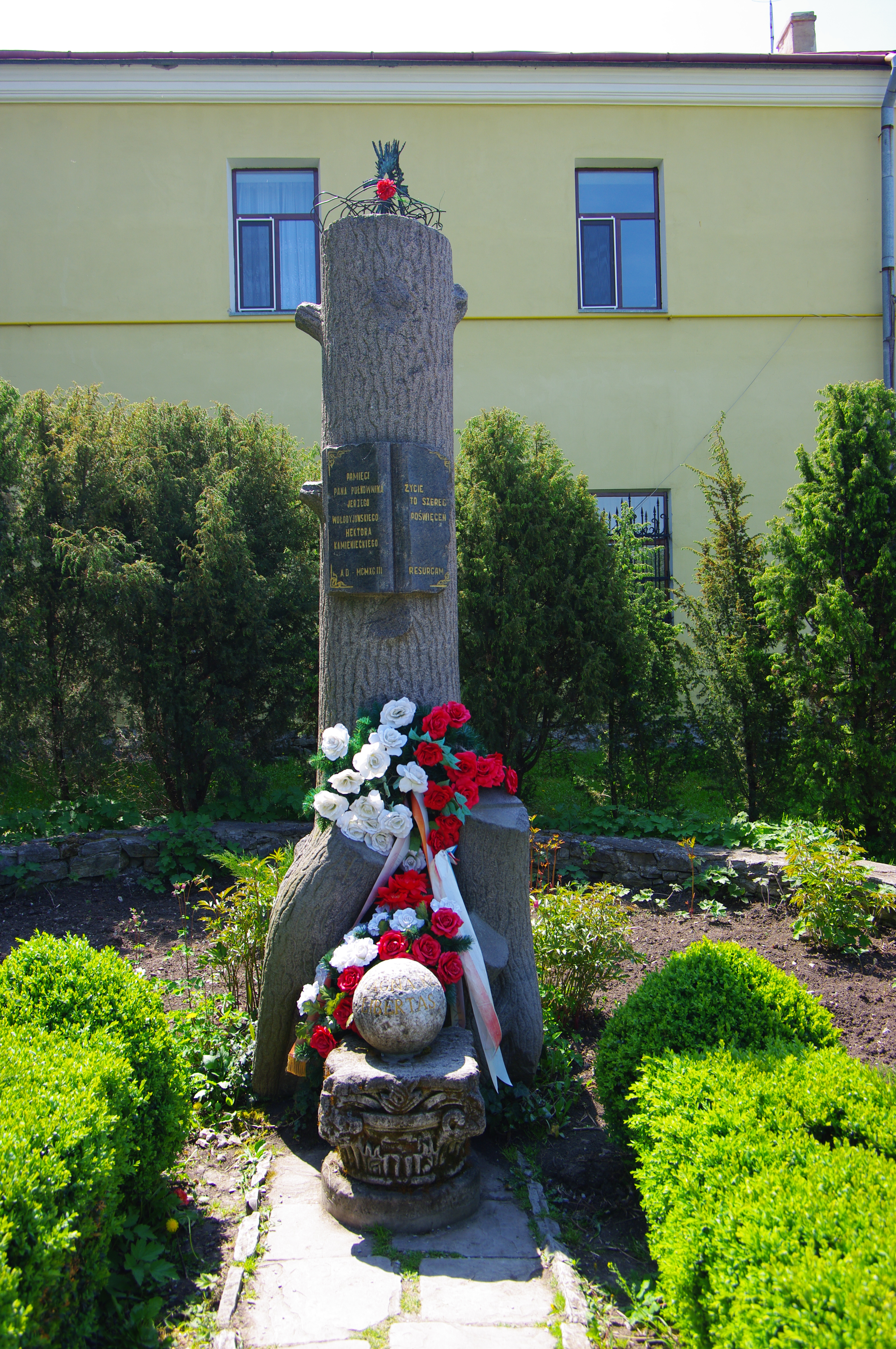
Пам'ятний знак на честь Єжи Володийовського
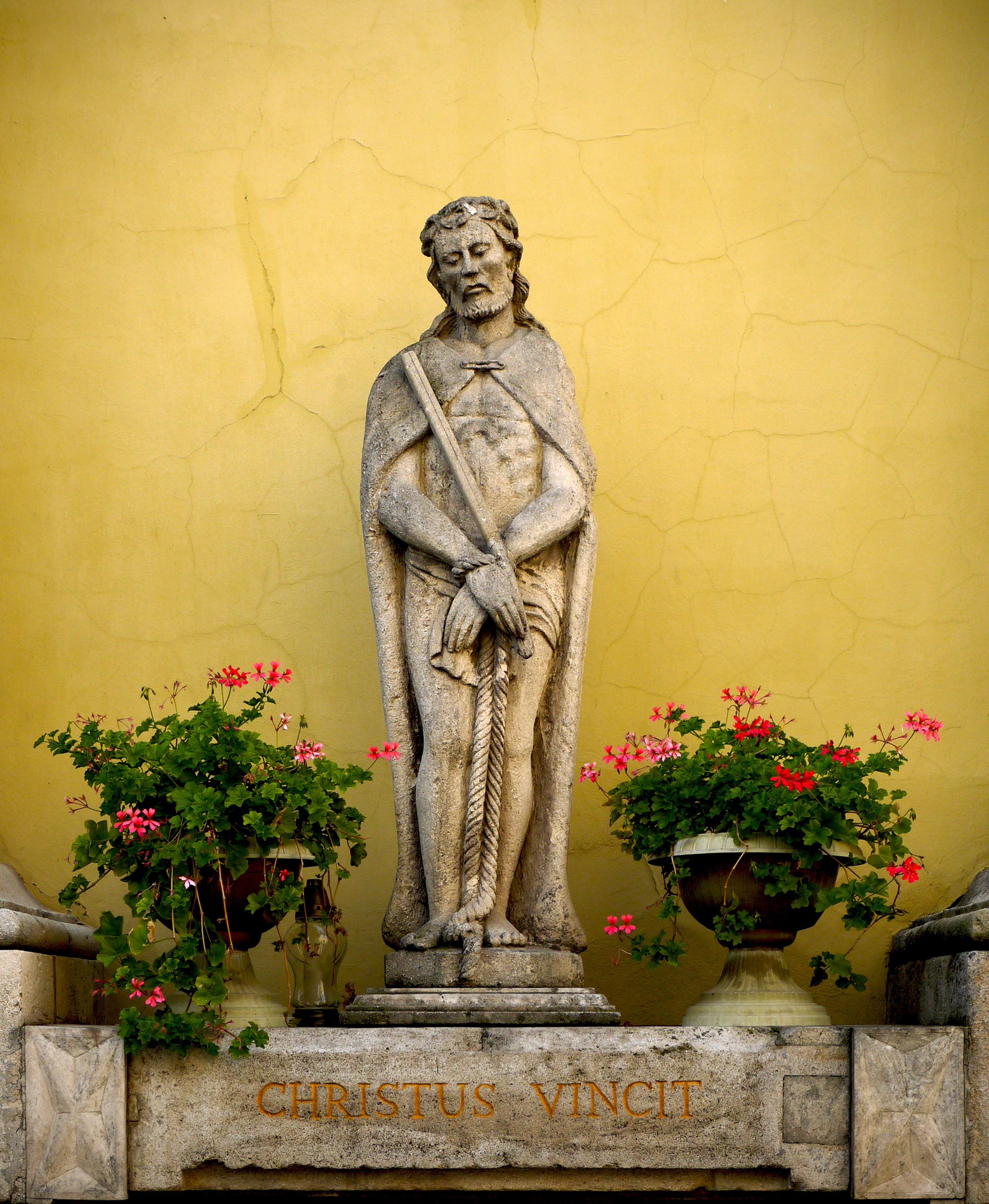
Скульптура на території Кафедрального костелу

### Мости

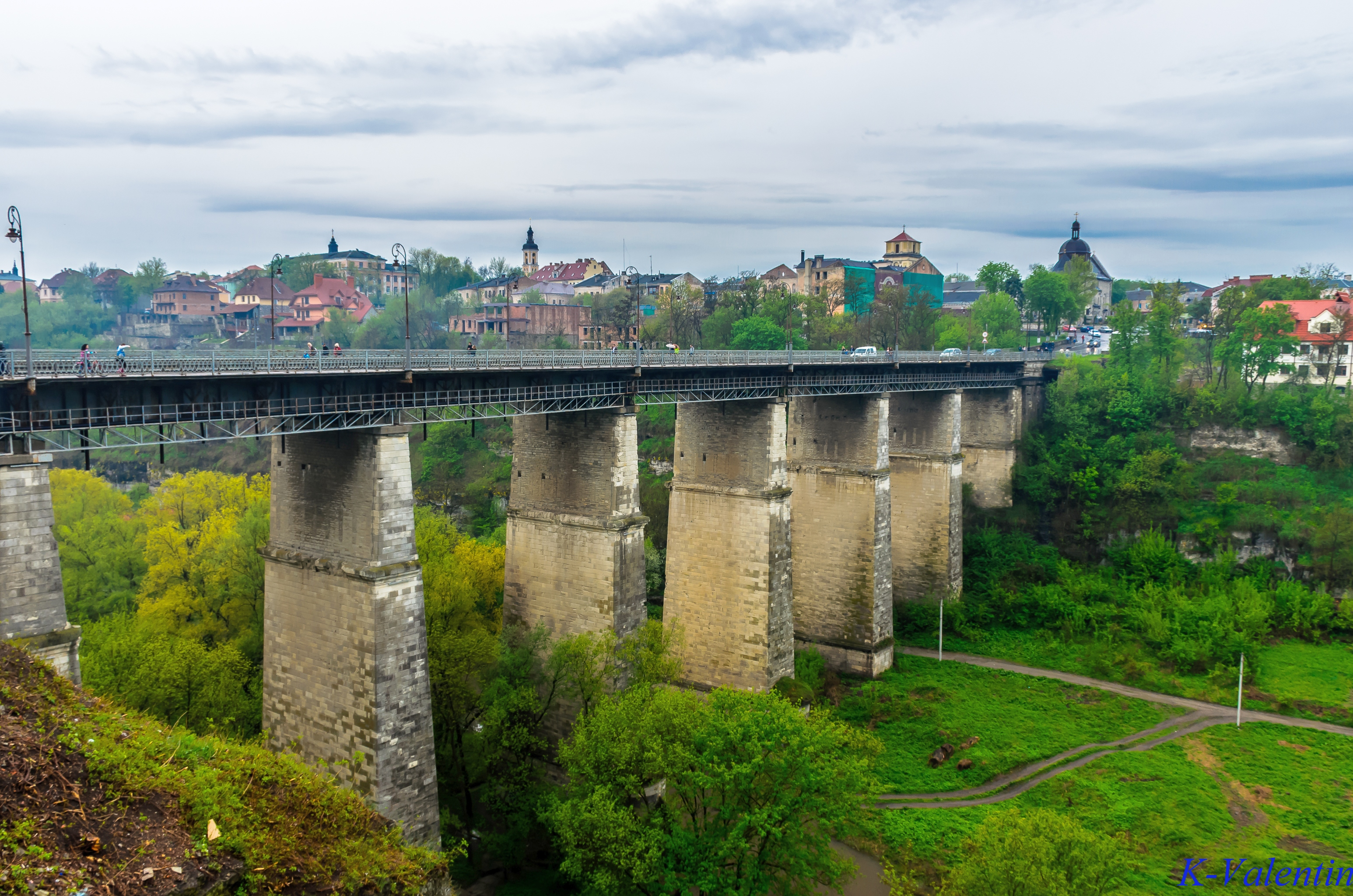
Новопланівський міст

Основні найбільші мости міста представлені такими трьома:
- Замковий міст уперше згадано в документах 1494 року.
- Новопланівський міст урочисто відкрито 19(31) січня 1874 року.
- Стрімка лань рух урочисто відкрито 2 листопада 1973 року.

За генеральним планом Кам'янець-Подільського четвертий значний міст мали б збудувати на закінчені вулиці Північної до села Зіньківці. Це дозволило б розвантажити Замковий міст, який перебуває в аварійному стані через значний потік авто і обмежити рух транзитного транспорту історичним Старим містом. Також забезпечити краще сполучення з автошляхом Р24 та селом Довжок. До майбутнього мосту від Р24 запланували прокласти нову дорогу, а саму вулицю Північну розширити до двох смуг в обох напрямках.

## Відомі люди

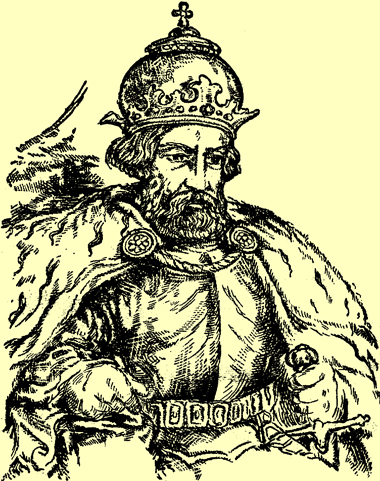
Ярослав Осмомисл

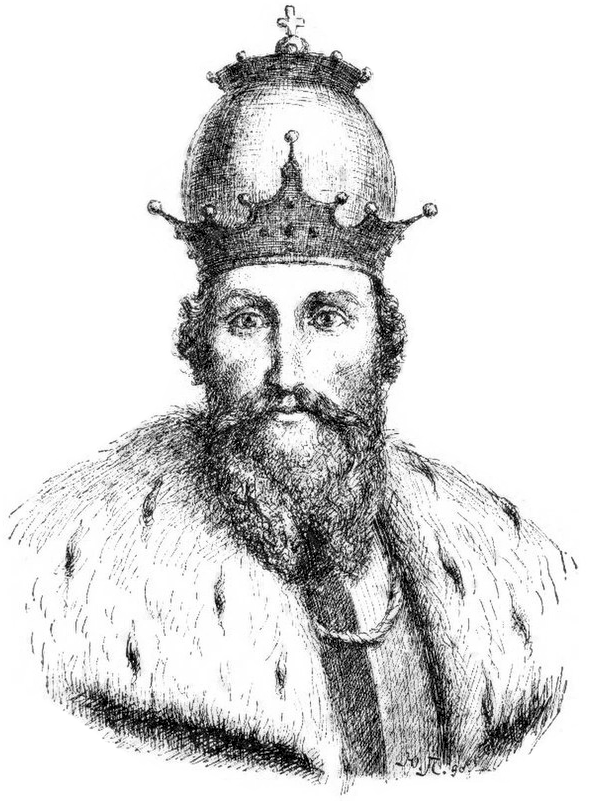
Данило Галицький

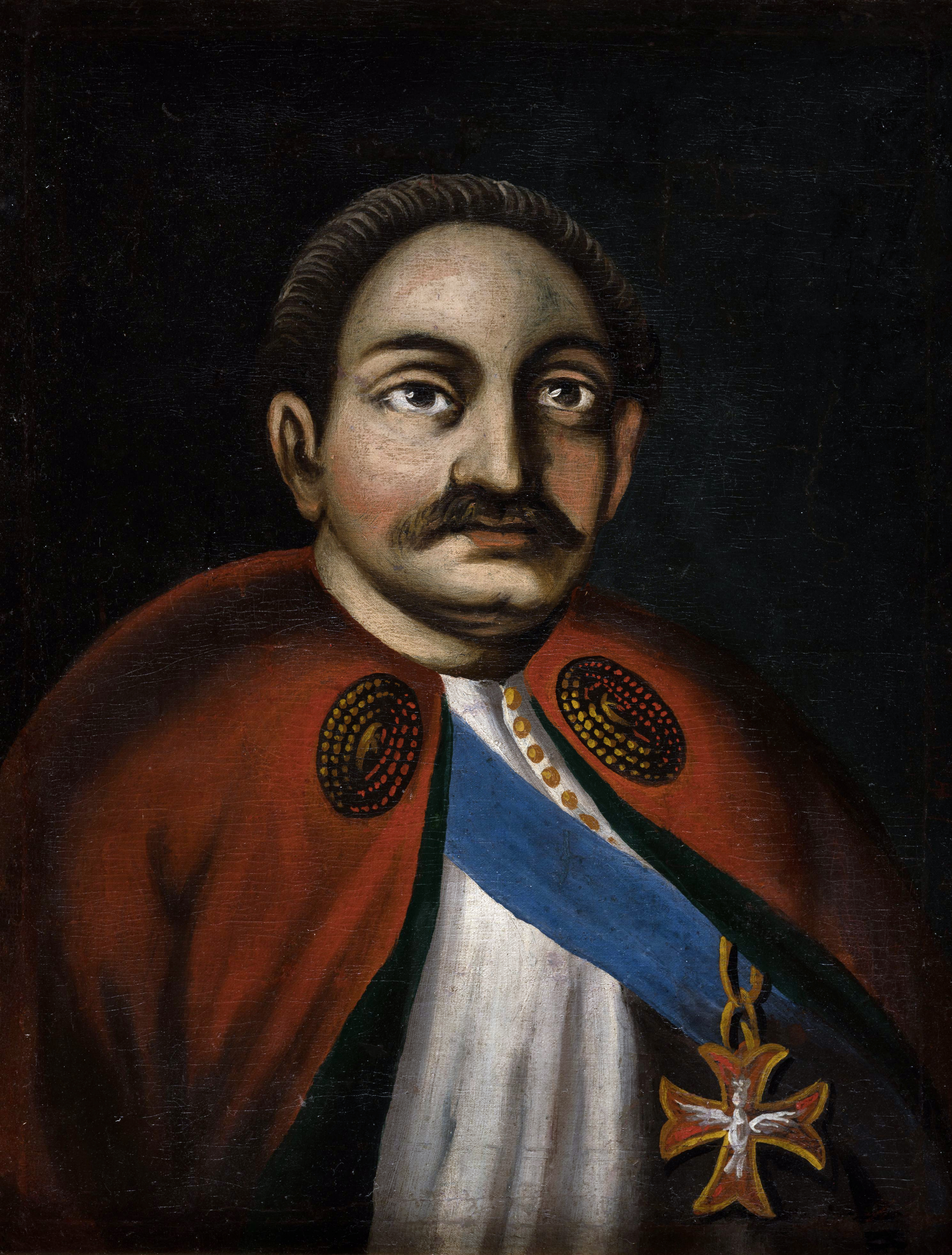
Федір Коріятович

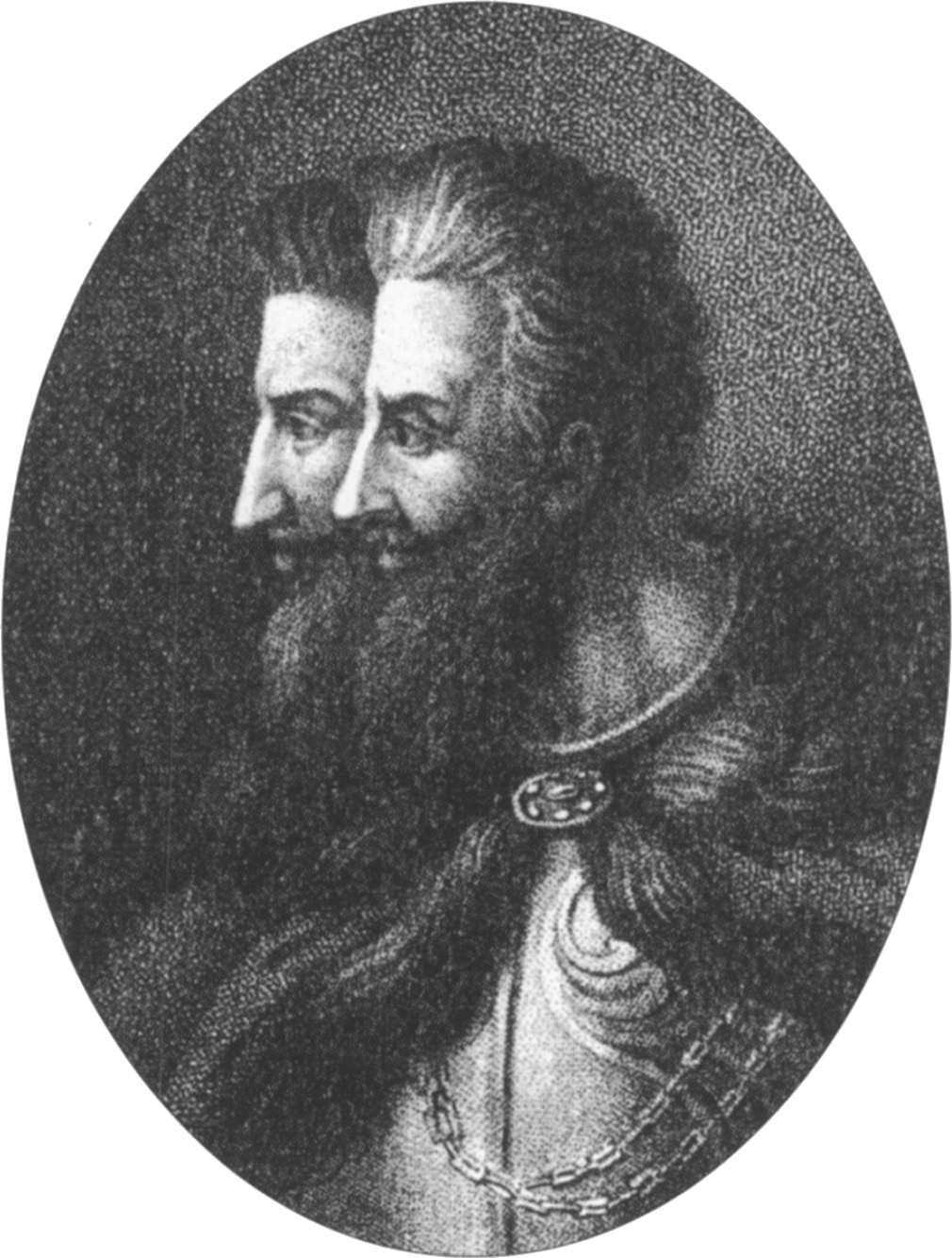
Ян і Якуб Потоцькі

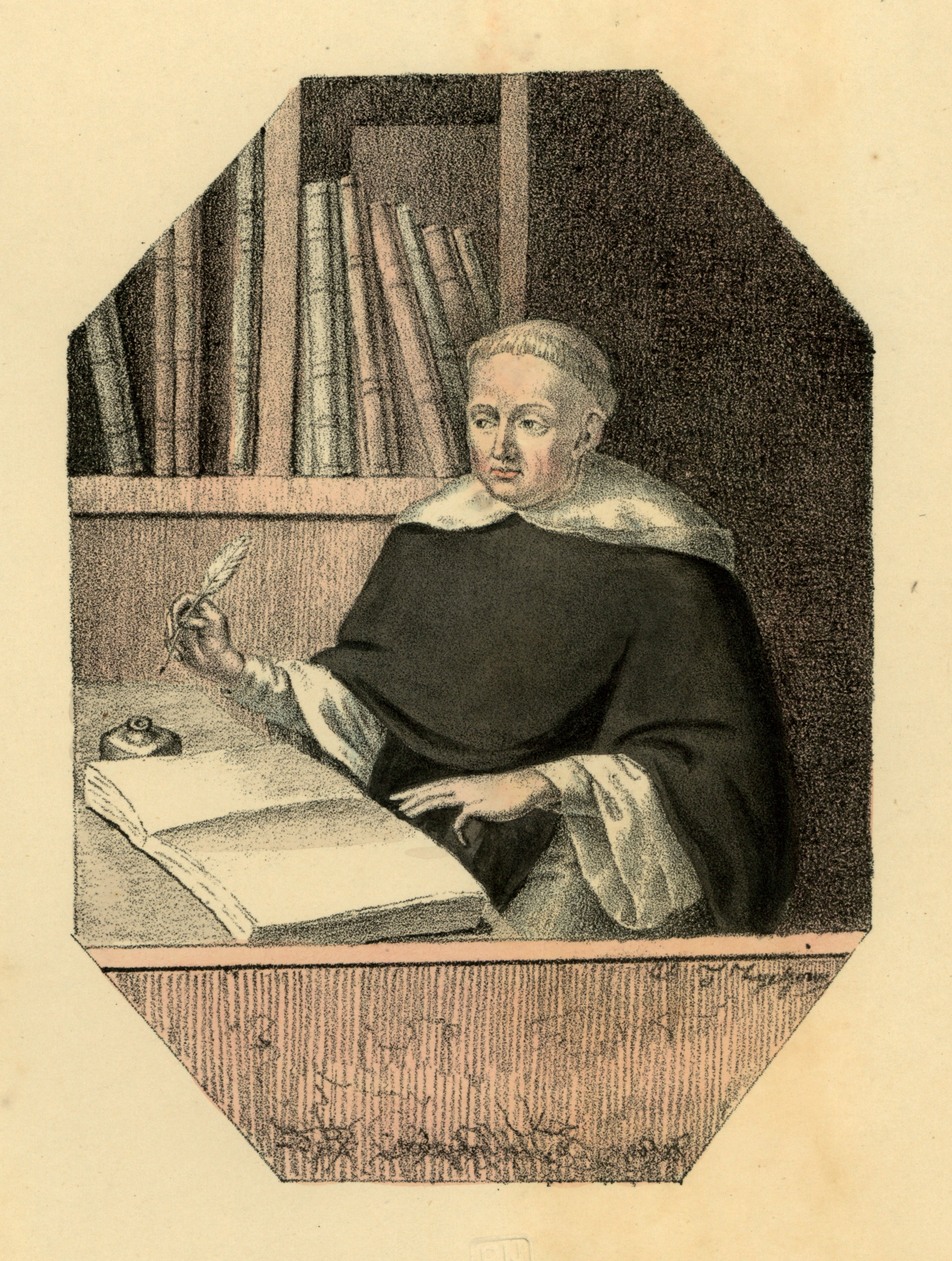
Шимон Окольський

Густав Бельке

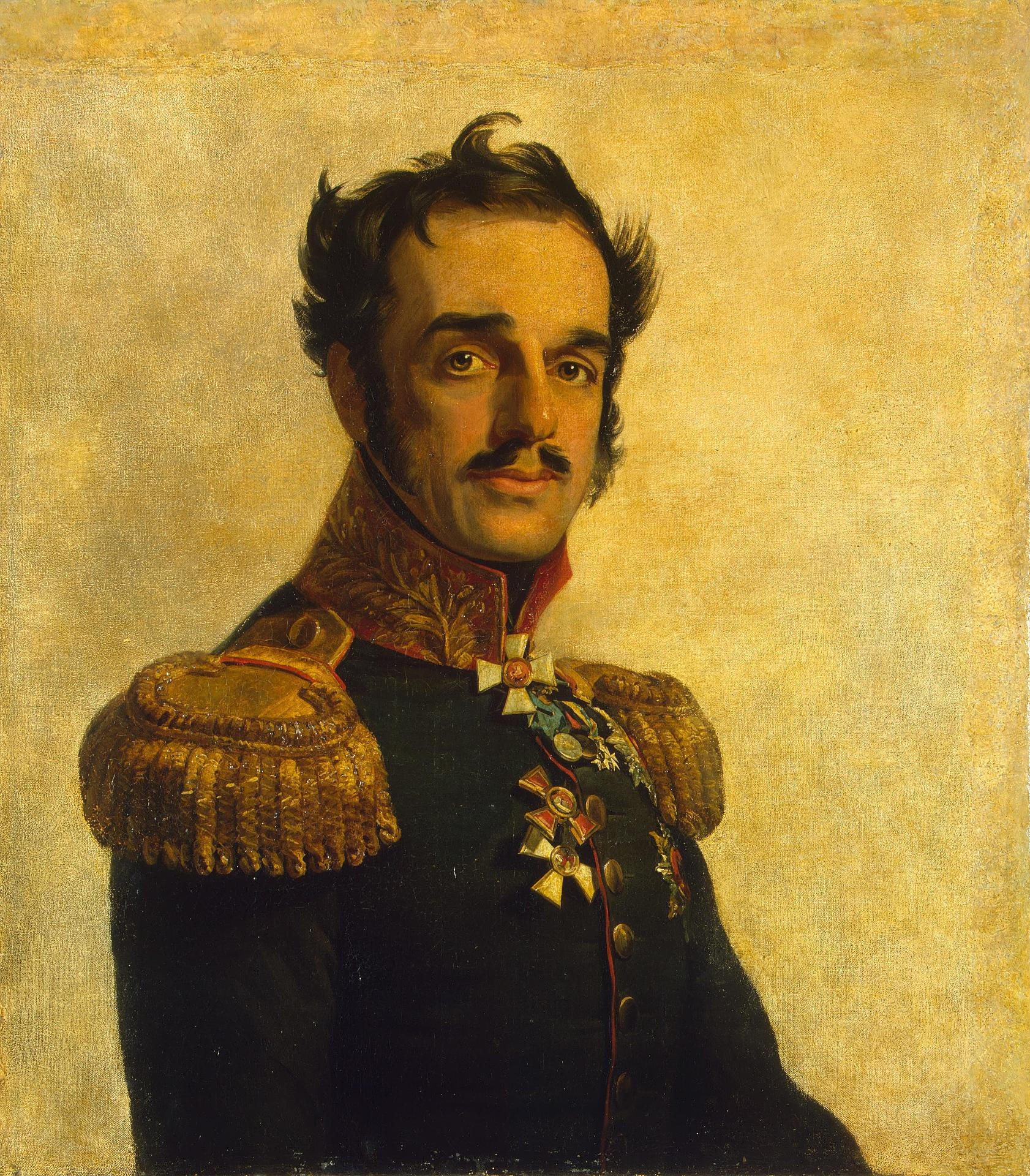
Ян де Вітте

Михайло Грейм

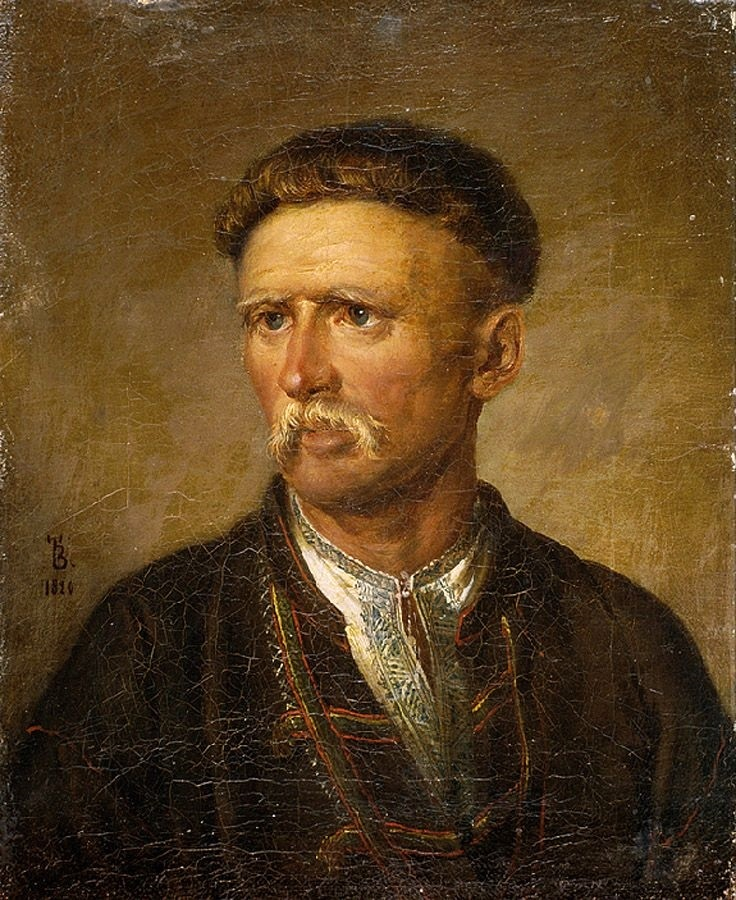
Устим Кармалюк

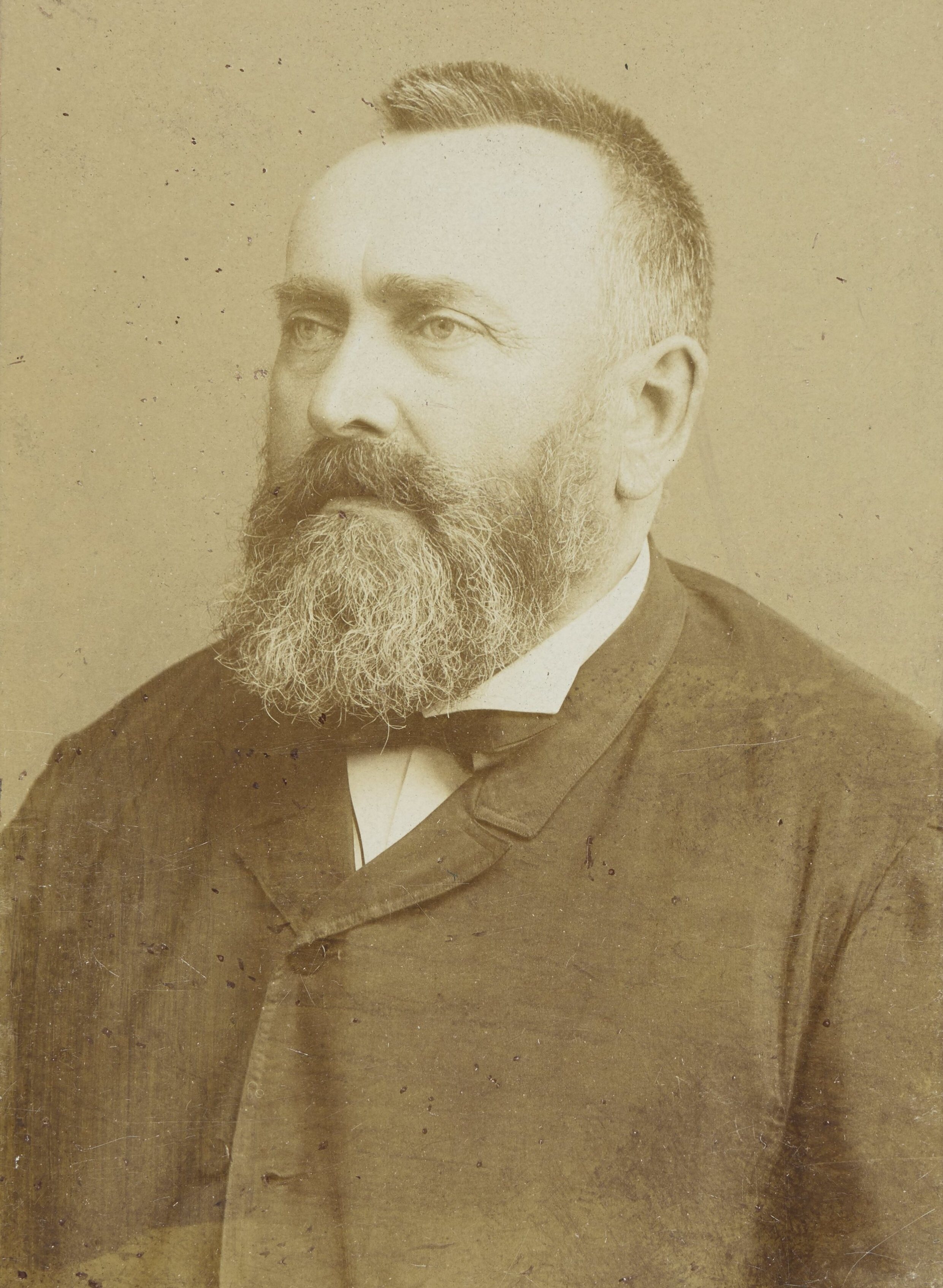
Юзеф-Антоній Роле

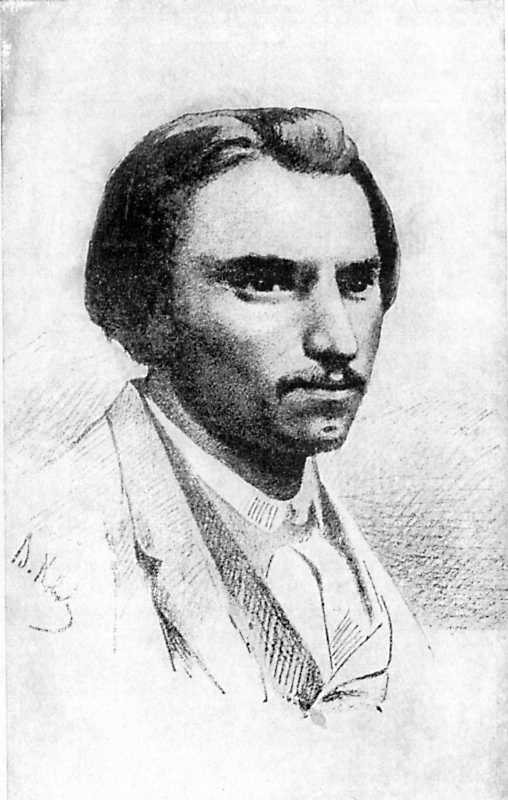
Степан Руданський

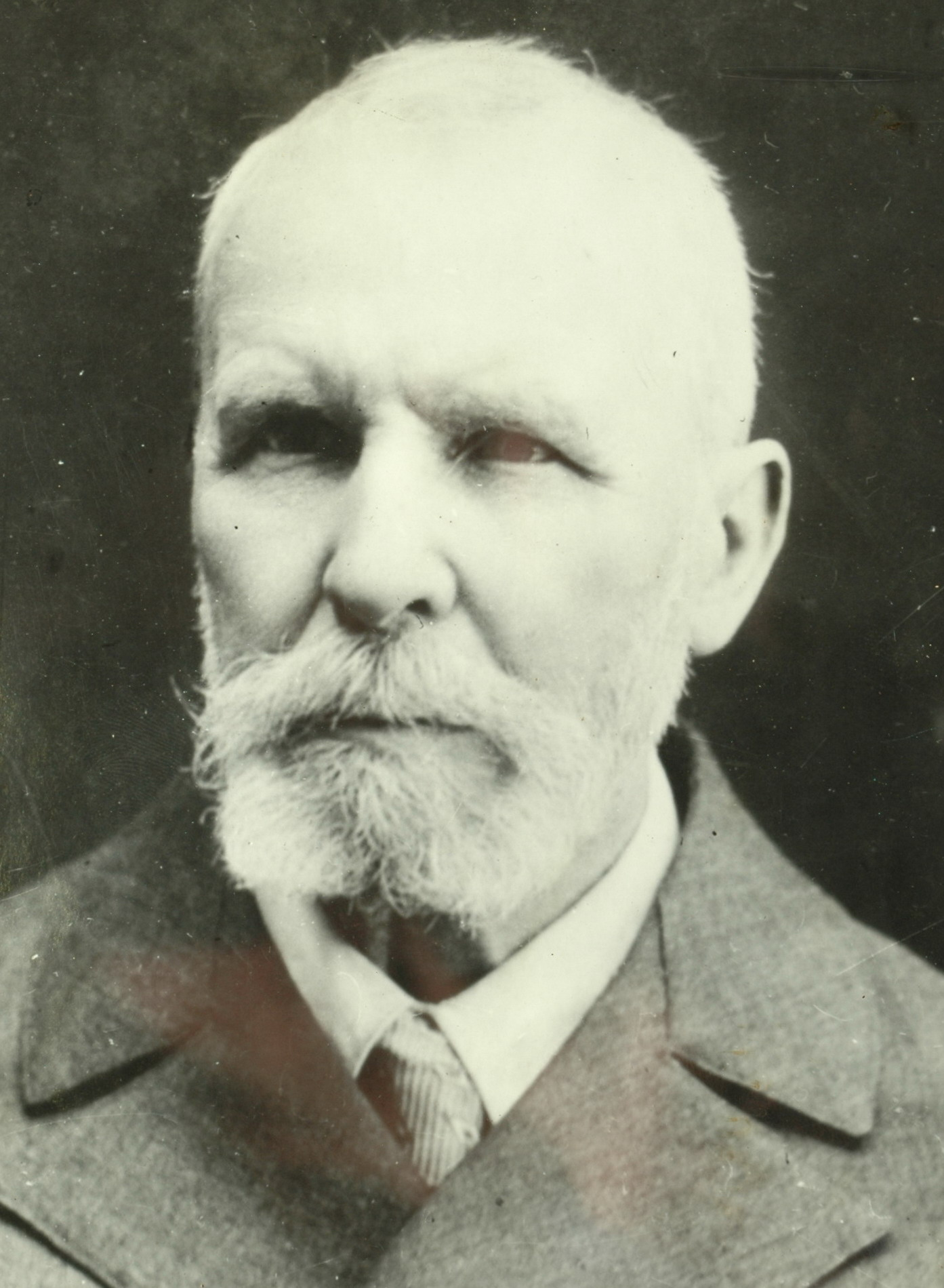
Юхим Сіцінський

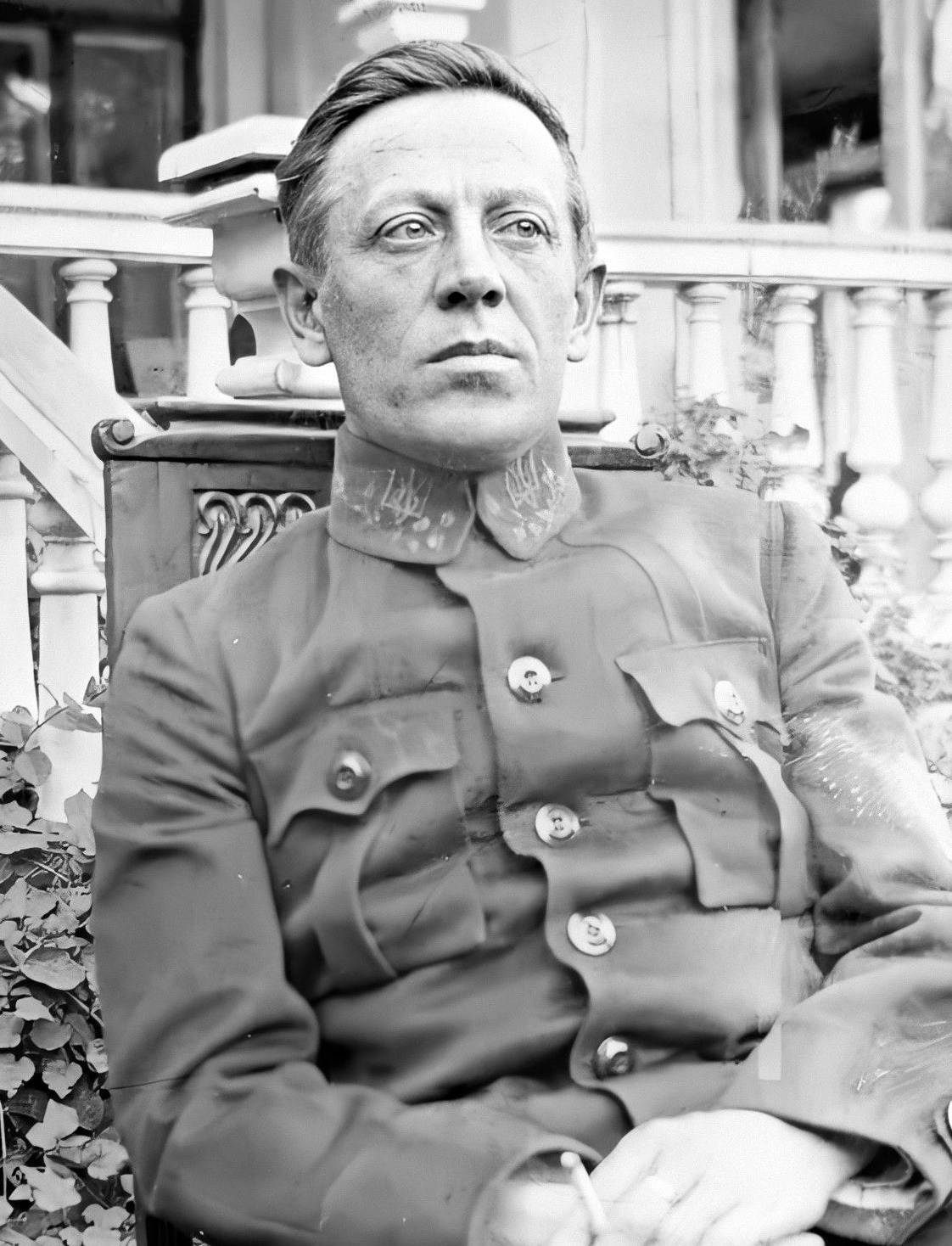
Симон Петлюра

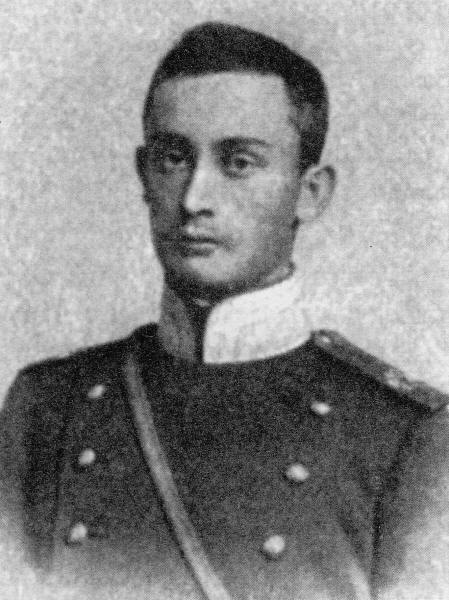
Борис Сулковський

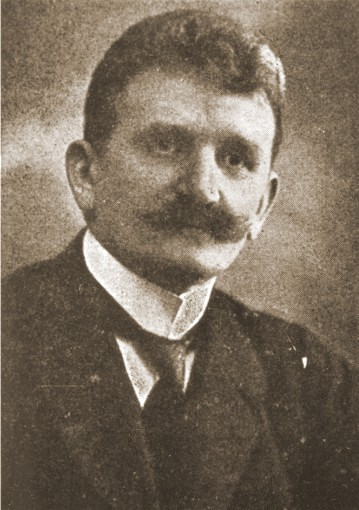
Євген Петрушевич

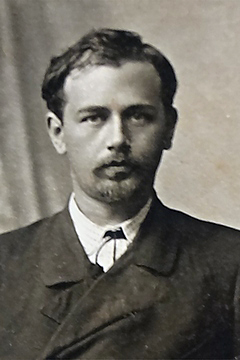
Микола Леонтович

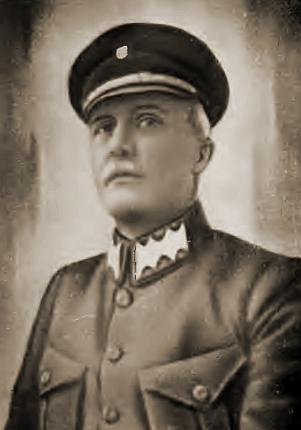
Мирон Тарнавський

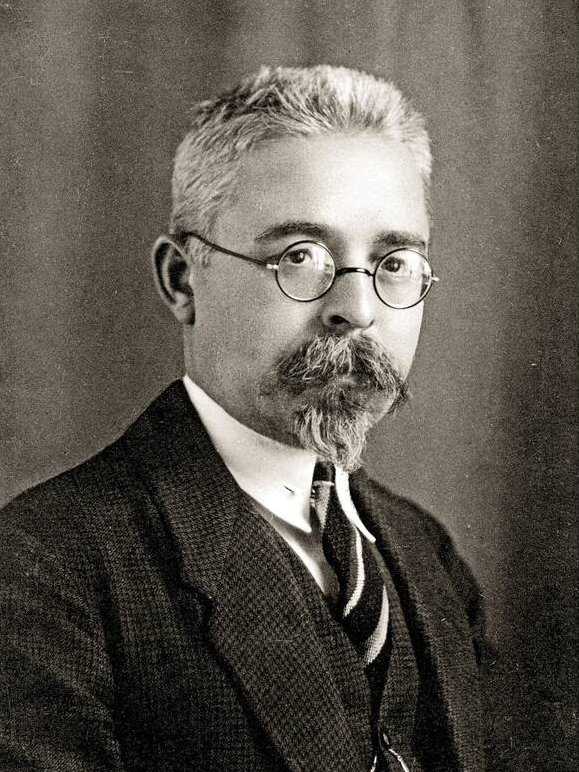
Іван Огієнко

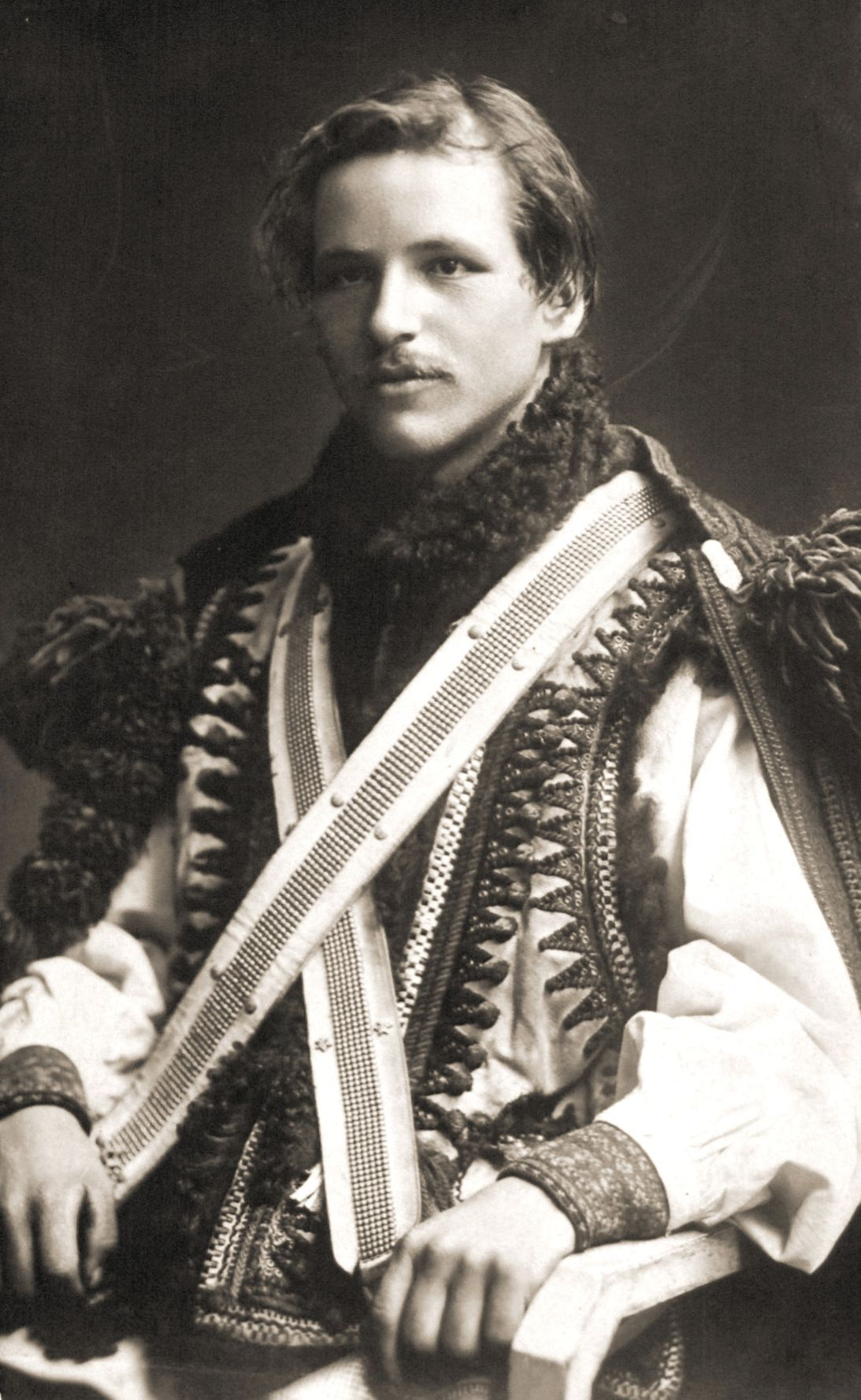
Петро Шекерик-Доників

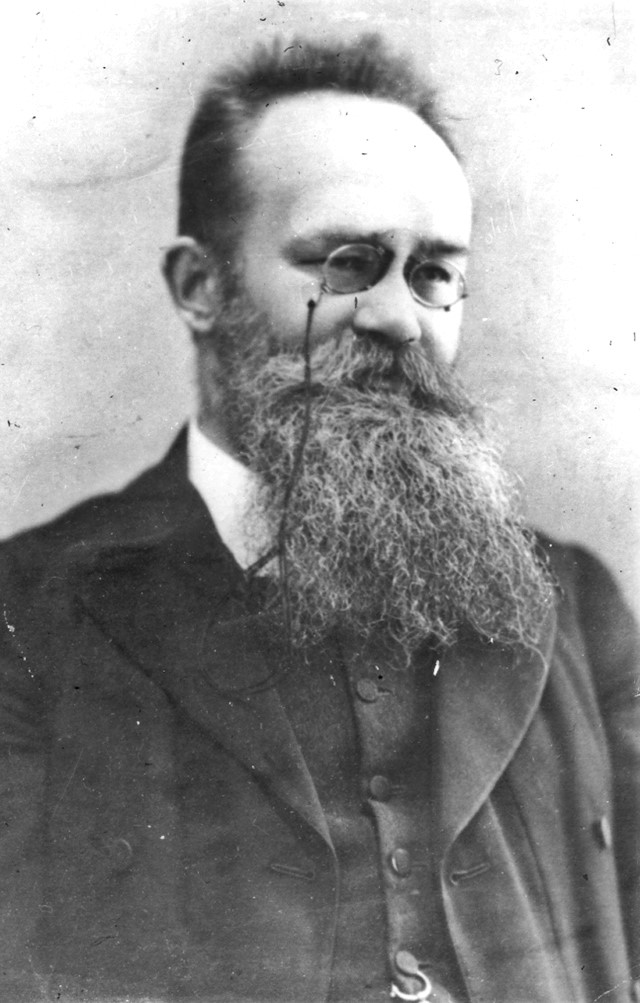
Михайло Грушевський

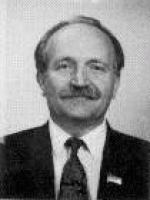
В'ячеслав Чорновіл

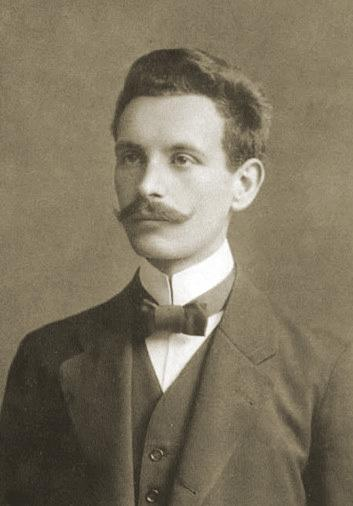
Іван Крип'якевич

Ян Ольшанський

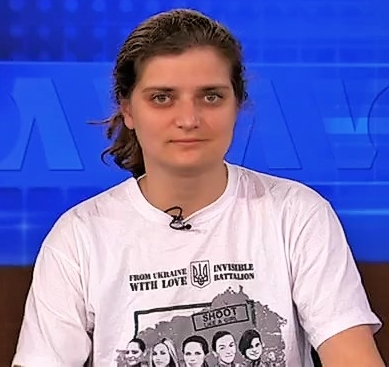
Марія Берлінська

- Король Данило Галицький (Романович) (1201—1264) — король Русі, Князь галицький, володимирський, Великий князь Київський, відстоював від монголо-татар Пониззя (Поділля), національний герой королівства Русь. Саме за часів князювання Данила Романовича, а згодом його сина Лева Даниловича, Кам'янець формується як ранньофеодальне місто з чітким розмежуванням ремесла та землеробства і розвинутою торгівлею.
- Ярослав Осмомисл (1130 — 1187) — князь галицький (1153—1187), князь з династії Рюриковичів, укріплював межі Галицького Пониззя, що сприяло розвитку торгівлі та безпеці Кам'янця.
- Альперін Михайло Юхимович (1956—2018) — джазовий піаніст, композитор, педагог.
- Бажан Микола Платонович (1904—1983) — український письменник, філософ, громадський діяч, перекладач, поет. Академік АН УРСР (з 1951 року), Заслужений діяч науки УРСР (з 1966 року), заслужений діяч мистецтв Грузинської РСР (з 1964 року), народний поет Узбецької РСР.
- Бельке Густав (1810—1873) — подільський зоолог, багаторічні дослідження природи в Кам'янці-Подільському та його околицях виклав у кількох працях.
- Березіна Інна Вікторівна (1972 р.н.) — художник-педагог, мистецтвознавець.
- Берлінська Марія Сергіївна (1988 р.н.) — українська військова та громадська діячка, членкиня Жіночої сотні ім. Ольги Кобилянської, засновниця громадської організації "Центр підтримки аеророзвідки".
- Бєляєв Володимир Павлович (1907—1990) — російський і український письменник: прозаїк, кінодраматург.
- Богацький Павло Олександрович (1883—1962) — український письменник, журналіст, літературознавець, літературно-театральний критик, бібліограф, редактор, політичний і військовий діяч, дійсний член Наукового товариства імені Шевченка, отаман Коша Охорони республіканського ладу при Міністерстві внутрішніх справ УНР у Кам'янці-Подільському.
- Ванат Владислав Андрійович (2002 р.н.) — український футболіст, нападник київського «Динамо», молодіжної та національної збірних України.
- Веллер Михайло Йосипович (20 травня 1948 —) — письменник, філософ, лауреат кількох літературних премій.
- Бучацький-Язловецький Теодорик (1378—1456) — польський шляхтич, урядник, дипломат, староста генеральний подільський, заклав у місті Вознесенську церкву.
- Геринович Володимир Олександрович (1883—1949) — український вчений географ, науковець, краєзнавець Поділля, громадський діяч, педагог, доктор географічних наук, доктор історичних наук, професор, член Кам'янець-Подільського наукового товариства при ВУАН, дійсний член НТШ, дійсний член Українського комітету краєзнавства.
- Годованець Микита Павлович (1893—1974) — український поет-байкар, жертва сталінських репресій.
- Гордзієвський Прокопій Васильович (1872—1931) — протоєрей, український громадський та церковний діяч у Хабаровську та Харбіні, закінчив Кам'янець-Подільську духовну семінарію.
- Грабченко Антон Мартинович (1894—1931) — український підполковник Армії УНР.
- Грейм Михайло Йосипович (1828—1911) — художник-фотограф, нумізмат.
- Грушевський Михайло Сергійович (1866—1934) — український історик, громадський та політичний діяч, невеликий час мешкав і працював у Кам’янці-Подільському.
- Ільчик Любава Олександрівна (1999 р.н.) — українська спортсменка, майстер спорту з тхеквондо, семиразова чемпіонка України, переможниця різних етапів кубка світу та Європи.
- Карабіневич Микола Сильвестрович (1889—1937) — діяч Української автокефальної православної церкви, архієпископ. Навчався тут в духовній семінарії.
- Кармалюк Устим Якимович (1787—1835) — український національний герой, керівник повстанського руху на Поділлі у 1813—1835 роках проти національного і соціального гніту.
- Кланца Андрій Іванович (1980 р.н.) — лікар-кардіохірург та організатор охорони здоров'я, науковець, Заслужений лікар України (2013), доктор наук.
- Клемчинський Сигізмунд Сигізмундович (1891—1937) — римо-католицький священник, репресований радянською владою, реабілітований у 1989 році.
- Коріятович Юрій (1374—1400) — подільський князь, молдовський князь, розбудовував місто-фортецю Кам'янець та надав Магдебурзьке право, вважається найстаршим сином князя Коріята Гедиміновича.
- Коріятович Олександр (?—1380/1392)) — подільський князь, волинський князь.
- Коріятович Костянтин (?—бл.1390) — князь подільський, запропонував Папі Римському заснувати римо-католицьку парафію в Кам'янці-Подільському.
- Коріятович Федір (бл.1331—1414) — подільський князь, князь Карпатської Русі.
- Кохан Володимир Володимирович — український ведучий, документаліст, історик, краєзнавець, автор проєкту «Хащі» про культурну політику в державі, села, що зникають та зйомки в зоні бойових дій. Здобув освіту на факультеті журналістики К-ПНУ ім. Огієнка.
- Крип'якевич Іван Петрович (1866—1967) — український історик, академік, автор великої кількості наукових досліджень про українську козацьку державність та Богдана Хмельницького, низки підручників з історії України, приват-доцент Кам'янець-Подільського державного українського університету.
- Леонтович Микола Дмитрович (1877—1921) — український композитор, хоровий диригент, піаніст, педагог, збирач музичного фольклору, громадський діяч.
- Лубківський Володимир Костянтинович (?-1921) — український підполковник Армії УНР.
- Мазуренко Марко Єрофійович (1871—1929) — український генерал-хорунжий Армії УНР.
- Мазур-Ляховський Василь Омелянович (1889—1949) — український військовий старшина Армії УНР.
- Мантуляк Микола Васильович (1889—?) — український підполковник Армії УНР.
- Мерлені Ірина Олексіївна (1982 —) — заслужений майстер спорту України з вільної боротьби, олімпійська чемпіонка, бронзова призерка Олімпіади; чемпіон світу, чемпіон Європи.
- Михайловський Віталій Миколайович (1974 —) — український історик, досліджує історію Поділля та руських земель (Руське та Белзьке воєводства) Польського королівства другої половини 14—16 століть, історичну географію Поділля.
- Негода Борис Михайлович (1944—2020) —  український художник-графік. Заслужений художник України (Указ Президента України від 20 квітня 1999).
- Ніколів Яків Іванович (1898 — ?) — український громадський діяч у Шанхаю (Китай).
- Огієнко Іван Іванович (1882—1972) — український вчений, митрополит (від 1944), політичний, громадський і церковний діяч, мовознавець, лексикограф, історик церкви, педагог, дійсний член Наукового Товариства імені Тараса Шевченка (від 1922).
- Ольшанський Ян (1919—2003) — український римо-католицький єпископ, маріанин, у 1991—2002 роках — єпископ Кам'янець-Подільської дієцезії.
- Петлюра Симон Васильович (1879—1926) — український державний, військовий та політичний діяч, публіцист, літературний і театральний критик. Організатор українських збройних сил. Член ГС УЦР (від 28 червня — 31 грудня 1917) на посаді Генерального секретаря з військових справ. Головний отаман військ УНР (з листопада 1918 р.). Голова Директорії УНР (9 травня 1919 р. — 10 листопада 1920 р.). Дядько патріарха Мстислава.
- Потоцький Миколай (бл.1512/1517/20—1572) — польський шляхтич, дворянин, військовик, урядник Королівства Польського, генерал (генеральний староста) Подільських земель.
- Потоцький Стефан (1568—1631) — польський шляхтич, військовик, урядник Речі Посполитої, меценат.
- Потоцький Ян (1551/1555—1611) — польський шляхтич, військовик, староста генеральний подільський, фундатор, урядник Речі Посполитої.
- Потоцький Якуб (1554—1613) — польський шляхтич, військовик, каштелян кам'янецький, урядник Речі Посполитої.
- Потоцький Міхал Францішек (?—1760) — польський шляхтич, військовик, державний діяч, меценат.
- Рейтер Олена Миколаївна (1898 — ?) — українська громадська діячка у Харбіні (Китай) в 1930-40-х рр.
- Рибицький Аркадій Олександрович (1867—1931) — український полковник Армії УНР.
- Роле Юзеф Антоній (1829—1894) — польсько-український історик-письменник, член-кореспондент Краківської академії наук, почесний член Подільської АН, член Подільського єпархіального історико-статистичного комітету.
- Руданський Степан Васильович (1834—1873) — популярний український поет, перекладач античної літератури. Автор класичних сатир на міжнаціональну та антиімперську тематику. Професійний лікар.
- Саєвич Микола Михайлович (1885—1944) — український військовий діяч УГА, командир Вартового куреня в Кам'янці-Подільському.
- Сіцінський Юхим Йосипович (1859—1937) — історик, археолог і культурно-громадський діяч Поділля, православний священник, член Історичного товариства Нестора Літописця (від 1896), дійсний член НТШ (від 1899) і Українського наукового товариства в Києві (від 1906).
- Солуха Костянтин Григорович (1861—1922) — український громадський і культурний діяч та меценат. Був головою українського товариства «Просвіта» в Кам'янці-Подільському.
- Сулковський Борис Йосипович (1881—?) — український полковник Армії УНР.
- Фаренгольц Вільгельм Іванович (1835—1902) — подільський дворянин, лікар, громадський діяч, зробив вагомий внесок у розвиток міста на початку XX століття.
- Фаренгольц Едмунд Федорович (1840—1912) — подільський дворянин, лікар, громадський діяч, зробив вагомий внесок у розвиток міста на початку XX століття.
- Хмельницький Юрій (бл. 1641—1685) — військовий, політичний і державний діяч. Гетьман Війська Запорозького, очільник Гетьманщини, князь України-Русі під протекторатом Османської імперії. За однією з версій загинув місті Кам'янець-Подільський.
- Цибульський Павло Данилович (1917—1984) — український письменник. Член Спілки письменників України (нині Національна спілка письменників України) від 1958 року.
- Чирський Микола Антонович (1902—1942) — український поет і драматург, хорунжий Армії УНР.
- Чехович Олександр Олександрович (1870—1936) — український військовий юрист, генерал-хорунжий УНР.
- Чечік Рівка (1884—1969) — українсько-єврейська емігрант США з Кам'янець-Подільського, згодом Ребекка Спілберг, бабуся з боку батька Стівена Спілберга.
- Шпільберг Шмуел (1873—1945) — українсько-єврейський емігрант США з Кам'янець-Подільського, згодом Семюель Спілберг, дід з боку батька Стівена Спілберга.
- Шекерик-Доників Петро Дмитрович (1989—1940) — український гуцульський громадський і політичний діяч, етнограф, письменник, організатор осередку товариства «Січ» у Кам'янці-Подільському.
- Шейковський Каленик Васильович (1835—1903) — український мовознавець, етнограф, видавець, педагог.
- Штейн Леонід Захарович (1934—1973) — український шахіст, міжнародний гросмейстер, заслужений майстер спорту.
- Шимон Окольський (1580—1653) — домініканський чернець, шляхетський хроніст і мемуарист, відомий геральдика і проповідник.
- Ян де Вітте (1709—1785) — військовий генерал, інженер-фортифікатор, комендант Кам'янця-Подільського, архітектор голландського походження;

### Герої, що загинули в АТО/ООС

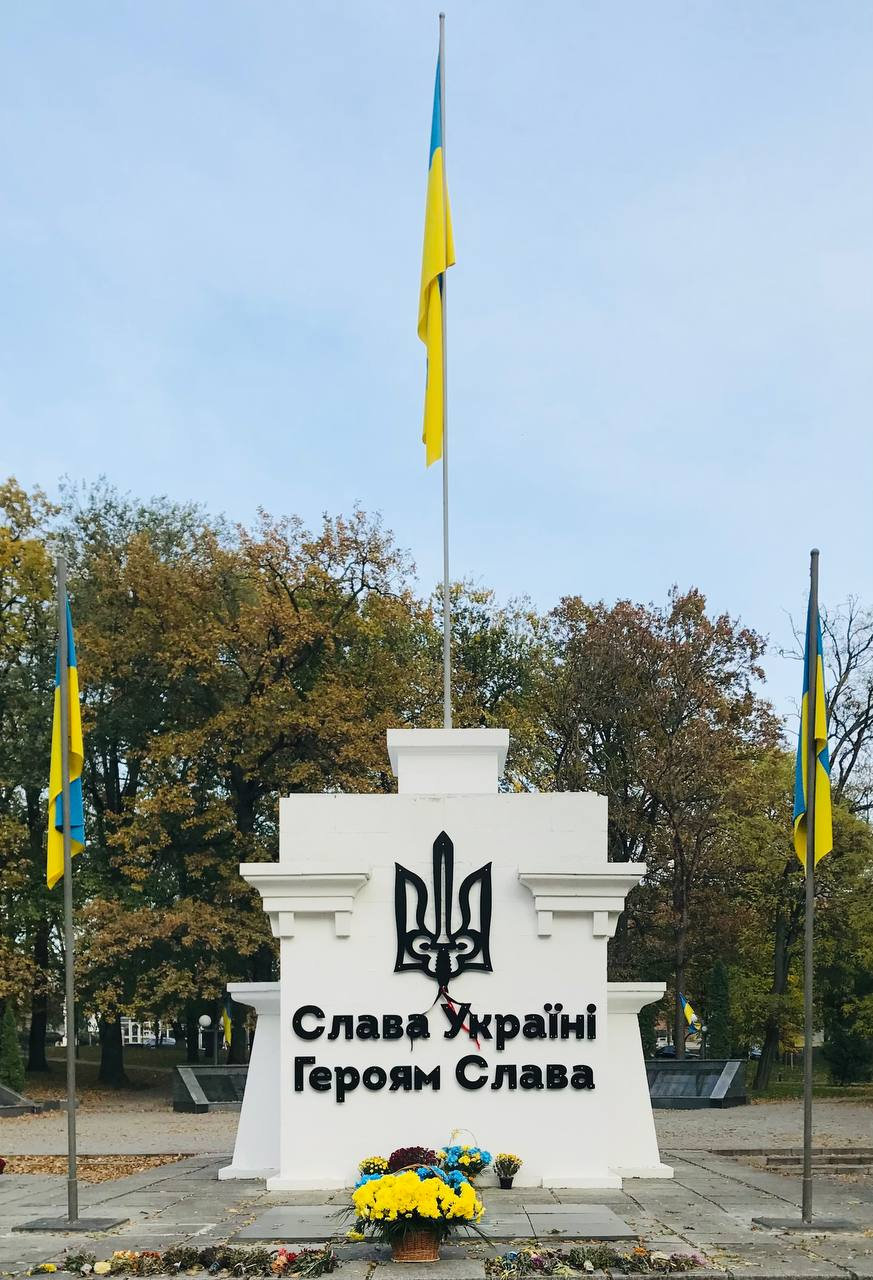
Меморіальний комплекс у сквері Героїв

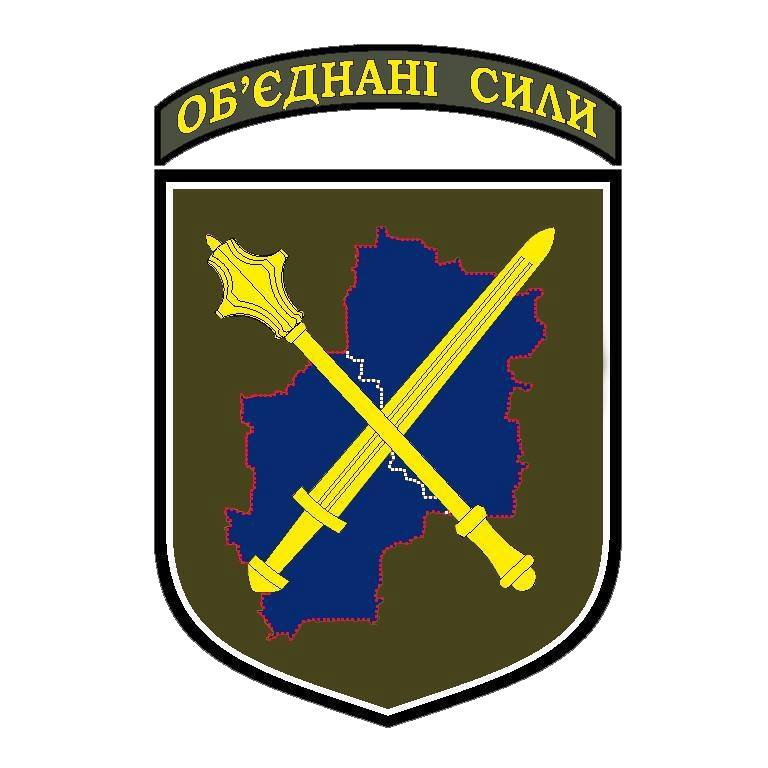
Емблема Об'єднаних сил (ООС)

Станом на 2019 рік в АТО/ООС на Сході України загинуло 16 кам'янчан.
- Гоцуляк Сергій Євгенович (1980—2023) — підполковник Державної служби України з надзвичайних ситуацій, учасник російсько-української війни, почесний громадянин міста Тернополя.
- Стрельчук Павло Володимирович (1973—2014) — боєць батальйону «Айдар», герой АТО, загинув при звільненні Іловайська.
- Журавленко Андрій Анатолійович (1974—2014) — боєць батальйону «Донбас», герой АТО.
- Луньов Олександр Володимирович (1979—2014) — боєць 143-го об'єднаного навчально-тренувального центру, герой АТО.
- Наглюк Роман Миколайович (1986—2014) — боєць 24-ї окремої механізованої бригади імені короля Данила, герой АТО.
- Слободян Едуард Геннадійович (1986—2014) — боєць 80-ї окремої десантно-штурмової бригади, герой АТО.
- Лізвінський Валерій Іванович (1966—2015) — боєць 81-ї окремої аеромобільної бригади, герой АТО.
- Чухнов Аркадій Сергійович (1975—2015) — боєць 15-го окремого мотопіхотного батальйону «Суми», герой АТО.
- Мелимука Сергій Миколайович (1975—2015) — боєць 534-го окремого інженерно-саперного батальйону, герой АТО.
- Флерко Микола Олексійович (1978—2015) — боєць батальйону «ДУК ПС», герой АТО.
- Гордійчук Микола Миколайович (1986—2015) — боєць батальйону спеціального призначення Гарпун, герой АТО.
- Коношенко Руслан Сергійович (1983—2015) — боєць батальйону 90-го окремого десантного штурмового батальйону «Житомир» 81-ї десантно-штурмової бригади, герой АТО, загинув в аеропорту Донецька.
- Кухар Андрій Анатолійович (1987—2016) — боєць 48-ї інженерної бригади, герой АТО.
- Доброшинський Ростислав Русланович (1996—2017) — боєць 8-го окремого гірсько-штурмового батальйону, герой АТО.
- Горний Олександр Юрійович (1995—2017) — боєць 11-го зенітного ракетного полку, герой АТО.
- Сарнавський Євгеній Вікторович (1989—2017) — боєць 72-ї окремої механізованої бригади, лицар ордена Богдана Хмельницького II та III ступеня, герой АТО.
- Блінчук Богдан Володимирович (1983—2018) — боєць 48-ї інженерної бригади, герой АТО/ООС.
- Коваль Сергій Васильович (1977—2021) — боєць 143-го об'єднаного навчально-тренувального центру, герой АТО/ООС.

### Герої, що загинули підчас Російського вторгнення в Україну
- Дорофєєв Денис Вікторович (1980—2024) — молодший сержант Збройних сил України, учасник російсько-української війни. Герой України (посмертно).
- Дуберт Олег Григорович (1975—2022) — майор збройних сил України, учасник російсько-української війни.
- Квапиш Максим Віталійович (2000—2022) — український військовий та громадський активіст, учасник російсько-української війни.

## Військові частини

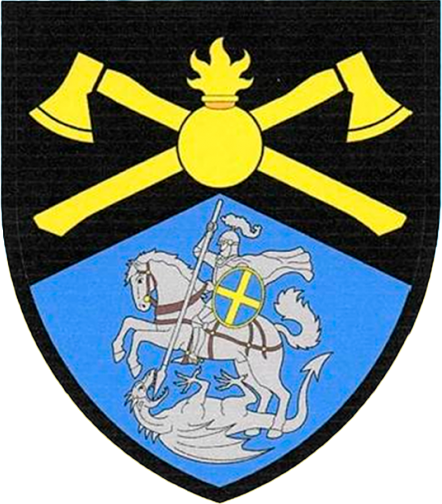
Нарукавний знак 48 бригади

Нарукавний знак інженерних військ

У період визвольних змагань на початку XX століття, місто має унікальну історію, тут перебували одночасно військові частини Української галицької армії та армії Української Народної Республіки. Наприклад, зі червня 1919 року в місті розміщувався штаб Повітряного флоту УНР, а старшинська школа піхоти УГА була розташована в селі Гута-Чугорська, а школа старшинської артилерії УГА в Безносківцях. З липня 1919 року місті знаходились ше Спільні Військові Юнацькі Школи УНР. У січні 1920 року в Кам'янці (тоді вже під польською окупацією) постала друга СВЮШ, відома як Кам'янецька.

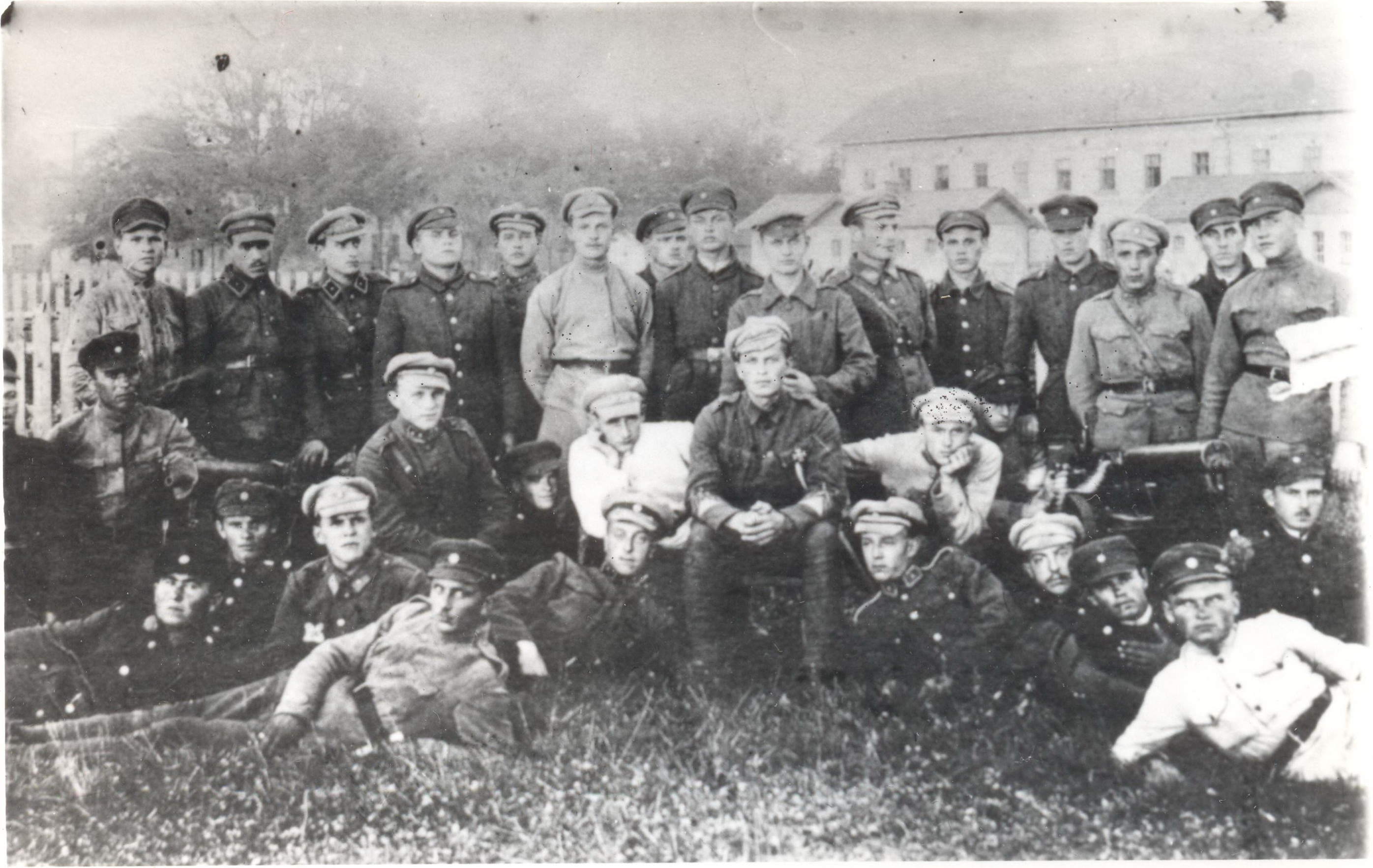
Спільна Військова Юнацька школа УНР у Кам'янці-Подільському 1920 рік.

З 16 вересня 1939 року в місті розташовувалося управління Кам'янець-Подільської армійської групи Українського фронту під час Польського походу РСЧА.
У вересні 2012 року місті було створено 11-й понтонно-мостовий батальйон української армії на базі факультету військової підготовки КПНУ імені І. Огієнка.
12 жовтня 2014 року засновано 308-й окремий інженерно-технічний батальйон (308 ОІТБ, пп В1423).
2015 року створено 321-й окремий інженерний батальйон (321 ОІБ, в/ч А3479).
30 листопада 2015 року створена 48-ма Кам'янець-Подільська інженерна бригада, що дислокується у Кам'янець-Подільському, яка розгорнута на базі колишньої 275-ї Рогачовсько-Талліннської бази зберігання озброєння та техніки. Станом на 2018 рік, 48-ма — єдина інженерна бригада в Збройних Силах України. Загальна чисельність бригади близько 2,5 тис. військовослужбовців. Для забезпечення комфортного перебування військовослужбовців-контрактників 48-ї інженерної бригади у місті було збудовано три нових гуртожитки сучасного зразка на 125 військових. Хоча, загалом забезпечення військовослужбовців житлом, як буває часто в країні, досить не стабільне, а будинки будують роками, через не постійне фінансування та корупцію.
Восени 2020 року Центр розмінування (в/ч А2641) об'єднали з Навчальним центром Командування Сил підтримки (в/ч А1884), які в результаті злиття утворили Об'єднаний навчально-тренувальний центр «Поділля».

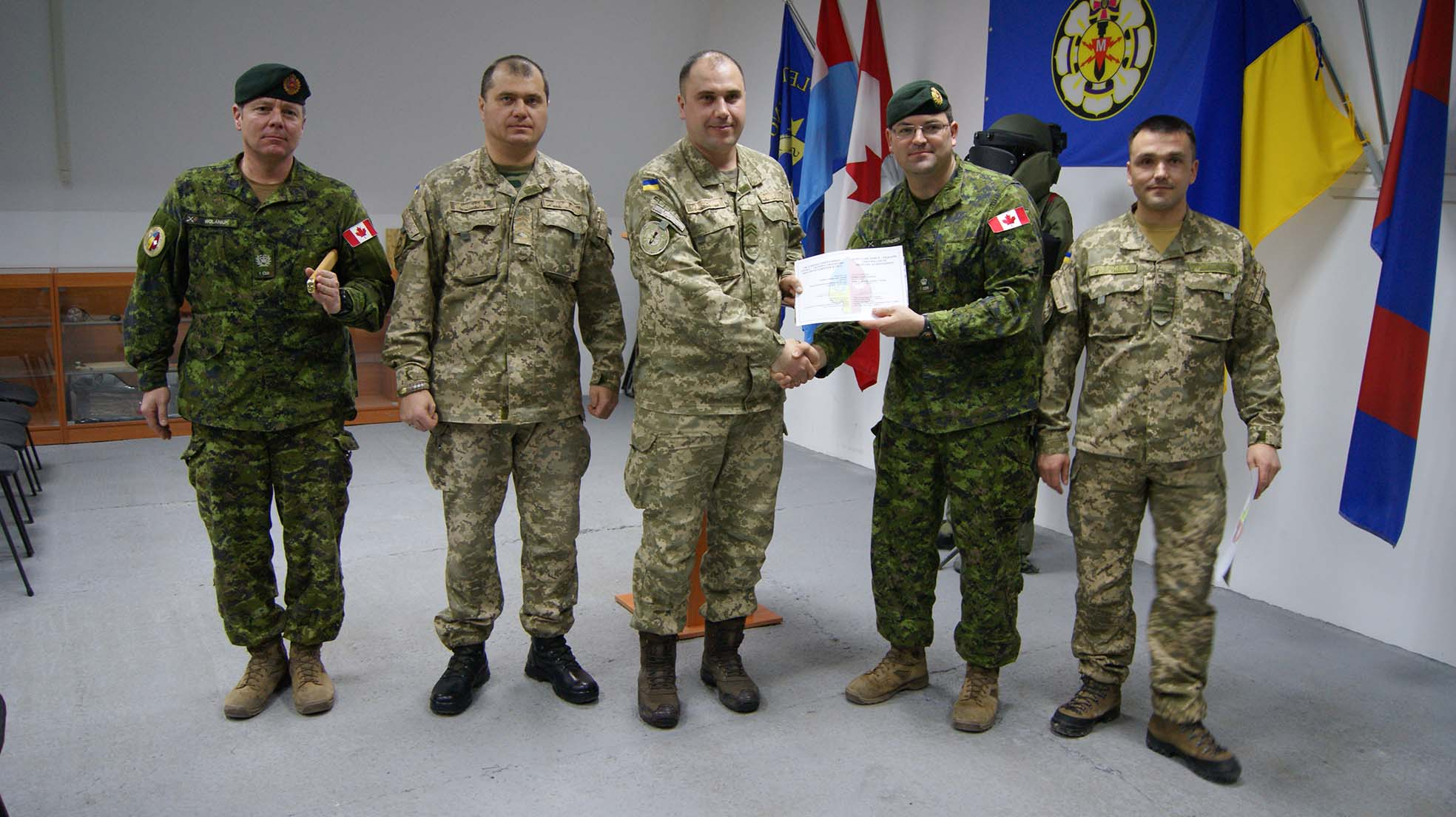
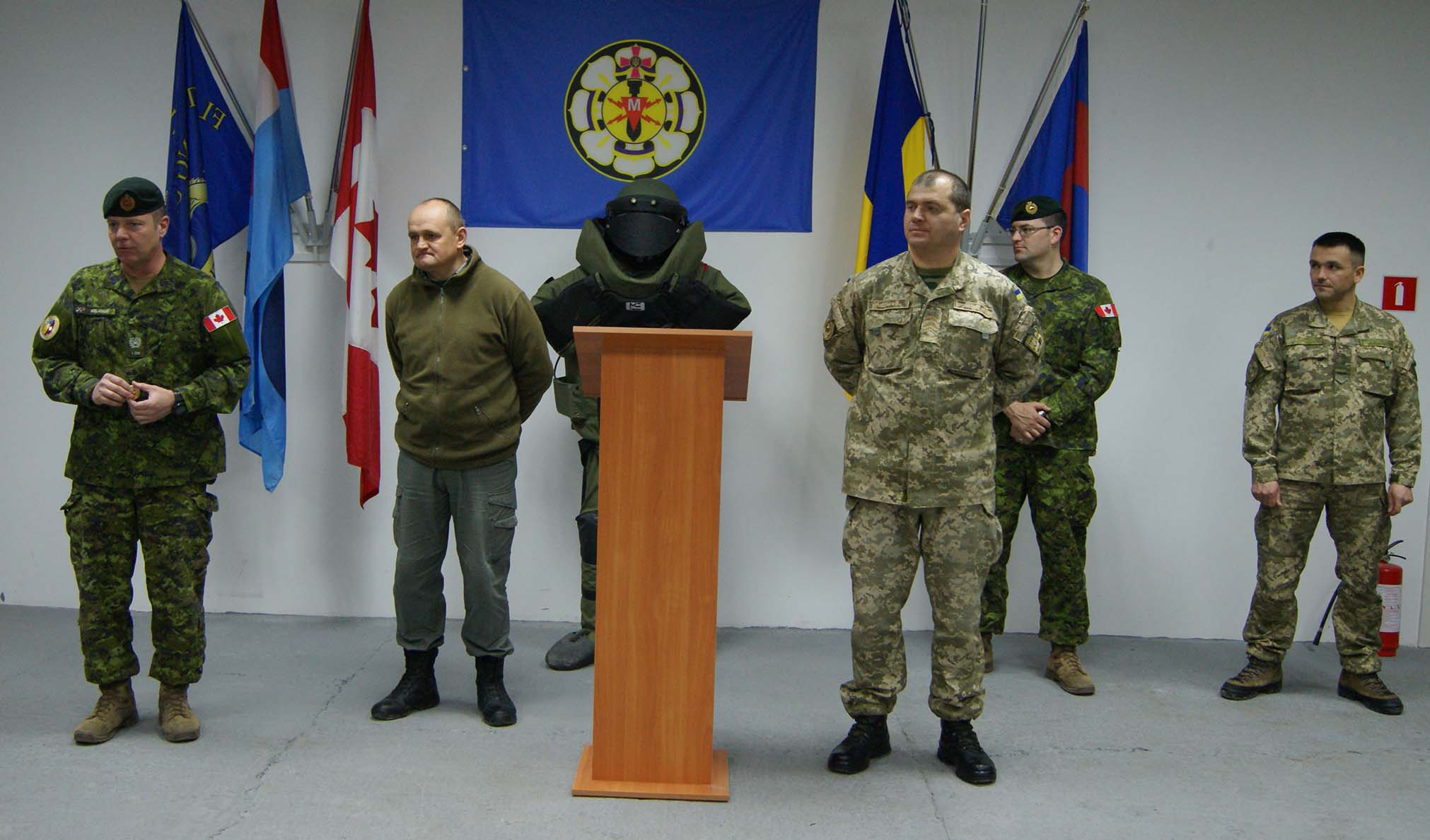
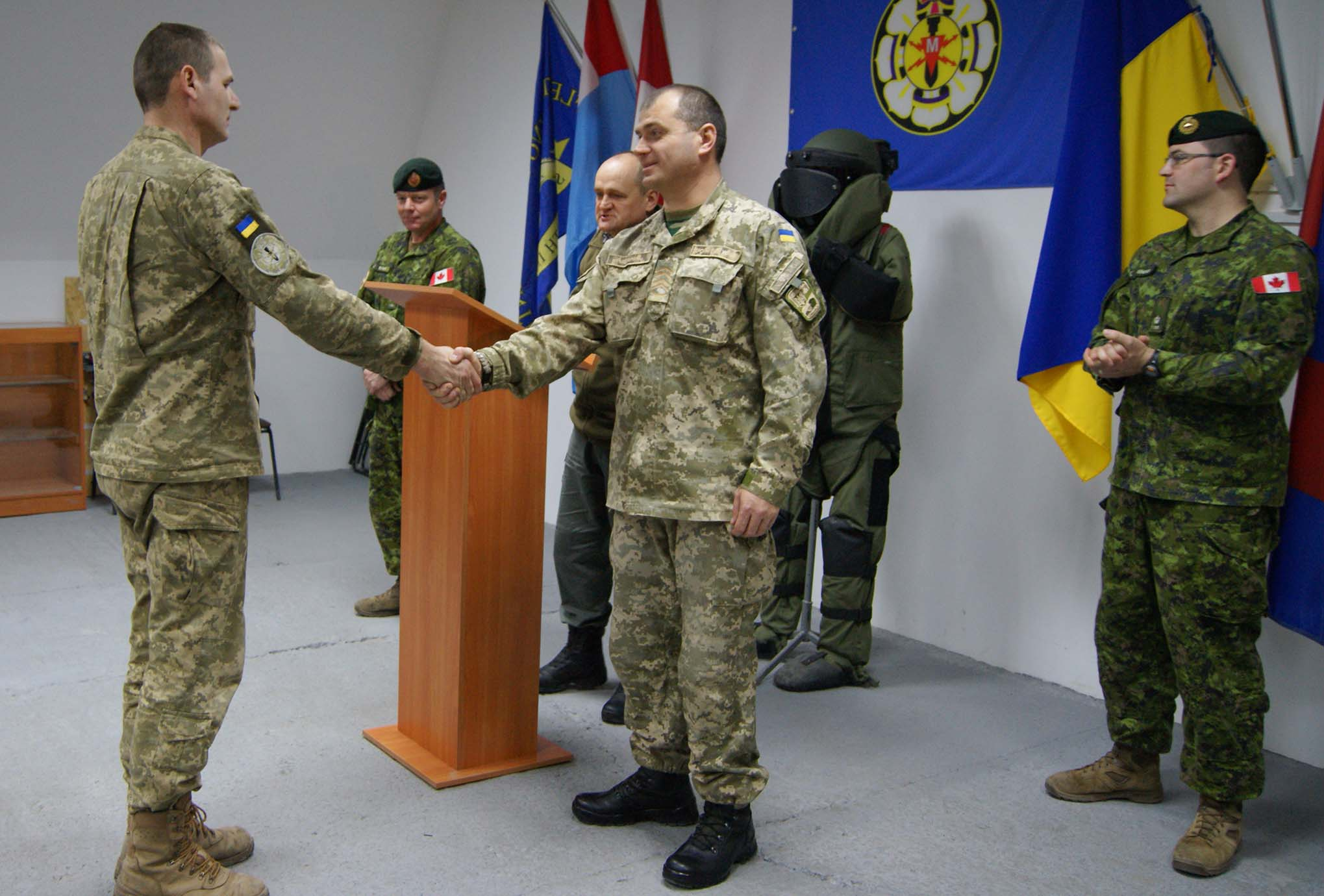
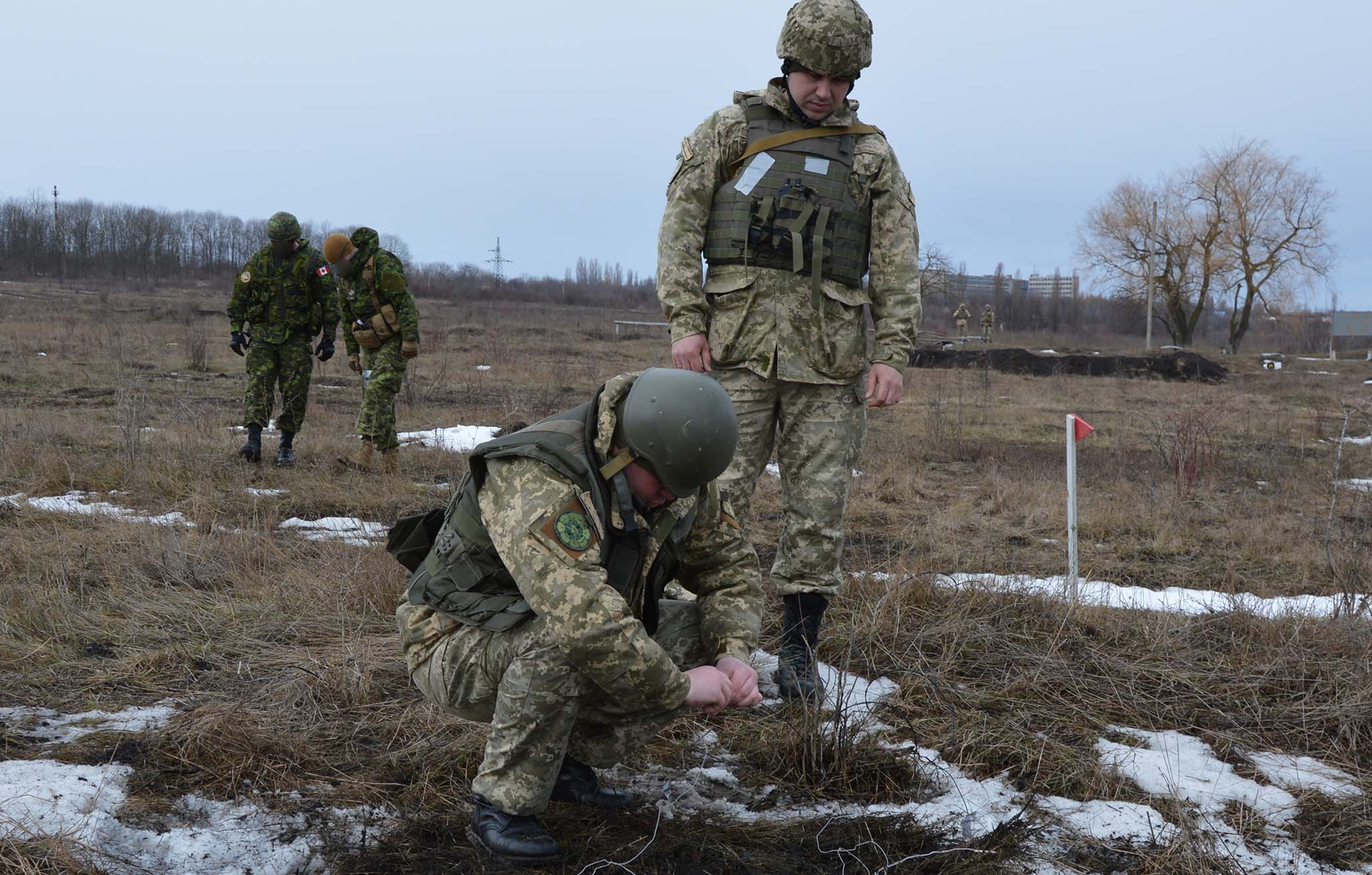
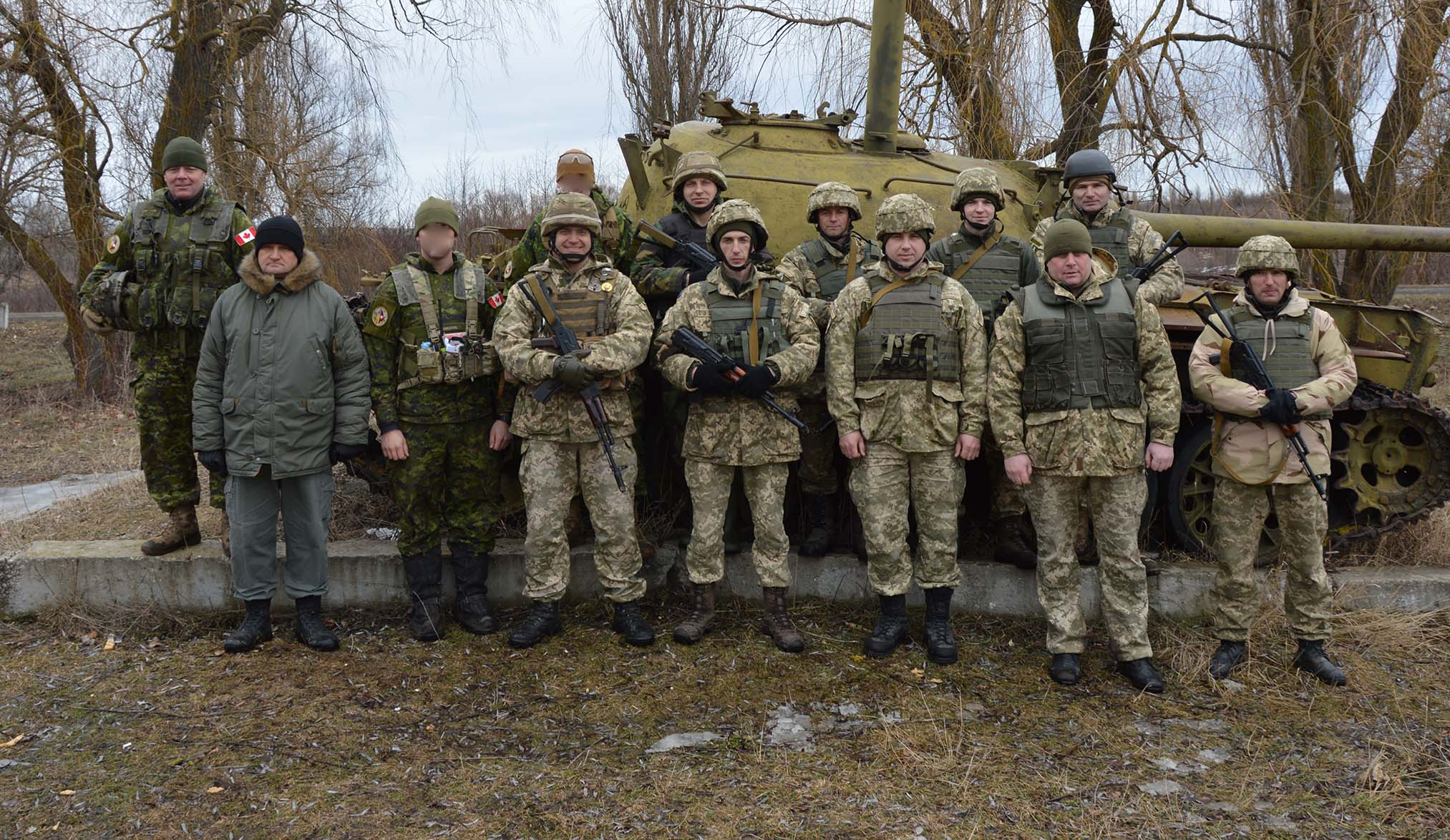

## Міста-побратими
Кам'янець-Подільський має багато міст-побратимів із різних країн світу. Історично більшість зі Польщі, так як мають багато сторінок спільної історії та спільну історичну розбудову. Також, переважно польські міста-партнери та інші, допомагають місту різного роду благодійними акціями як: збір коштів, передача благодійної допомоги та матеріальних цінностей, прийом дітей на відпочинок та оздоровлення.
Важливим напрямком співробітництва є відвідування, навчання працівників і переймання досвіду управляння міста, від міст-партнерів у галузях: догляду за територією, управляння комунальних підприємств, розвитку туризму, співпраці з бізнесом, залучення інвестиційних проєктів та інвесторів.
Для міста є дуже корисним досвід невеликих польських міст, які залучають інфраструктурне фінансування ЄС задля свого розвитку, проєктів модернізації та будівництва.
7 березня 2022 року до 5 Державної пожежно-рятувальної частини міста Кам'янця-Подільського прибула пожежна автоцистерна. Автомобіль рятувальники отримали завдяки міжнародній співпраці з містами партнерами, а саме ґміни Ємельно, Республіки Польща.
У 2022 році адміністрація німецького міста Лаге та місцева пожежна служба за сприяння підприємця Уве Кунка передали Кам'янець-Подільському району дві пожежні машини. Одна з них передана Смотрицькій селищній територіальній громаді для подальшого використання місцевою пожежною командою селі Балин, інша — безпосередньо Кам'янець-Подільському.
- Каліш, Польща
- Краків, Польща
- Перемишль, Польща
- Сянік, Польща
- Глогув, Польща
- Тарново-Подґурне, Польща
- Грубешів, Польща
- Ченстохова, Польща
- Ґожиці, Польща
- Гнев, Польща
- Заверці, Польща
- Володава, Польща
- Люблін, Польща
- Холм, Польща
- Укмерге, Литва
- Ейтенз, США
- Залеу, Румунія
- Серет, Румунія
- Роман, Румунія
- Лівани, Латвія
- Єдинці, Молдова
- Дольний Кубін, Словаччина
- Понте-Ламбро, Італія
- Теруель, Іспанія
- Вальє-де-Мена, Іспанія
- Кутна Гора, Чехія
- Радовиш, Північна Македонія
- Отмон, Франція
- Брантфорд, Канада[118]
- Джіханбейлі, Туреччина[119]
- Есслінген-на-Некарі, Німеччина
- Вісбаден, Німеччина[120]
- Геррюнга, Швеція
- Марієстад, Швеція[121]

Є партнерські відносини зі районами міст:
- Таргувек, район Варшави, Польща
- Кішпешт, район Будапешта, Угорщина

Місто також має партнерські зв'язки зі польськими повітами, а саме: Сяноцький повіт, Глоговський повіт, Володавський повіт.
З містом Мічурінськ держави-терориста побратимські стосунки було розірвано через російську агресію та анексію АР Крим, а з білоруським Полоцьк у 2022 році після підтримки російської агресії.
Також, встановлені партнерські зв'язки з українськими містами:
- Слов'янськ — місто на Донбасі, промисловий центр регіону, значний вантажно-пасажирський вузол, курорт державного значення;
- Самар — місто на Запорожжі, промисловий центр регіону, значний вантажно-пасажирський вузол.
- Вінниця — місто на Поділлі, історичний осередок східного Поділля, промисловий центр регіону, значний вантажно-пасажирський вузол;
- Умань — місто на Поділлі, історичний осередок східного Поділля, значний туристичний осередок держави;

Входить до складу Асоціації Міст України.

## Цікаві факти про місто

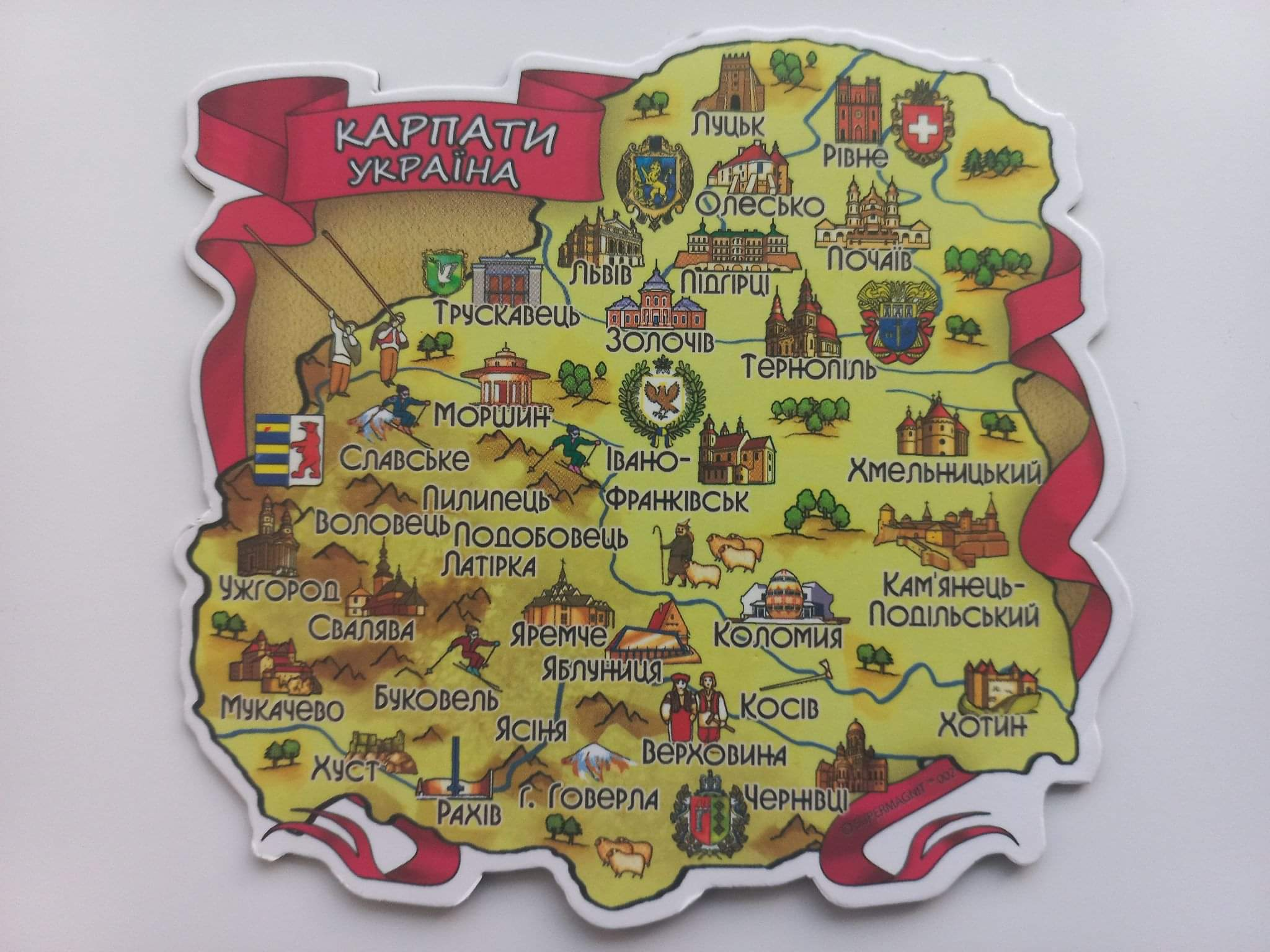
Зображення Кам'янець-Подільського на мапі Західної України, сувенір

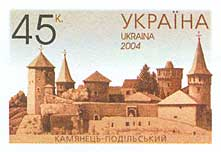
Поштова марка із Старою фортецею

|                                                                               |  |  |
| Пам'ятна монета НБУ номіналом 5 грн, присвячена Кам'янець-Подільській фортеці |  |  |

| |  |  |
| Пам'ятна монета НБУ номіналом 2 грн, присвячена Кам'янець-Подільському національному університету імені Івана Огієнка |  |  |

- Місто посідає 3 місце за архітектурними пам'ятками в Україні.[123]
- Завдяки гірському кряжу Товтри-Медобори, які ніби умовним щитом захищають Кам'янець від холодних північних вітрів, у місті утворився свій особливий мікроклімат. Так, тут набагато тепліше, раніше починається весна, а літній сезон триває на 10 днів довше, ніж у північній частині області. Недарма цю частину краю здавна називали Теплим Поділлям.
- З 22 березня 1919 — по листопад 1920 — столиця Української Народної Республіки, через складні політичні обставини.
- «Camino Podolico» — це подільський шлях святого Якова, який поєднує міста: Вінниця, Бар та Кам'янець-Подільський.[124]
- Кам'янець-Подільський посів 36 місце в рейтингу прозорості бізнесу серед українських міст у 2020 році.
- Кам'янецький кат саме така посада існувала в місті до 70-х років XIX століття.
- Саме в Кам'янці-Подільському датуються перші згадки про каву в Україні, 1672 року в місті було засновано першу українську кав'ярню[125].
- «Лань, що біжить» це один з найвищих в Європі мостів без вертикальних опор, а також улюблене місце для стрибків з банджі-джампінгу (висота 54 м).
- Кам'янець-Подільський є одним з тих міст України, що втратили значення обласного центру, а отже більші можливості для розвитку, такими як: Бахмут, Дрогобич, Ізмаїл.
- На Google Art Project — віртуальній колекції мистецтва з усього світу є стінописи з Кам'янця-Подільського.
- Станом на початок 2000-х Кам'янець-Подільський займав 3 місце, після Оксфорда та Кембриджа за кількістю студентів на душу населення в Європі.[126].
- Кам'янець-Подільський входить у Подільсько-Буковинський туристичний кластер під назвою «Подільсько-Буковинське намисто» для популяризації туризму та залучення інвестицій у місто, також сюди ходять міста Чернівці та Хотин, які формують умовне намисто на мапі.
- За перше півріччя 2018 року вхідним квитком до Старої фортеці скористалося 93 тисячі відвідувачів. Вітчизняні мандрівники прибували переважно з Київської, Львівської, Дніпропетровської, Хмельницької, Чернівецької, Запорізької та Харківської областей. Закордонні з Польщі, США, Німеччини, Бельгії, Австрії, Румунії, Швейцарії, Канади, Італії, Британії, Білорусі.
- Входить до складу 50 найбільших міст України за населенням, у 2020 році 45 місце відповідно.
- Урбаноніми про Кам'янець-Подільський існують у таких містах: Хотин — вулиця Кам'янець-Подільська, Скала-Подільська — вулиця Кам'янець-Подільська, Харків — вулиця Кам'янець-Подільська, Рівне — вулиця Кам'янець-Подільська, Київ — вулиця і провулок. Селі Балин є вулиця Кам'янець-Подільська. Також слід згадати вулиці у Львові та Хмельницькому під назвами Кам'янецька, що теж історично вказували напрямок на Кам'янець-Подільський. У Хабаровському краї є село під назвою Каменець-Подольськ з населенням 173 людини, а в Польщі місто Каменець-Зомбковіцький.
- Місто має багато вуличних котів, що живуть у Кам'янці-Подільському, на зразок вуличних котів Стамбулу.
- Існує теорія, за якою на території Старого міста у І—II століттях н. е., розташовувався римський табір зі легіонами, за правління імператора Траяна та, що саме римляни першими збудували замковий міст, який з часом лише укріплювали та перебудовували. До слова на території Поділля збереглась система валів, що тягнуться між містами Борщів і Кам'янець-Подільський і мають назву Траянові вали Подністров'я. За іншою гіпотезою, деякі науковці стверджують, що Кам'янець це легендарна грецька колонія Клепідава на річці Смотрич.
- У Швеції є комуни Сульна, що має дуже подібний герб як у Кам'янця. А німецьке місто Каменц у федеральних землях Саксонії, схожу назву.
- У Європі існує декілька подібних за будовою міст, як Кам'янець-Подільський, всіх їх об'єднує наявність каньйону і річки, це такі міста: Толедо, Ронда, Ново Место, Велико-Тирново, Берн, Чеський Крумлов та місто однойменної країни Люксембург, а також муніципалітети Кастельфуліт-да-ла-Рока, Пітільяно.
- За даними статистики, протягом 2010 року найвідвідуванішою статтею Української Вікіпедії про українські міста стала стаття про Львів. До першої десятки увійшла також стаття про Кам'янець-Подільський, посівши 6 місце. У 2012 році стаття про Кам'янець-Подільський посіла 93 місце у сотні найпопулярніших статей за відповідний рік, кількість переглядів склала 82 650 разів.
- 2017 році банери із зображенням перлини Поділля та України — Кам'янець-Подільської фортеці отримали одразу два призових місця — друге та третє у конкурсі «Вікі любить пам'ятки».
- Місто відвідував відомий український політик, провідник українського національно-демократичного визвольного руху кінця 80-х — 90-х років В'ячеслав Чорновіл, який 25 серпня 1991 року виступаючи перед громадою сказав відому в місті фразу: «Вітаю вас, кам’янчани. Тепер ми маємо свою державу».
- У рамках операції UNIFIER, що є місією Збройних сил Канади для підтримки сил безпеки в Україні, контингент 2-ї Об'єднаної оперативно тактичної групи, з вересня 2015 року здійснював підготовку військовослужбовців Збройних Сил України зі знешкодження вибухових пристроїв. Всього за три роки було підготовлено 345 українських військовослужбовців.

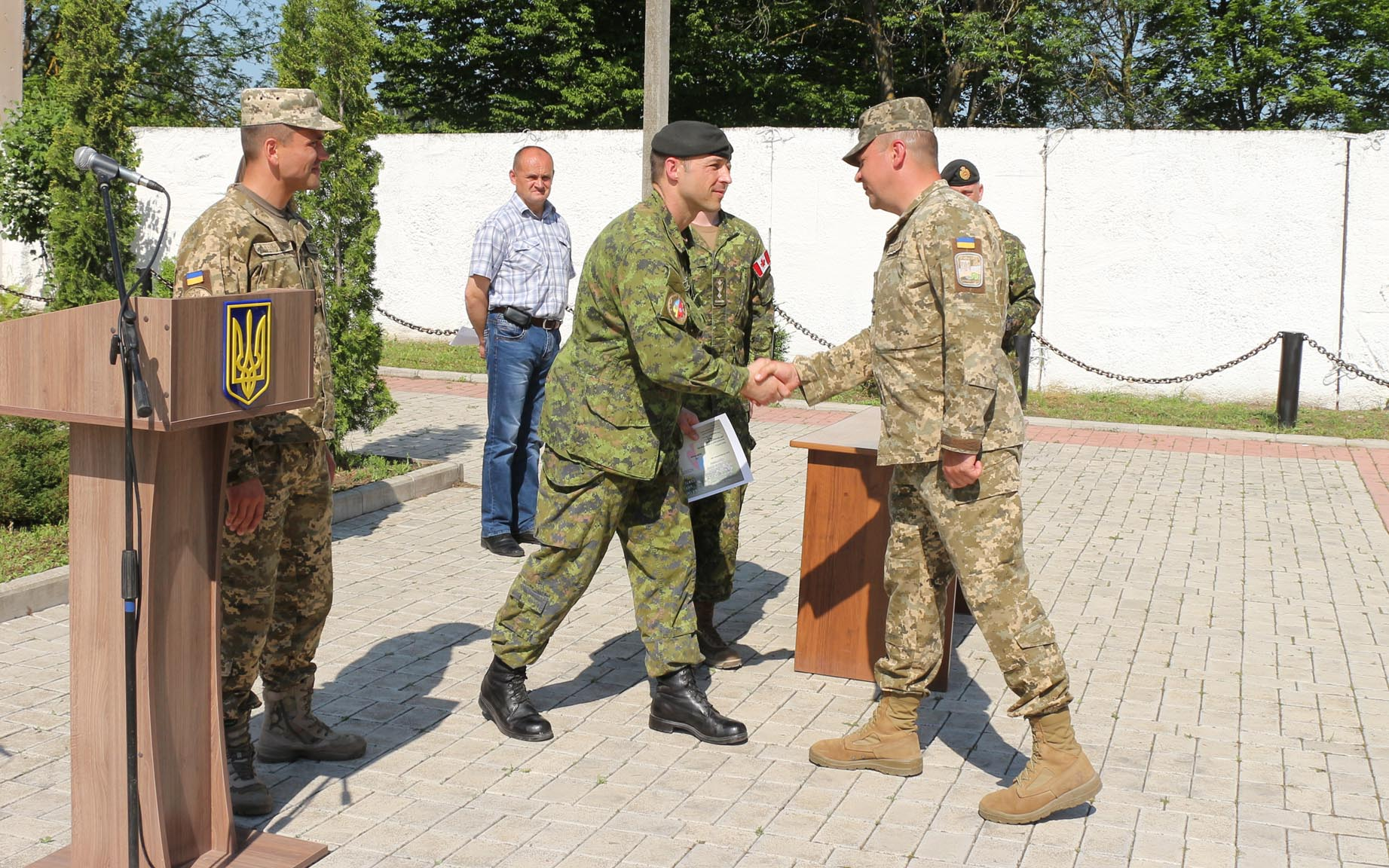
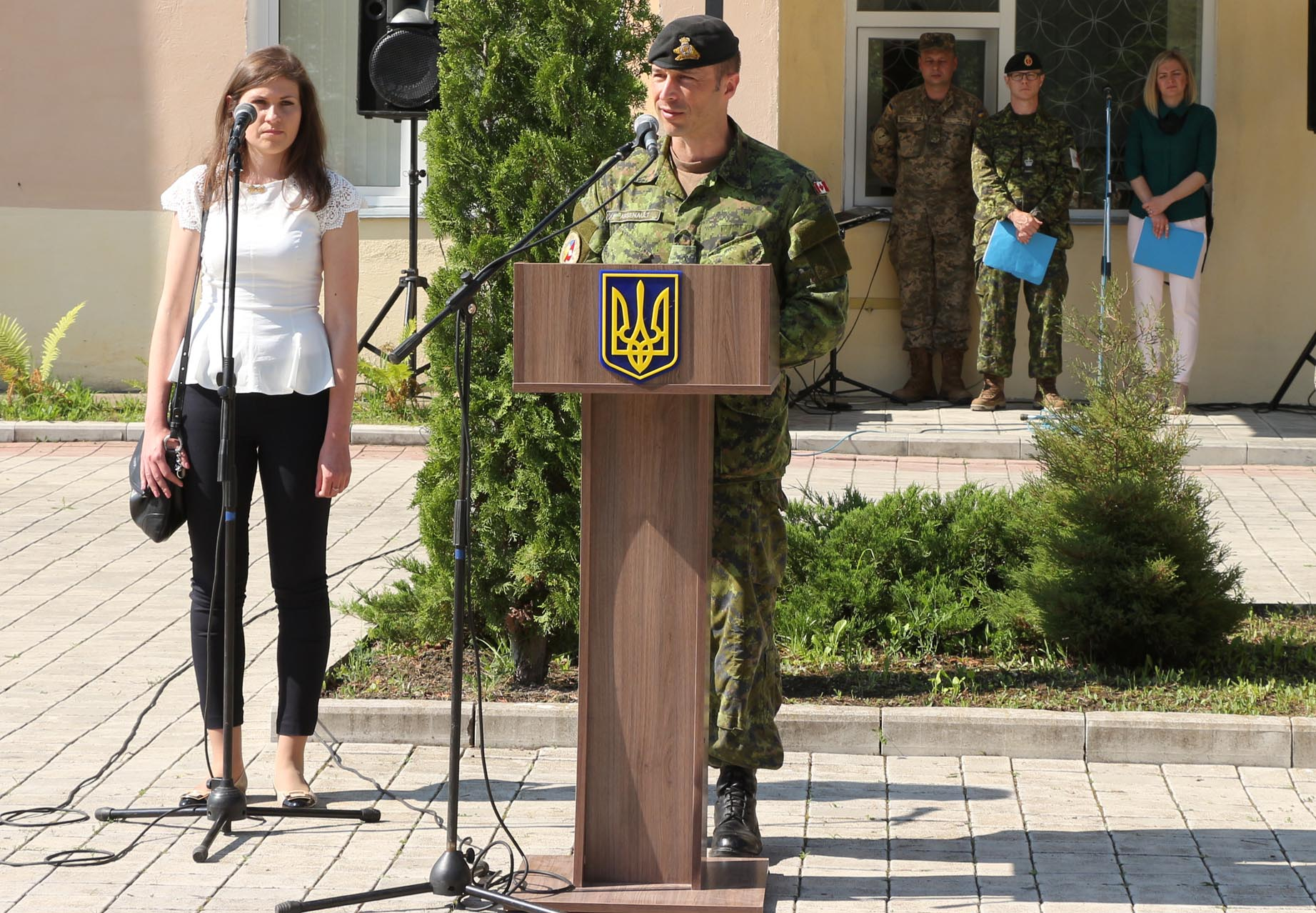
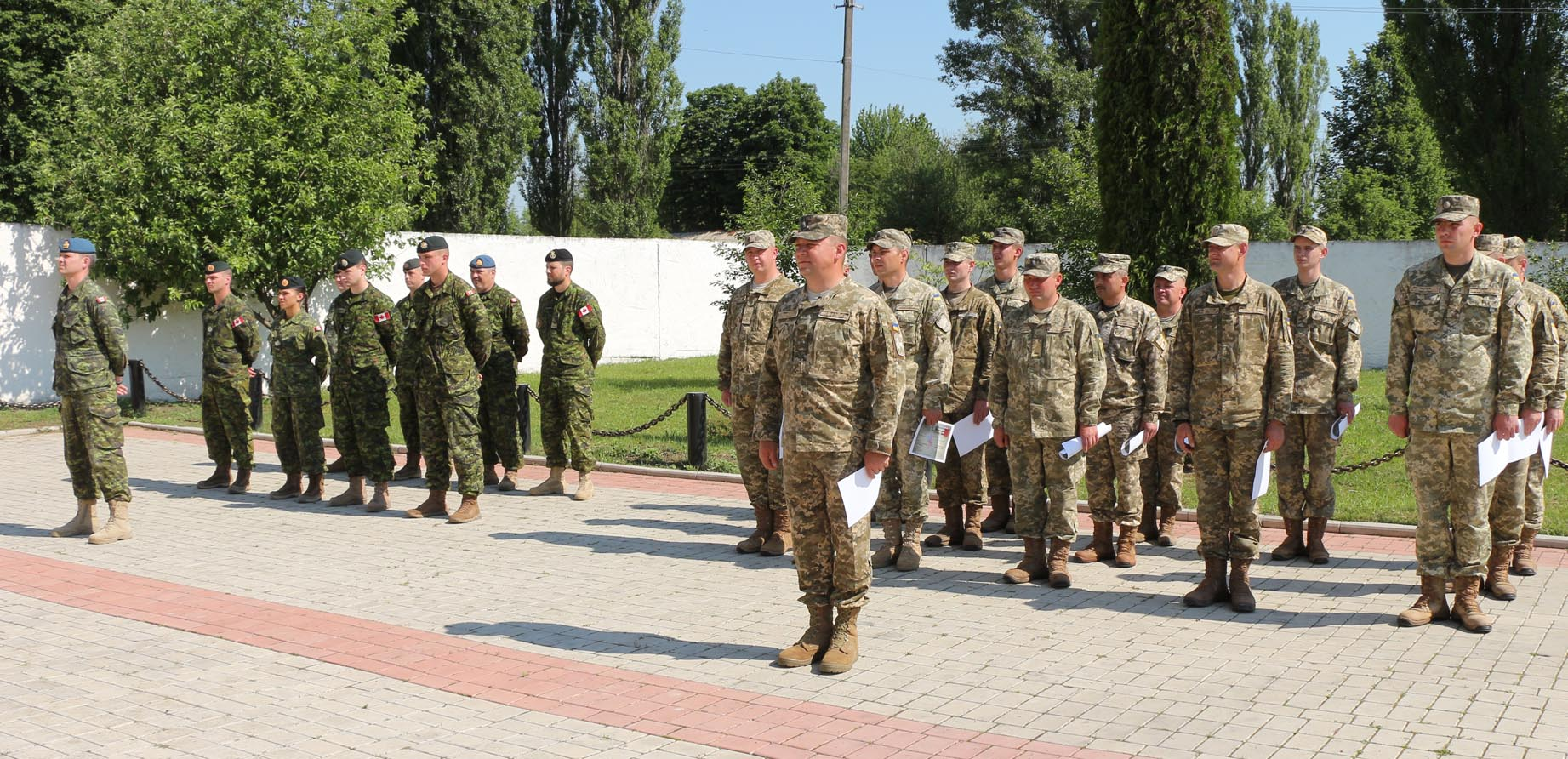
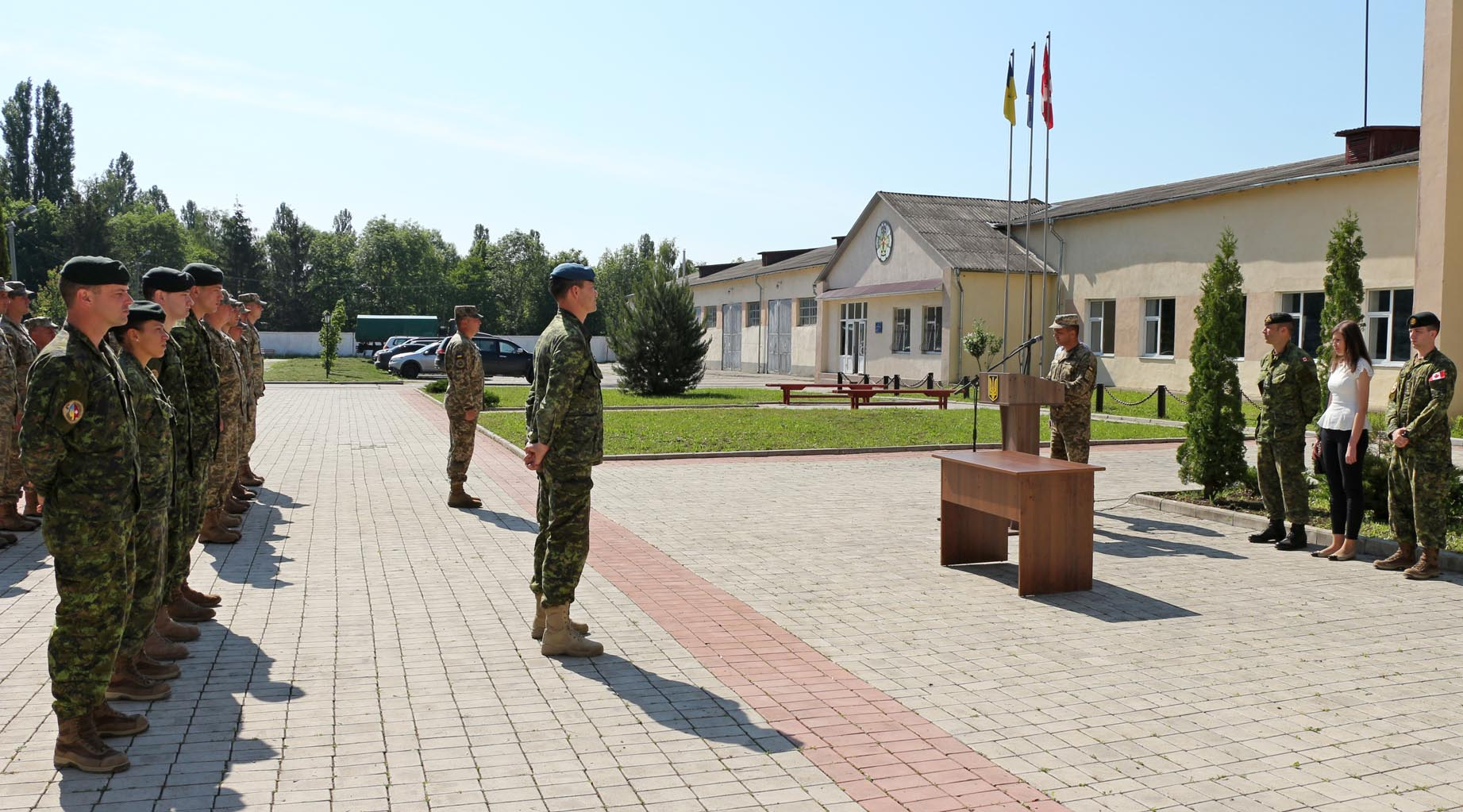
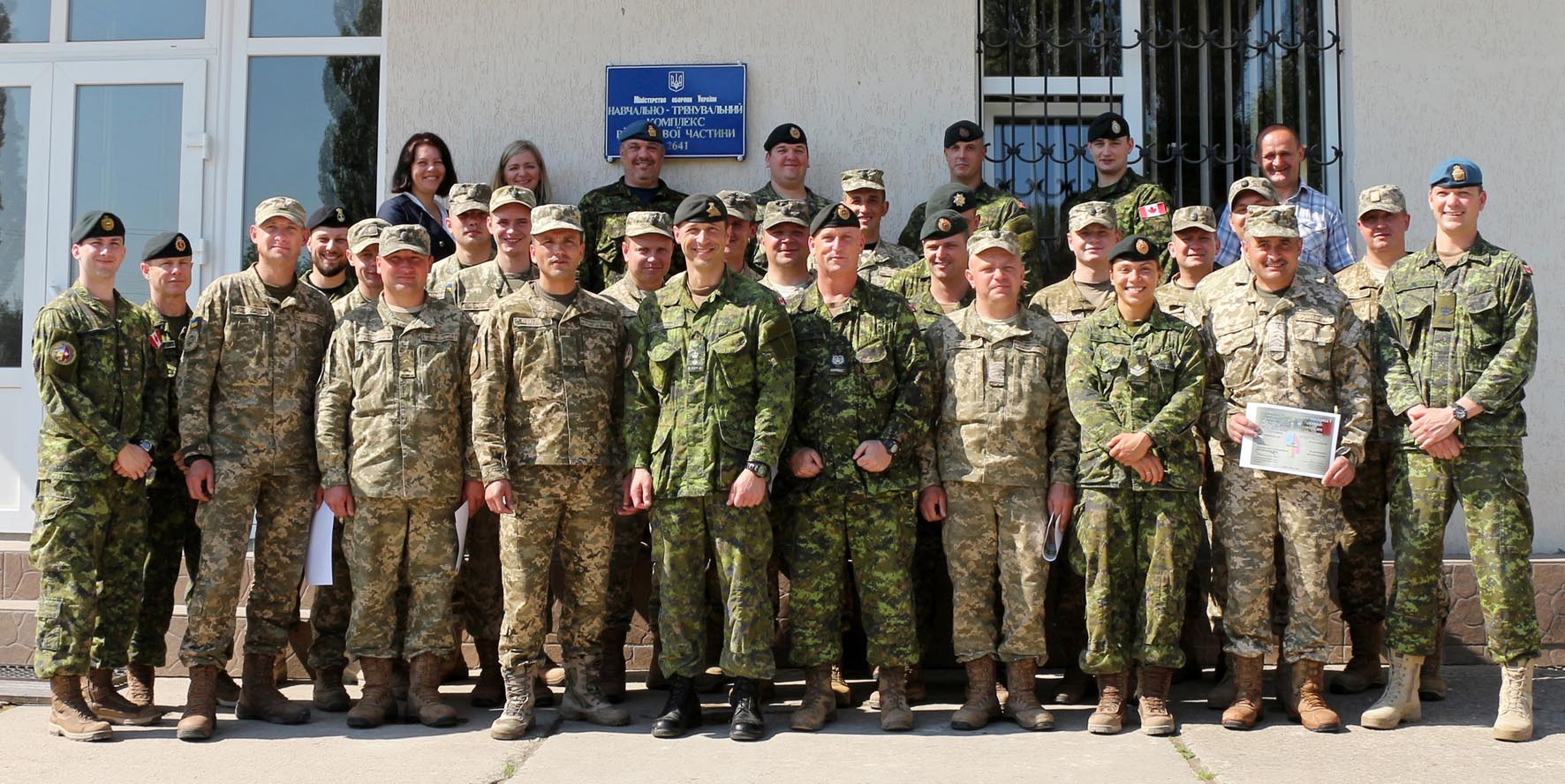

### Урочисті дні у Кам'янці-Подільському

З Різдвом Христовим, церковна листівка

6 березня 2018 року міська рада ухвалила рішення вивішувати у пам’ятні дні червоно-чорний прапор разом з державним.
- 22 січня —  Акт Злуки  УНР і ЗУНР.
- 9 березня і 10 березня —  Вшанування пам'яті Тараса Шевченка.
- Змінна дата — Пасха (Великдень).
- 23 травня —  День Героїв, вшанування полеглих у боротьбі за волю України.
- Останні неділі Травня — День міста, святкування річниці  Кам'янця-Подільського.
- 24 серпня — День Незалежності України.
- 1(14) жовтня — християнське і народне свято Покрова.
- 14 жовтня — свято створення Української Повстанської Армії.
- 21 листопада — свято День Гідності та Свободи.
- 26 листопада — вшанування пам'яті жертв Голодомору.
- 25 грудня — Різдво.

## Галерея

Фортеця
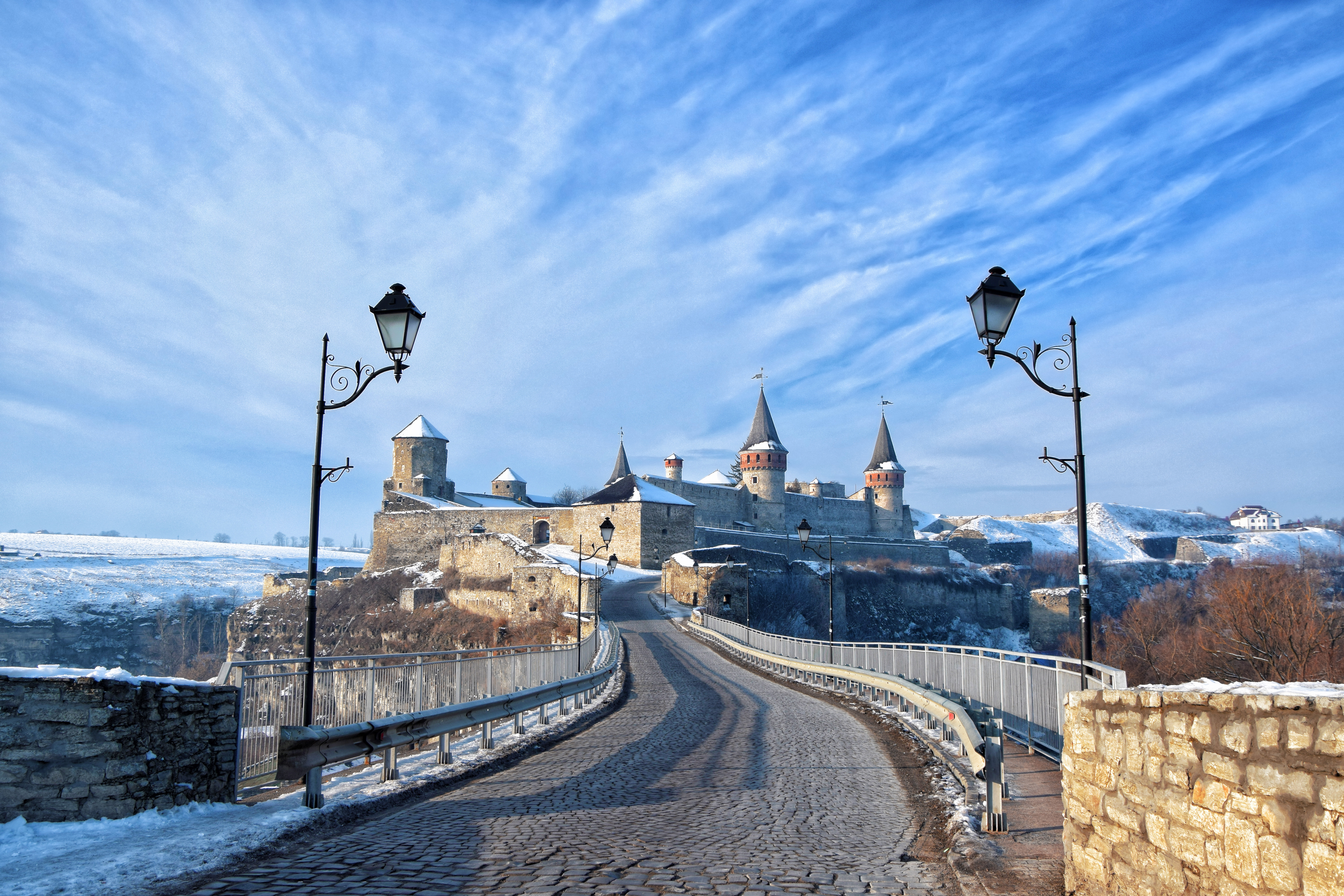
Фортеця вул. Замкова
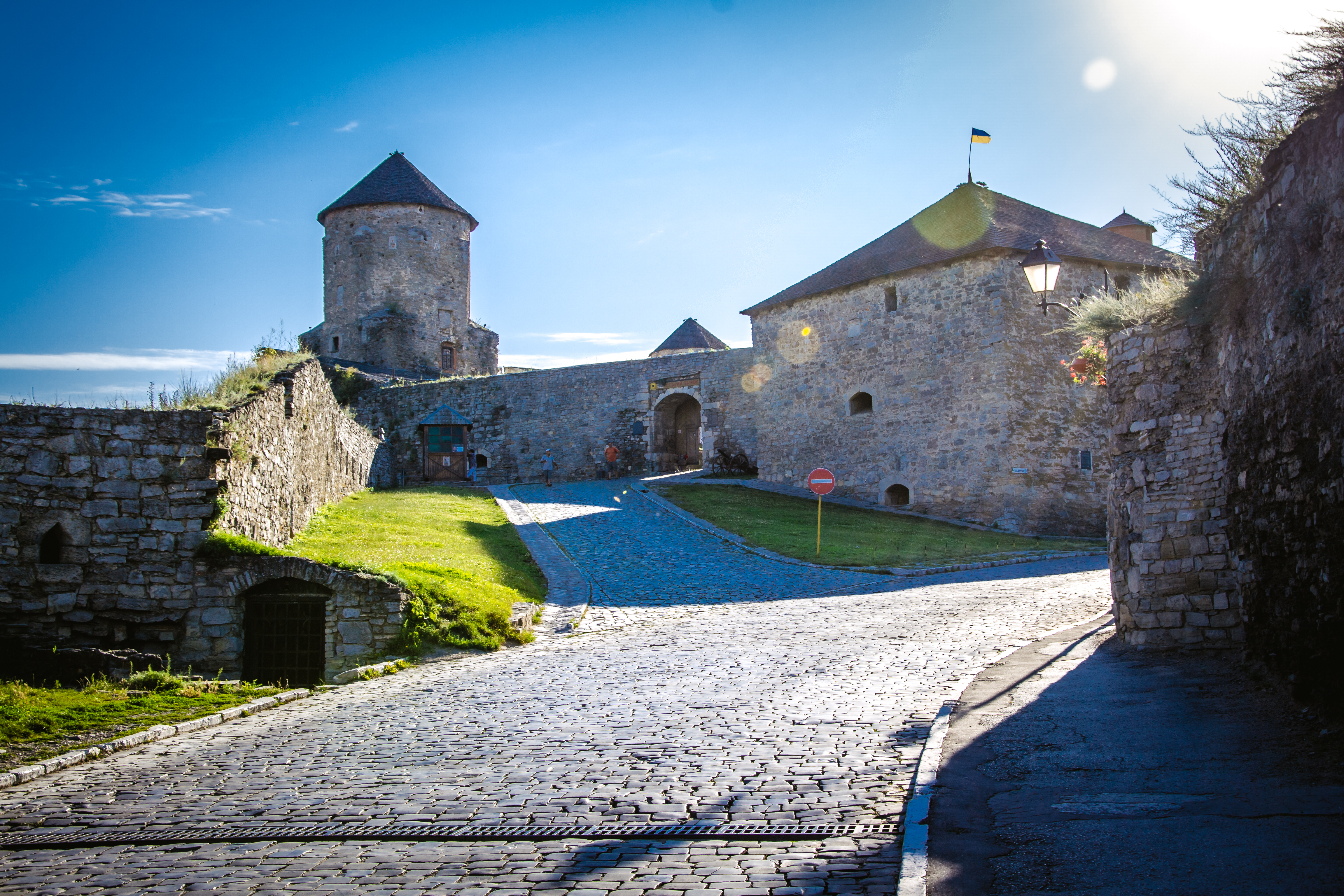
Брама фортеці
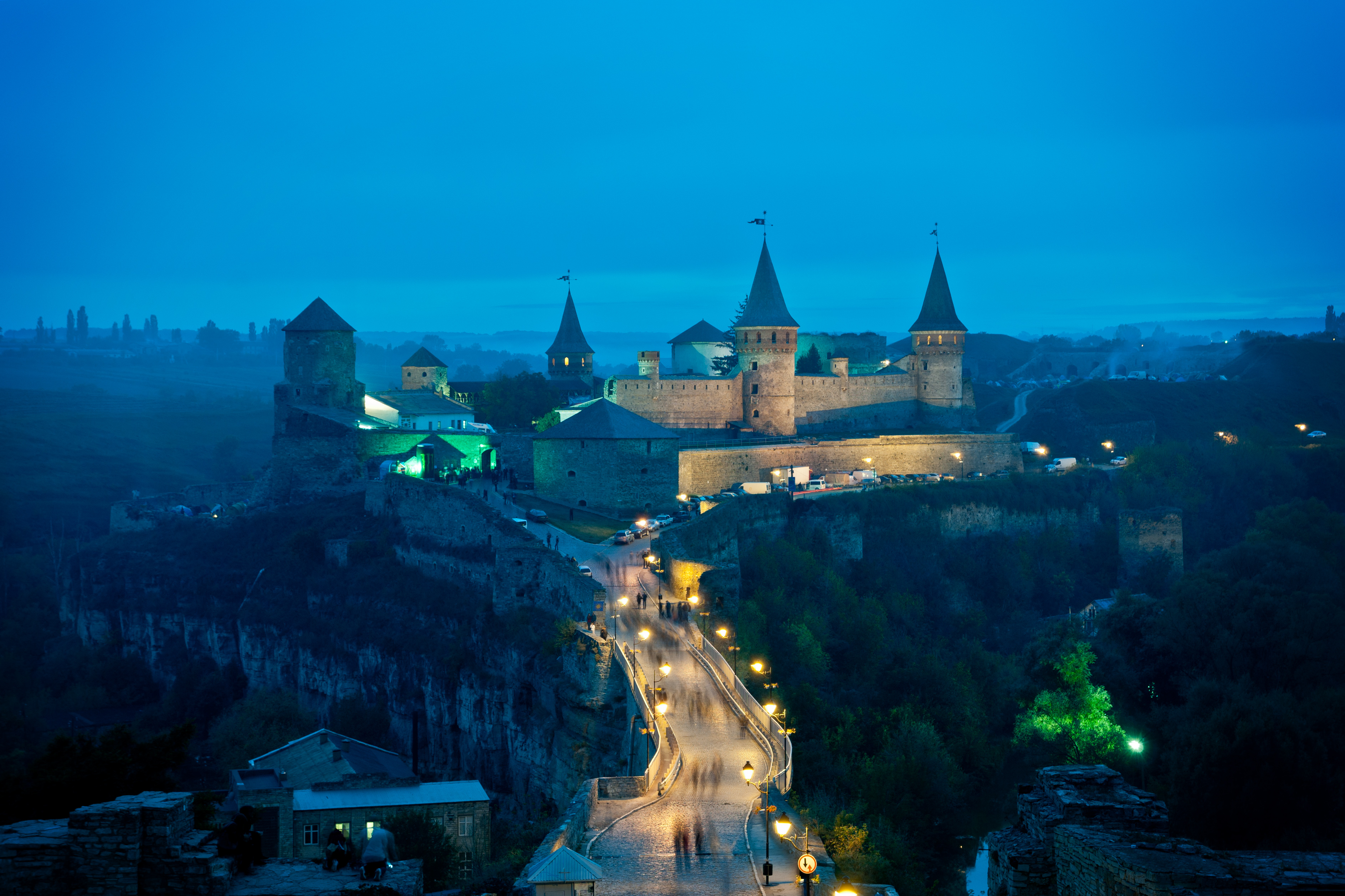
Казкове диво Поділля
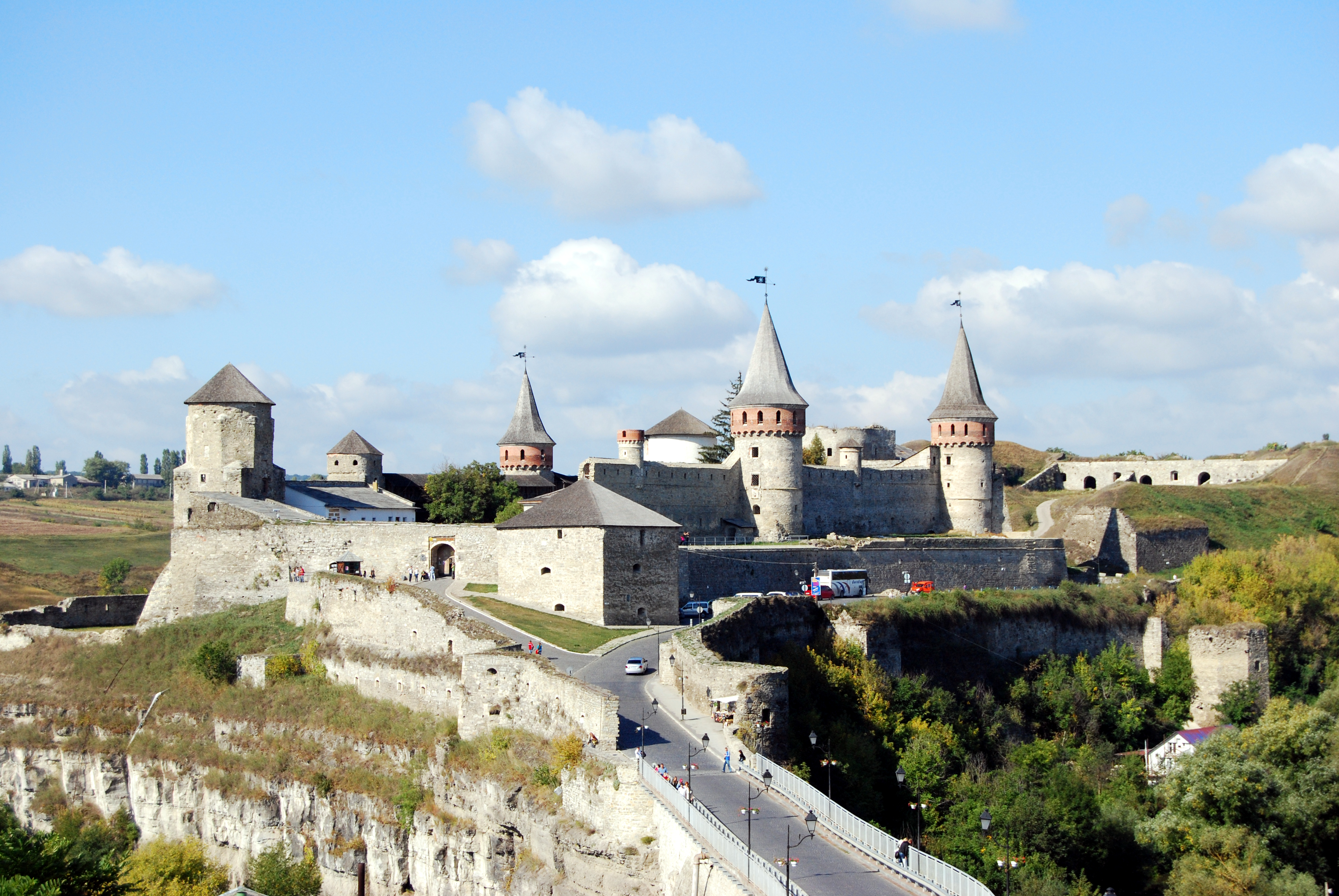
Одвічна твердиня
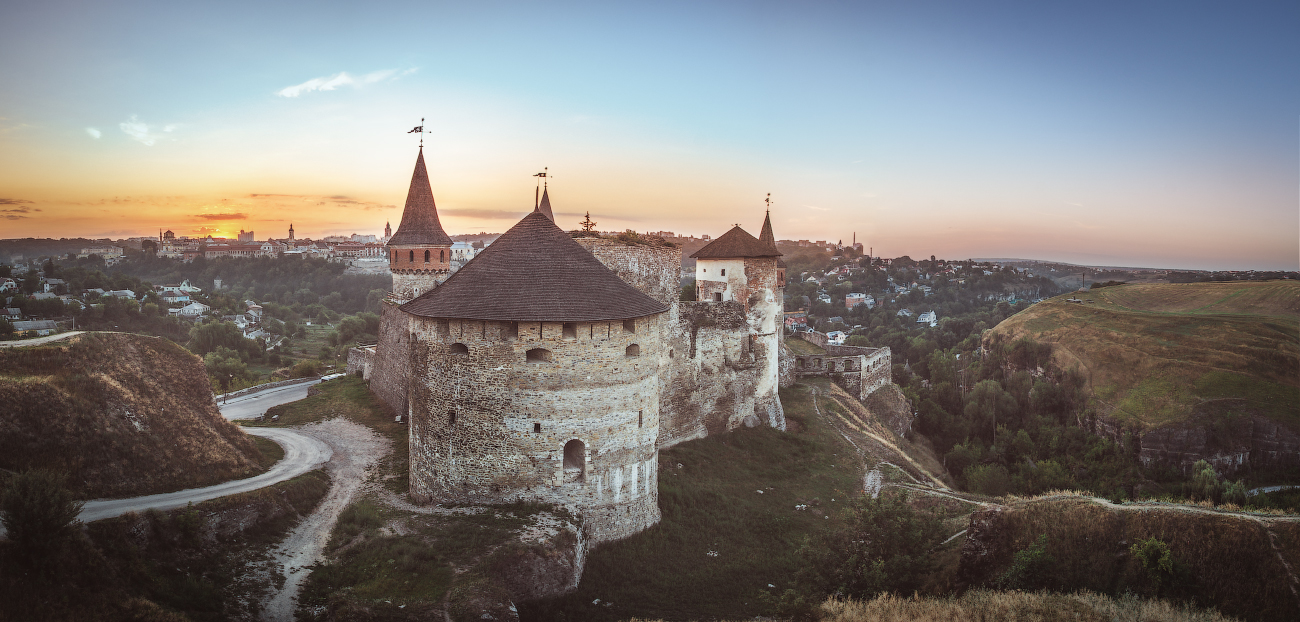
Кам'янець-Подільська фортеця
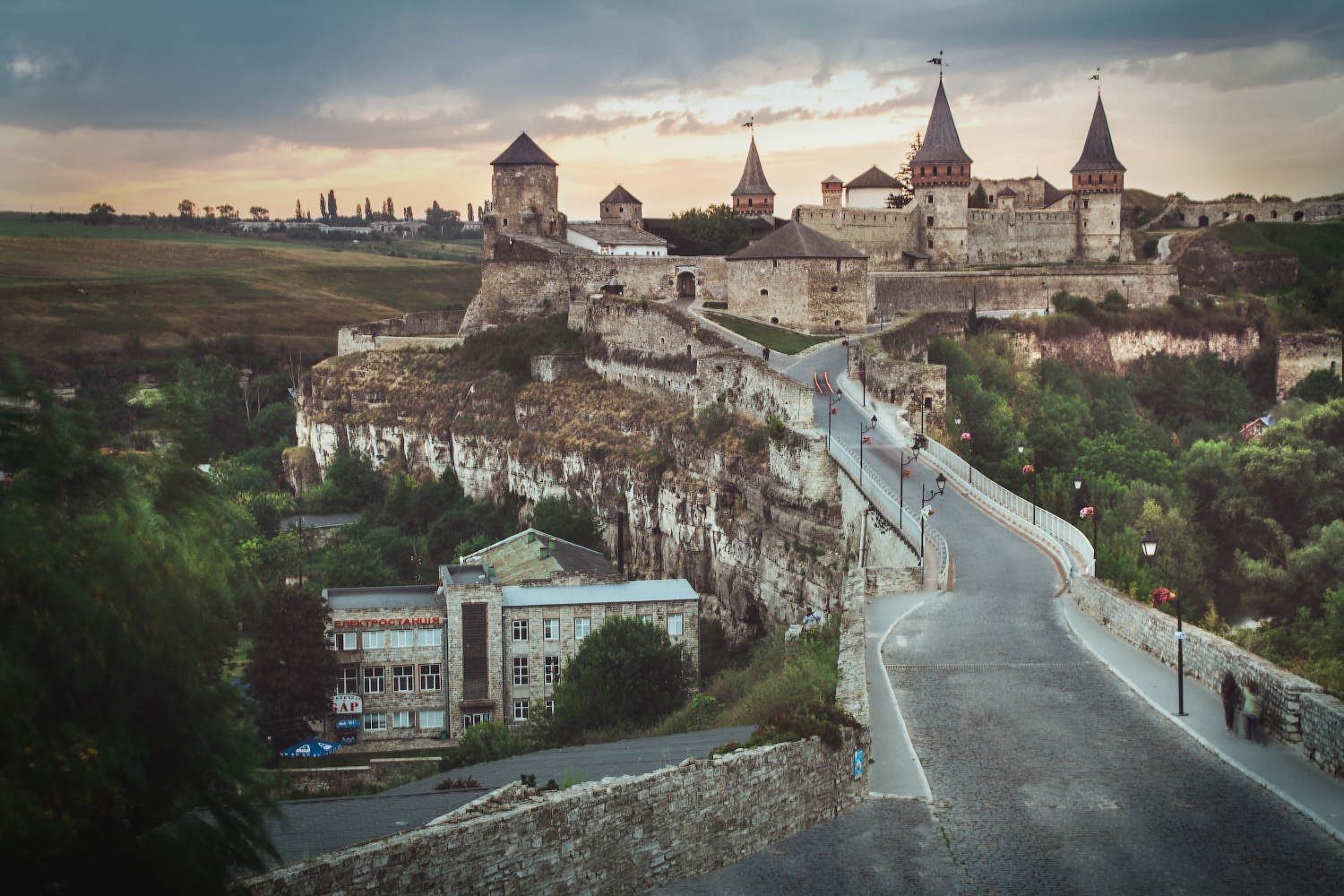
Фортеця
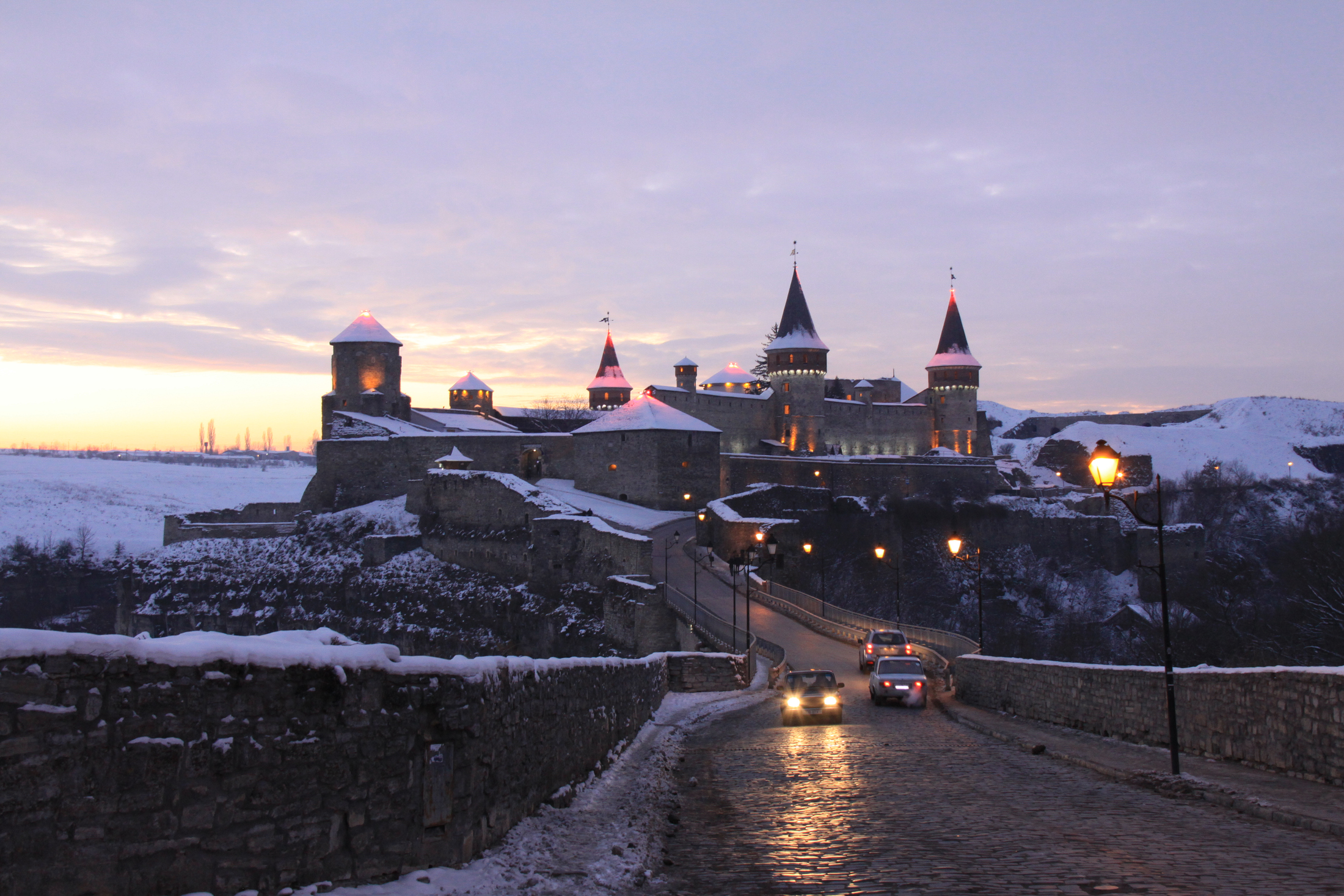
Фортеця
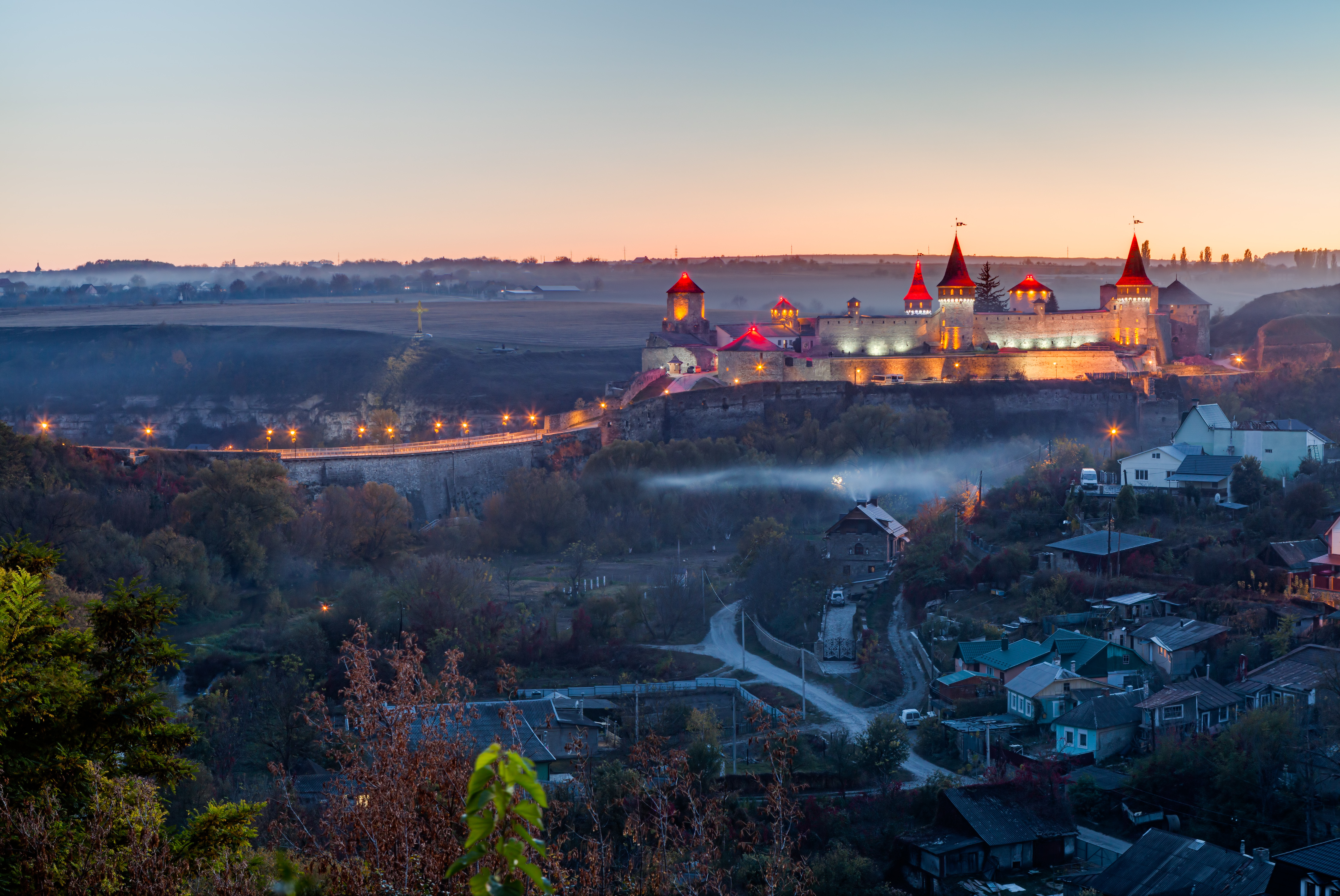
Фортеця 2020
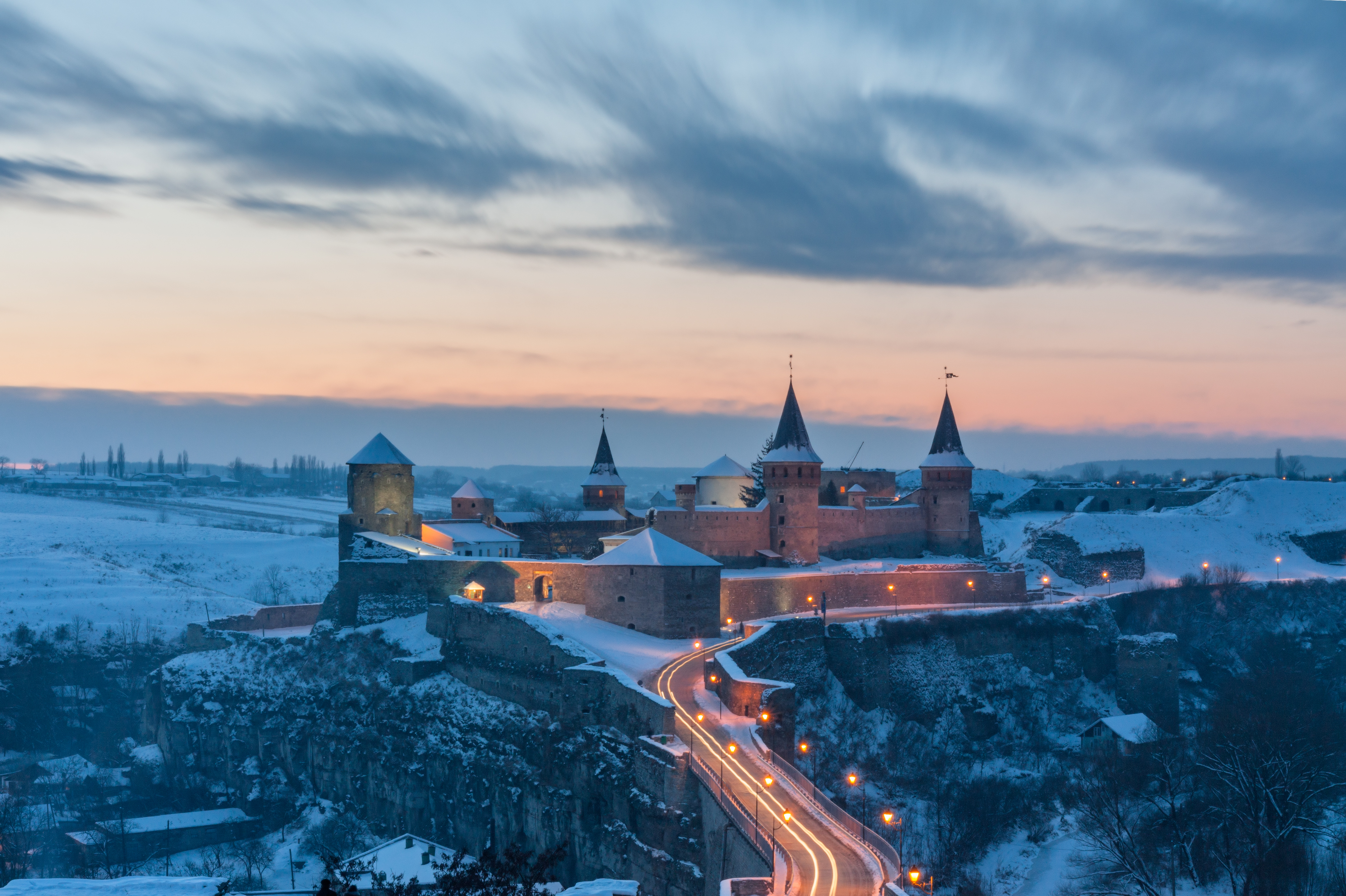
Зимова фортеця
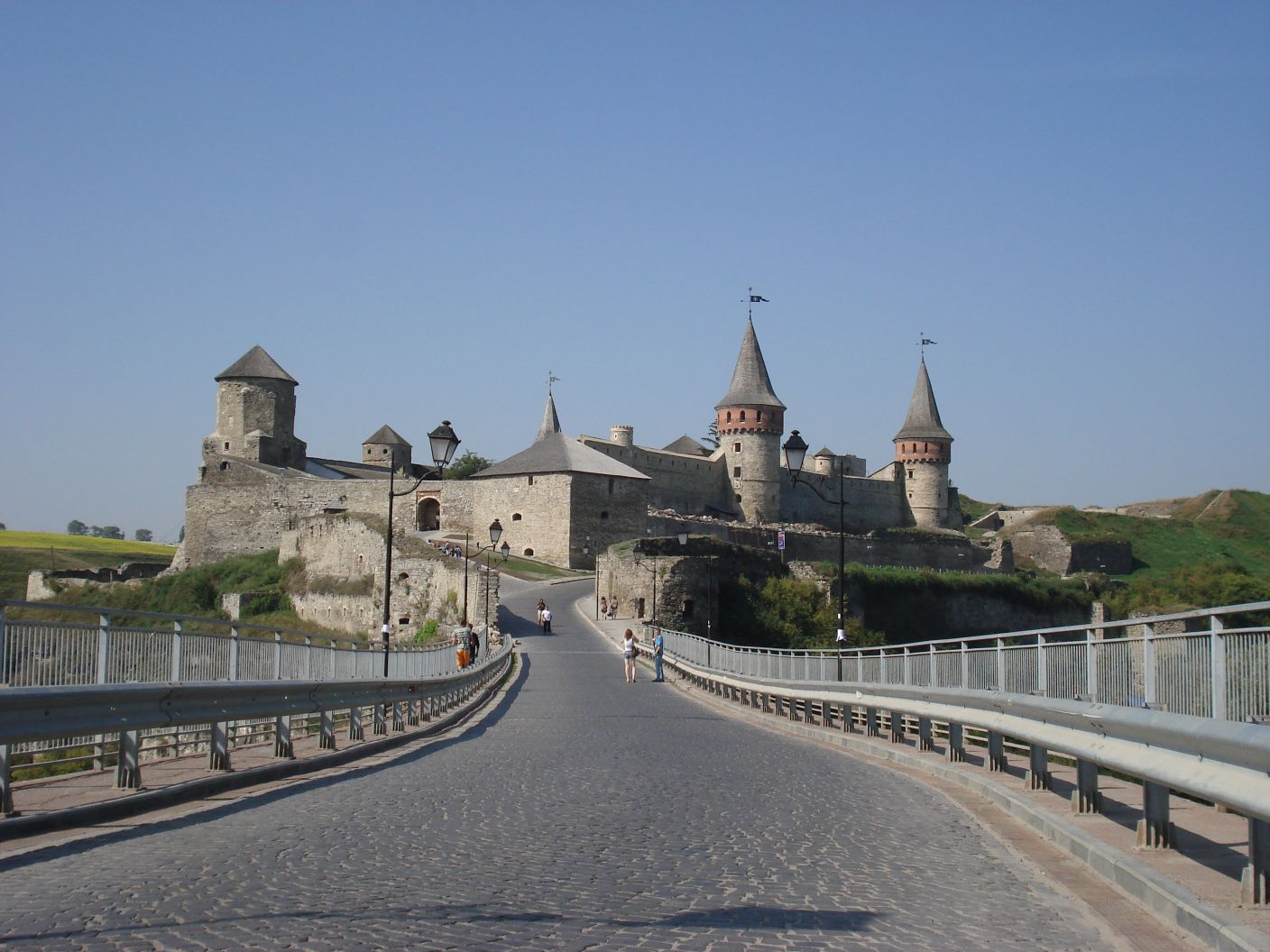
Турецький міст
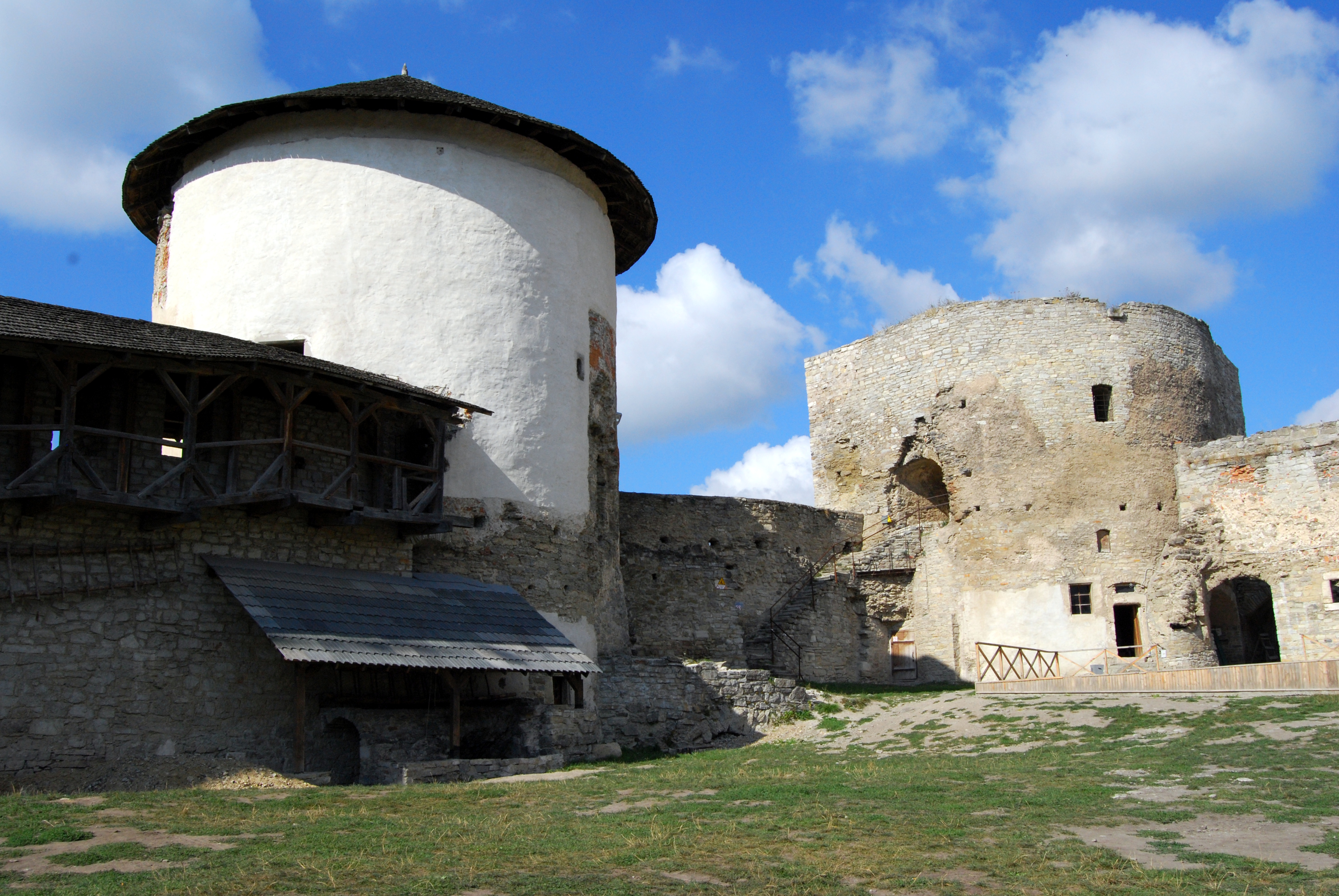
Фортечні мури
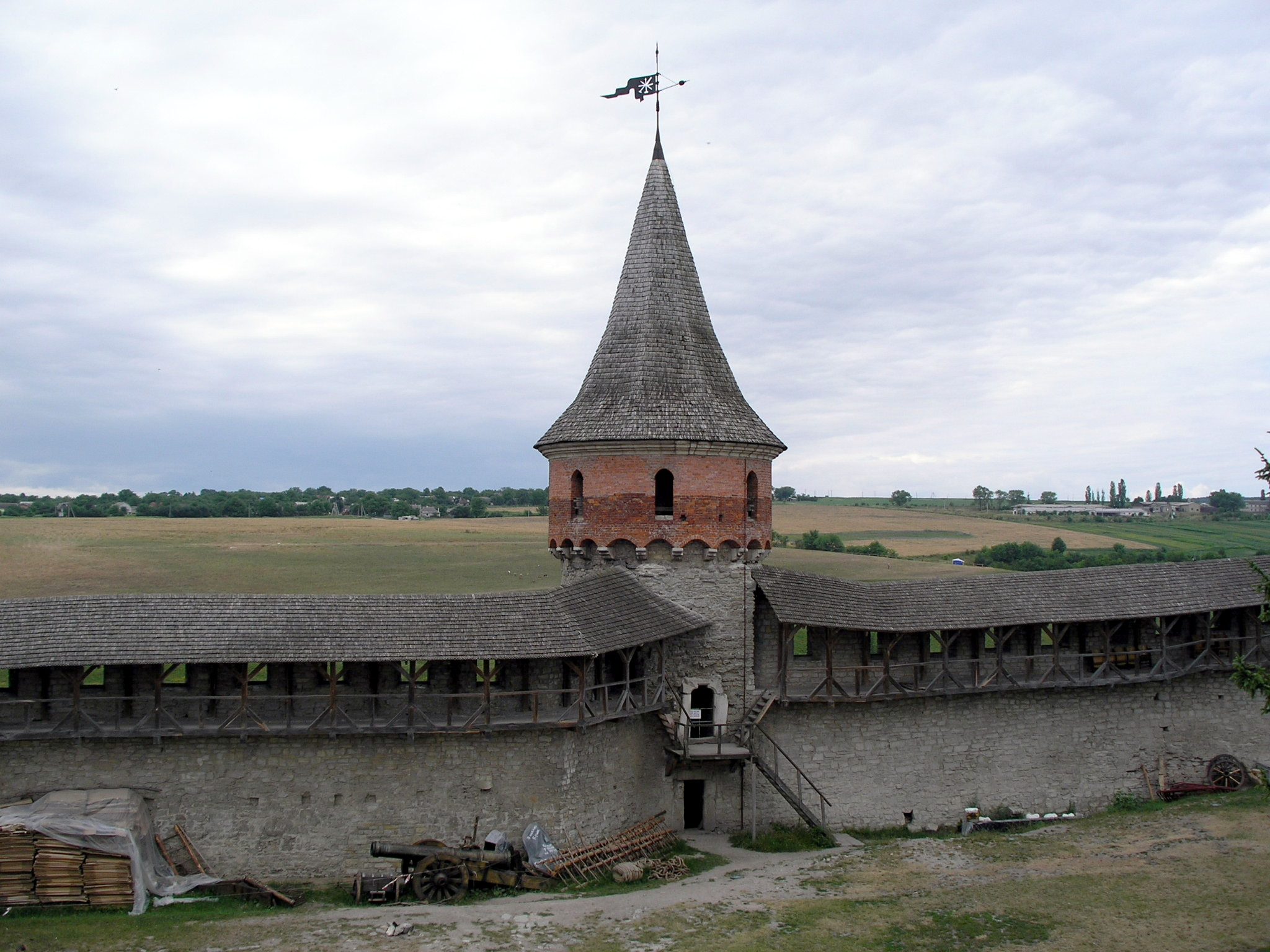
Неприступна фортеця
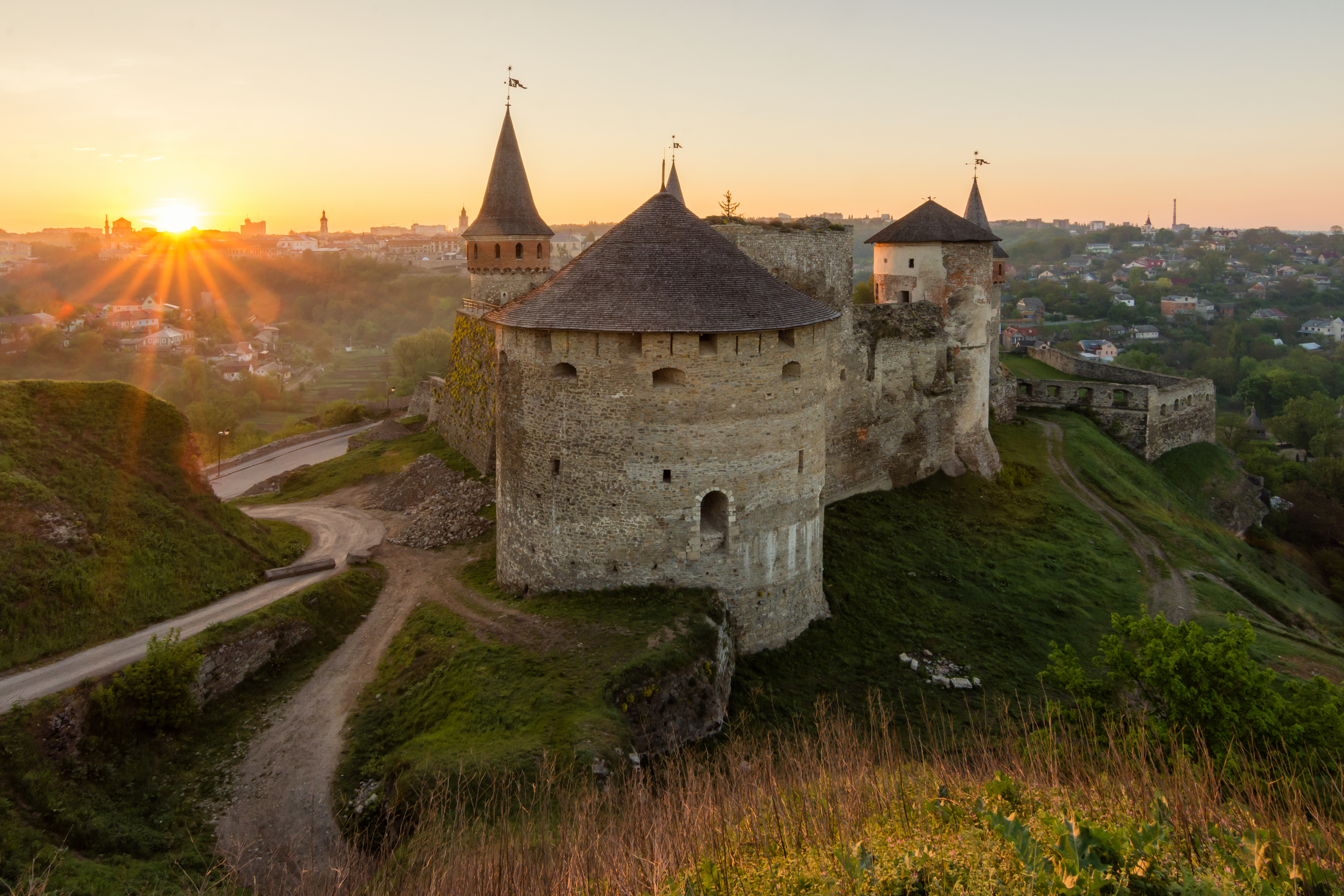
Фортеця на світанку

Архітектура та краєвиди
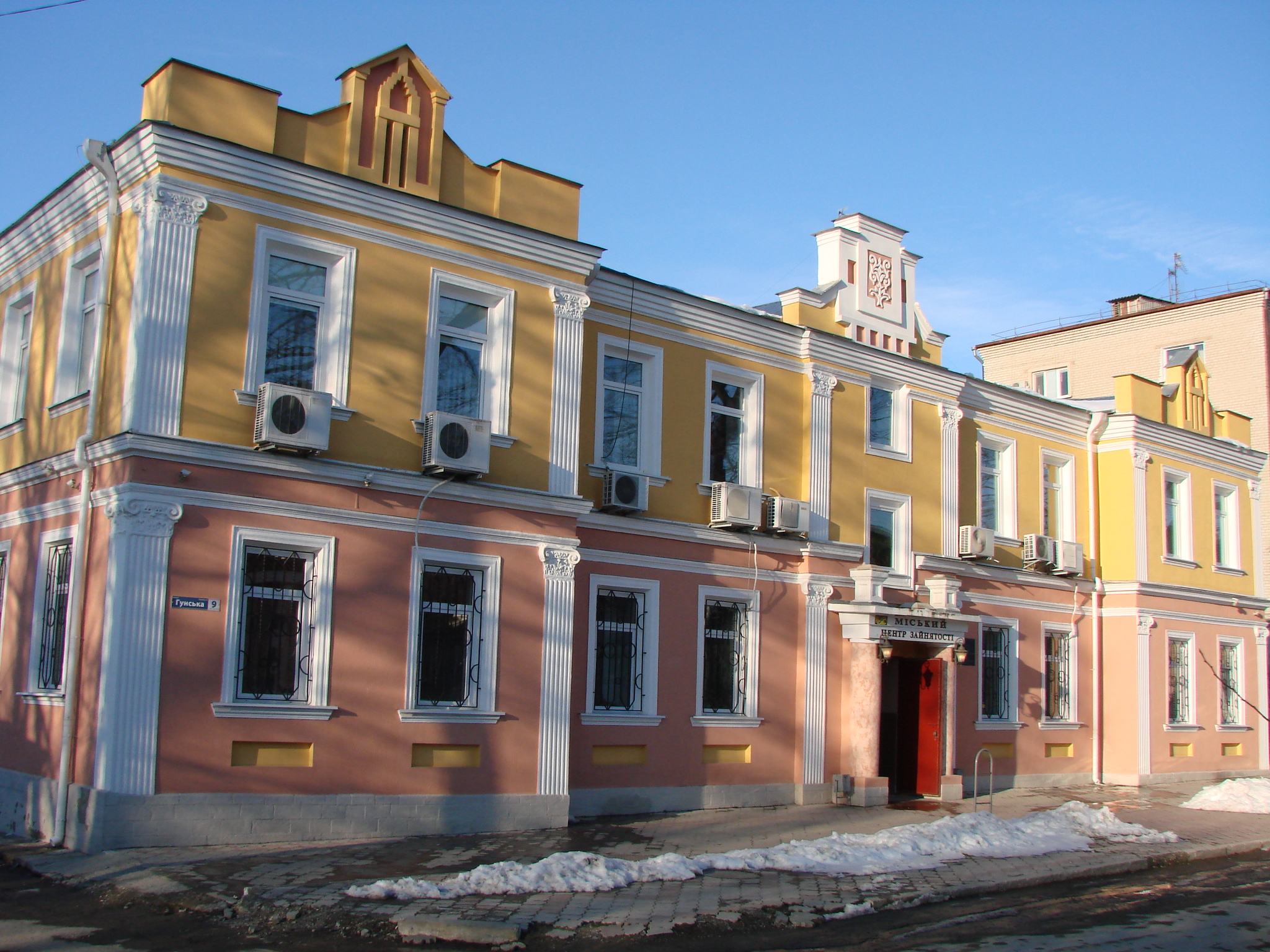
Житловий будинок вул. Гунська
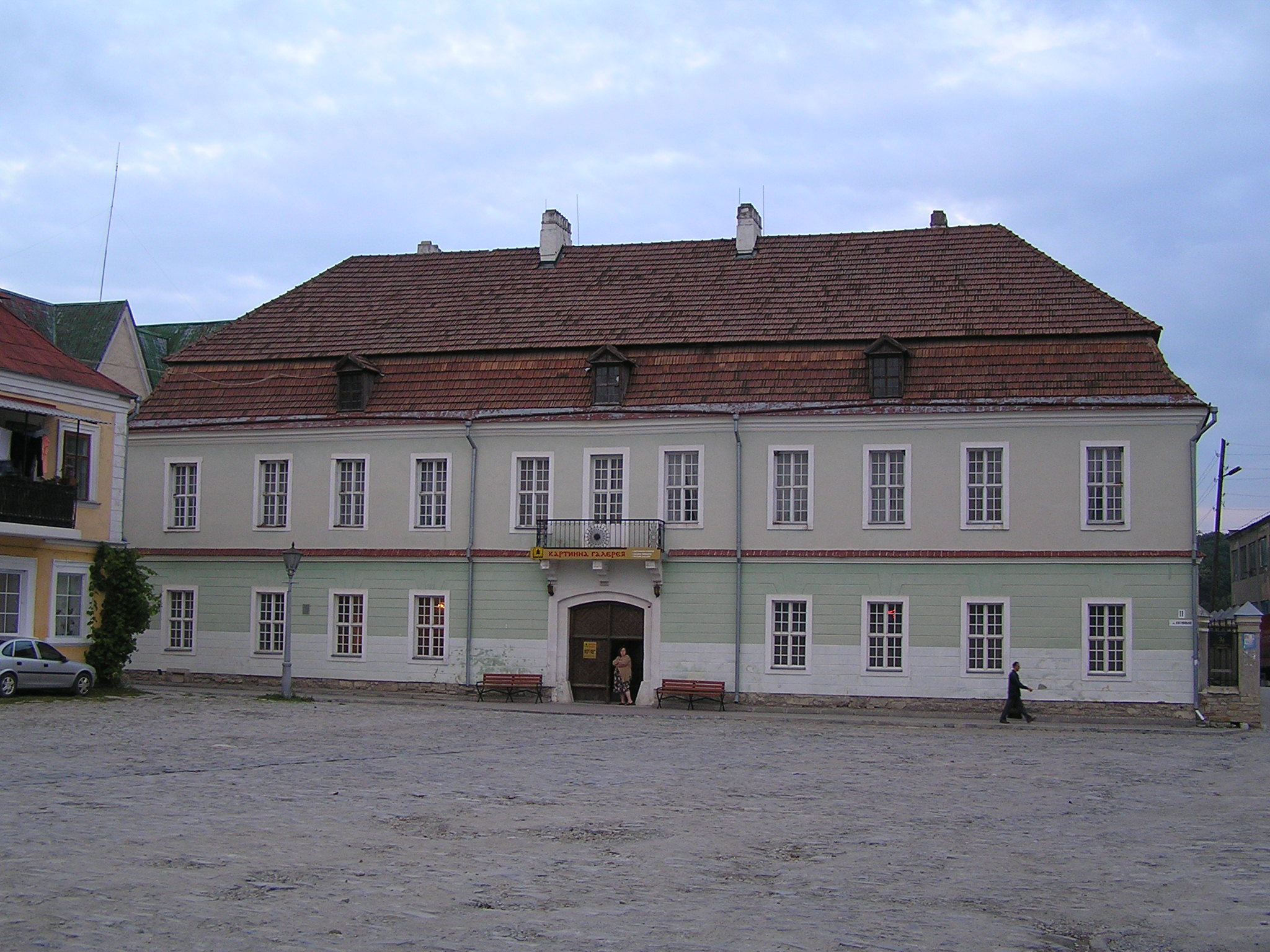
Духовна семінарія
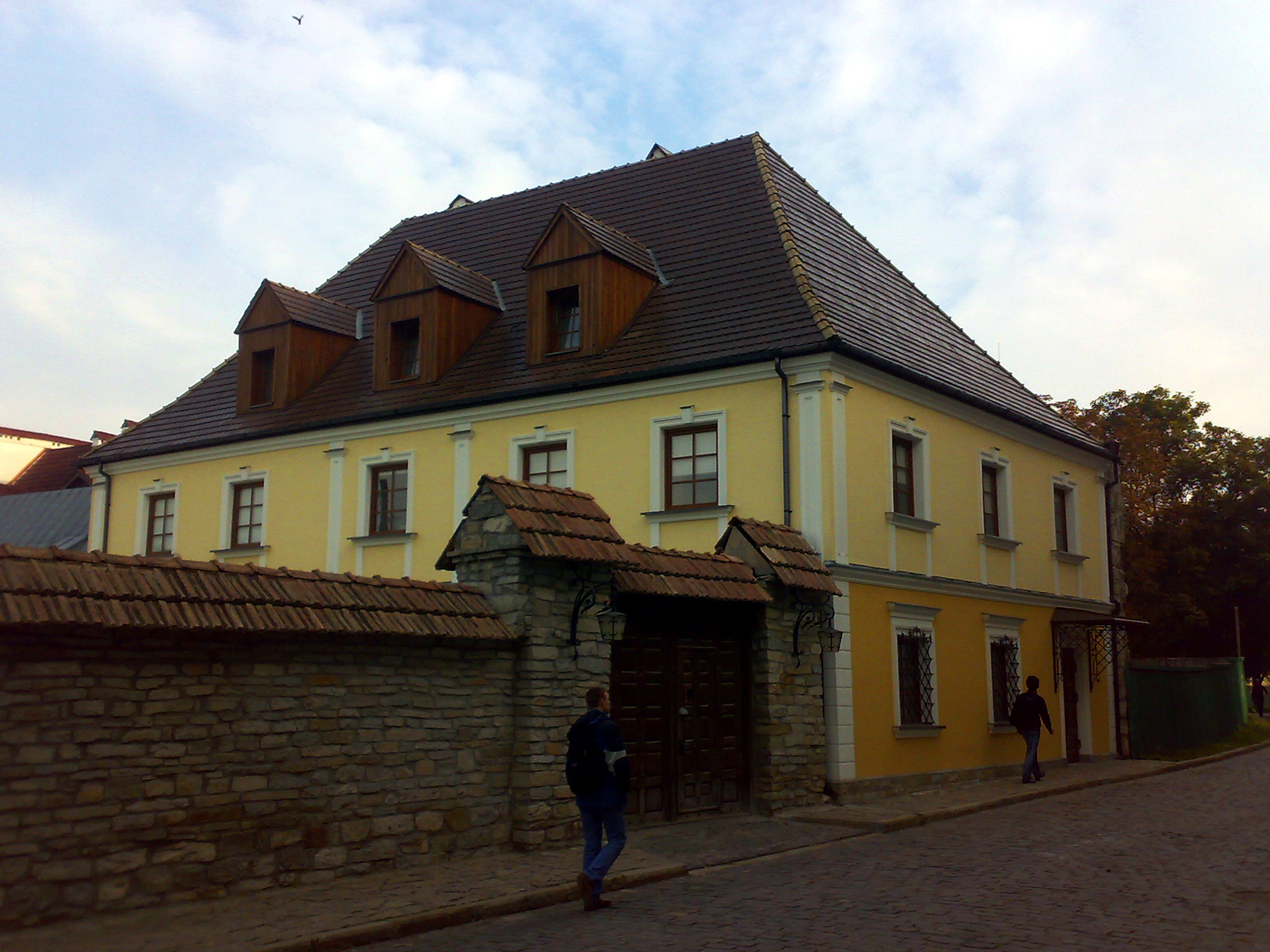
Будинок старости фортеці
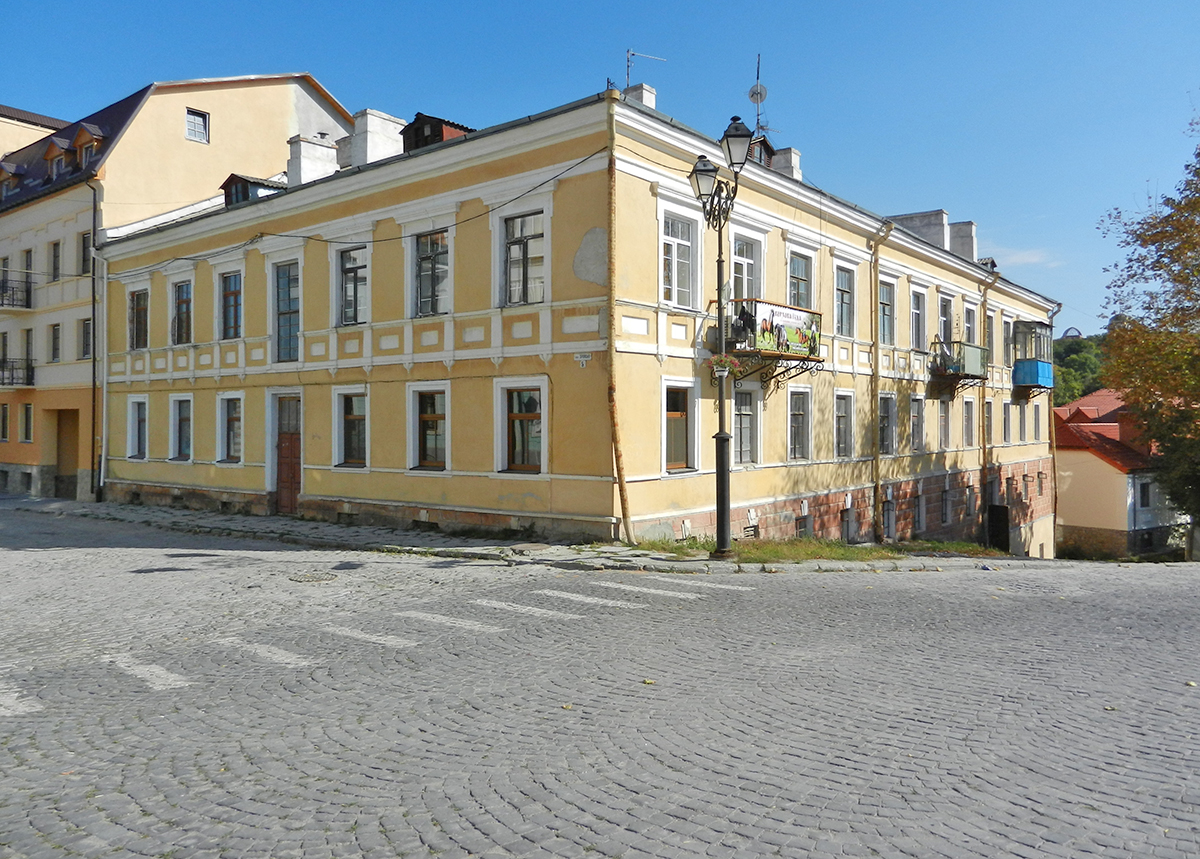
Будинок по вул. Зарванській
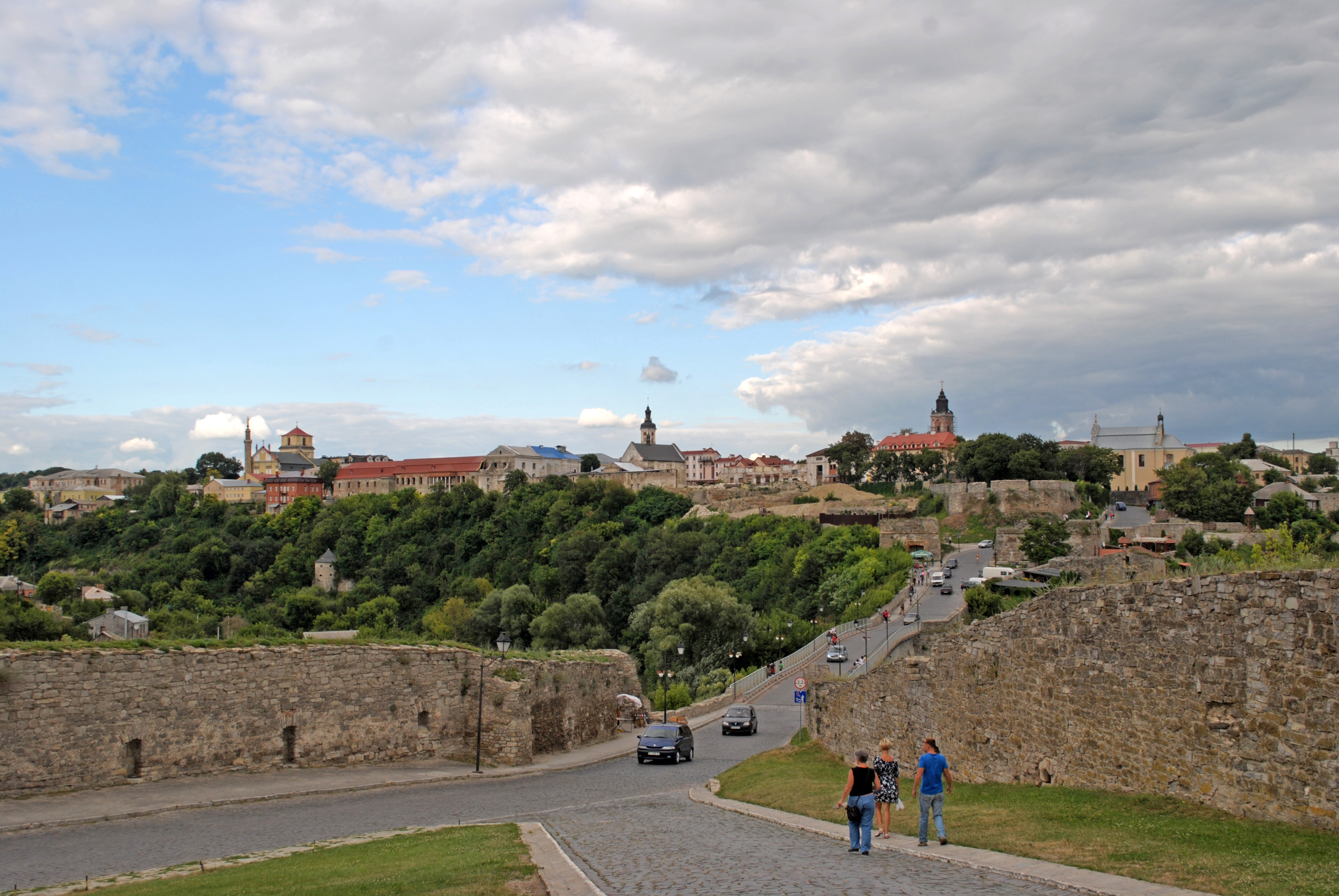
Міські мури
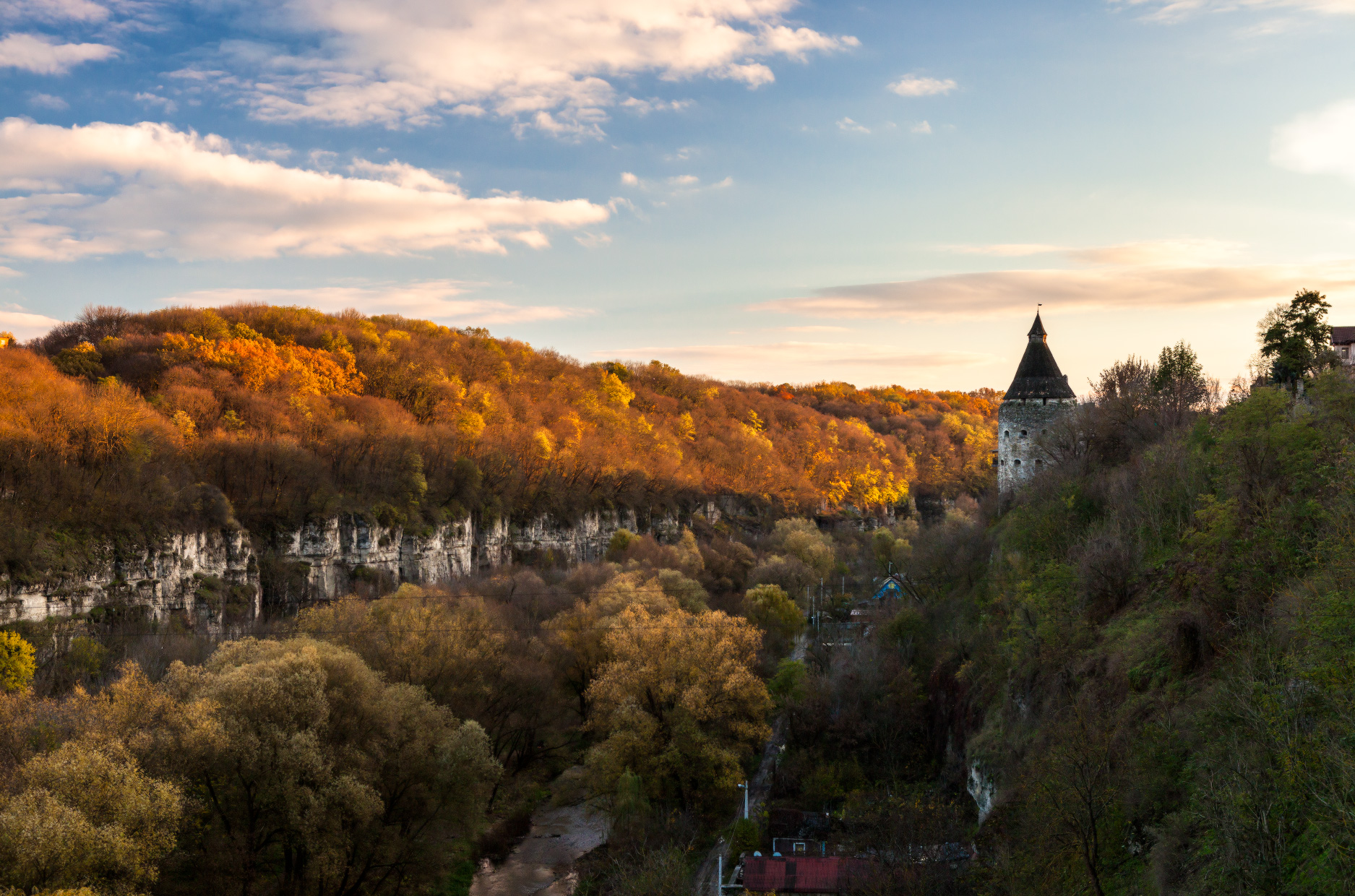
Смотрицький каньйон
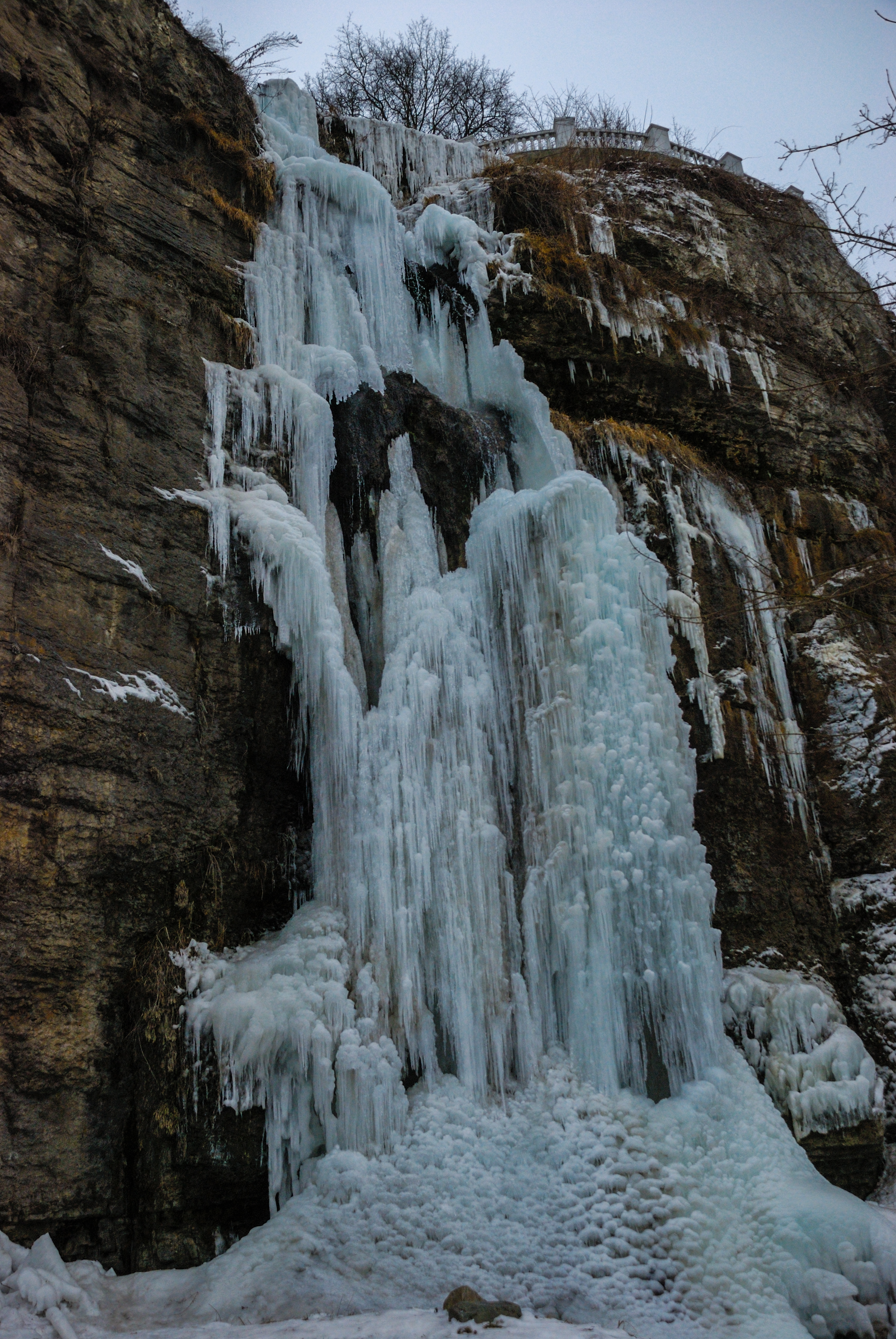
Замерзлий водоспад
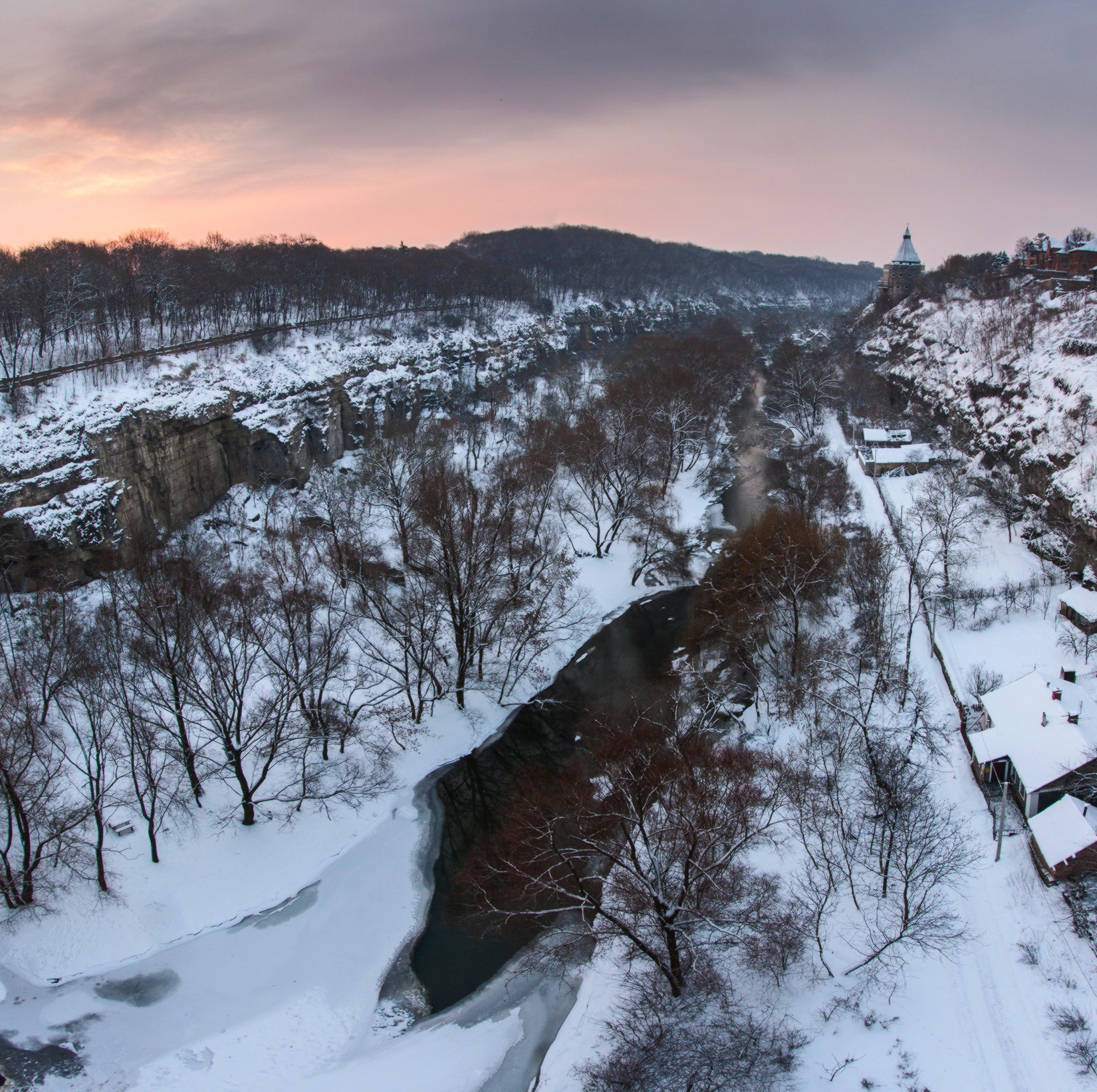
Каньйон зимовий світанок
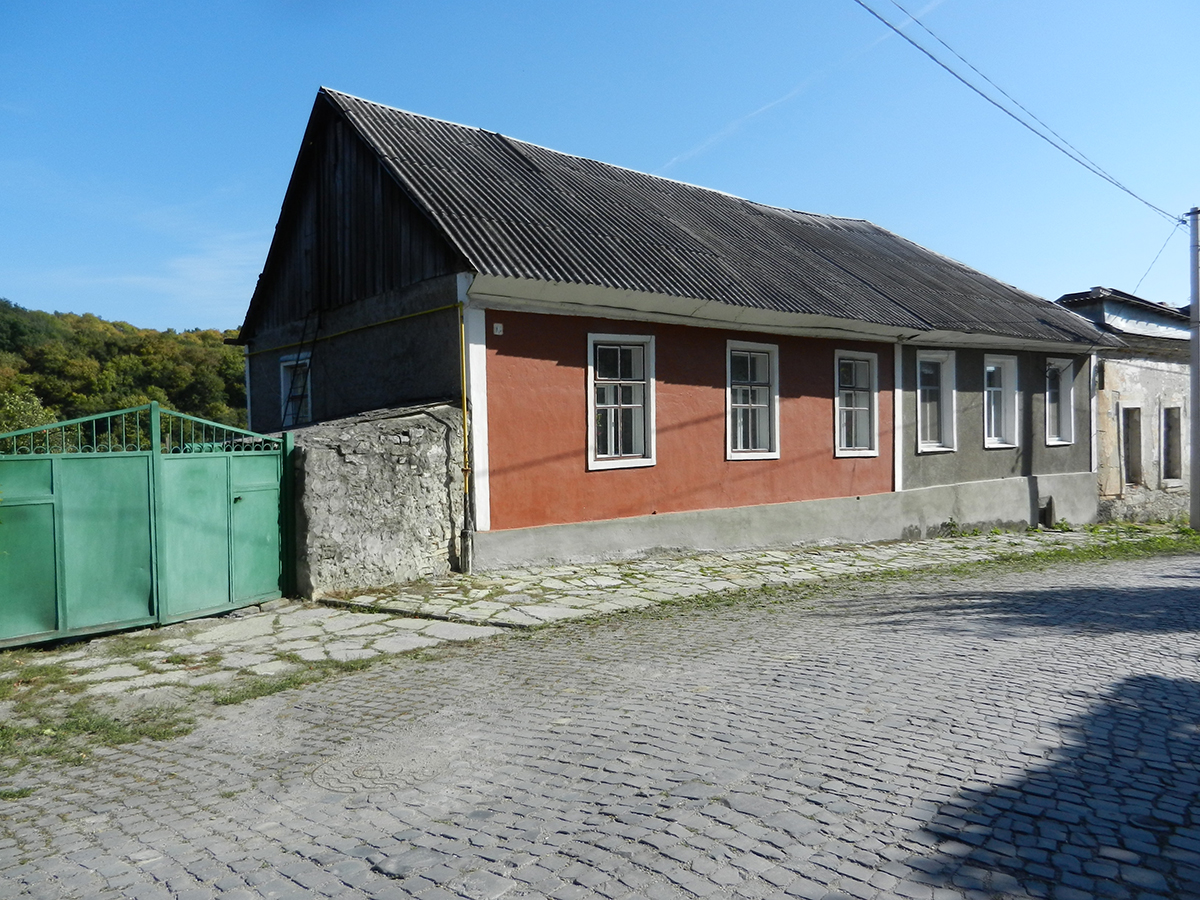
Будинок житловий по вул. Довгій
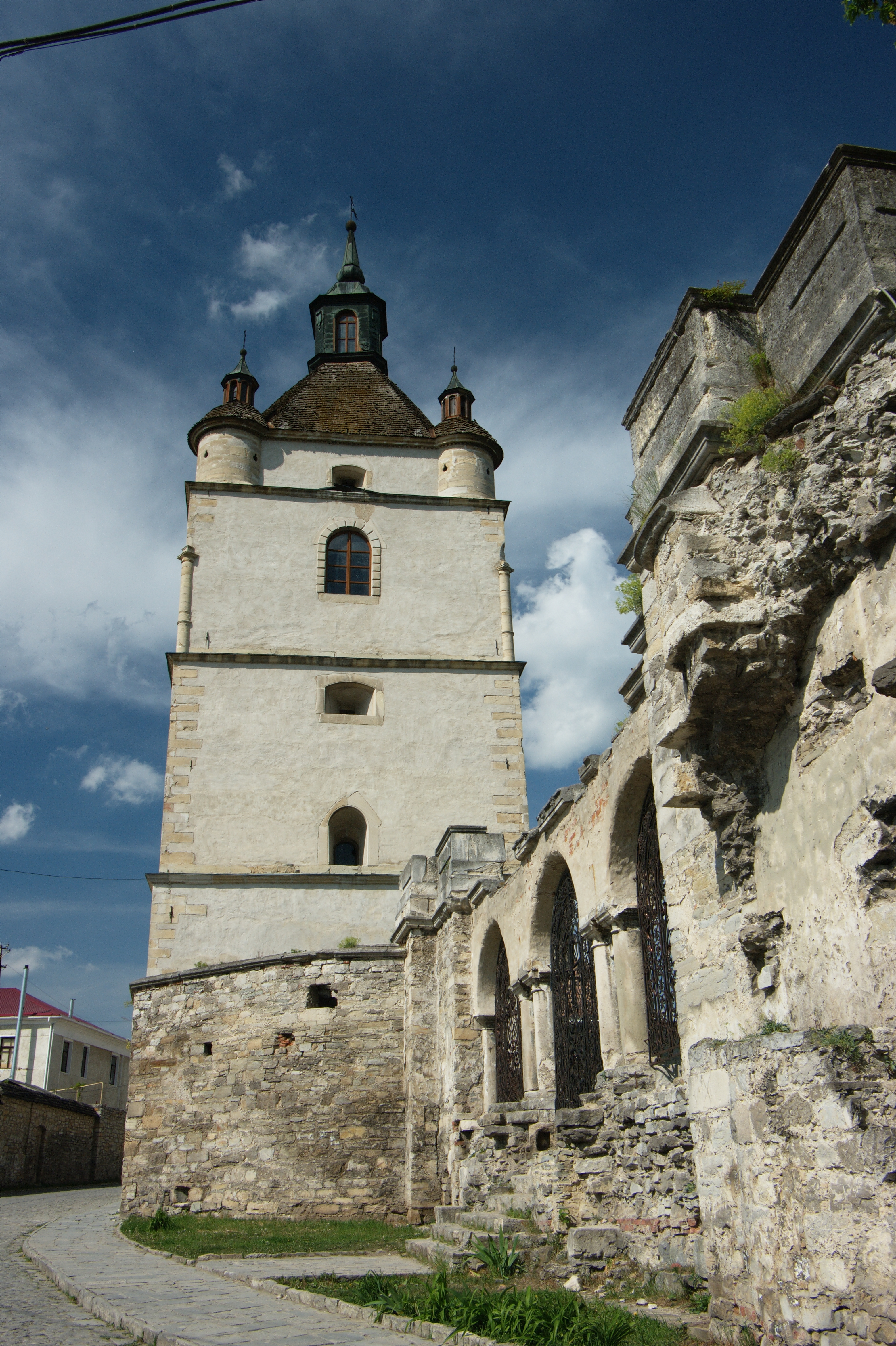
Вірменська дзвіниця
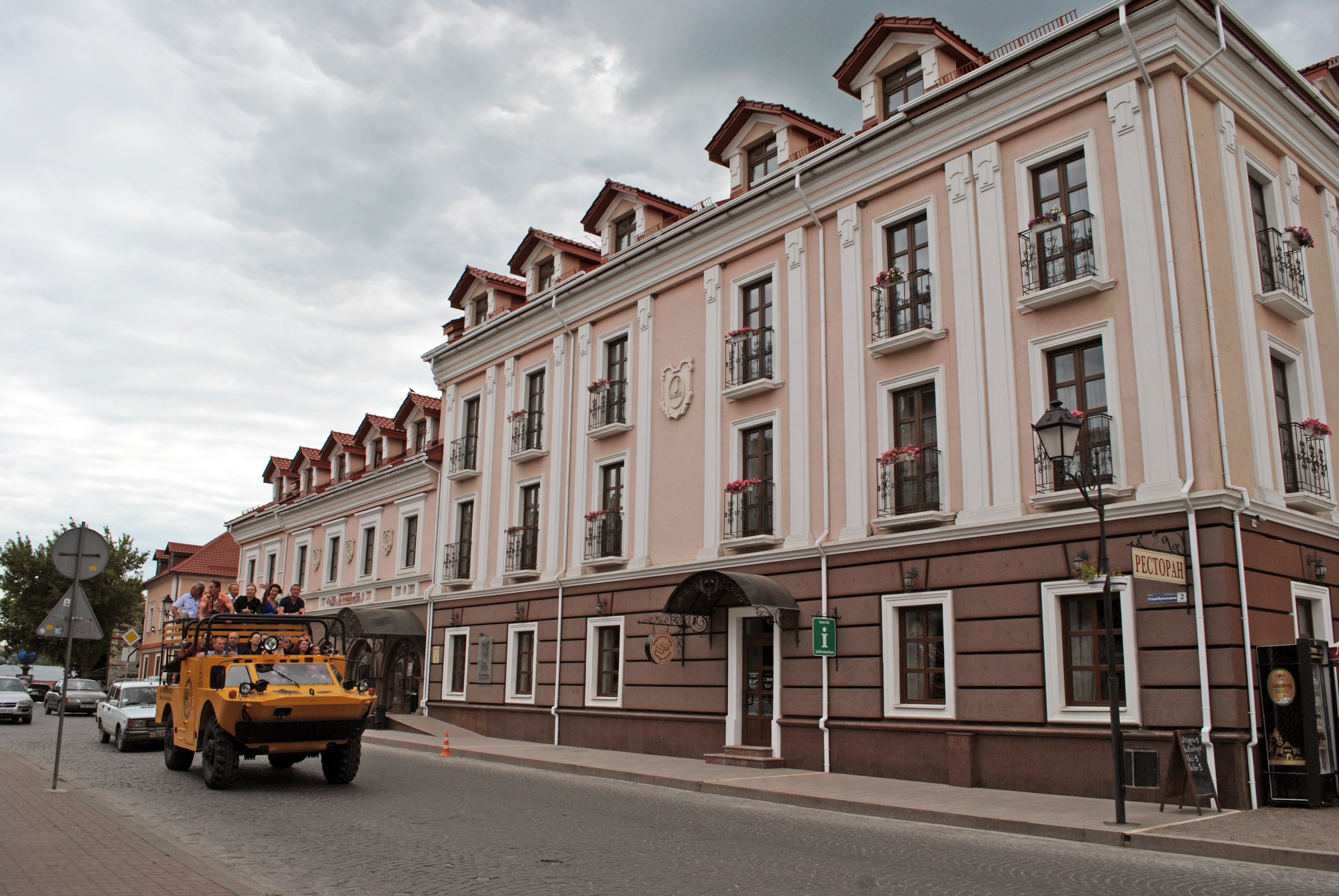
Вулиця Старобульварна
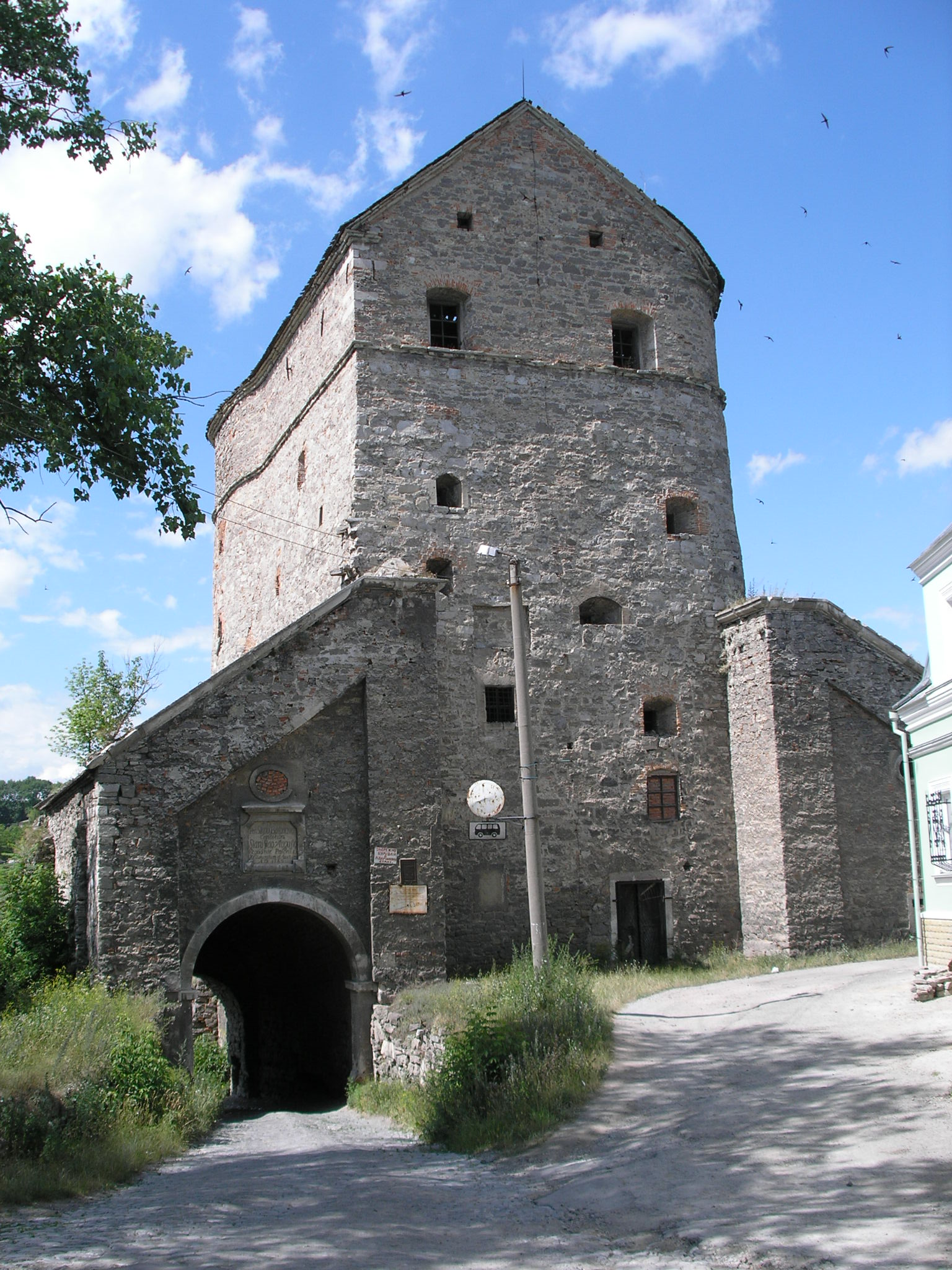
Башта Стефана Баторія
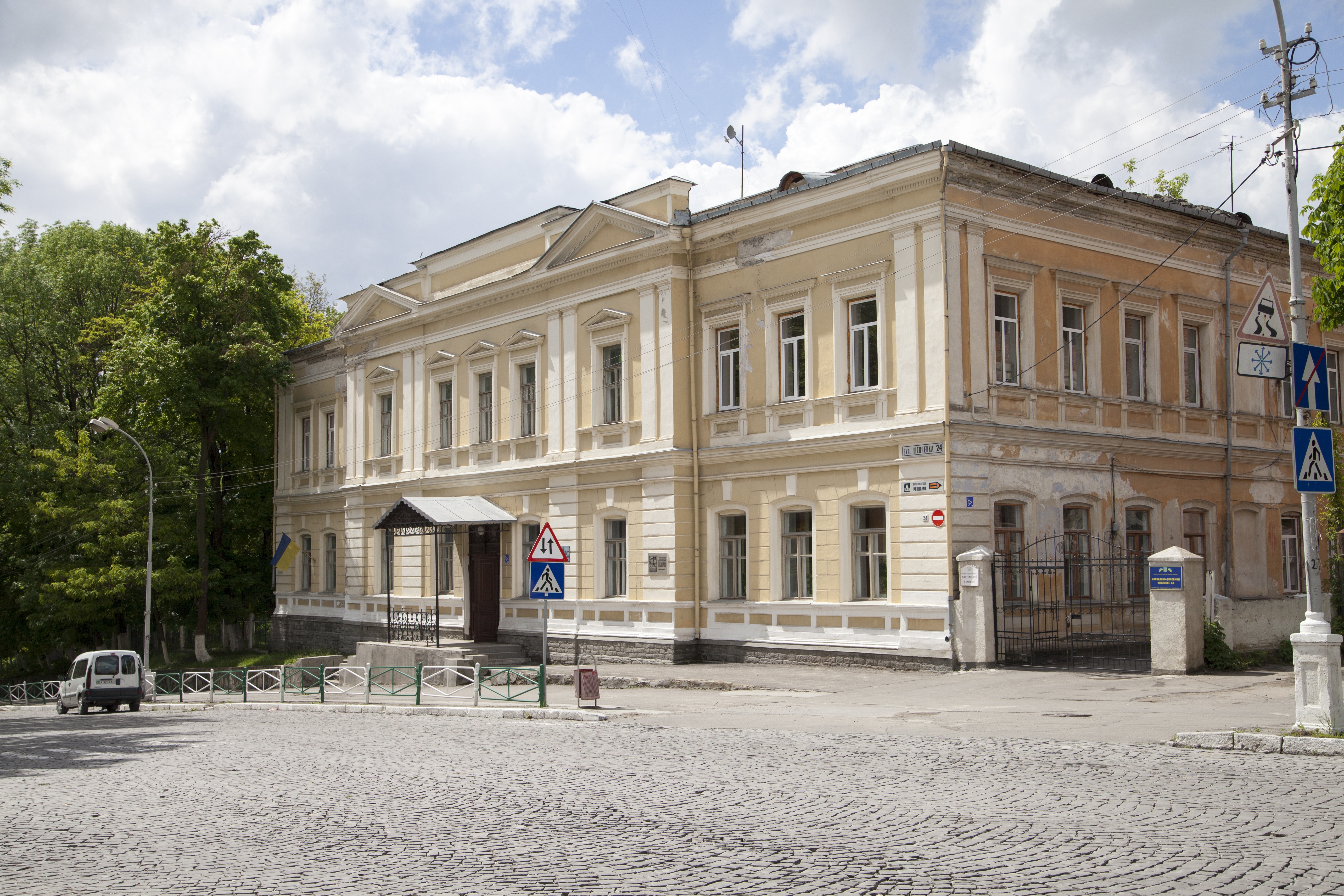
Вулиця Шевченка
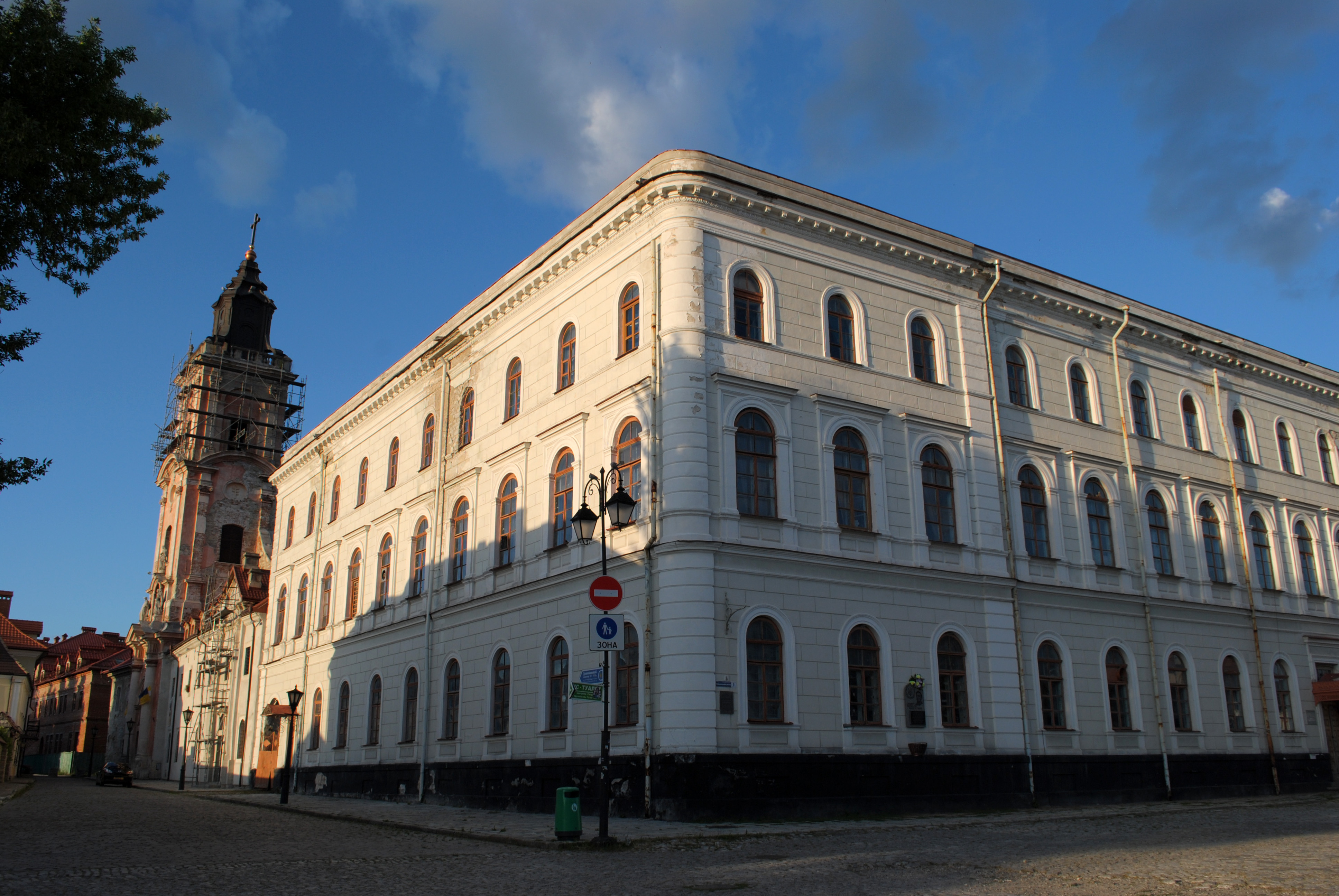
Суд окружний
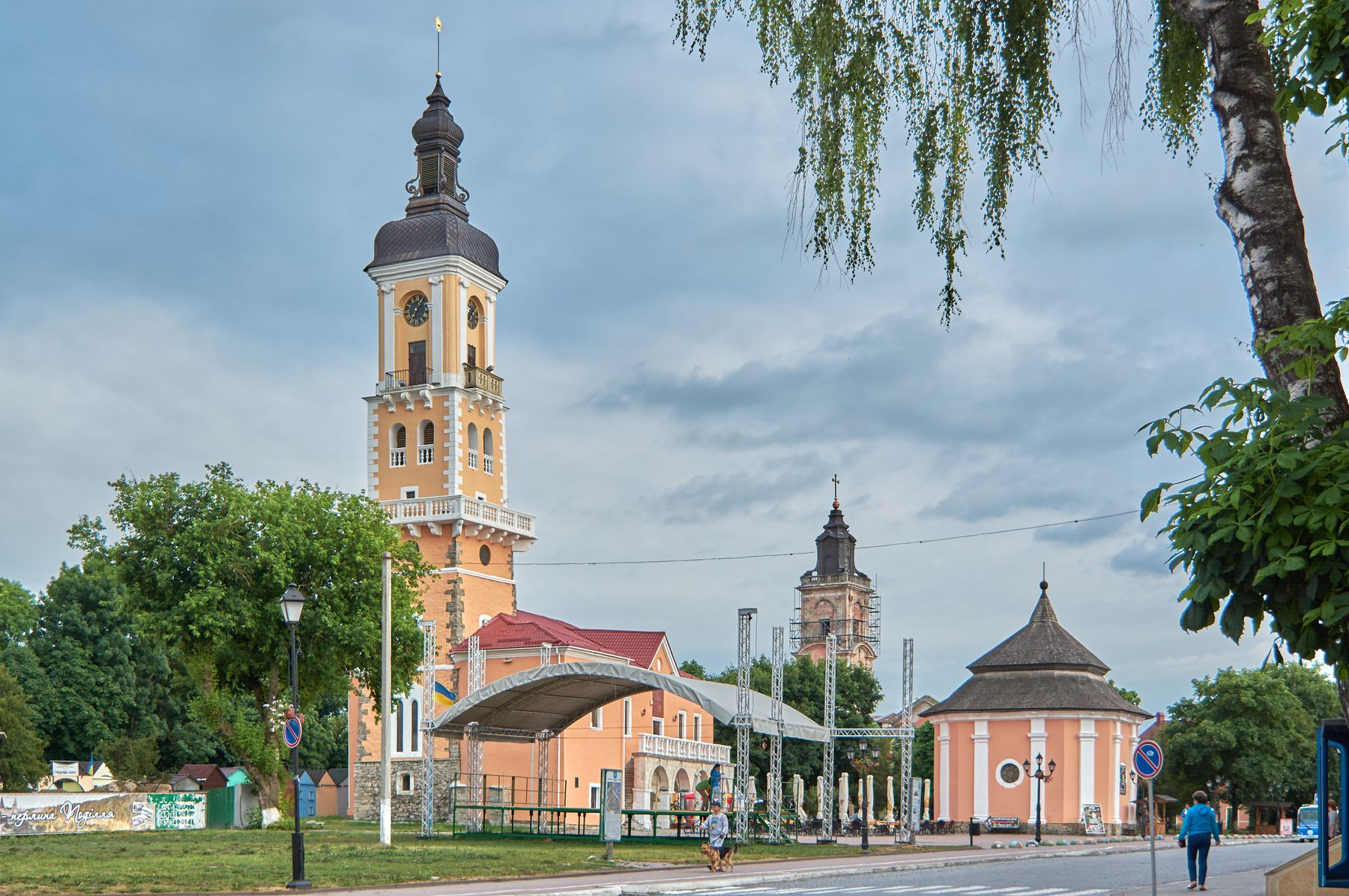
Будинок Польського магістрату

Релігійні споруди
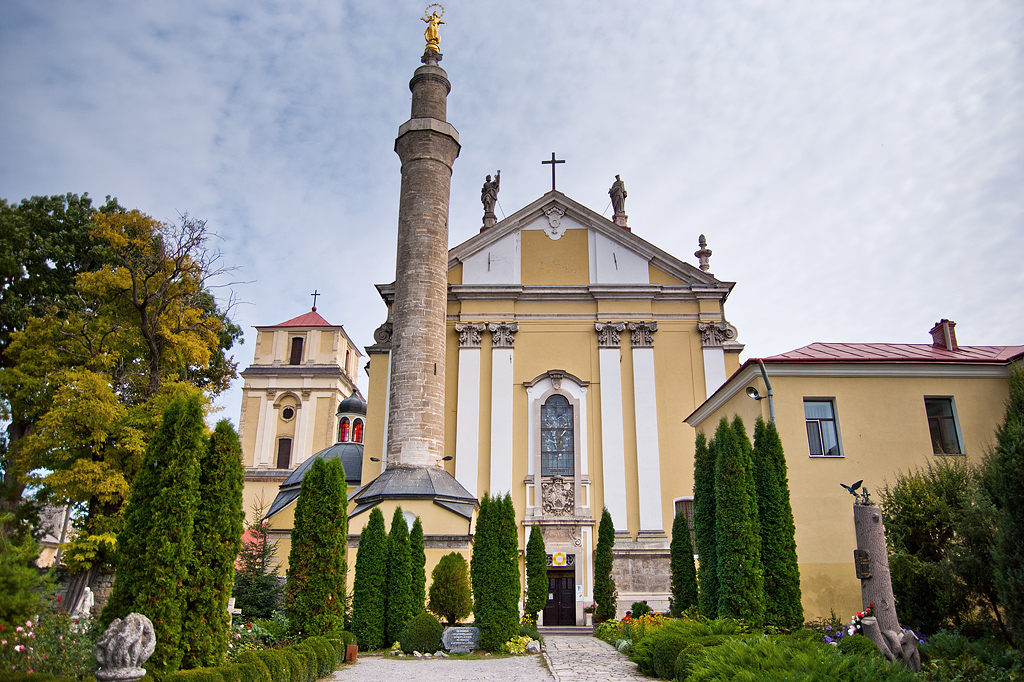
Собор святих Апостолів Петра і Павла
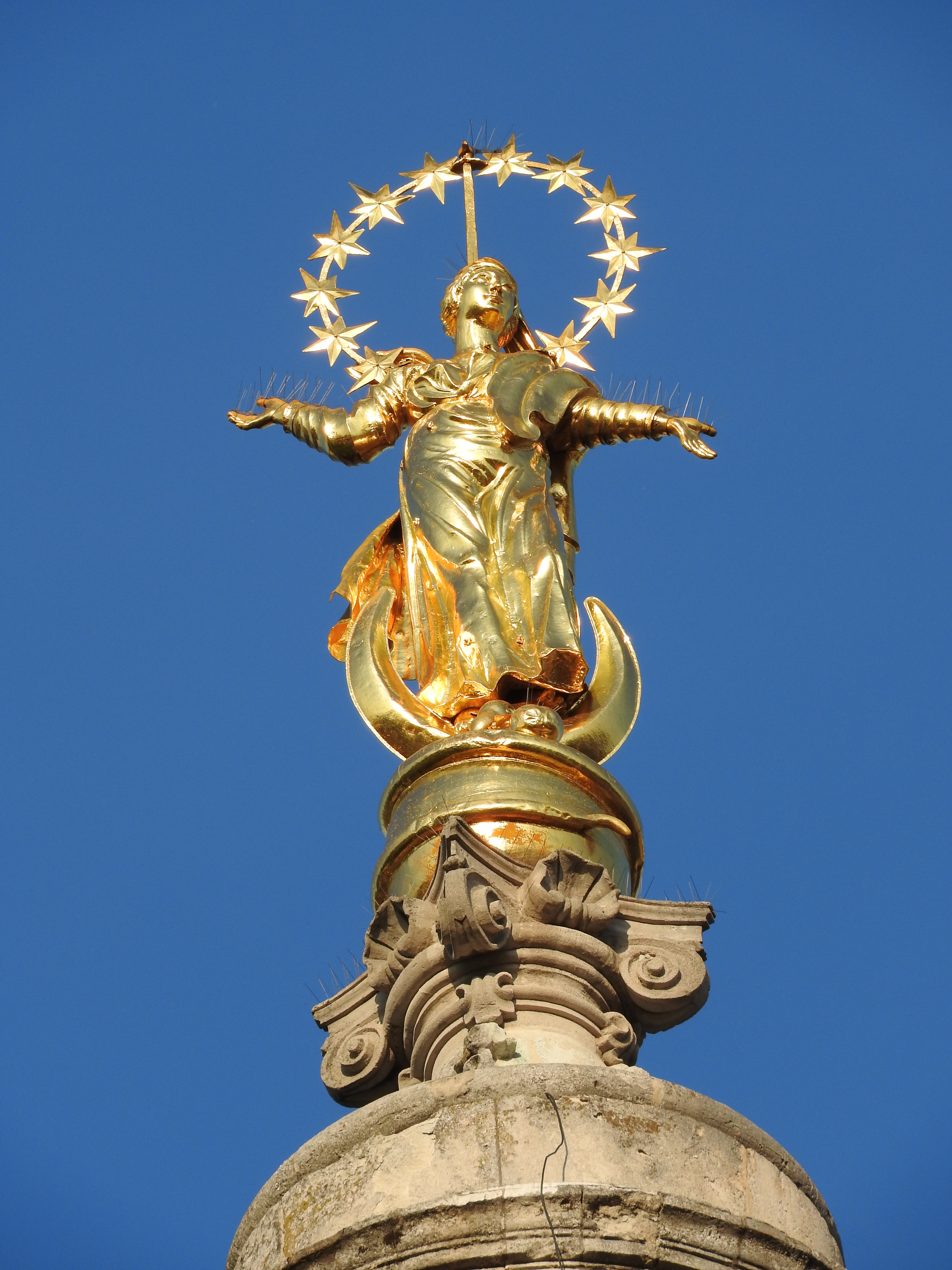
Скульптура Матері Божої
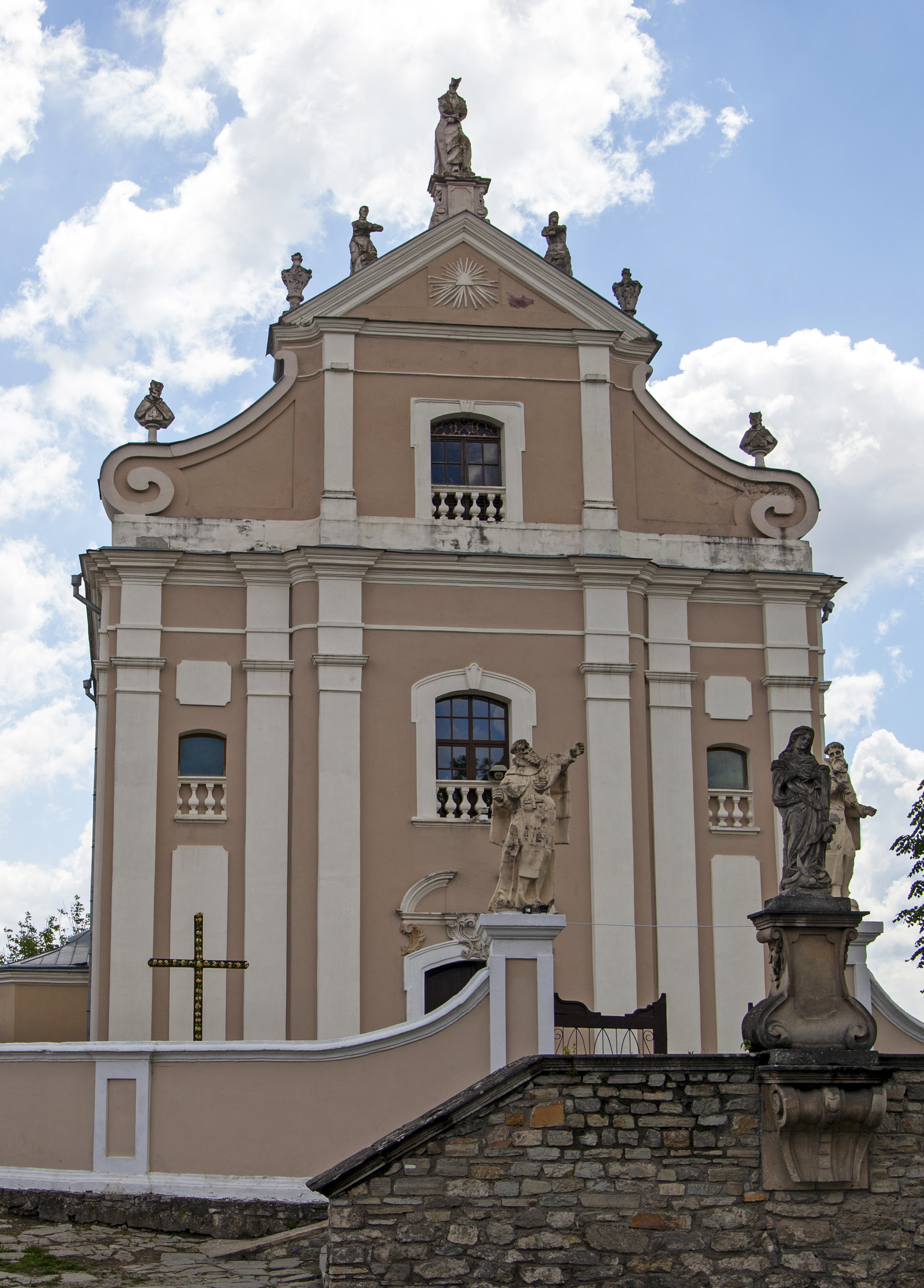
Костел святої Трійці
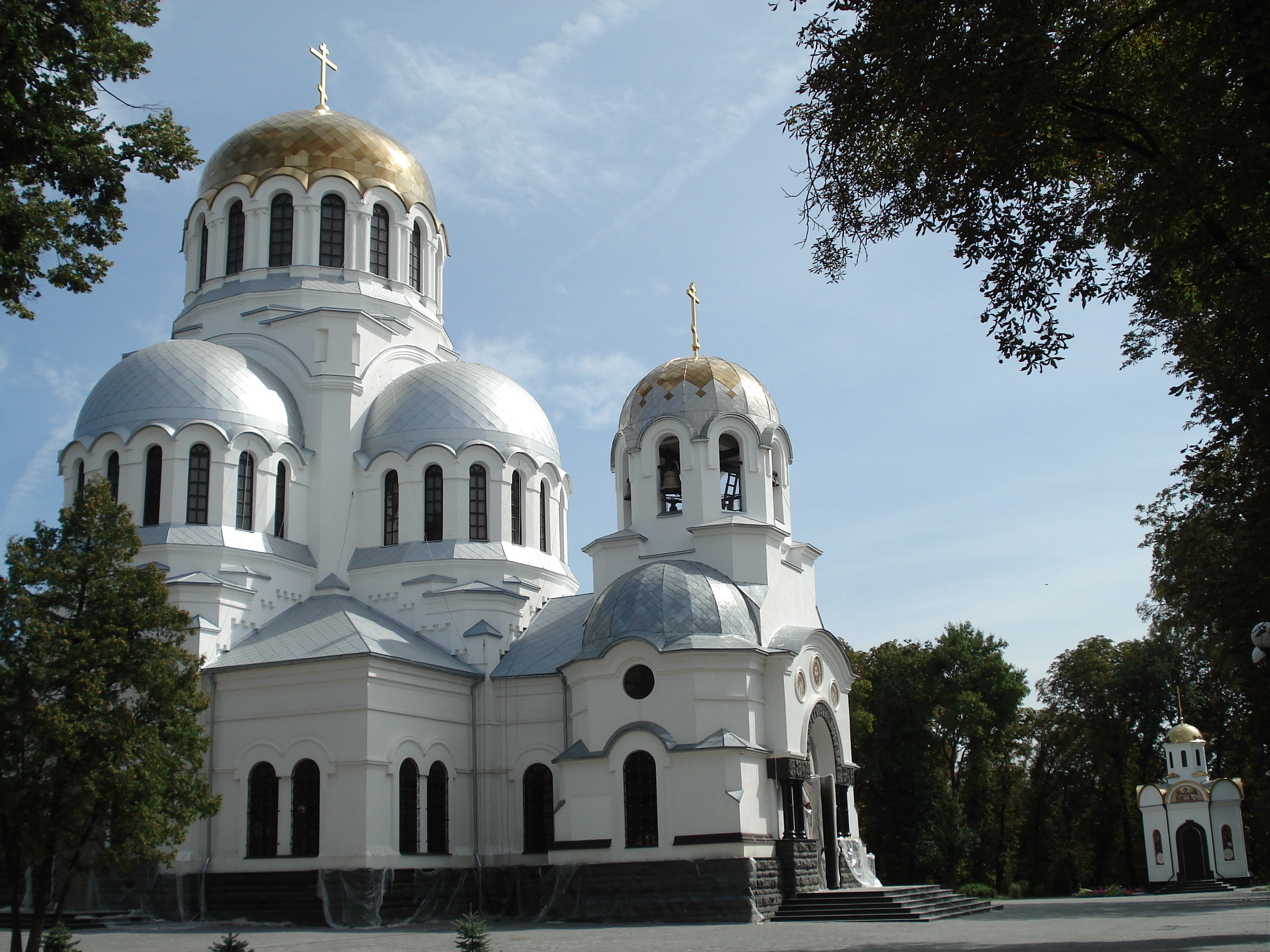
Собор
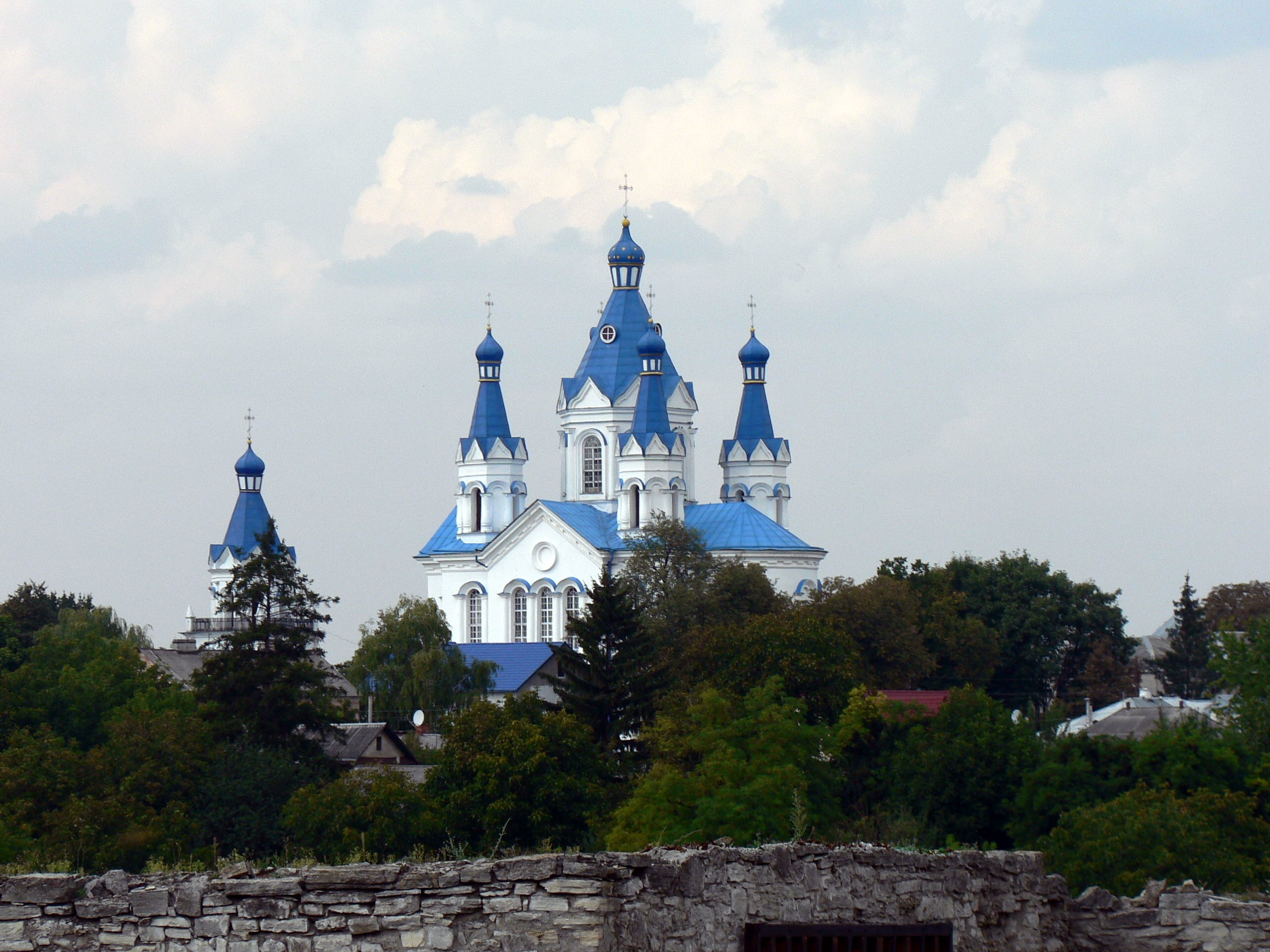
Православний храм
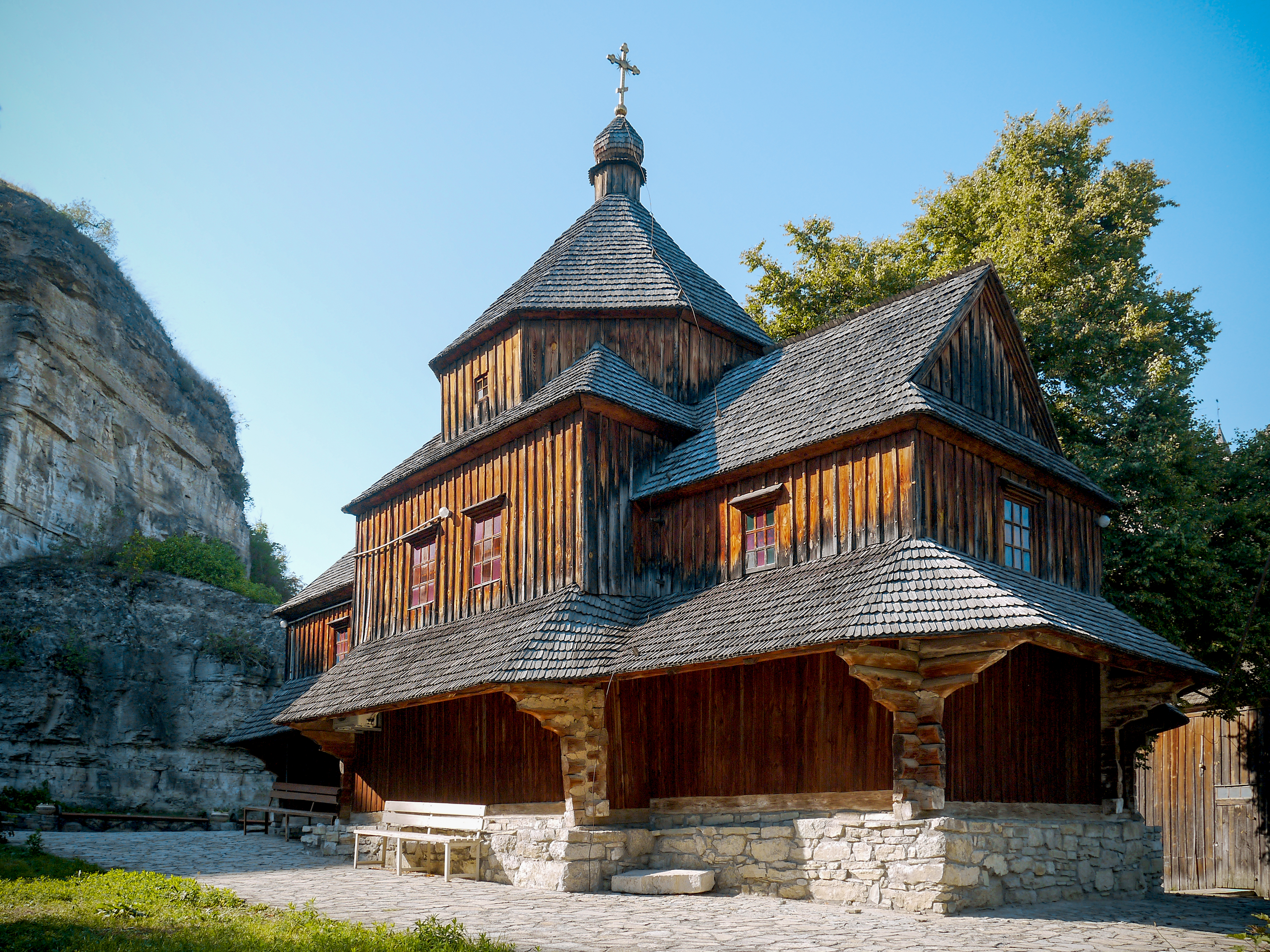
Здвиженська церква